# Архитектура Парижа
Архитекту́ра Пари́жа создавалась французскими архитекторами в течение долгого времени, начиная с эпохи Средневековья и вплоть до XXI века. Именно в Париже зародился готический стиль, появились выдающиеся памятники французского Ренессанса и классического Возрождения, а также образцы стиля эпохи правления Наполеона III, Прекрасной эпохи и ар нуво.
Парижские всемирные выставки 1889 и 1900 годов обогатили город такими архитектурными сооружениями, как Эйфелева башня и Большой Дворец. В конце XIX века Эйфелева башня, расположенная в 7-м округе Парижа и имевшая высоту 324 метра, являлась самым высоким сооружением в городе. Со временем башня стала наиболее узнаваемым символом Парижа (до её появления главным символом города был Собор Парижской Богоматери).
В XX веке в Париже впервые появился стиль ар-деко. Парижские архитекторы также оказали влияние на постмодернистскую архитектуру второй половины века. Самое высокое современное здание в Париже — Tour First — имеет высоту 231 метр, оно построено в 1974 году и расположено в жилом квартале Дефанс.

## Галерея

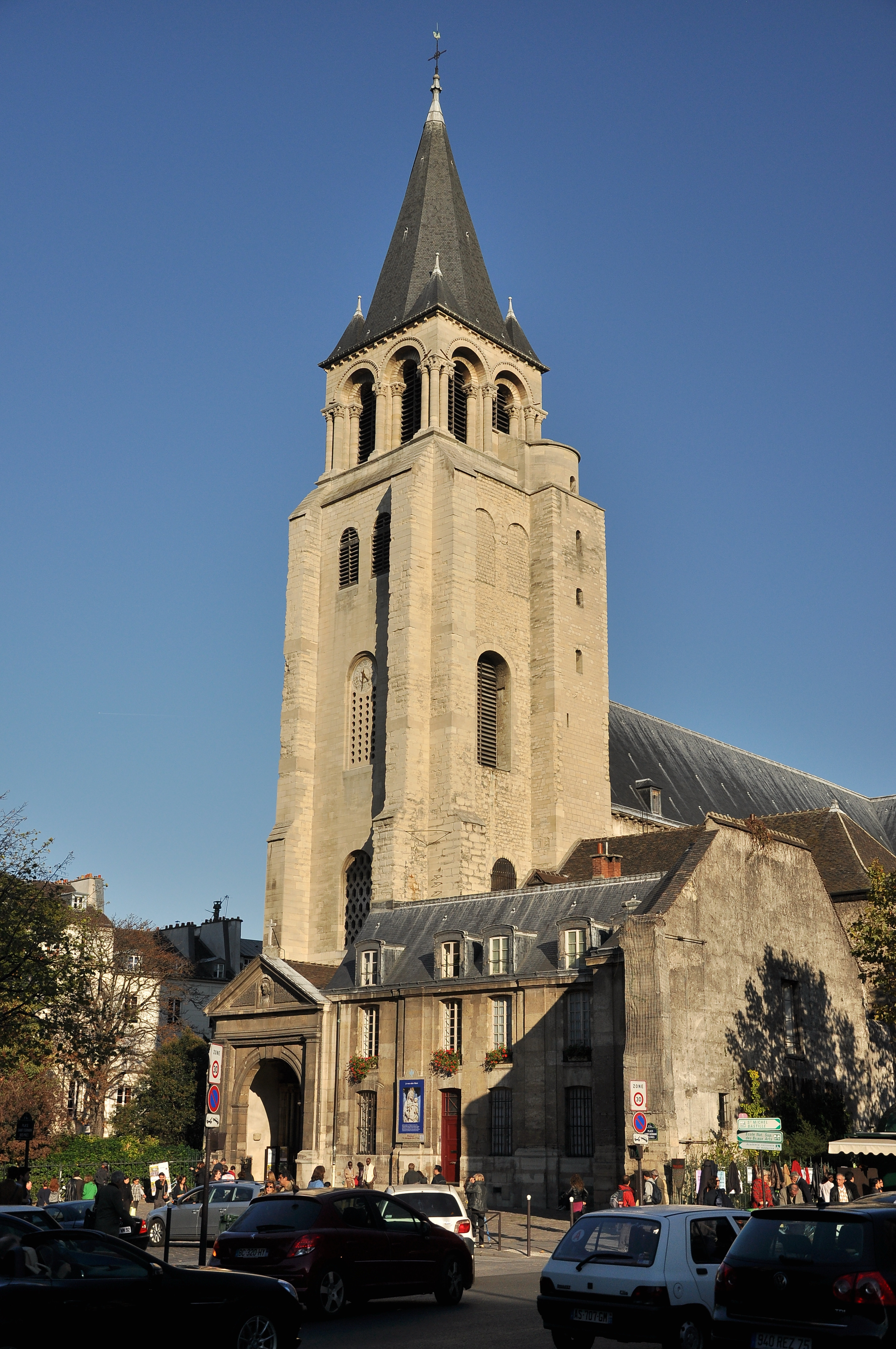
Аббатство Сен-Жермен-де-Пре (990—1160)
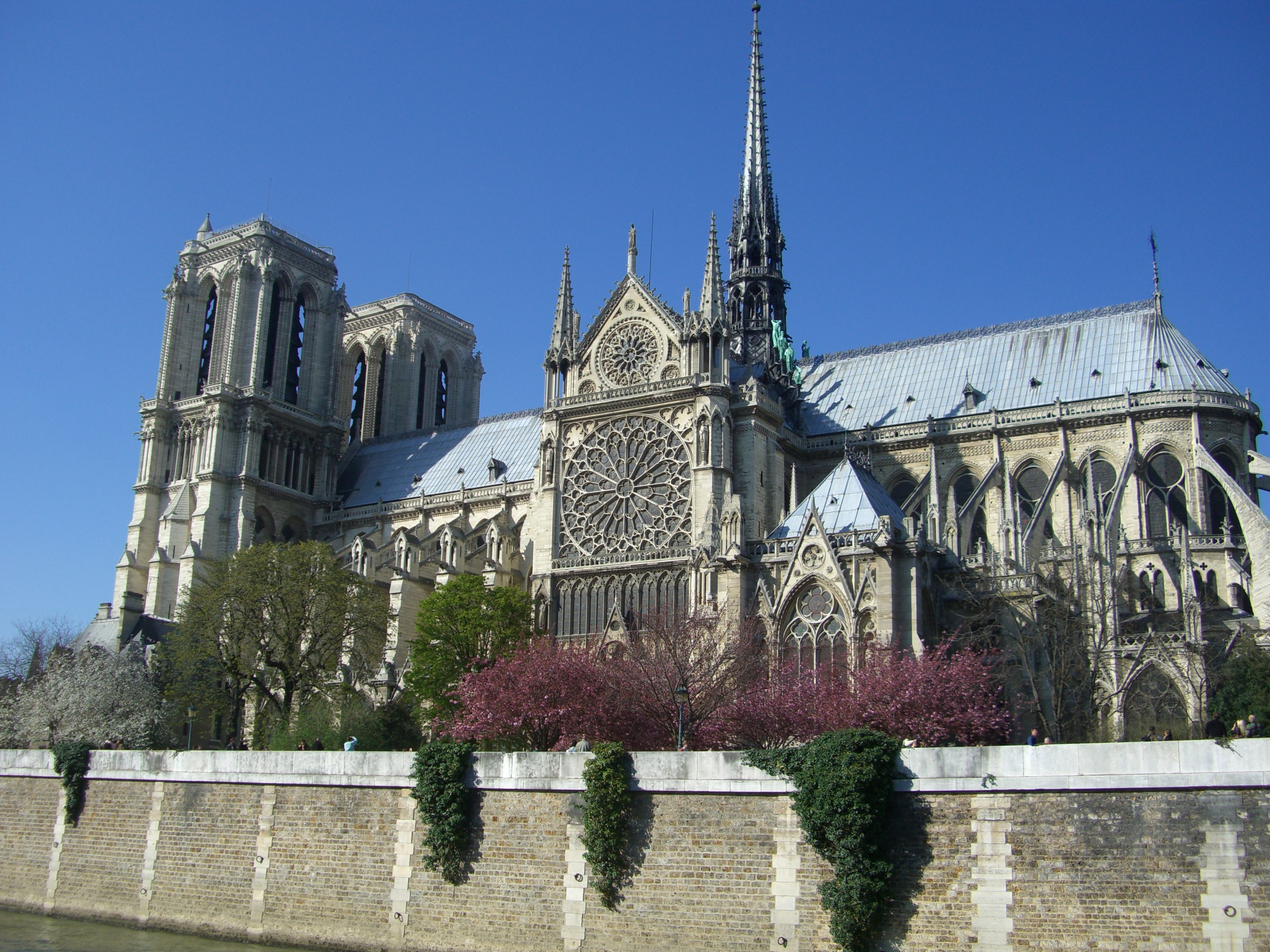
Собор Парижской Богоматери (1160—1230)
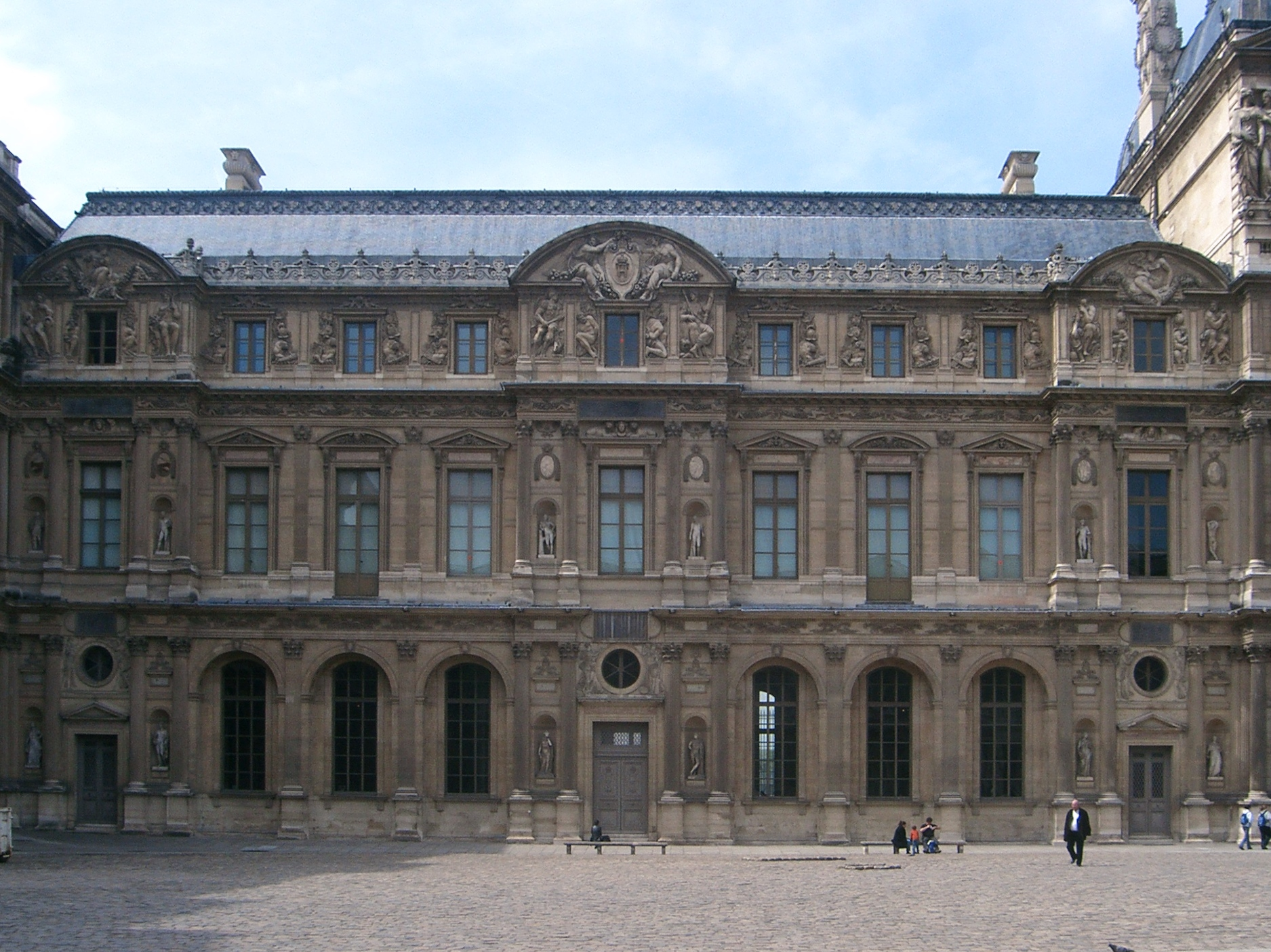
Интерьеры Лувра, выполненные архитектором Пьером Леско (1546)
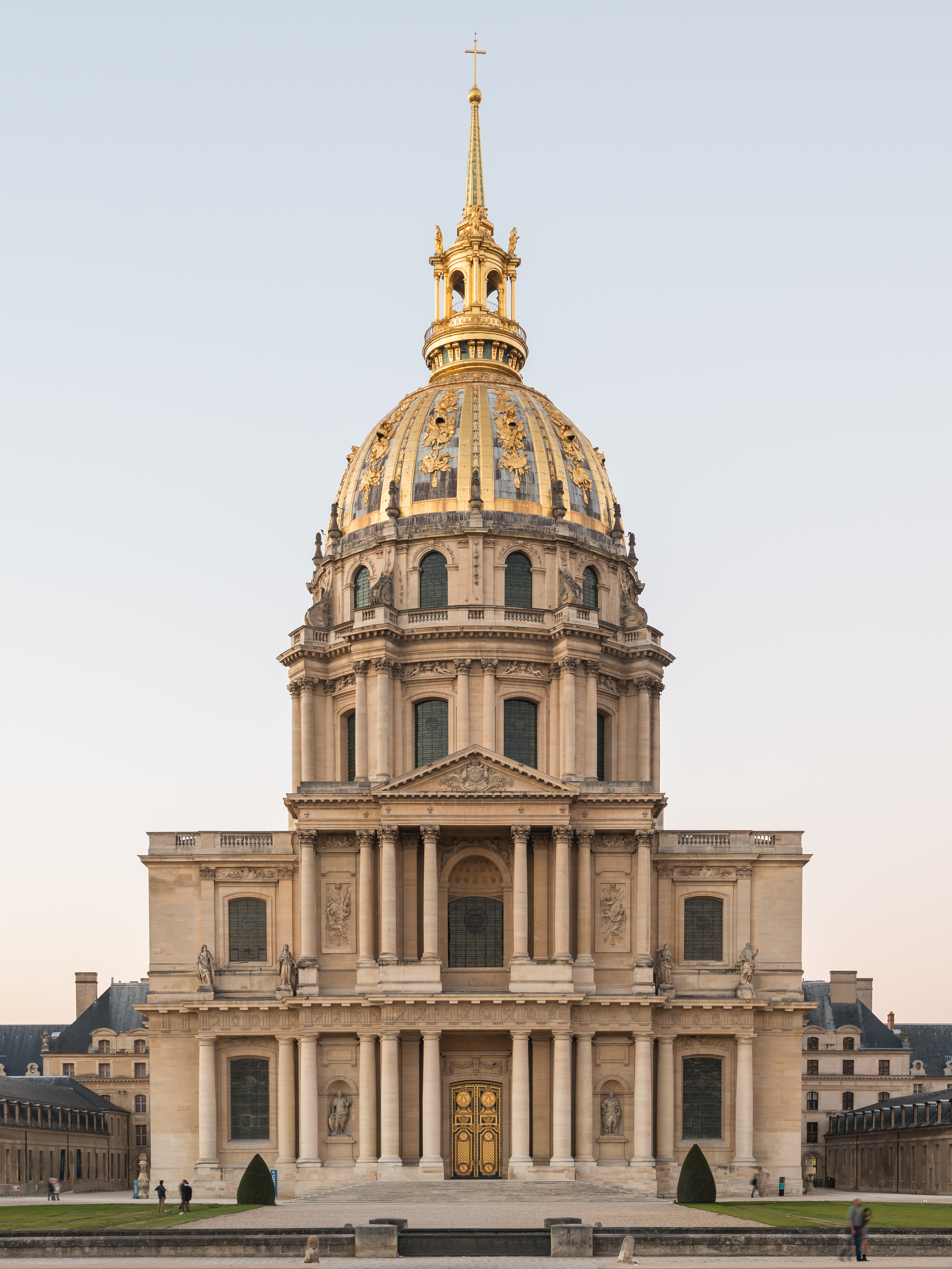
Дом инвалидов, архитектор Жюль Ардуэн-Мансар (1677—1706)
Военная школа, архитектор Анж-Жак Габриэль (1751—1780)
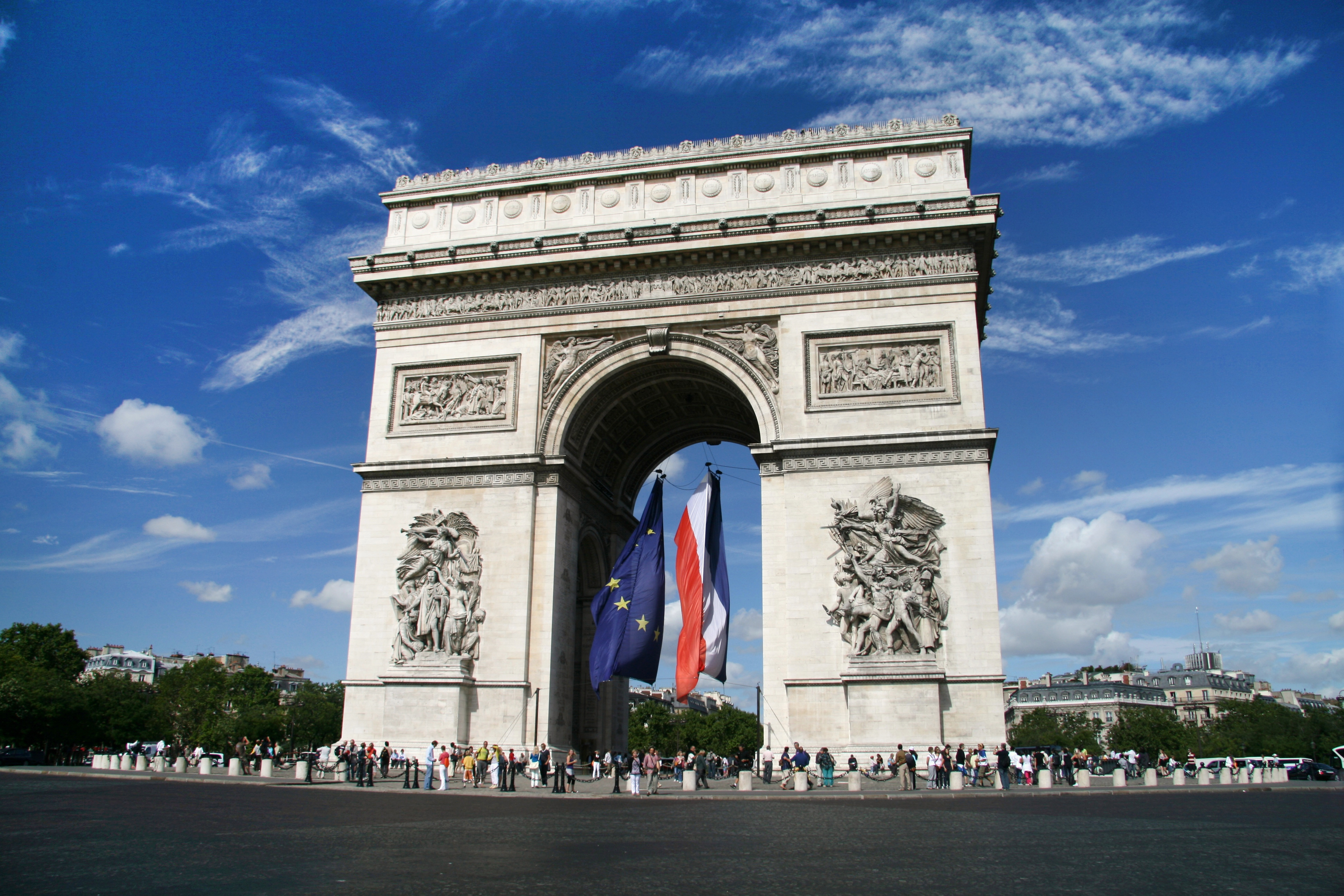
Триумфальная арка. Архитектор Жан Шальгрен (1806—1836)
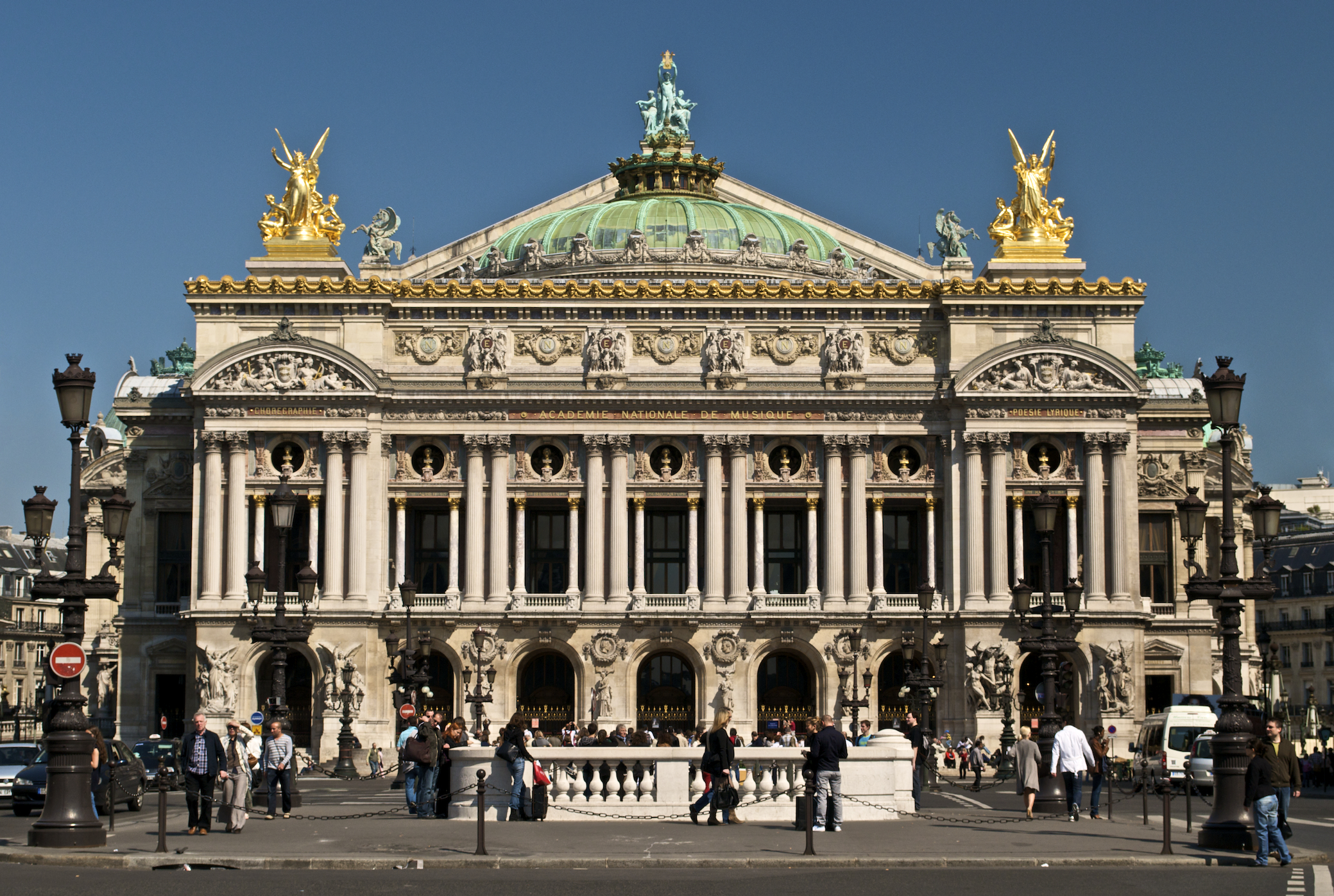
Опера Гарнье (Гранд-опера́), архитектор Шарль Гарнье (1861—1875)
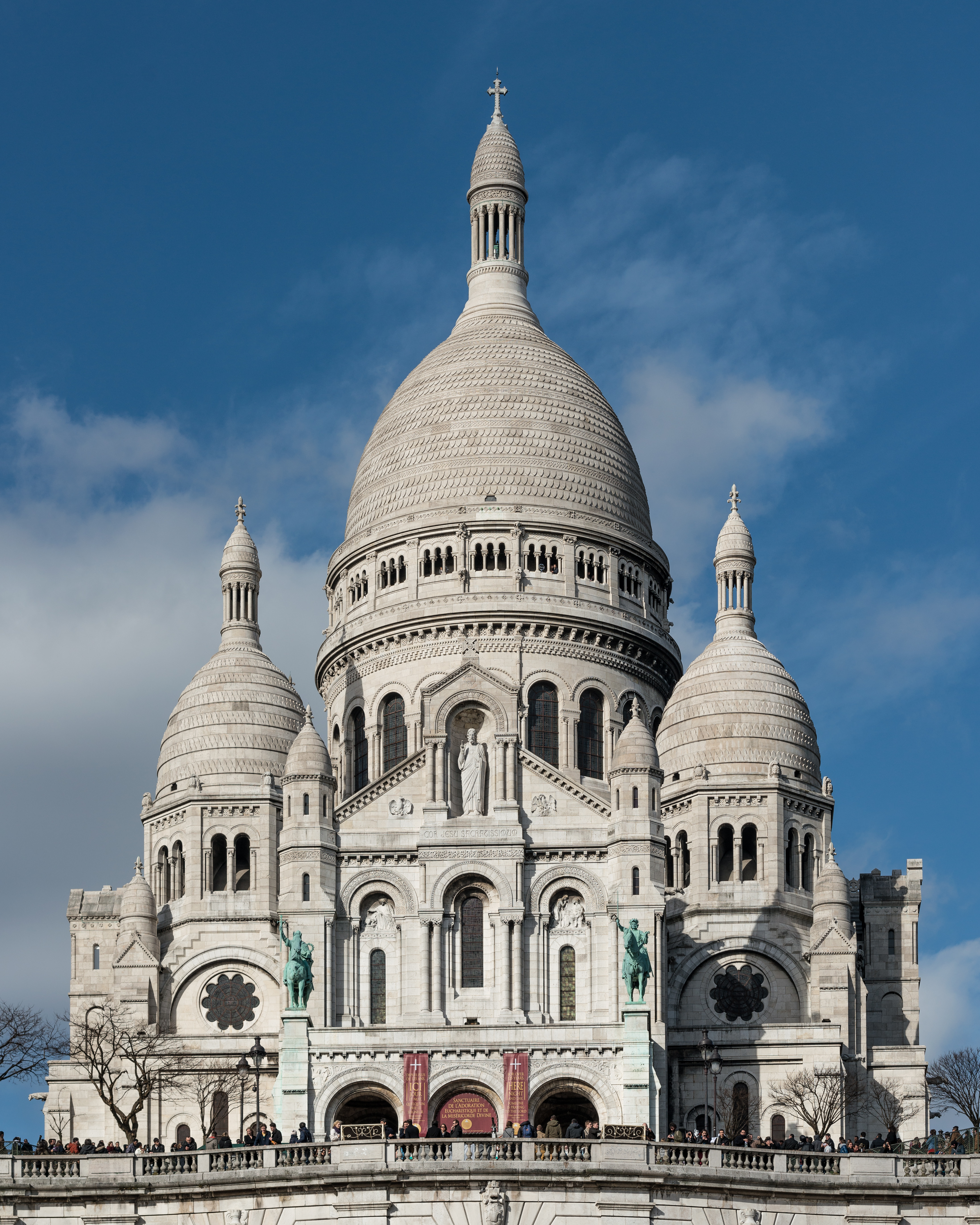
Базилика Сакре-Кёр, архитектор Поль Абади (1874—1916)
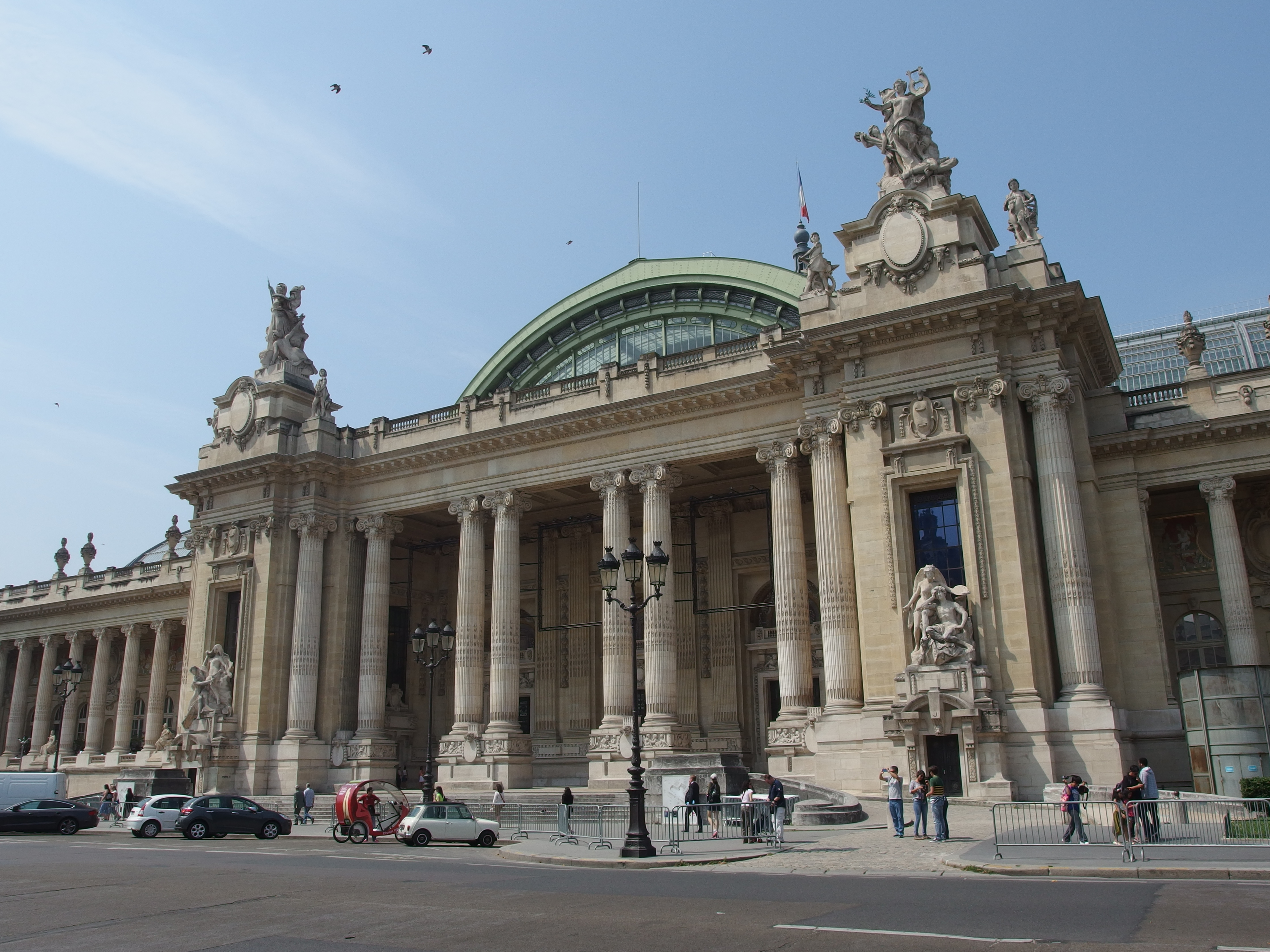
Большой дворец. Архитекторы Анри Деглан, Шарль Жиро, Альбер Луве и Альбер Тома (1897—1900)

## Галло-римская архитектура

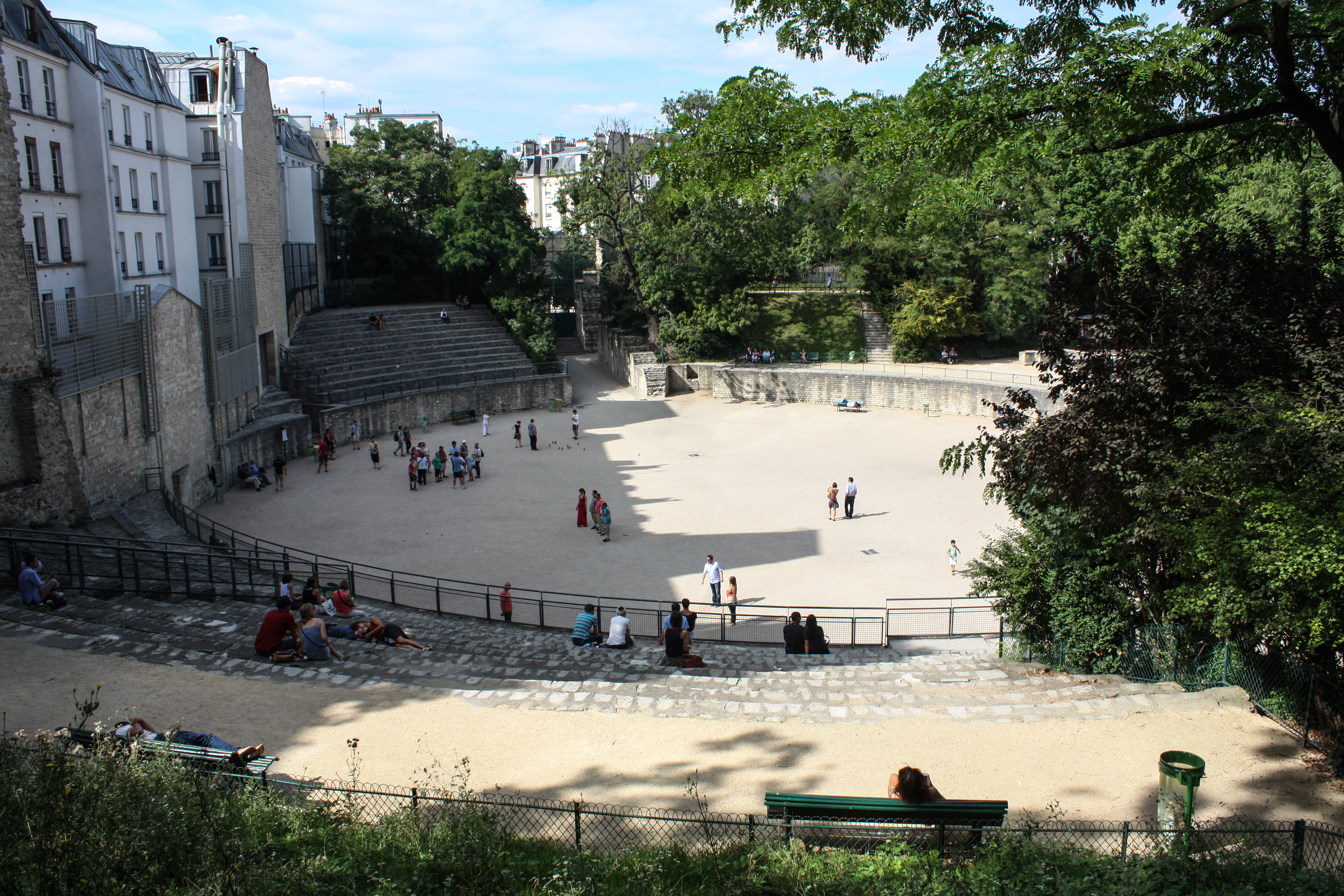
Арены Лютеции, амфитеатр Лютеции под открытым небом  (I век н. э.)
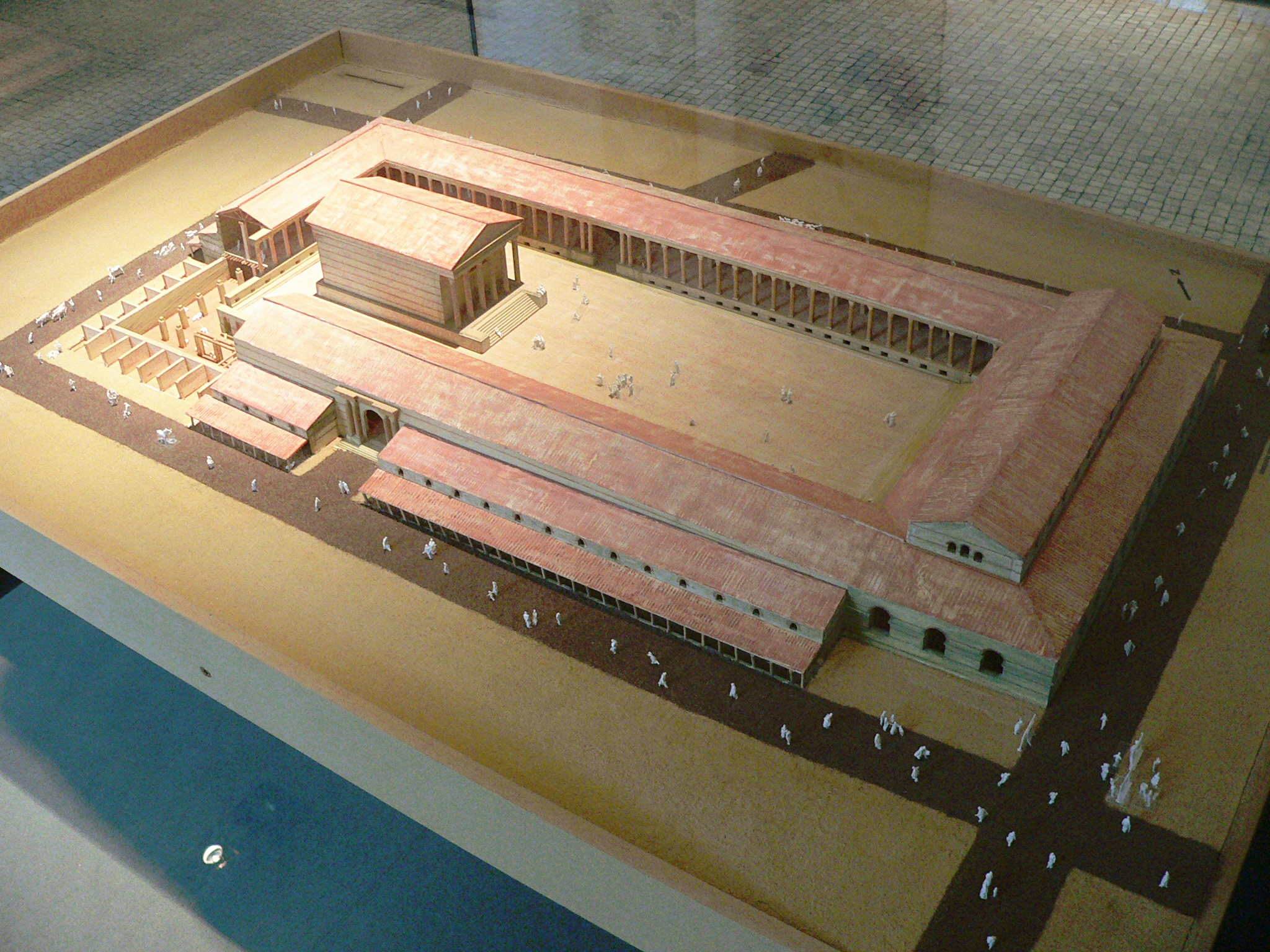
Модель Римского форума Лютеции. Музей Карнавале — городской музей истории Парижа
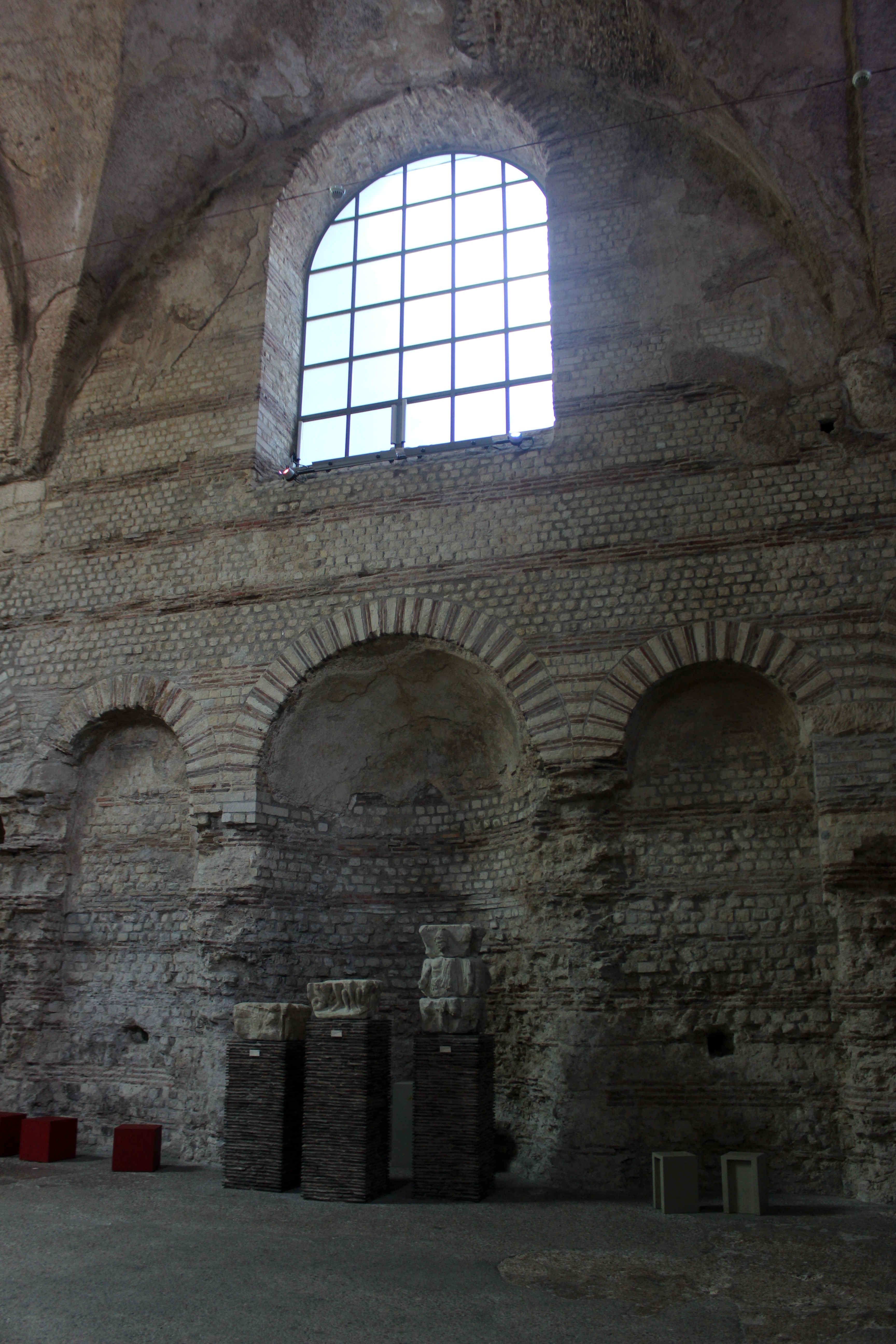
В термах Клюни (римские бани) (II или III век н. э.)
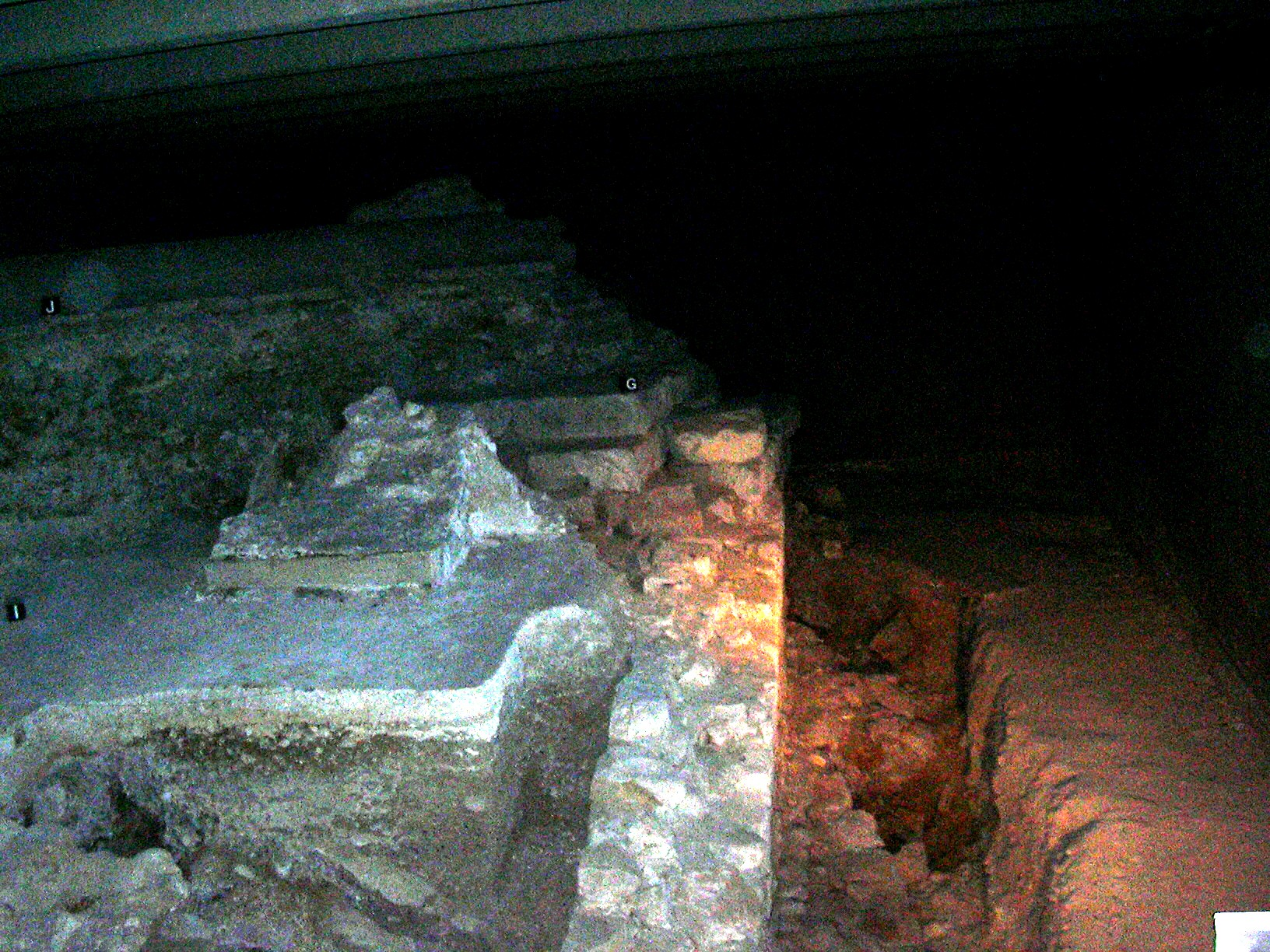
Остатки римской стены на площади перед Нотр-Дам де Пари
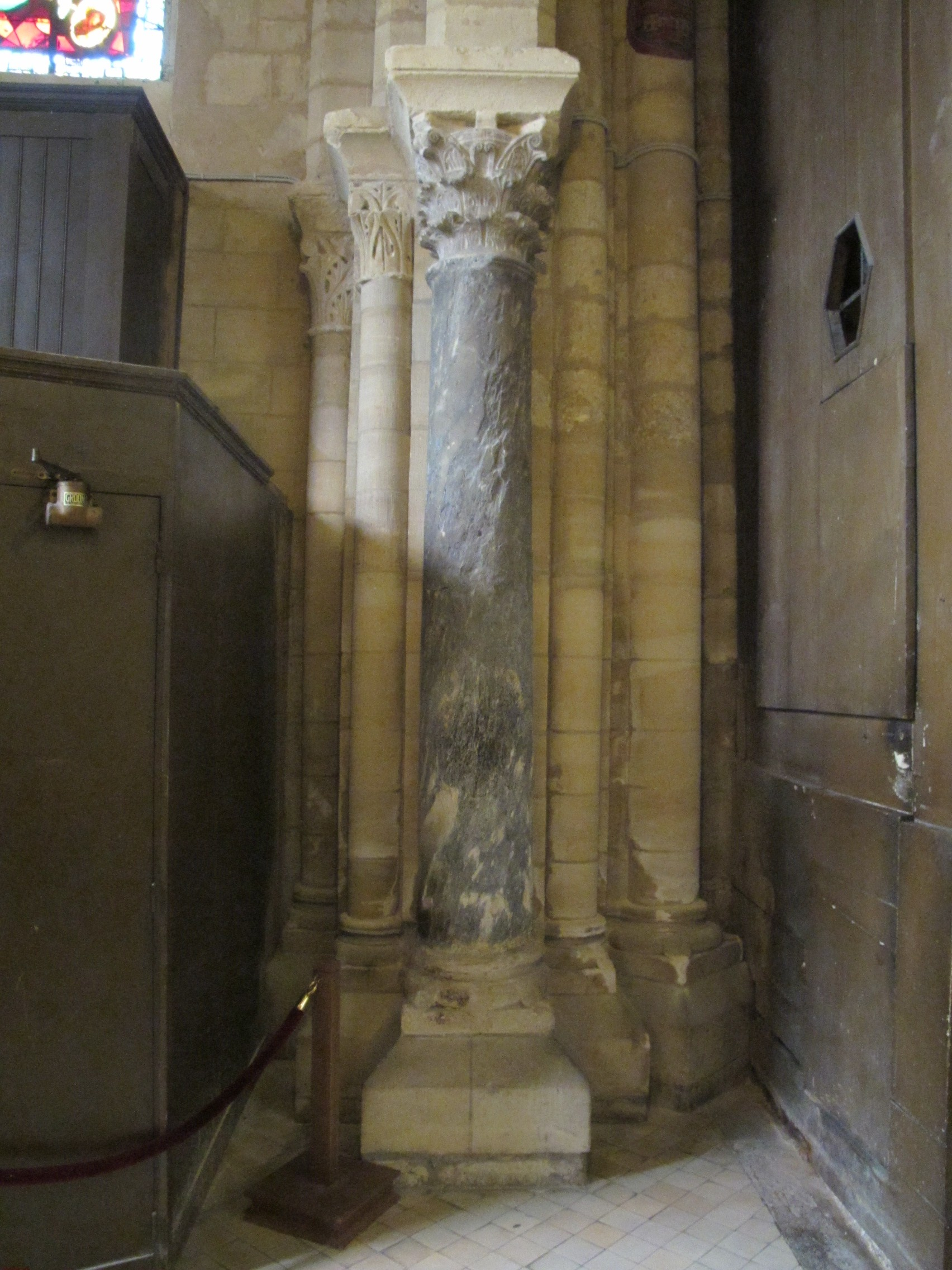
Древняя римская колонна повторно используется в нефе церкви Сен-Пьер-де-Монмартр

В Париже осталось мало объектов архитектуры от древнего города Лютеции, основанного кельтским племенем, известным как паризии, примерно в III веке до нашей эры. Лютеция была завоёвана римлянами в 52 году до н. э. и превратилась в галло-римский гарнизонный город. В I веке нашей эры он был перестроен по классическому римскому плану: по оси Север-Юг, называемой кардо (ныне улица Сен-Жак); и оси Восток-Запад (декуманус), следы которой были найдены на острове Сите на улице Лютес (rue de Lutèce). Центр римской администрации находился на этом острове, в месте, где в настоящее время стоит Дворец правосудия. Город вырос на Левом берегу реки Сены, на склонах холма Святой Женевьевы. Римский форум был расположен на вершине холма, по нынешней улице Суффло, между бульваром Сен-Мишель и улицей Сен-Жак.
Возле форума в римском городе находились три термы. Вода в них поступала через 46-километровый акведук. На бульваре Сен-Мишель видны остатки одной из бань — так называемые термы Клюни. Это была самая большая из трёх бань. Её размеры — сто метров на шестьдесят пять метров. Построена она была в конце II — начале III века нашей эры, в годы расцвета города. В настоящее время термы Клюни являются частью парижского Музея Средневековья. Неподалёку, на улице Монж, находятся остатки римского амфитеатра, называемого Арены Лютеции, который был раскопан и реставрирован в XIX веке. Несмотря на то, что население города в то время насчитывало не более 5-6 тысяч человек, размеры амфитеатра составляли 130 метров на 100 метров и он мог вместить 15 000 человек. К настоящему времени от тридцати пяти ярусов сидений в нём осталось лишь пятнадцать. Амфитеатр был построен в I веке нашей эры и использовался для сражений гладиаторов с дикими зверями, а также для проведения театральных представлений.
Ещё один примечательный образец галло-римской архитектуры был обнаружен под хорами собора Нотр-Дам в Париже — фрагмент античной колонны с резьбой, изображающей римских и галльских богов (так называемая «колонна лодочников»). Вероятно, она была сделана в начале I века во время правления императора Тиберия в честь гильдии лодочников, которые играли важную роль в городской экономике, религиозной и общественной жизни. В настоящее время Колонна лодочников является частью экспозиции Музея Средневековья. Другие фрагменты галло-римской архитектуры можно увидеть в крипте под площадью перед Собором Парижской Богоматери и в церкви Сен-Пьер де Монмартр, где в конце XII века несколько колонн римского храма были использованы повторно для строительства христианской церкви.

## Романские церкви

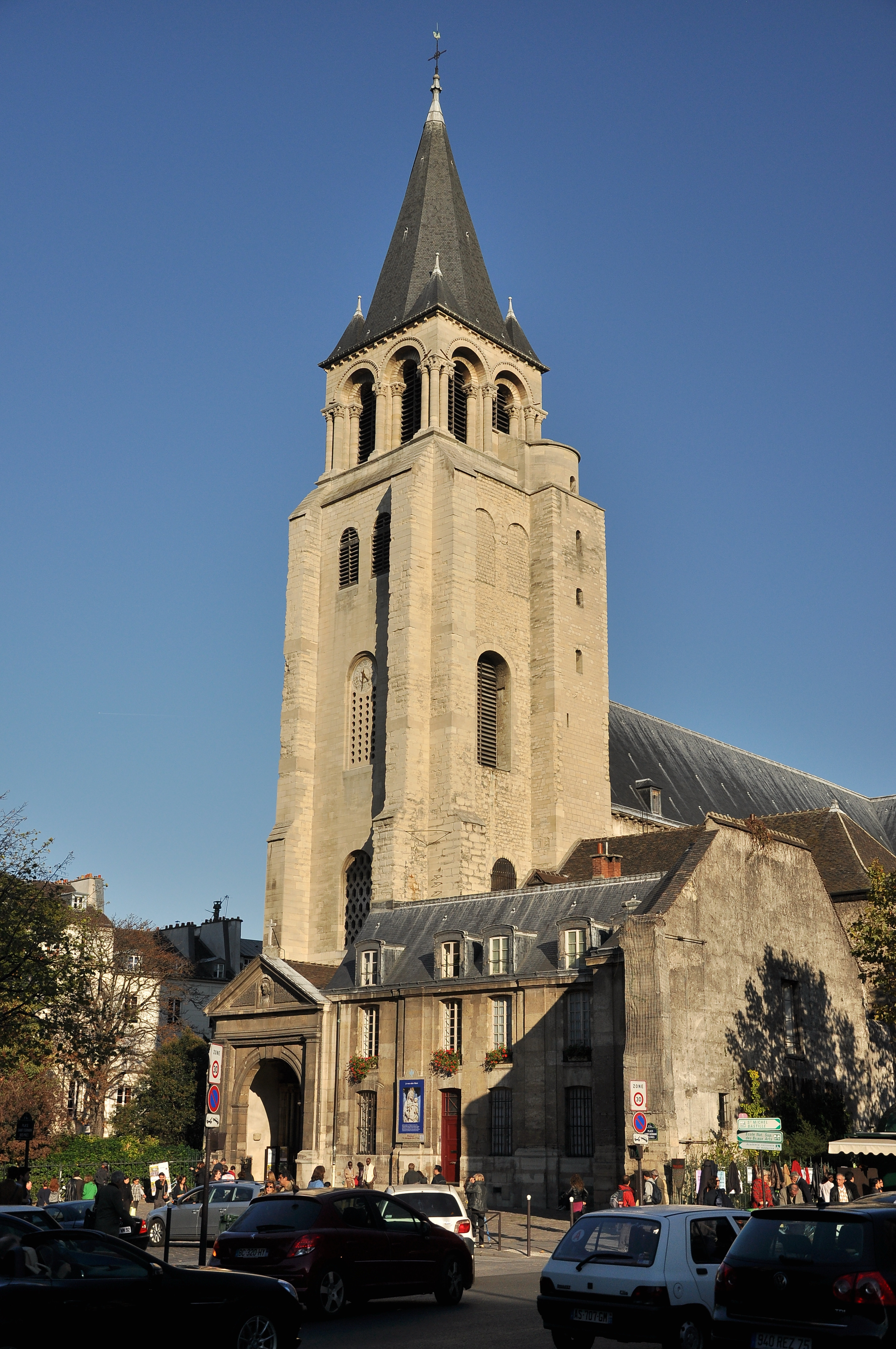
Романская колокольня аббатства Сен-Жермен-де-Пре (990—1160)
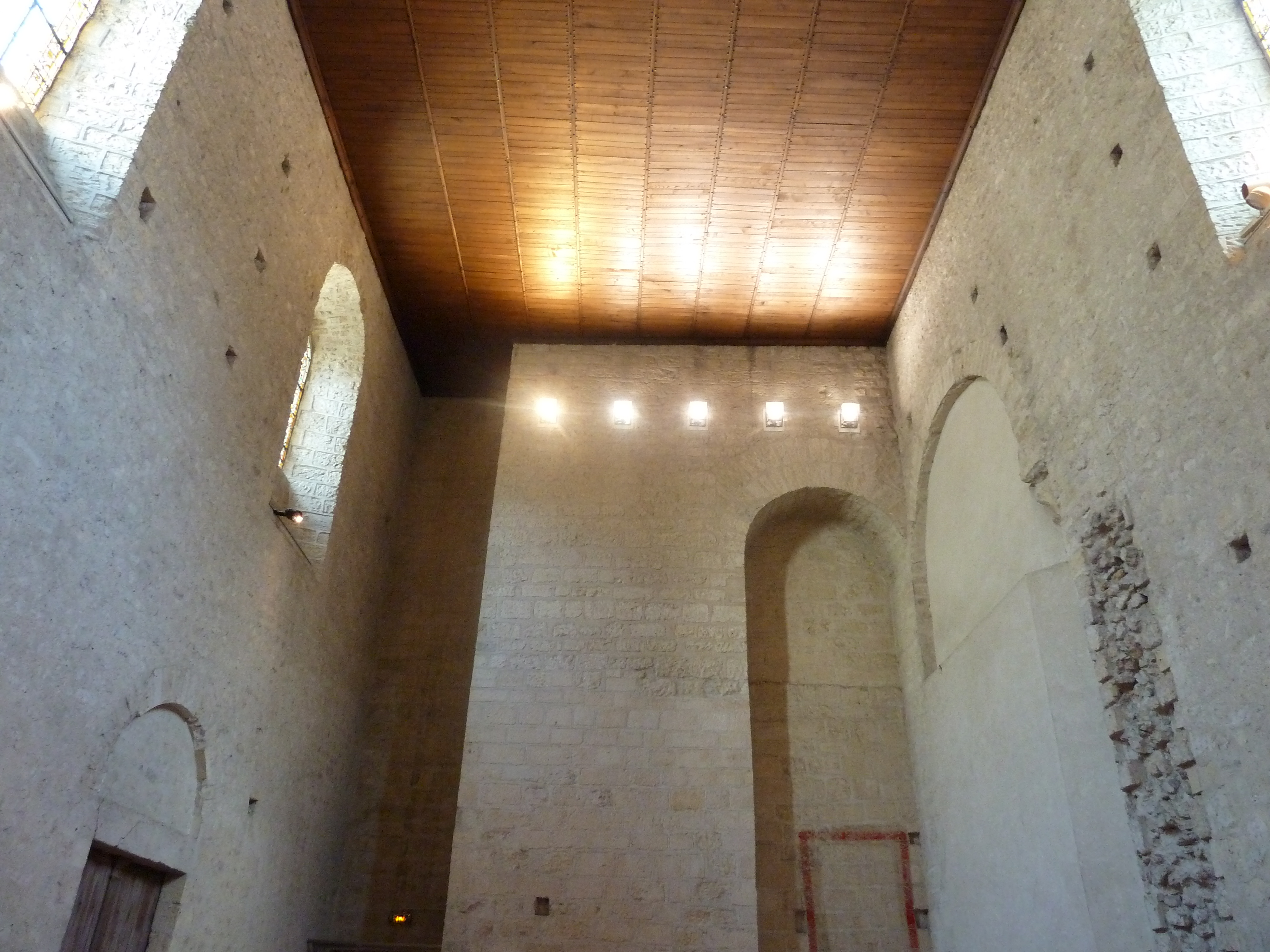
Часовня Сен-Симфорьен (XI век), самая ранняя в церкви Сен-Жермен-де-Пре
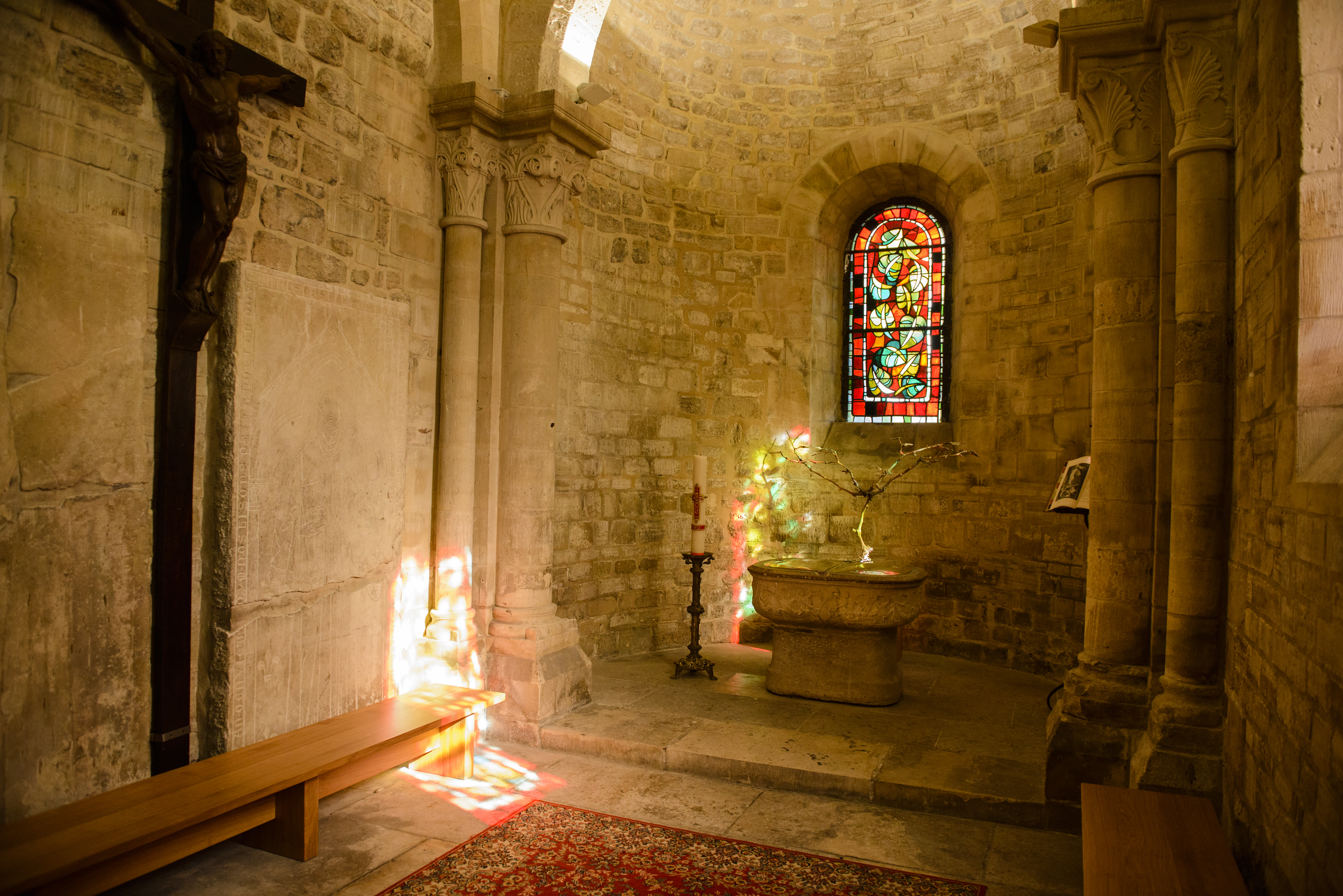
Интерьер церкви Сен-Пьер-де-Монмартр (1147—1200)
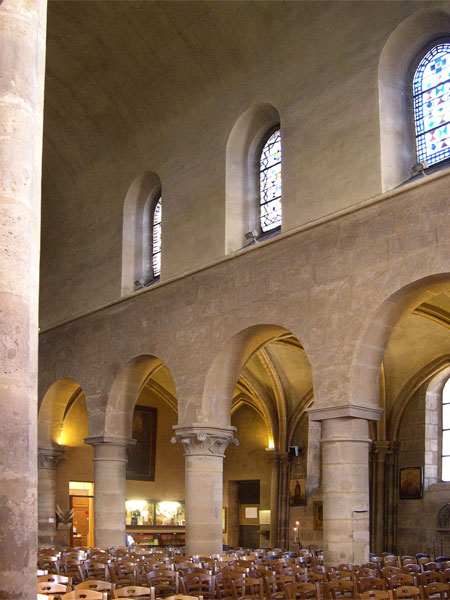
Интерьер приходской церкви греко-католиков мелькитского толка Сен-Жюльен-ле-Повр (1170—1220)
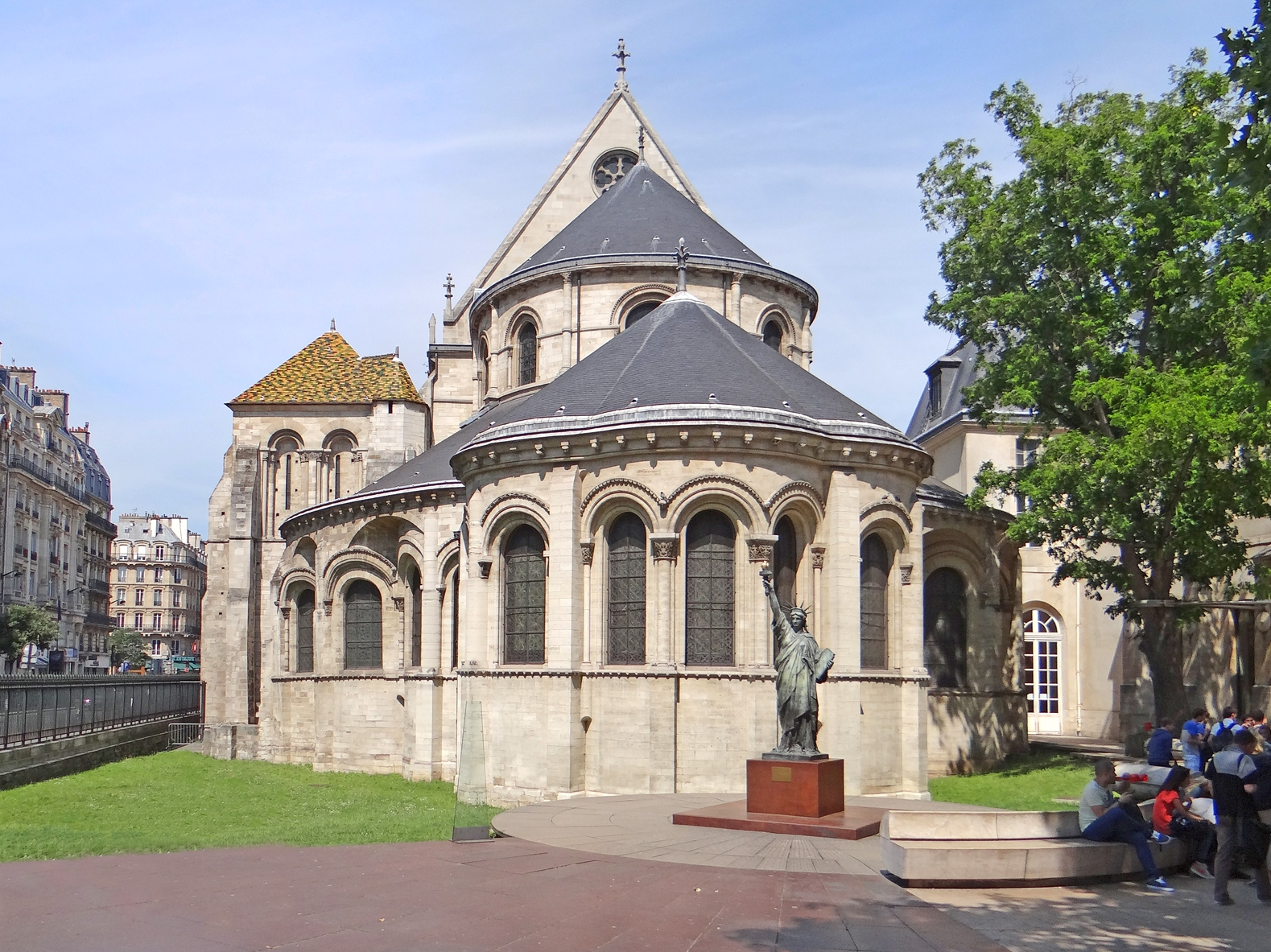
Бывшая церковь Сен-Мартен-де-Шам (1060—1140) (ныне Музей искусств и ремёсел)

В отличие от юга Франции, Париж имеет очень мало образцов романской архитектуры; большинство церквей и других зданий в этом стиле были позднее перестроены в готическом стиле. Самый замечательный пример романской архитектуры в Париже — это церковь аббатства Сен-Жермен-де-Пре, построенная в период между 990 и 1160 годами во время правления короля Роберта II. Церковь Сен-Жермен-де-Пре была основана в середине VI века королём Хильдебертом I для хранения туники святого Викентия Сарагосского. В старину она была окружена лугами, что отразилось в её названии: фр. pré — луг). В ней были похоронены парижский епископ Герман (Жермен), после своей смерти в 576 году отнесённый к числу католических святых, а также первые короли династии Меровингов. В IX веке церковь была сожжена викингами. В XI веке была выстроена колокольня, в XVII веке храм был перестроен, но колокольня и алтарная часть сохранили строгие черты архитектуры раннего средневековья. К настоящему времени от элементов первоначальной церкви остались башни и часовня Сен-Симфорьен в южной части колокольни, построенной в XI веке. Это место считается самым ранним из существующих религиозных мест в Париже. Готический хор с его контрфорсами, надстроенными в середине XII века, был освящён папой римским Александром III в 1163 году. Это был один из самых первых образцов готического стиля в парижской церкви.
В нескольких старых парижских церквях романские и готические элементы присутствуют одновременно. Так, в церкви Сен-Пьер-де-Монмартр (1147—1200) — единственном сохранившемся здании огромного аббатства Монмартр, которое когда-то занимало всю вершину холма — имеются романские колонны и готический сводчатый потолок, возле хоров. Интерьер церкви Сен-Жюльен-ле-Повр (1170—1220) был перестроен, но она все ещё имеет массивные романские колонны — классический пример романо-готического стиля. В бывшем монастыре Сен-Мартен-де-Шам (1060—1140) часовни и хоры поддерживаются контрфорсами, тогда как колокольня — образец романского стиля. В настоящее время в здании располагается Музей искусств и ремёсел.

## Средневековье

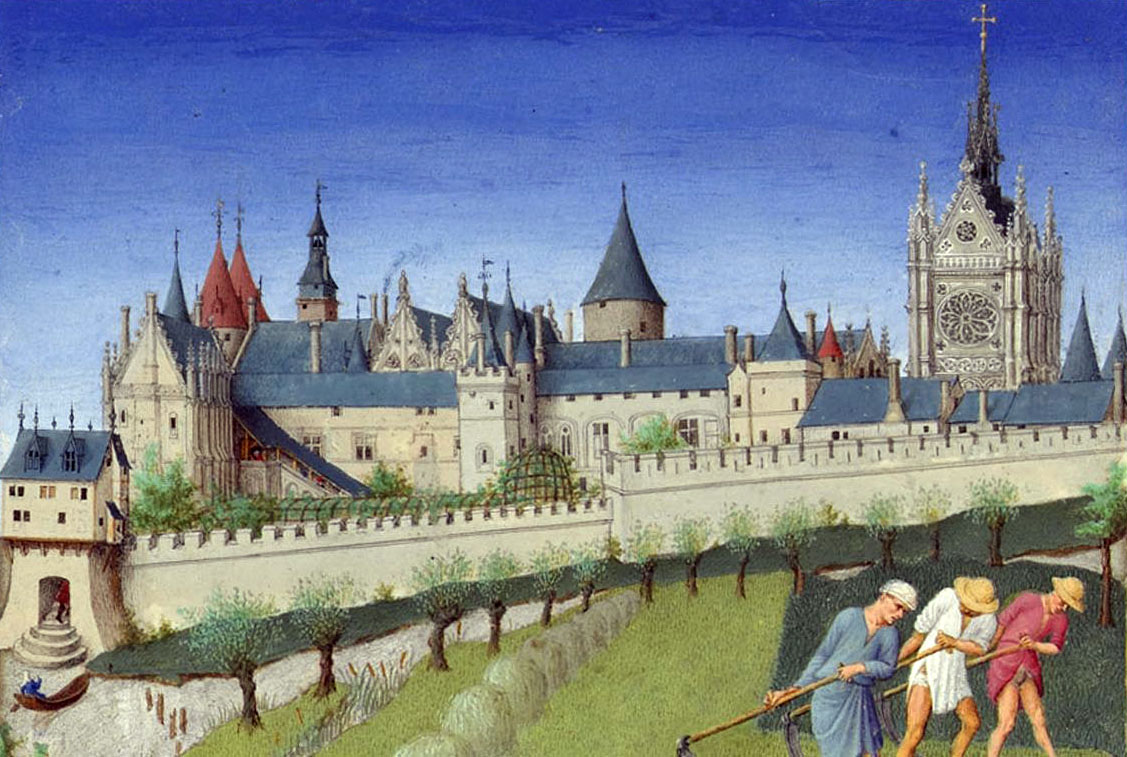
Дворец Сите, между 1412 и 1416 г.  Резиденция королей Франции с VI века до XIV века и с XIV века до Французской революции. Иллюстрация из книги Великолепный часослов герцога Беррийского
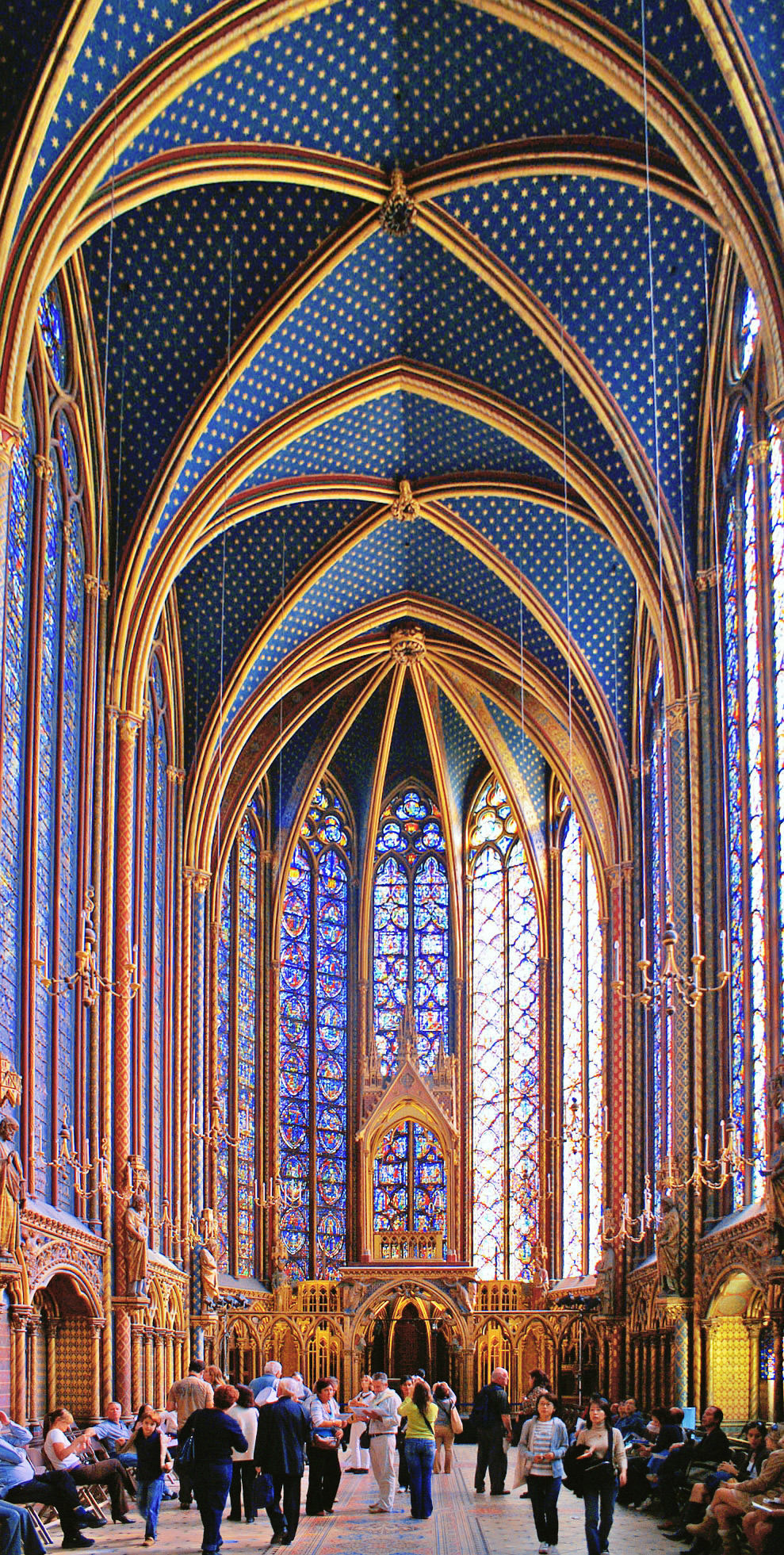
Часовня Сент-Шапель (1242—1248)
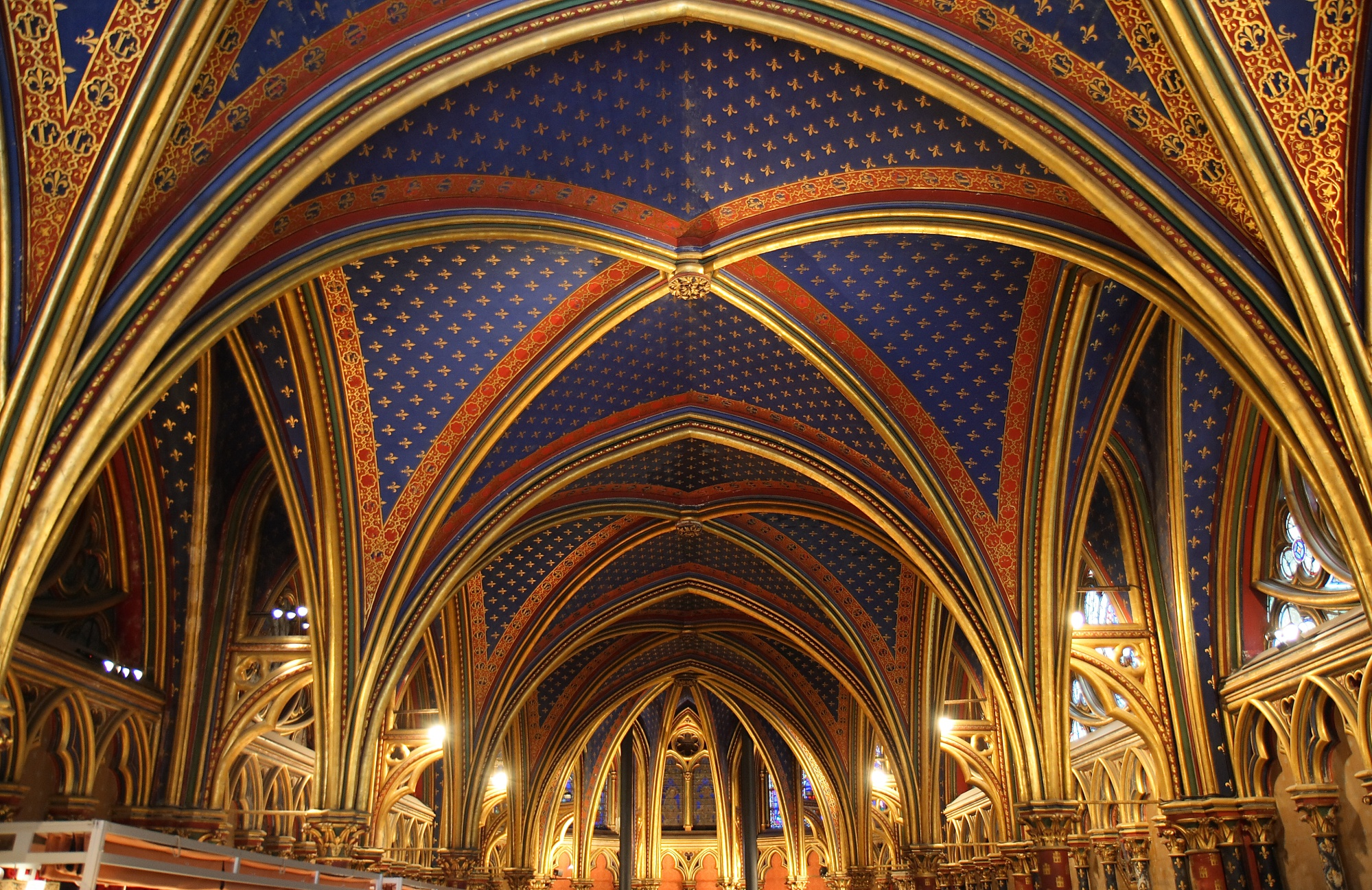
Потолок нижней часовни Сент-Шапель (1242—1248)
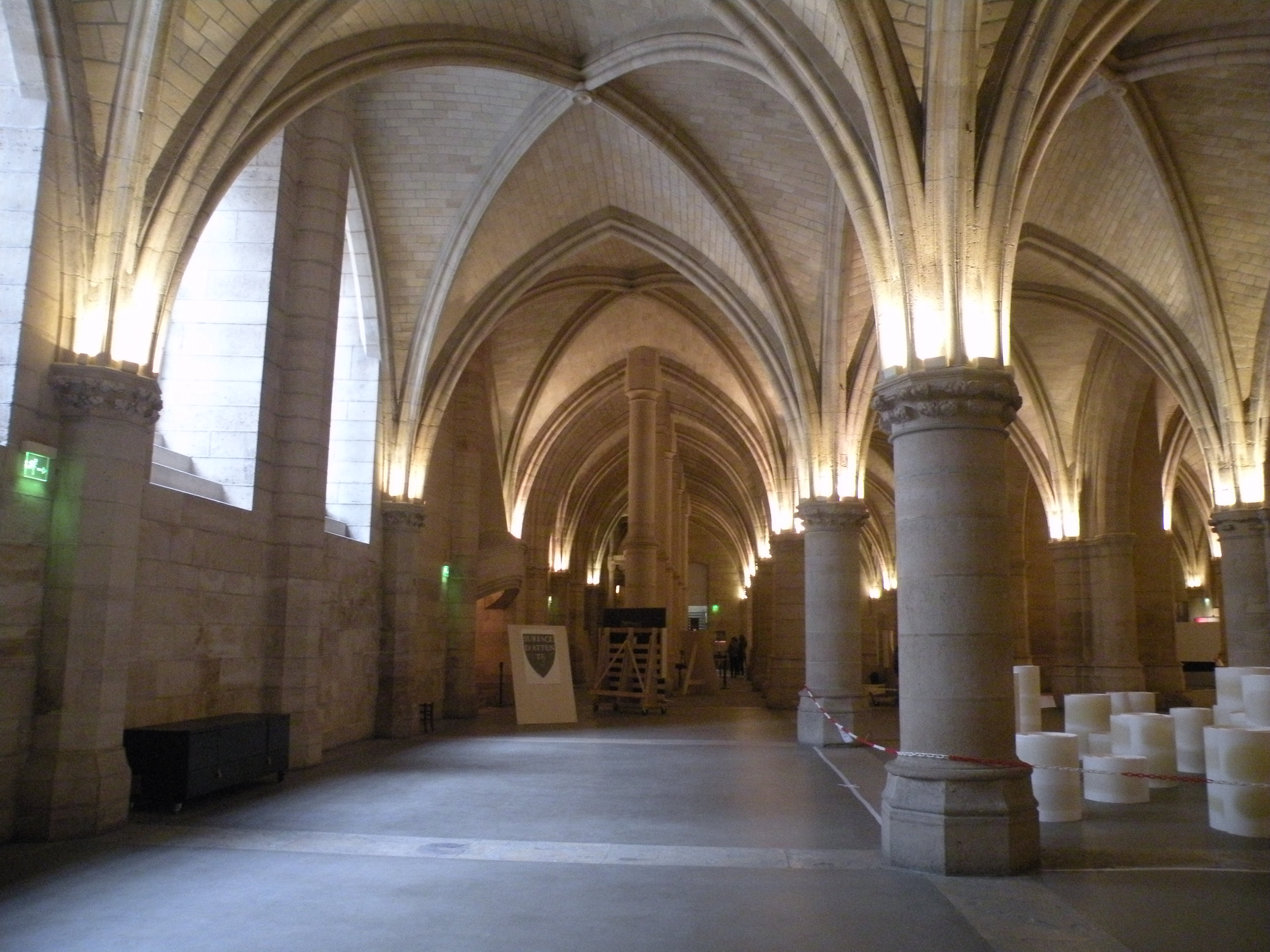
Консьержери; зал воинов (начало XIV века)
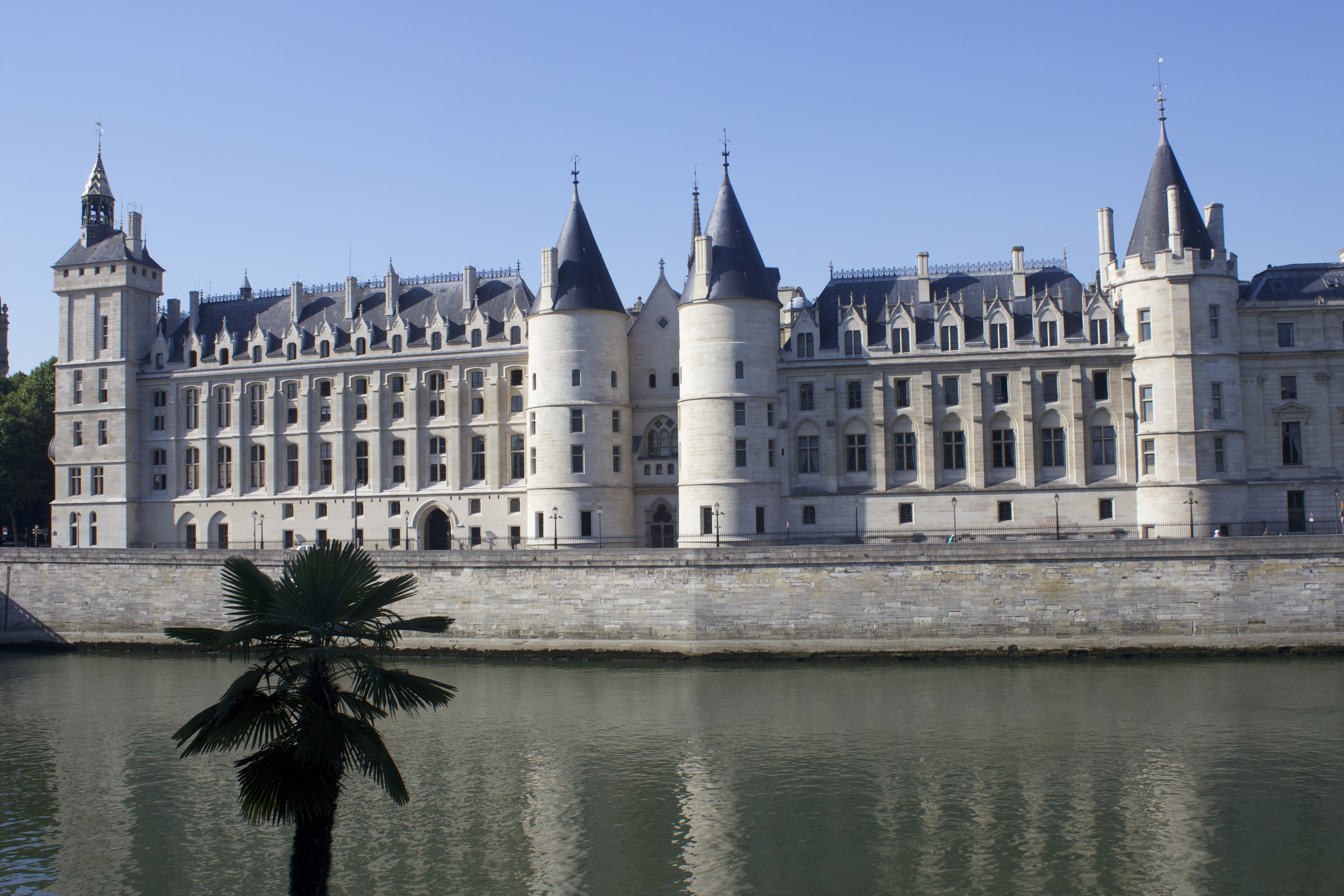
Башня Дворца Сите (1226-1270); Башня Цезаря и Серебряная башня (в центре), Часовая башня (слева) были построены в XIV веке.

### Дворец Сите
В 987 году Гуго Капет стал первым королем Франции и основал свою столицу в Париже, хотя его владения были немногим больше, чем Иль-де-Франс или современный Парижский регион. Первая королевская резиденция была возведена внутри крепости на западной оконечности острова Сите, где римские правители учредили свою резиденцию. Постепенно Капет и его преемники расширили своё королевство посредством браков и завоеваний. Сын Капета, Роберт Благочестивый (972—1031), построил первый дворец, Пале-де-ла-Сите (Palais de la Cité), и королевскую часовню в стенах крепости. В царствование короля Филиппа IV в XIV веке это был самый роскошный дворец в Европе. Самым высоким строением была Гросс-тур, или большая башня, построенная в годы правления Людовика VI — между 1080 и 1137 г. Она имела диаметр 11.7 метров в основании, стены толщиной в три метра и оставалась таковой до сноса в 1776 году. В ансамбль зданий дворца входили королевская резиденция, большой зал для церемоний, четыре большие башни вдоль Сены на северной части острова, а также галерея элитных магазинов — первый торговый центр Парижа.
Между 1242 и 1248 годами Король Людовик IX, позже прозванный Святым, построил изысканную готическую часовню Сент-Шапель, в которой хранились реликвии страстей Христовых, полученные от императора Византии.
В 1358 году восстание парижских торговцев против королевской власти под руководством Этьена Марселя побудило короля Карла V перенести свою резиденцию в новый дворец, Сен-Поль (Hôtel Saint-Pol), близ Бастилии на восточной окраине города. Дворец использовался для церемоний и приёма иностранных монархов, здесь размещались административные учреждения и суды королевства, а также тюрьма. Большой зал был разрушен в результате пожара в 1618 году и вновь отстроен; ещё один пожар в 1776 году разрушил резиденцию короля, башню Монтгомери. Во время Французской революции революционный трибунал располагался в этом здании; сотни людей, в том числе Королева Мария-Антуанетта были осуждены здесь и размещены перед отправкой на гильотину. После революции в здании Консьержери располагались тюрьма и суд. Оно было сожжено во время Парижской Коммуны в 1871 году, но затем восстановлено. Тюрьма была закрыта в 1934 году, и Консьержери стал музеем.
Остатки средневекового Дворца Сите были в значительной части восстановлены. Сохранились до наших дней королевская часовня Сент-Шапель; бывший обеденный зал чиновников и охранников, расположенный под исчезнувшим Большим залом, и четыре башни вдоль Сены, стоящие на правом берегу реки. Фасад дворца был построен в XIX веке. Башня справа, Бонбек (Tour Bonbec), является старейшим зданием, построенным между 1226 и 1270 годами во время правления Людовика IX. В ней размещались тюремные камеры. Башня служила камерой пыток в Средние века. Две башни в центре, башня Цезаря (tour de César) и Серебряная башня (tour d’Argent), были построены в XIV веке, во время правления короля Филиппа IV. Самая высокая башня, Часовая (Tour de l’Horloge), построена Иоанном II в 1350 году, и перестраивалась несколько раз. Первые городские часы в Париже были установлены на ней Карлом V в 1370 году. Скульптурное оформление часов с аллегорическими фигурами «Закон и справедливость» было сделано в 1585 году по распоряжению Генриха III.

### Городские стены и замки

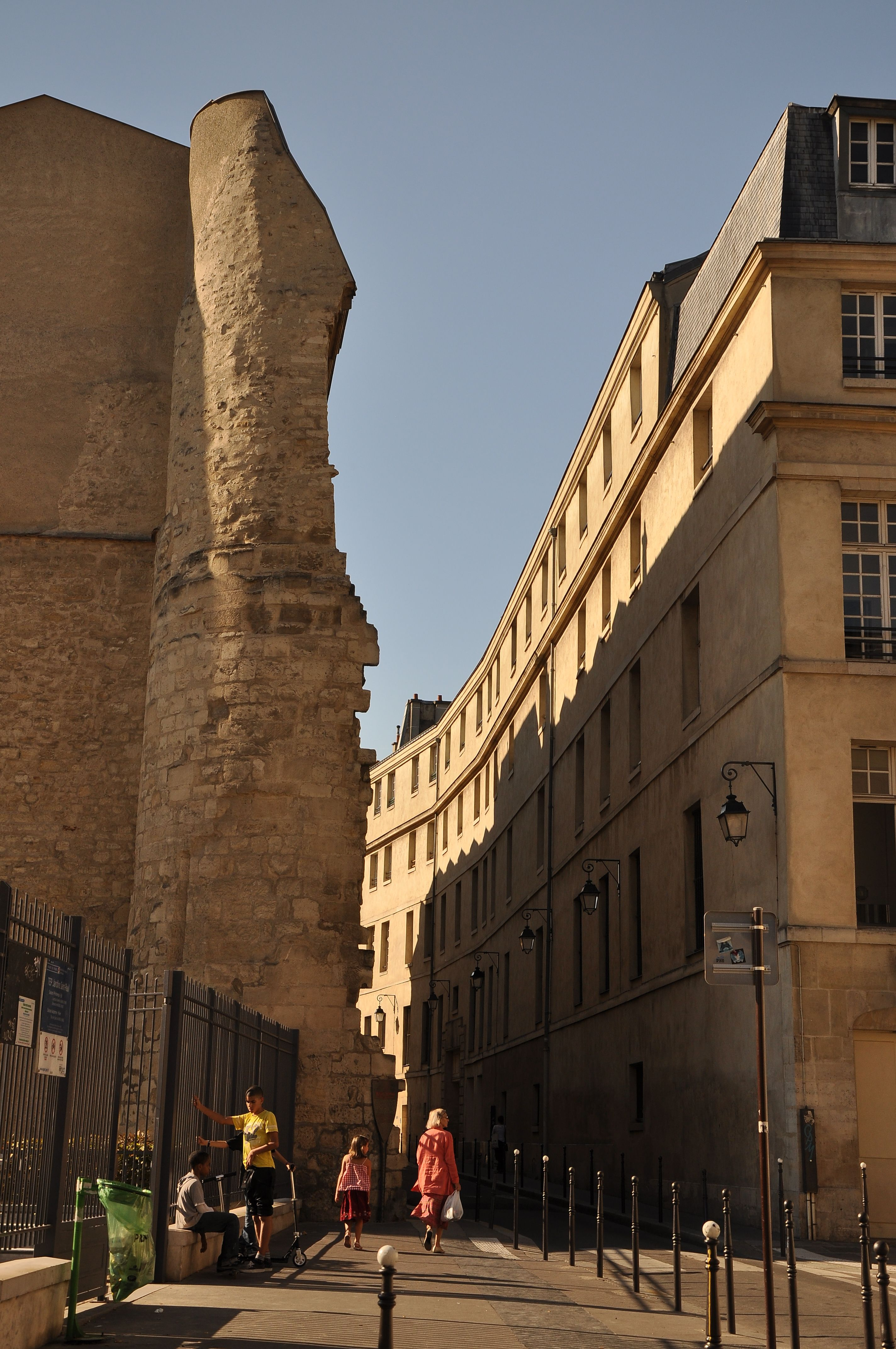
Остаток крепостной стены Филиппа Августа, квартал Марэ (1190-1202)
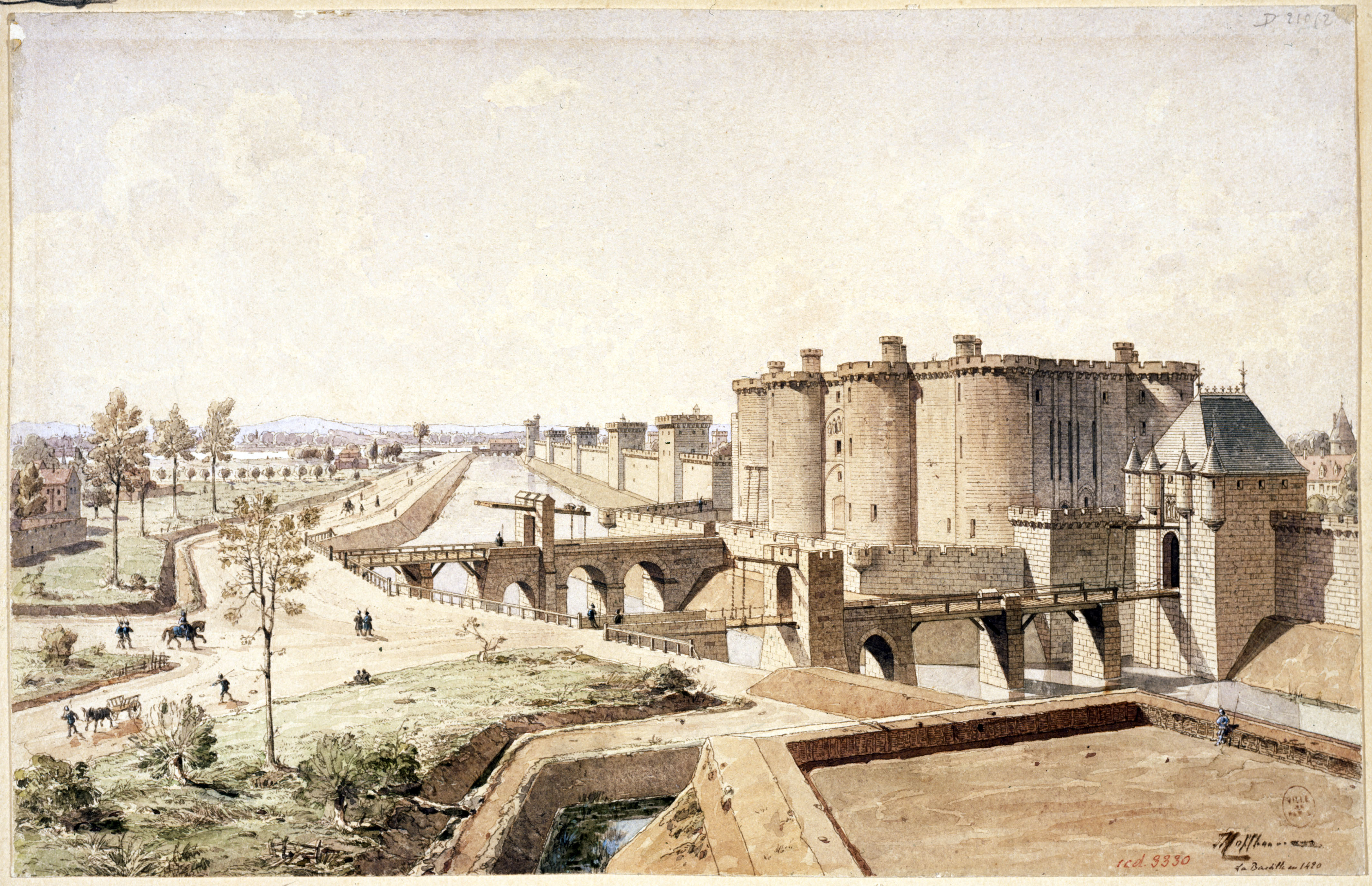
Бастилия, 1420 г., художник Теодор Хоффбауэр (1839—1922)
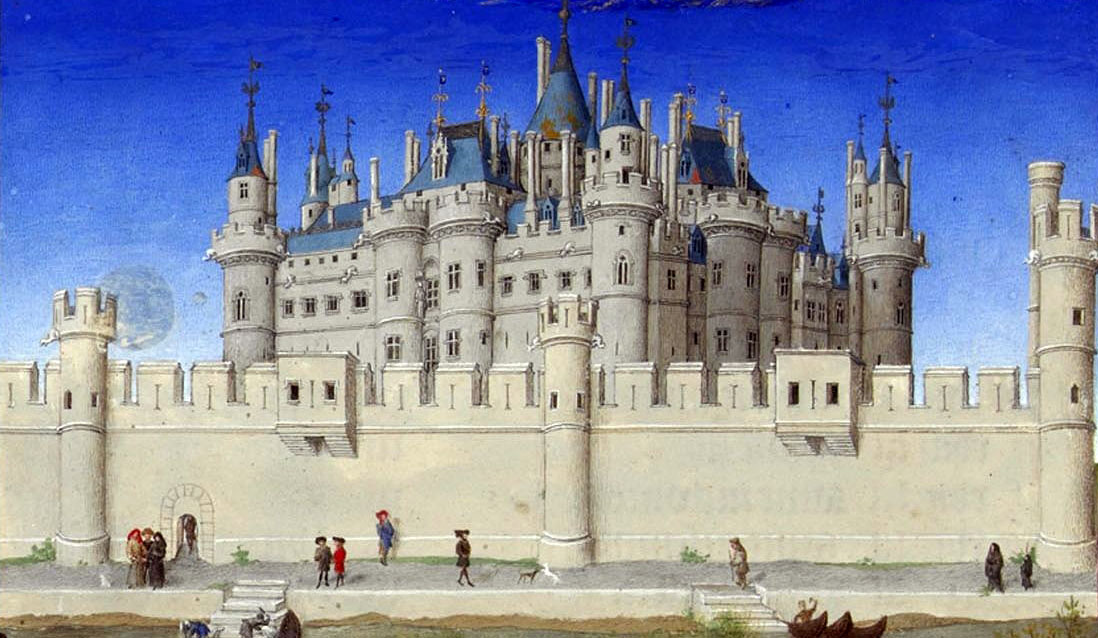
Лувр в XV веке
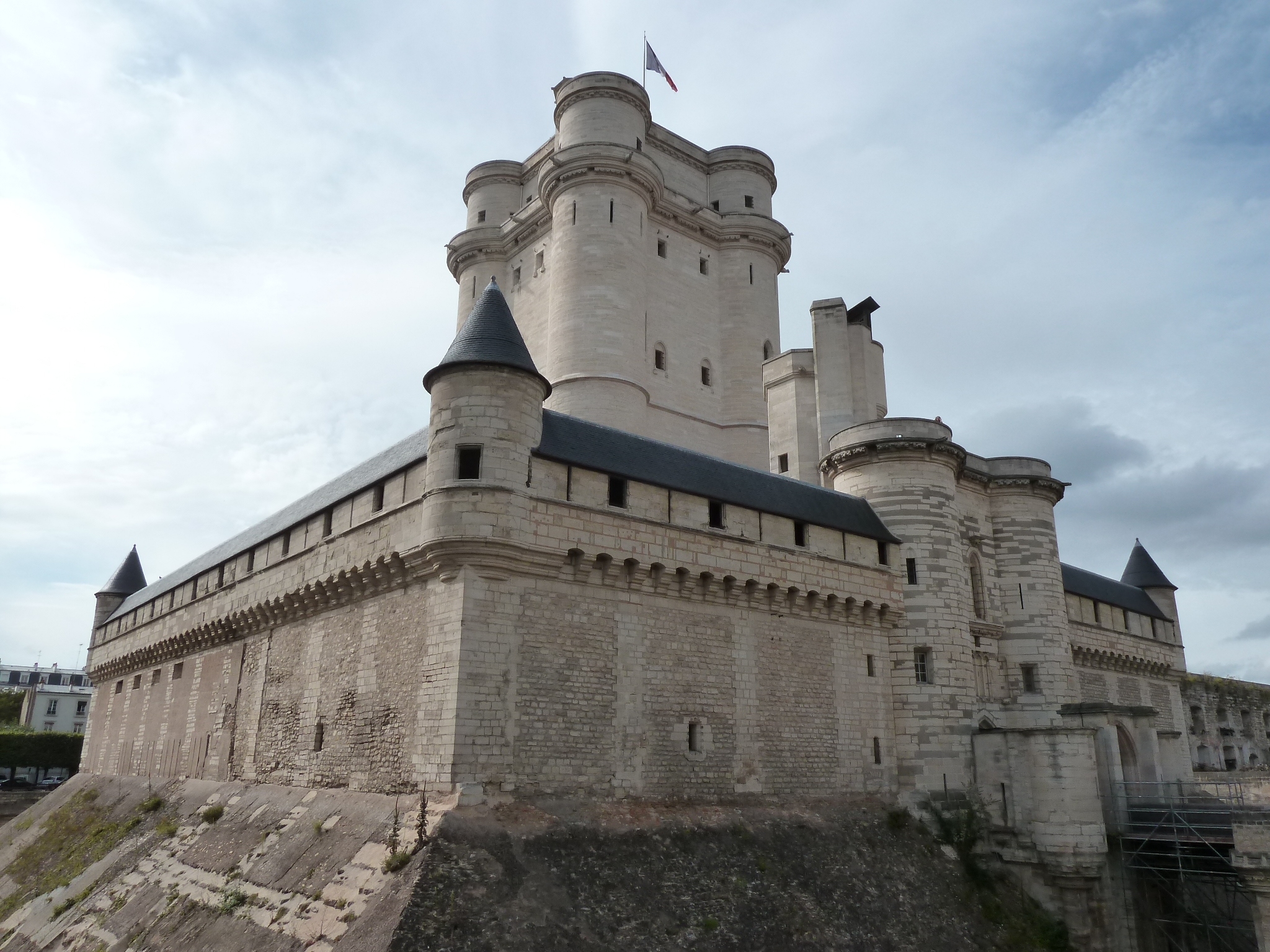
Венсенский замок (строительство завершено в 1369 г.)

Большая часть сооружений средневекового Парижа была предназначена для защиты города и короля от нападения. Это были стены, башни и замки. В 1190—1202 годах король Филипп II Август начал строительство защитной стены длиной пять километров, чтобы защитить город. Стена была усилена семьюдесятью семью круглыми башнями, каждая из которых имела диаметр в 6 метров. Он также начал строительство большого замка, Лувра, стены которого граничили с Сеной. Лувр был защищен рвом и стеной с десятью башнями. В центре была башня высотой тридцать метров и пятнадцать метров в диаметре. Ещё один огороженный комплекс зданий, храм, штаб-квартира тамплиеров, был расположен на правом берегу, около массивной башни.
На месте нынешнего квартала Маре за границами города было болото. Осушали болото рыцари-тамплиеры с XIII века. На Королевской площади (ныне площадь Вогезов) стоял дворец Турнель, который был резиденцией французских королей до переезда в Лувр. В XIV веке здесь была сооружена новая городская стена, поэтому квартал стал частью города.
Город на правом берегу продолжал расти вширь. Купеческий прево Этьен Марсель начал строительство новой городской стены в 1356 году. Лувр, находившийся теперь в окружении города, имел богатые украшения и новую лестницу, и постепенно превратился из крепости в резиденцию. Карл V (1364—1380) переехал в особняк Сен-Поль в новом квартале Маре. Чтобы защитить дворец и восточный фланг города, около 1370 года Карл начал строительство Бастилии, крепости с шестью круглыми башнями. В то же время восточнее, в Венсенском лесу, он построил большой замок Шато-де-Венсен. Строительство было завершено в 1369 году.

### Церкви — рождение готического стиля
Во Франции основным типом готической архитектуры были церкви. Если в предыдущий романский период основную роль в архитектуре играли монастыри, то в готическую эпоху — кафедральные соборы.

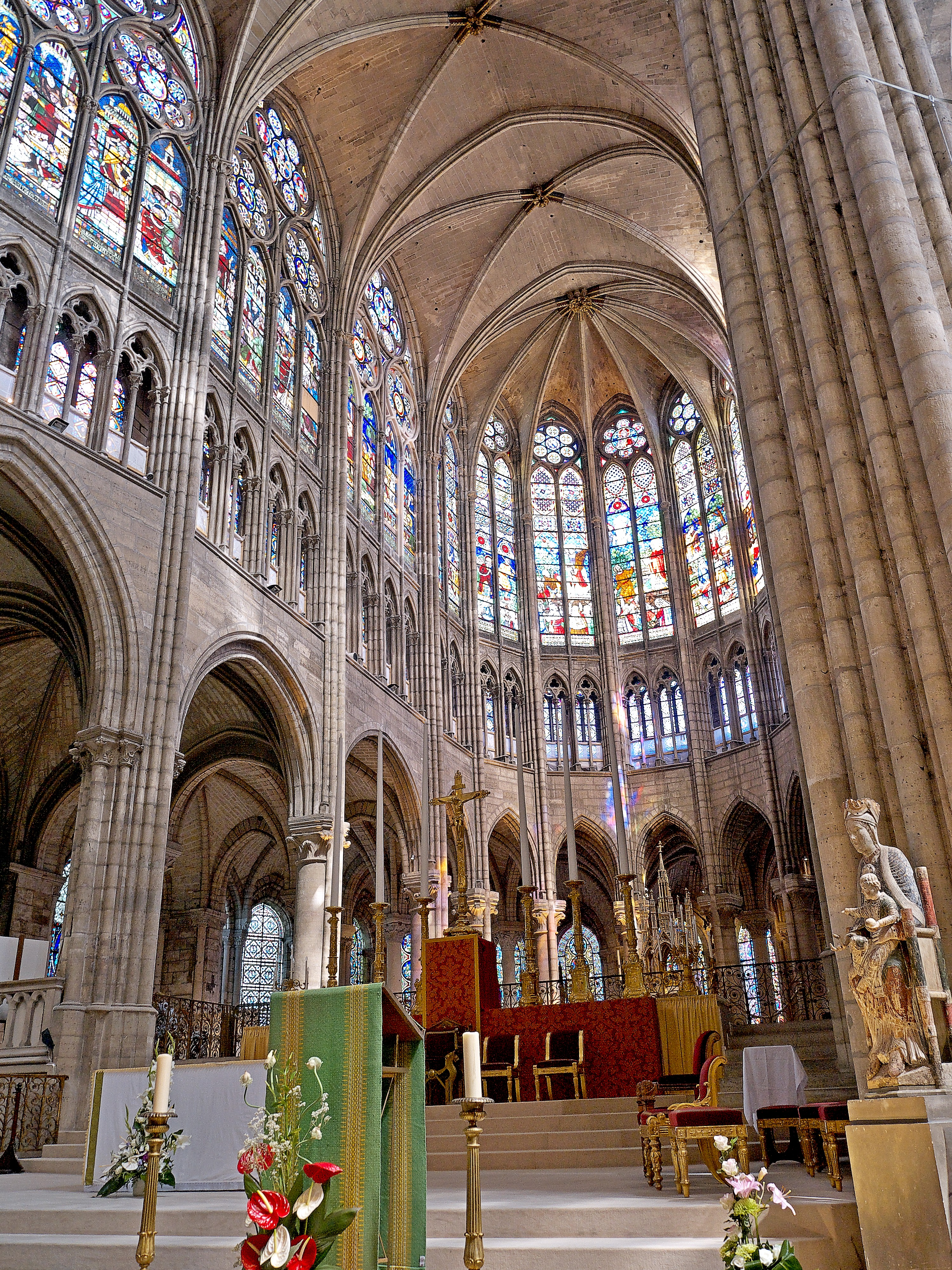
Хор собора Сен-Дени (завершён в 1144)
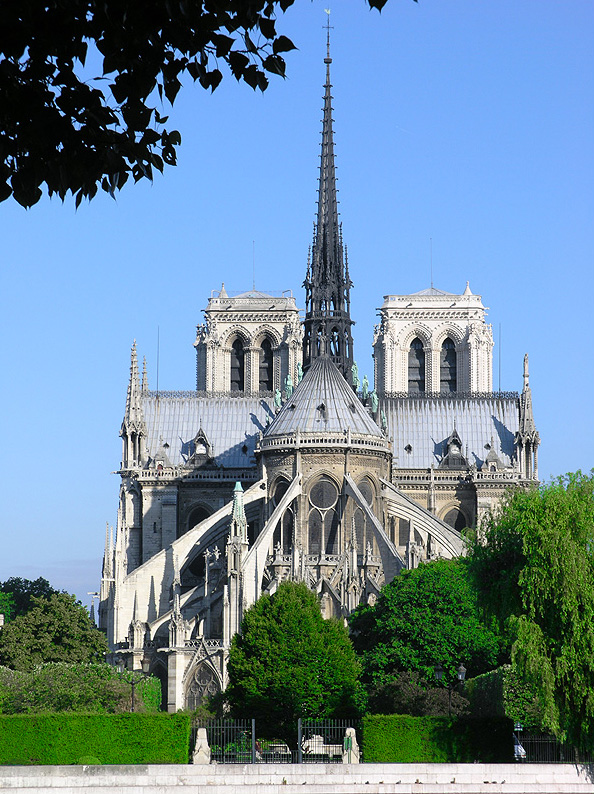
Нотр-Дам-де-Пари с его шпилем и аркбутанами (1160—1330)
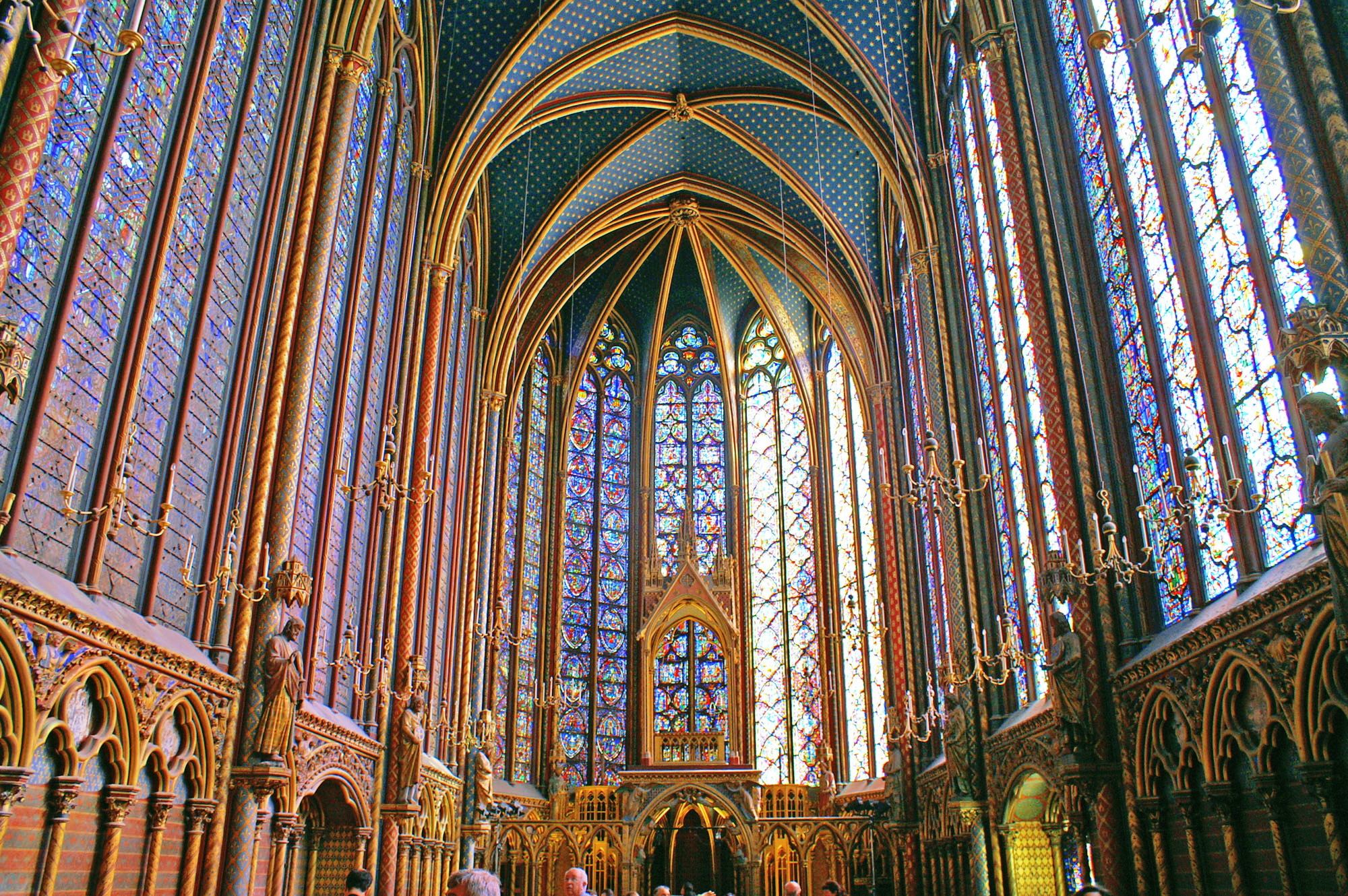
Верхний уровень часовни Сент-Шапель (1250)
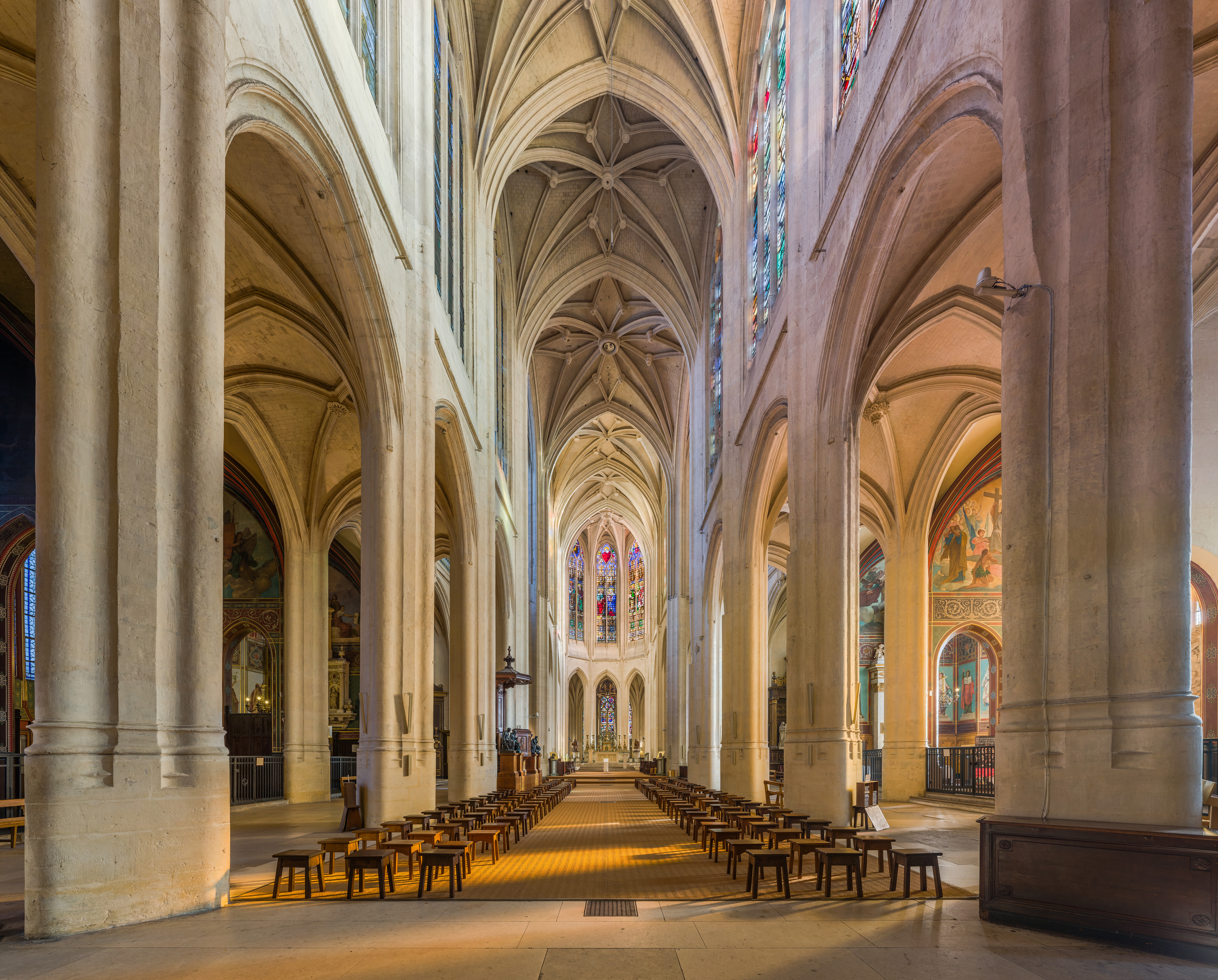
Церковь Сен-Жерве-э-Сен-Протэ (около 1490)
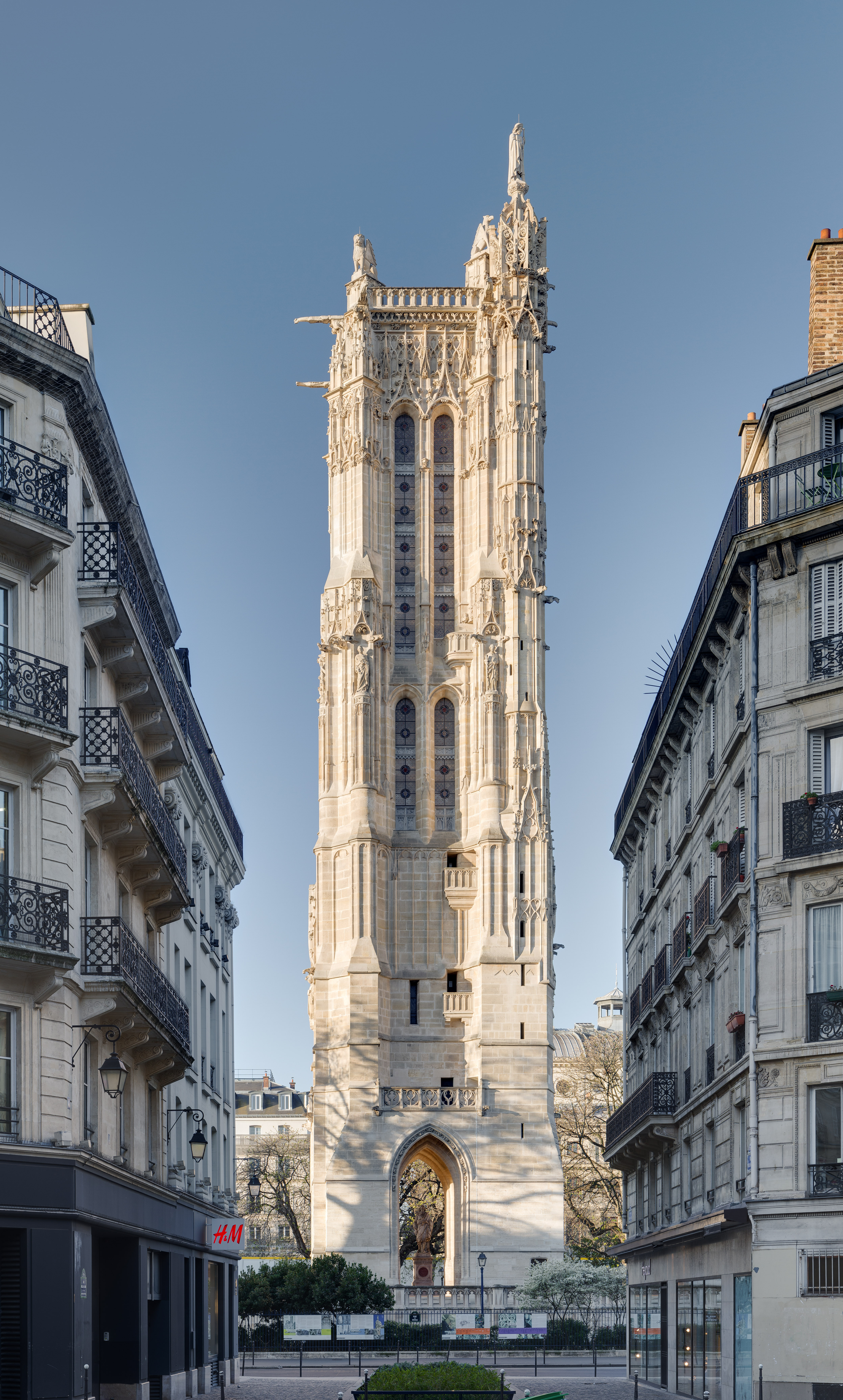
Башня Сен-Жак, бывшая колокольня церкви Сен-Жак-ла-Бушери (1509—1522)

Стиль готической архитектуры родился при восстановлении базилики Сен-Дени, недалеко от Парижа, в 1144 году. Двадцать лет спустя этот стиль был использован в гораздо большем масштабе Морисом де Сюлли при строительстве собора Нотр-Дам де Пари.
Другие парижские церкви перестраивались в готическом стиле; хор церкви аббатства Сен-Жермен-де-Пре был полностью перестроен в новом стиле, со стрельчатыми арками и аркбутанами. Церковь Сен-Пьер-де-Монмартр была перестроена с огивами, готическими стрельчатыми арками. Примером нового стиля стала часовня Сент-Шапель, где стены, казалось, были целиком сделаны из витражного стекла.
Около 1400—1550 годов готический стиль проходил этап так называемой пламенеющей готики, которая отличается сочетанием изысканных форм и богатым убранством. Стиль был использован не только в церквях, но и для некоторых особняков. Ярким примером стиля стала церковь Cен-Северин (1489—1495) с её знаменитыми скручивающимися колоннами; элегантный хор церкви Сен-Жерве, башня Сен-Жак — бывшая колокольня церкви Сен-Жак-ла-Бушери, высотой 52 метра; ; часовня аббатства Клюни, где сейчас находится музей Средневековья, и потолок Башни Жана Бесстрашного (Tour de Jean sans Peur) во 2-м округе Парижа, часть бывшей резиденции герцогов Бургундии.

### Дома и усадьбы

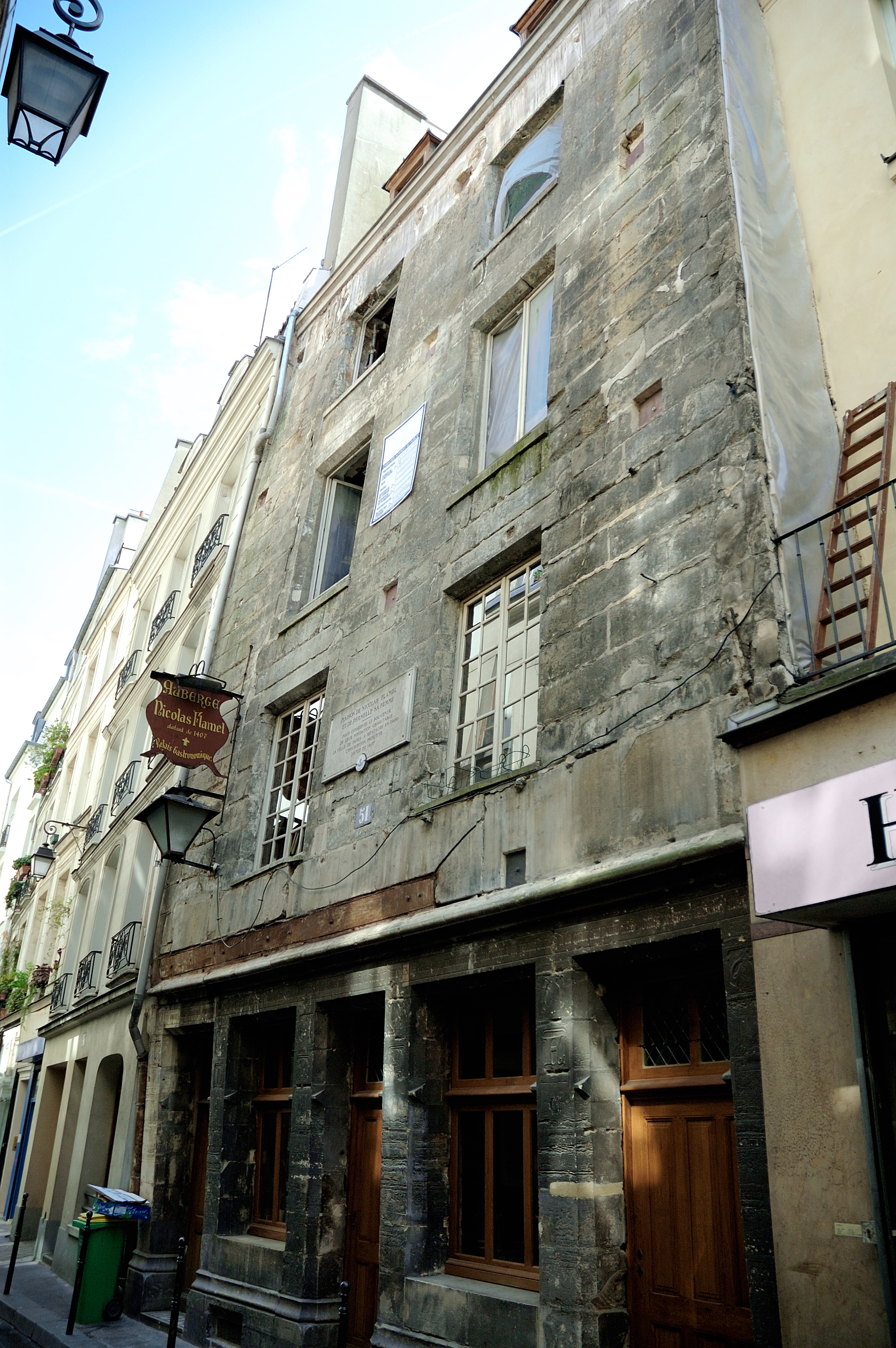
Дом Николя Фламеля (1407), считается самым старым домом в Париже, был на самом деле своего рода общежитием.
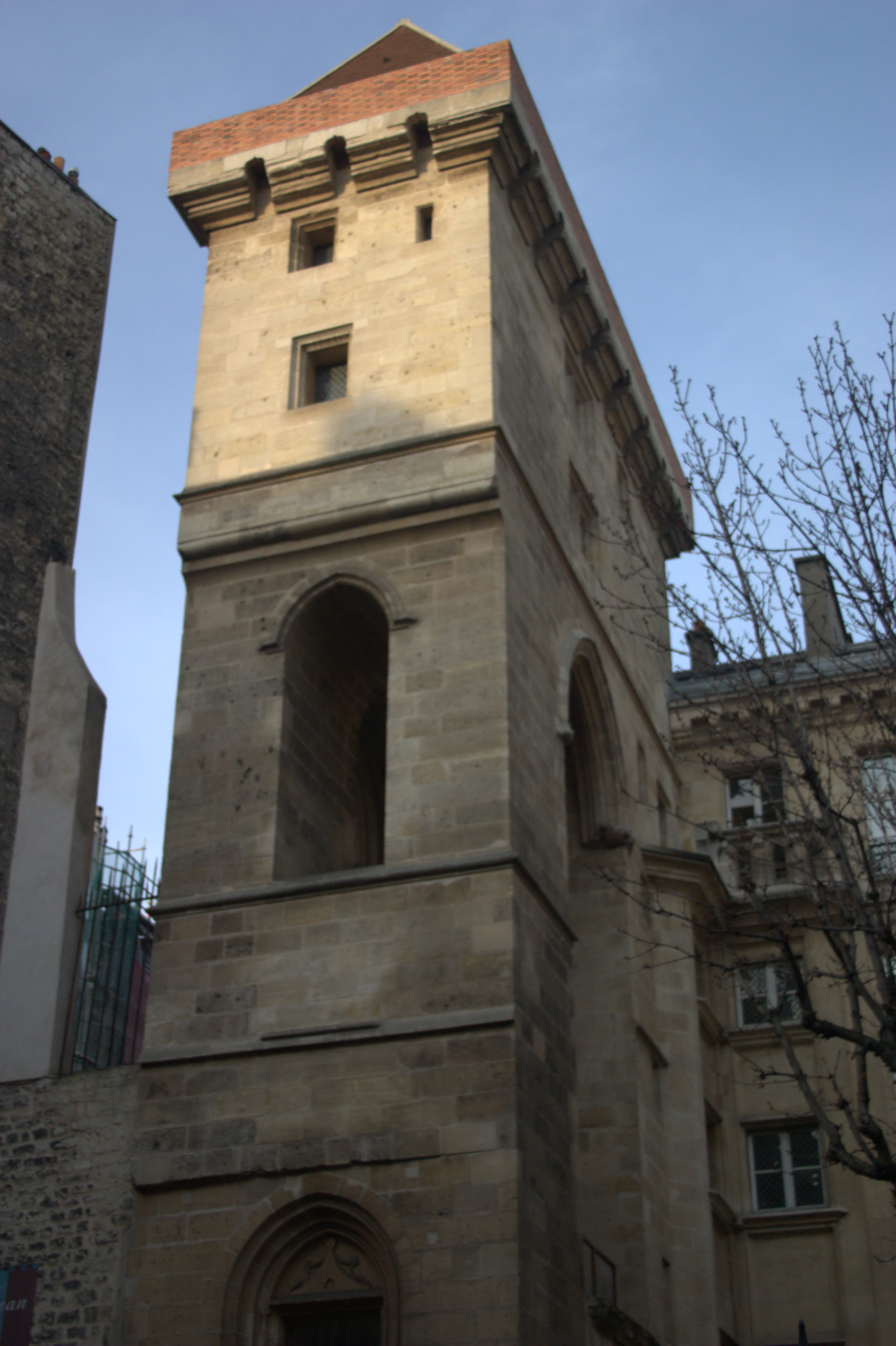
Башня Жана Бесстрашного (1409-1411) была частью резиденции герцогов Бургундских
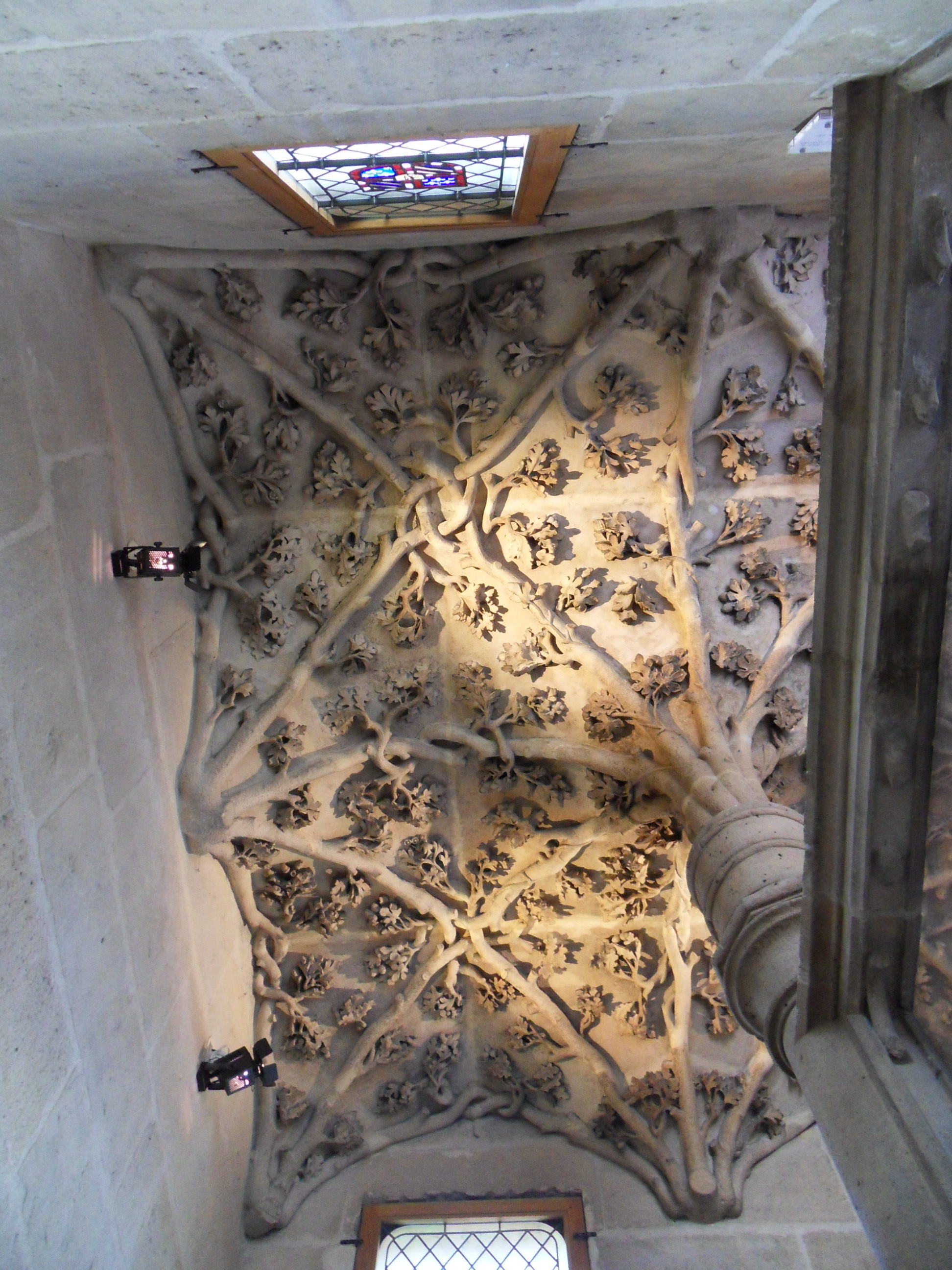
Яркий готический сводчатый потолок башни Жана Бесстрашного (1409-1411)
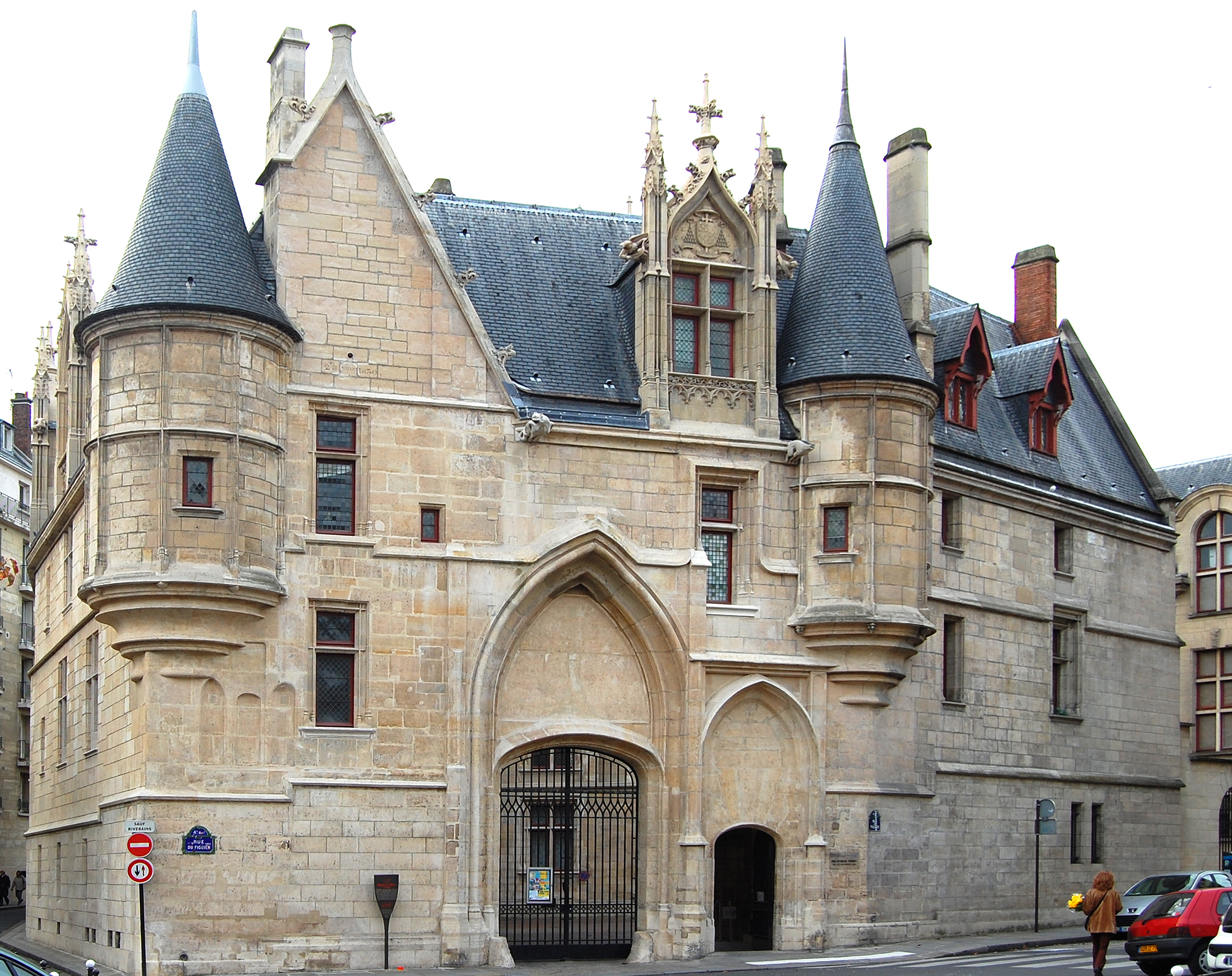
Отель-де-Санс, резиденция архиепископа Санса (1498)
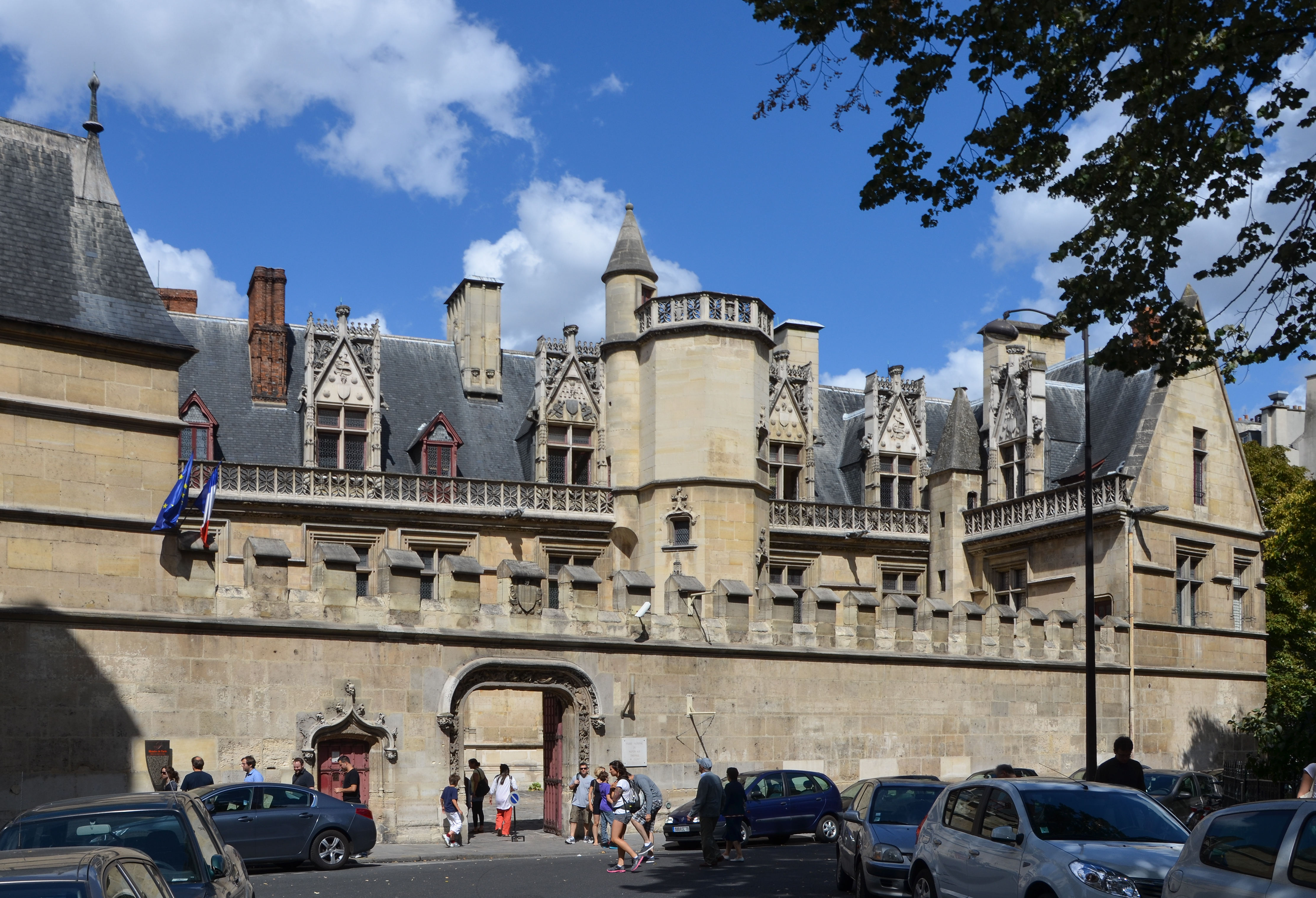
Двор отеля де Клюни с лестницей на внешней башне в её центре (около 1500)

Дома в Париже в Средние века были высокими и узкими, как правило, в четыре или пять этажей. Они были построены из деревянных брусьев, на каменном фундаменте, стены покрыты белой штукатуркой, чтобы предотвратить пожары. Обычно в домах был магазин, расположенный на первом этаже. Дома из камня строились для богатых парижан. Самым старым домом в Париже считается Мезон-де Николя Фламель, на 51 улице Монморанси в 3-м округе Парижа, построен в 1407 году. Это дом был своего рода общежитием. Два дома с балками на 13-15 Рю Франсуа-Мирон в 4-м округе, часто описываются как средневековые, но были фактически построены в XVI—XVII веках.

## Париж эпохи Возрождения (XVI век)
К началу эпохи Возрождения в средневековом Париже были построены выдающиеся произведения романской и готической архитектуры. В то же время в парижской застройке преобладали деревянные жилые строения, расположенные вдоль узких улиц с открытыми сточными канавами. По обеим сторонам мостов через реку Сену теснились лавочки с мастерскими и жильём хозяев. Приезжие селились в пределах старых крепостных стен, поэтому улицам и дворам отводилось мало места. К концу XV — началу XVI века в Париже проживало около 300 тыс. горожан, он являлся крупнейшим городом Европы. Иногда Париж той эпохи называли «урбанистическим колоссом в аграрной стране».
В XVI веке постепенное усиление абсолютизма и зарождение капитализма повлияли на архитектуру города.
В ходе неудачных для Франции Итальянских войн французская аристократия близко познакомилась с Италией, где в то время уже бурно развивалось новое мировоззрение и искусство эпохи Возрождения. Французские короли обратили внимание на светский характер и гуманизм итальянского искусства. Возросшее богатство и стремление подчеркнуть величие королевского двора побудили монархов начать масштабное дворцовое строительство на основе принципов, заимствованных у архитектуры итальянского ренессанса. Людовик XII и его зять Франциск I стали активно приглашать архитекторов и художников из Италии для перестройки своих тяжеловесных замков.

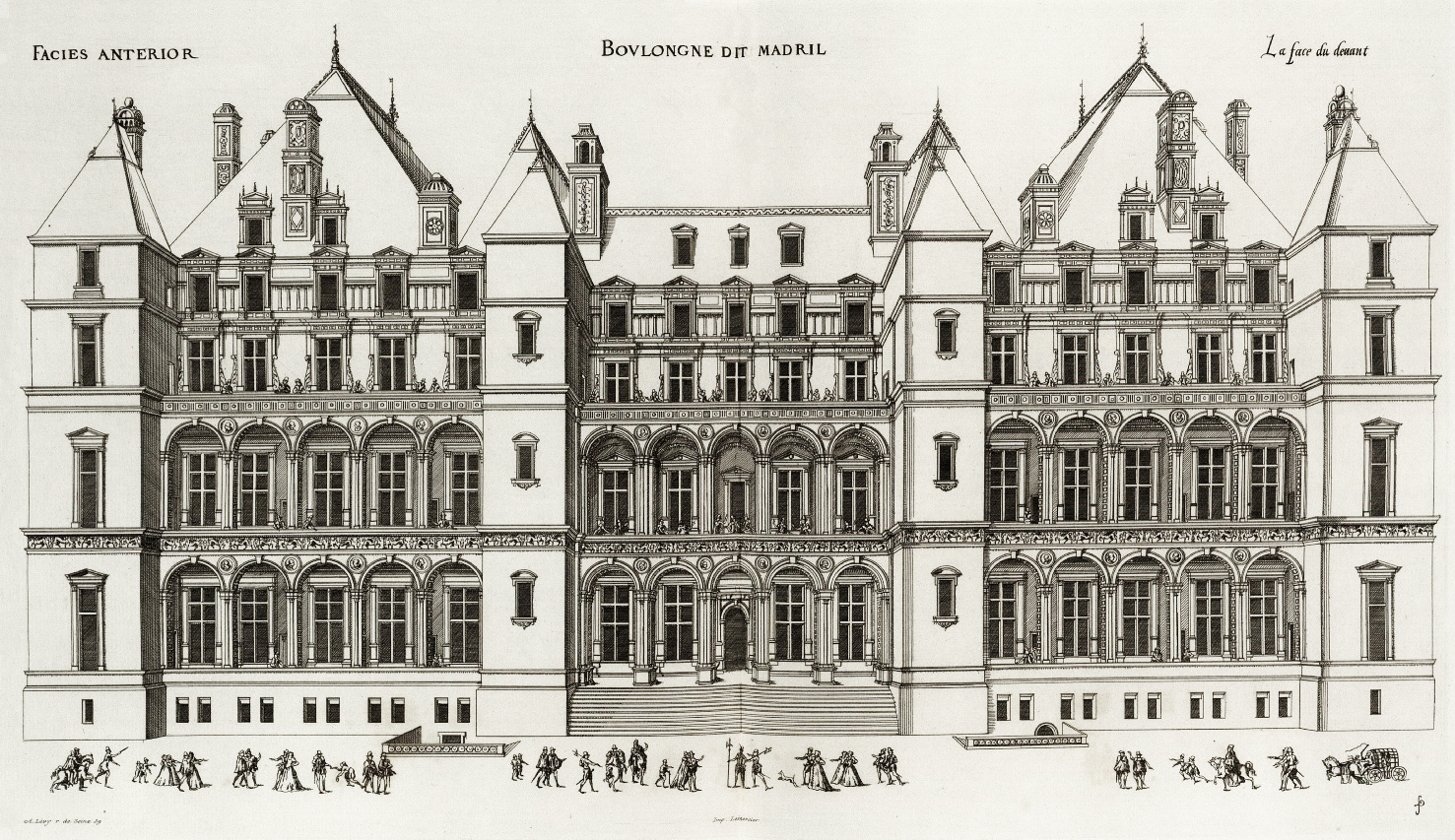
Шато де Мадрид, здание построено в 1528—1552 годах, снесено в XVIII веке
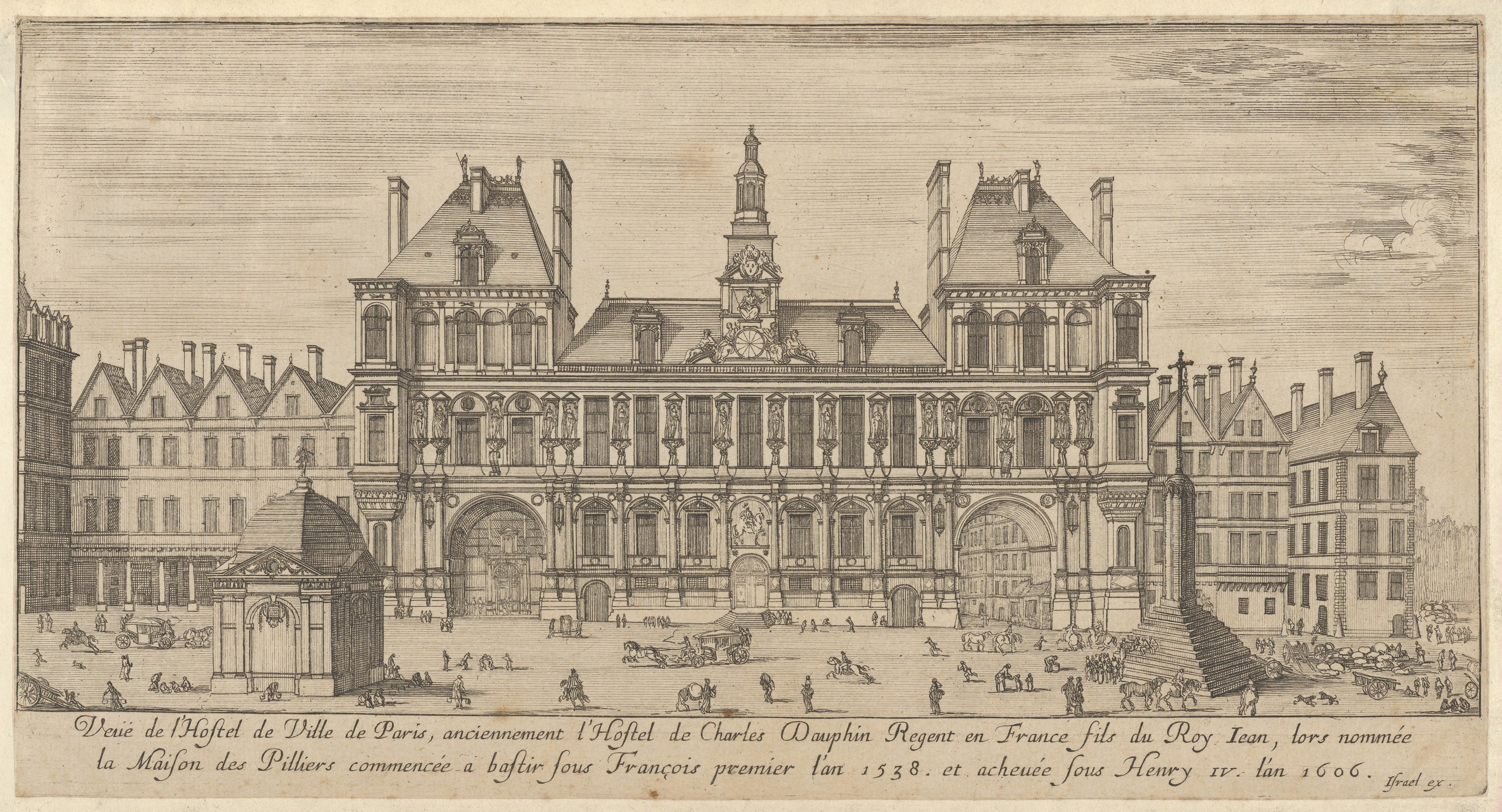
Отель-де-Виль, построенный в 1533—1628 годах (в 1871 году сожжён, в 1882 году восстановлен). Гравюра 17 века
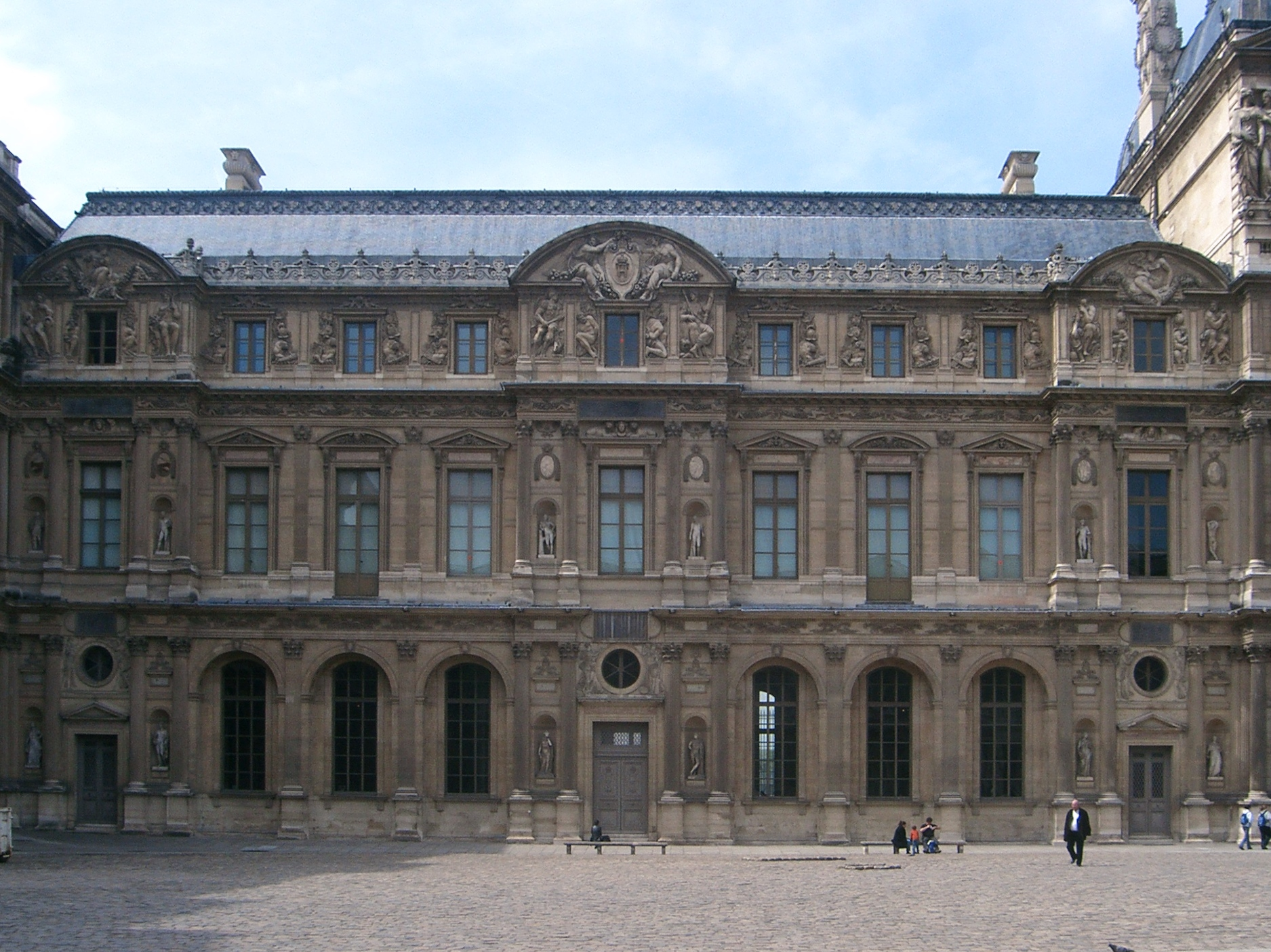
Западное крыло Лувра, построенное Пьером Леско в 1546—1555 годы в ренессансном стиле («Крыло Леско»).
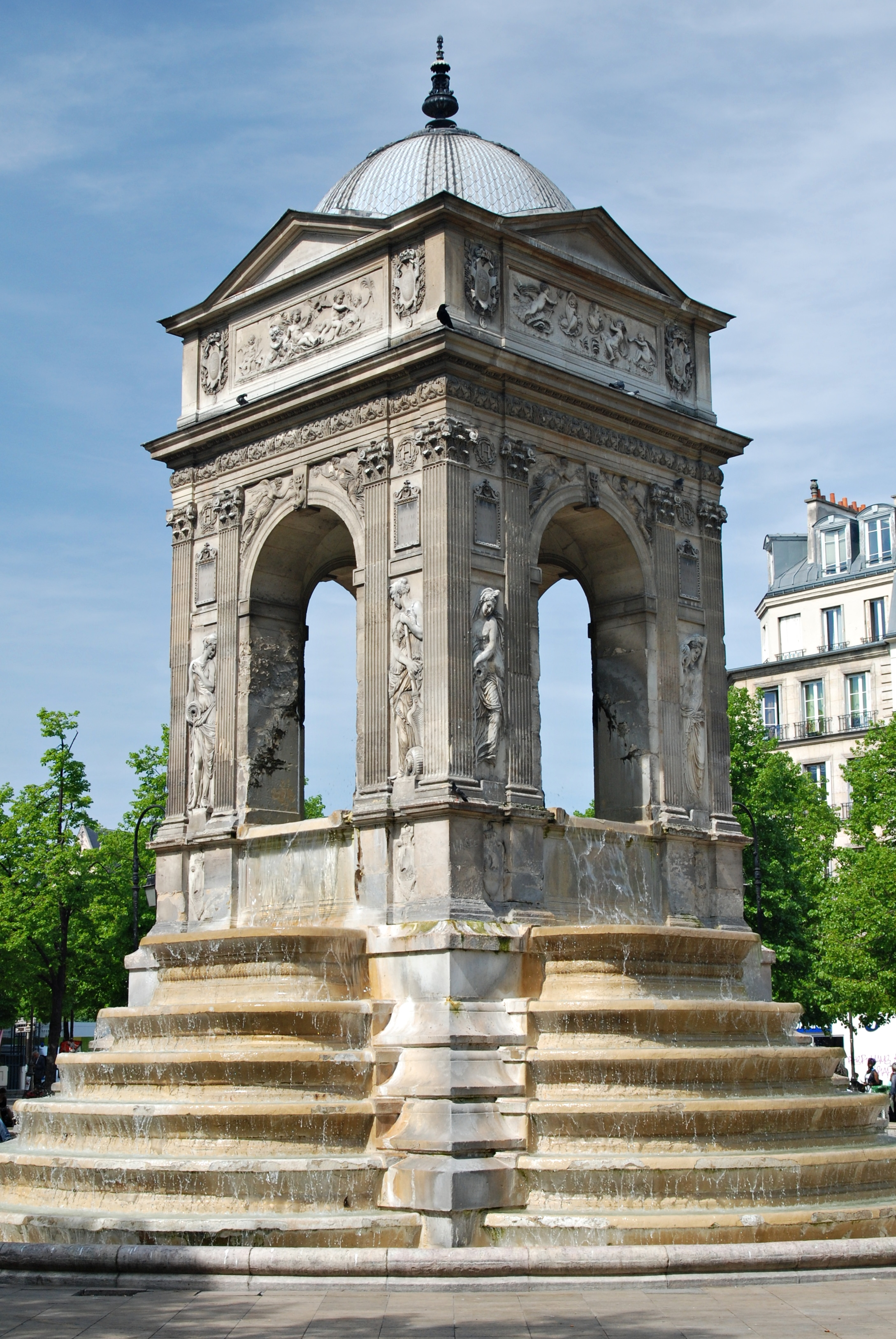
Фонтан невинных (1549), арх. Пьер Леско и Жан Гужон
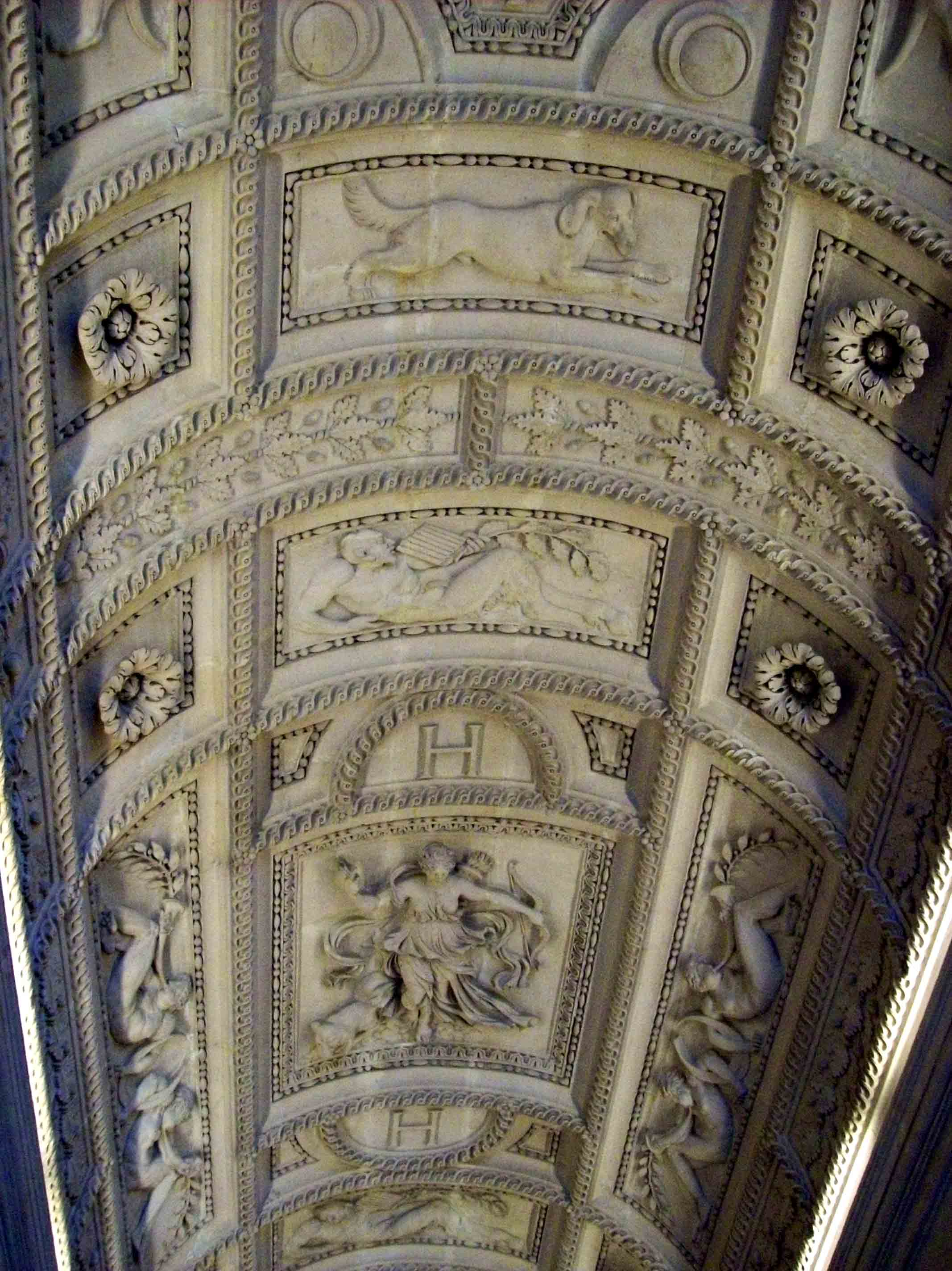
Потолок лестницы Генриха II в Лувре, архитектор Пьер Леско (1546—1553)
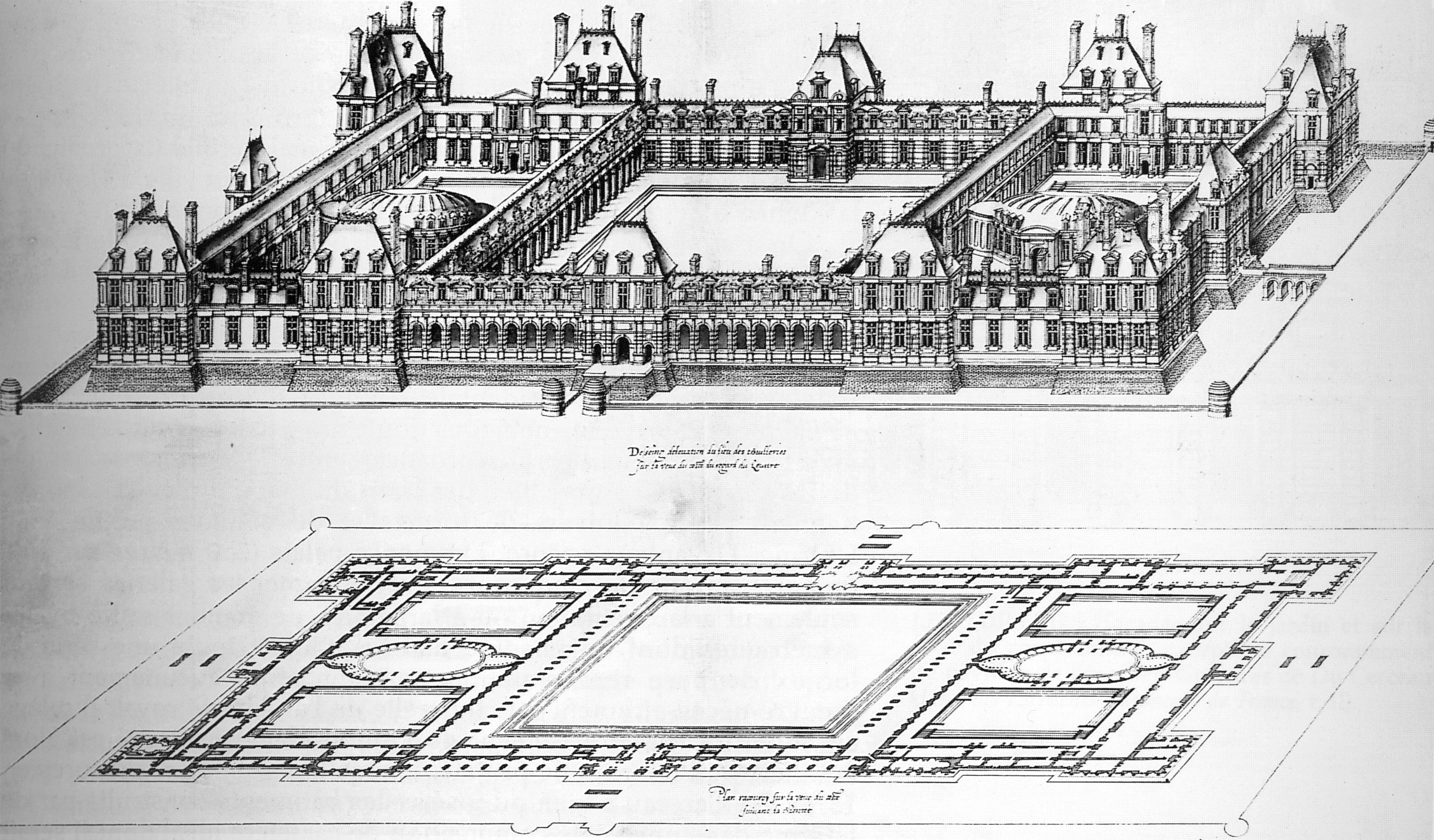
Проект расширения дворца Тюильри (1578—1579)

Итальянские войны, проводимые Карлом VIII и Людовиком XII в конце XV и начале XVI века, были не очень успешны с военной точки зрения, но имели прямое и благотворное влияние на архитектуру Парижа. Оба короля вернулись во Францию с идеями создания общественной архитектуры в новом стиле итальянского Ренессанса и пригласили итальянских архитекторов для строительства зданий. Книга о классической римской архитектуре авторства Себастьяно Серлио также оказала большое влияние на новый вид французских зданий. При Генрихе II развился ренессансный стиль с ярко выраженными французскими чертами, широко использующий тёсаный камень и роскошные декоративные скульптуры.
Первым строением в Париже в новом стиле был мост Нотр-Дам (1507—1512), спроектированный итальянским архитектором фра Джокондо. Вдоль него было также построено шестьдесят восемь искусно спроектированных домов, что стало первым образцом урбанизма в архитектуре. По распоряжению короля Франциска I была построена новая ратуша, или мэрия города. Её проект разработал итальянец Доменико да Кортона в 1532 году. Недостроенное здание сгорело в 1871 году в период Парижской коммуны, но его центральная часть была реконструирована в 1882 году. Монументальный фонтан в итальянском стиле, Фонтан невинных, был построен в 1549 году как трибуна для приветствия нового короля, Генриха II. Его проект разработал архитектор Пьер Леско, он является старейшим фонтаном в Париже.
Первым ренессансным дворцом, построенным в Париже, был Булонский замок. Это был большой охотничий дом, спроектированный Филибером Делормом и возведённый в период между 1528 и 1552 годами к западу от города, где сейчас находится Булонский лес. В замке наблюдалось сочетание французского и итальянского Ренессанса, с высокими французскими крышами и итальянскими лоджиями. Замок был снесён в начале 1787 года.
При Генрихе II и его преемниках Лувр постепенно превратился из средневековой крепости в ренессансный дворец. Архитектор Пьер Леско и скульптор Жан Гужон создали крыло Лувра, ныне называемое крылом Леско. Этот архитектурный шедевр сочетает в себе стиль французского и итальянского Ренессанса. Внутри Лувра они создали лестницу Генриха II (1546—1553) и зал Кариатид (1550). Здесь были объединены стили французского и итальянского Ренессанса; античные ордеры и парные колонны итальянского Возрождения сочетались со скульптурными медальонами и мансардными окнами, характерными для французского стиля.
После случайной смерти Генриха II в 1559 году его вдова Екатерина Медичи (1519—1589) планировала построить новый дворец. Она продала средневековый Отель Турнель (Des Tournelles), где умер её муж, и начала строить Дворец Тюильри (архитектором был Филибер Делорм). Во время правления Генриха IV (1589—1610) здание было расширено и объединено с Большой галереей, тянувшейся вдоль реки вплоть до Лувра.

### Религиозная архитектура

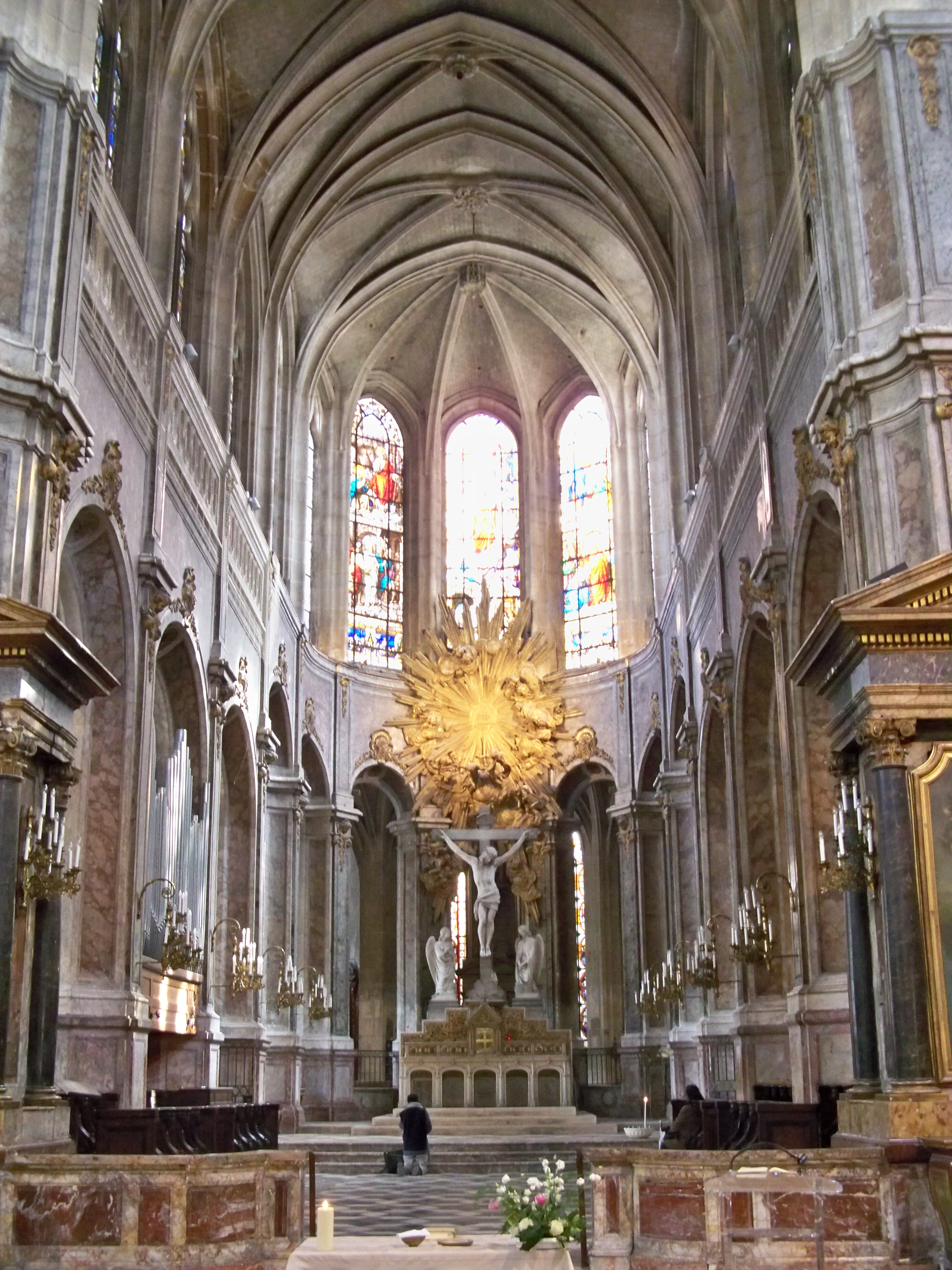
Интерьер Сен-Мерри (1520-1552)
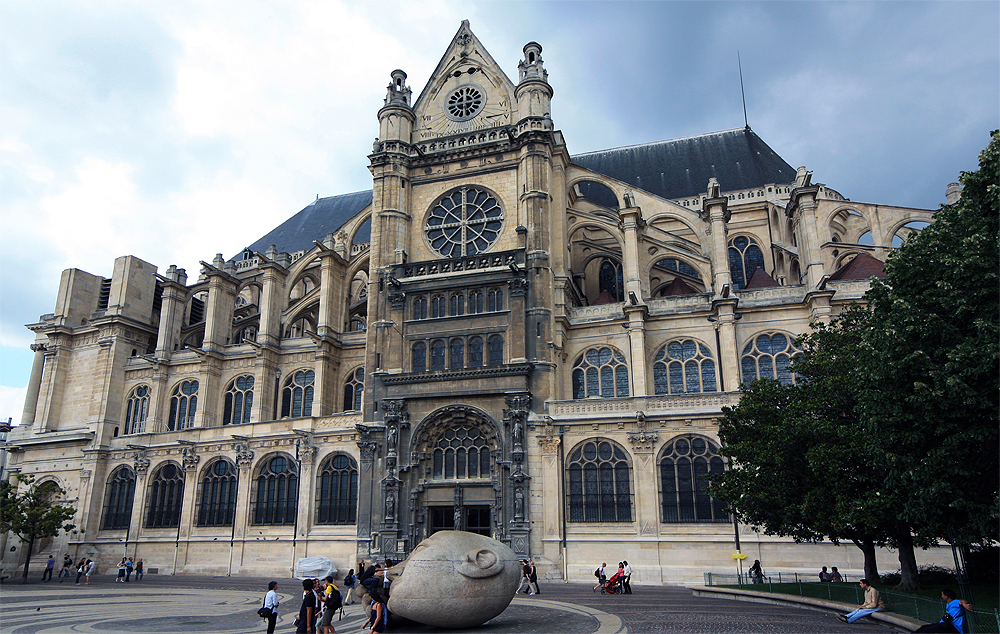
Сент-Эсташ (1532-1640), готическая церковь стиля Возрождения
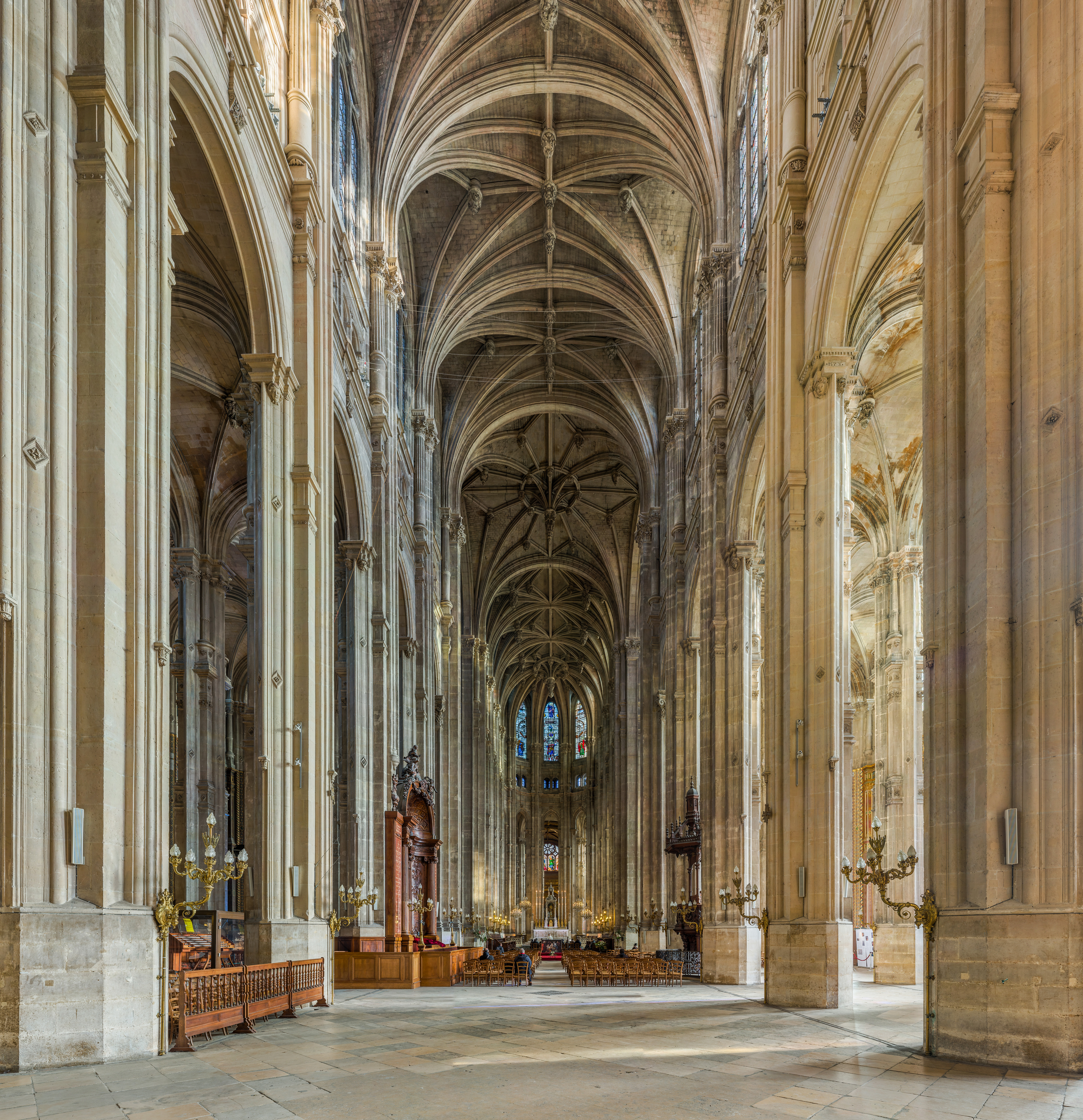
Интерьер Сент-Эсташ
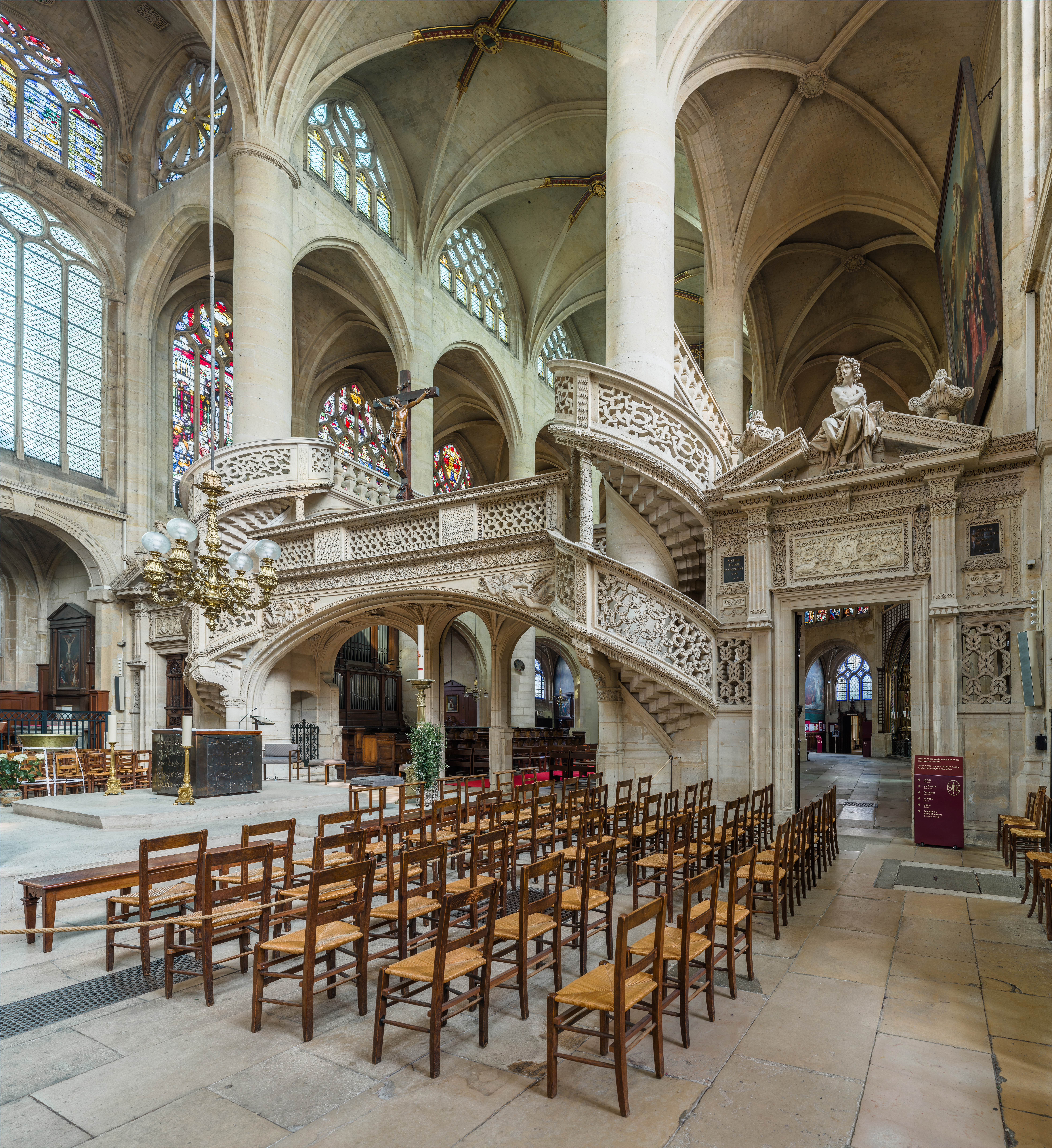
Интерьер Сент-Этьен-дю-Мон (1510-1586)

Большинство церквей в Париже XVI века строились в традиционном стиле пламенеющей готики, хотя некоторые элементы были заимствованы из итальянского Ренессанса. Главным храмом в Париже той эпохи была церковь Сент-Эсташ, 105 метров в длину, 44 метра в ширину и 35 метров в высоту, которая по размерам и величию напоминала собор Нотр-Дам. Церковь была построена архитектором Доменико да Кортона, получившим из-за своей огненно-рыжей бороды прозвище «Боккадор». Её проектирование началось в 1519 году, а строительство — в 1532 году; завершилось оно около 1640 года.
Другие церкви в этот период следовали более традиционным моделям готической архитектуры. К ним относятся храм Сен-Мерри (1520—1552), в плане похожий на Нотр-Дам, Сен-Жермен-л’Осеруа с внушительными контрфорсами; церковь Сен-Медар, чей хор был построен в начале 1550 года; Сен-Жерве с высоким готическим сводом в апсиде. Готическая церковь Сен-Николя-де-Шам (1559) имеет яркую ренессансную черту: портал с правой стороны, изготовленный по эскизам Филибера Делорма.

### Дома и особняки

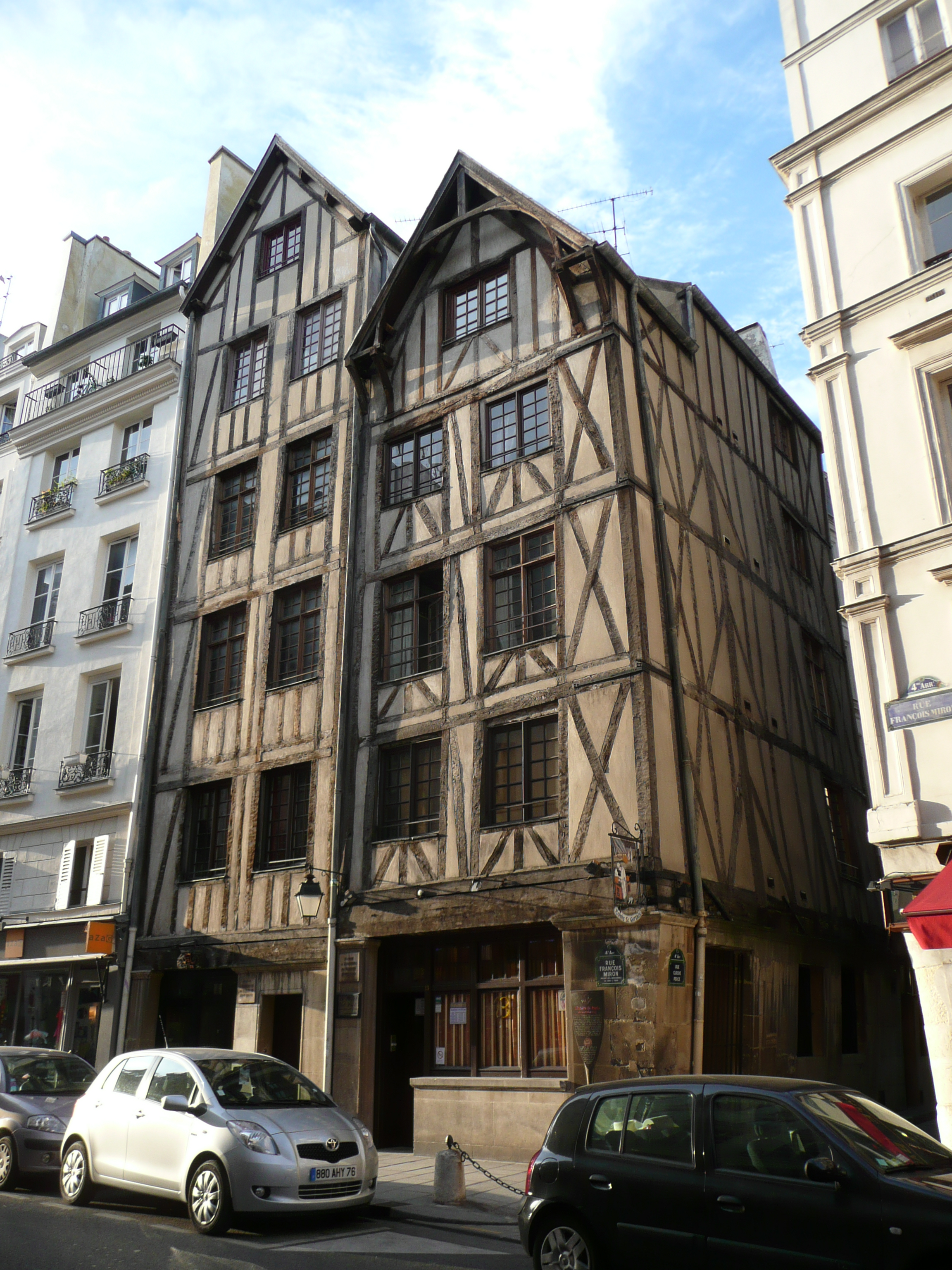
Дома на 13—15 Рю Франсуа-Мирон, в 4-м округе (XVI—XVII века)
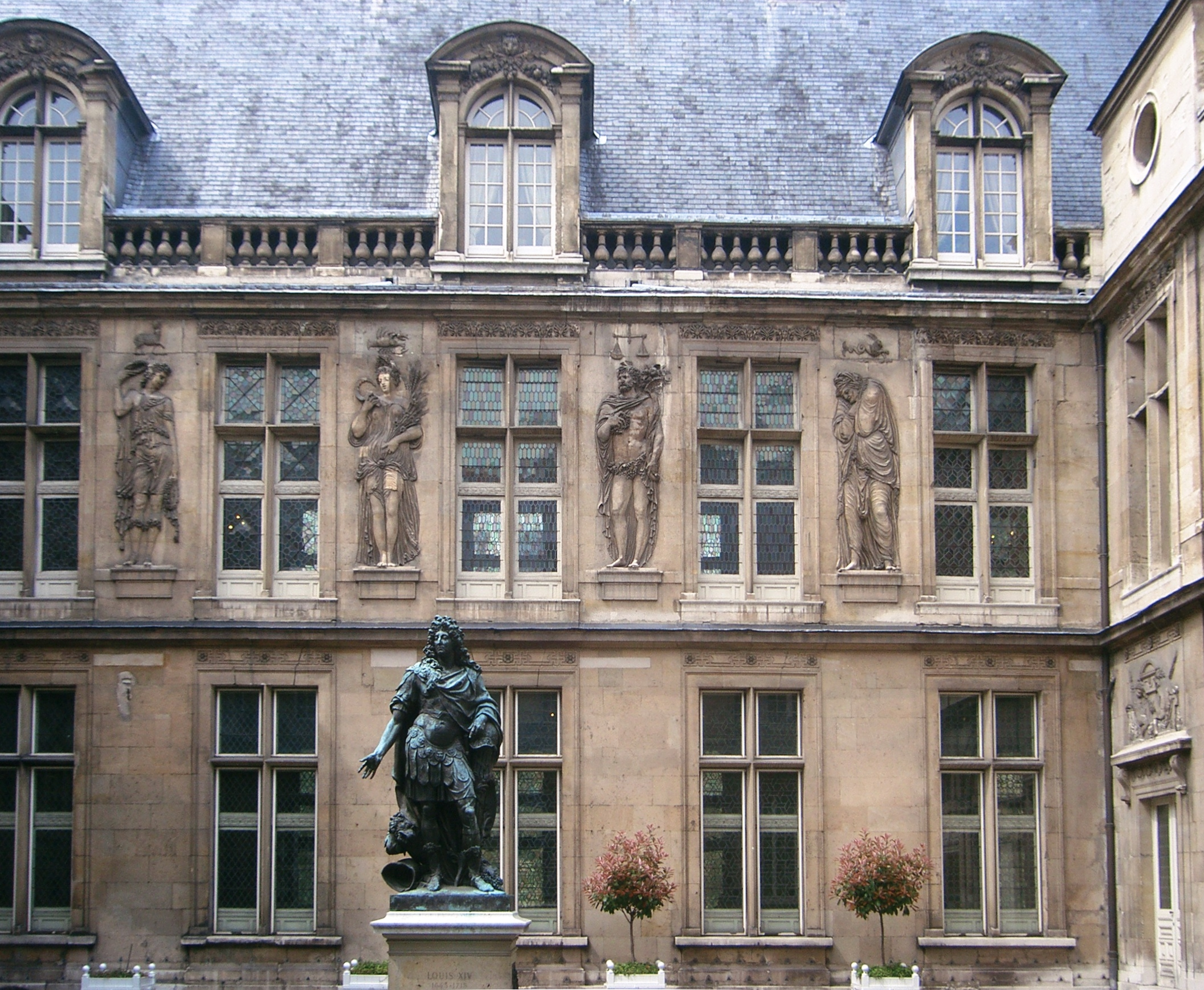
Фасад музея Карнавале, со скульптурой Жана Гужона (1547—1548)
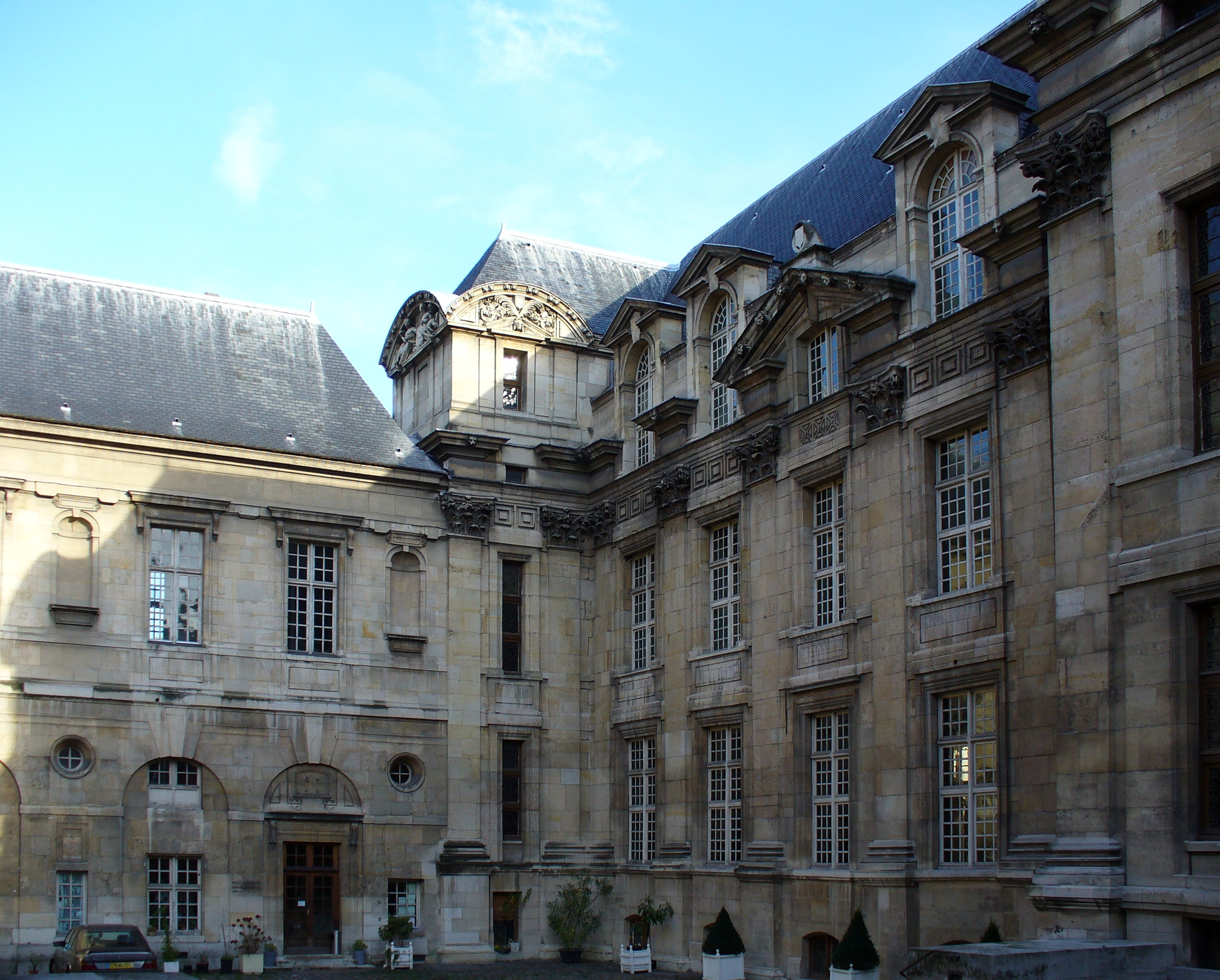
Особняк Hôtel д'Angoulême Lamoignon (1585—1589), в настоящее время здесь находится библиотека истории Парижа

Обычные парижские дома эпохи Возрождения мало чем отличались от средневековых. Здания имели четыре-пять этажей, узкий фасад, построенный на каменном фундаменте, были выполнены из дерева и покрыты штукатуркой. Они, как правило, имели одно- или двускатную крышу. Два дома на 13—15 Рю Франсуа Мирон (на самом деле построенные в XVI или XVII веке, но часто описываемые как средневековые) являются образцами домов эпохи Возрождения.
Знать и богатые купцы строили большие особняки в квартале Марэ. Они строились из камня и были богато украшены скульптурой. Здания имели внутренний двор, отгороженный от улицы. Фасад, выходящий во двор, имел скульптурный декор; фасад с видом на сад был, как правило, выполнен из грубого камня. Особняк Карнавале на 23 Рю де Севинье (1547—1549) архитектора Пьера Леско, украшенный скульптурами Жана Гужона, является примером здания эпохи Возрождения. В настоящее время в нём расположен городской музей истории Парижа.

## XVII век: барокко и дебют классицизма
Архитектурный стиль французского Ренессанса продолжал господствовать в Париже при регентстве Марии Медичи. Окончание религиозных войн позволило продолжить некоторые строительные проекты, такие как расширение Лувра. Расширение началось в XVI веке, но из-за войн было заброшено. С приходом к власти Людовика XIII и министров Ришельё и Мазарини в Париже распространился заимствованный в Италии новый архитектурный стиль барокко (итал. barocco — причудливый). Барокко в архитектуре свойственны пространственный размах и текучесть криволинейных форм. На зданиях встречаются масштабные колоннады, большое количество скульптур, рустованные колонны и пилястры, купола имеют сложные формы. Барокко появилось в противовес строгому стилю протестантской Реформации. Новый стиль в Париже характеризовался богатством, нестандартностью форм и обилием декора. Прямые геометрические линии здания были увенчаны изогнутыми или треугольными фронтонами, нишами со статуями или кариатидами, картушами, гирляндами и каскадами из фруктов, вырезанных из камня.
К этому времени во Франции была введена должность Первого королевского архитектора, призванного заниматься генеральным проектированием всех работ Королевской строительной службы. В XVII веке в разное время Первыми королевскими архитекторами были Луи Метезо (до 1615 г.), Жак Лемерсье (1639—1653), Луи Лево (1653—1670), Франсуа д'Орбэ (1670—1681), Жюль Ардуэн-Мансар (1681—1708).
Людовик XIV не доверял парижанам и проводил в Париже как можно меньше времени, больше пропадая в Версале, но в то же время он хотел превратить Париж в «Новый Рим», город, достойный короля-Солнца. В течение его долгого правления, с 1643 по 1715 год, архитектурный стиль города постепенно менялся от пышности барокко в сторону более торжественного и официального классицизма, воплощая видение королём Парижа как «нового Рима». Новая Академия архитектуры, основанная в 1671 году, ввела в архитектуре официальный стиль, как то ранее было сделано французскими Академиями искусств и литературы. Примерно с 1690 года архитектурный стиль вновь претерпел изменения, так как правительству стало не хватать денег на строительство. Новые архитектурные проекты стали менее грандиозны.

### Площади и городское планирование

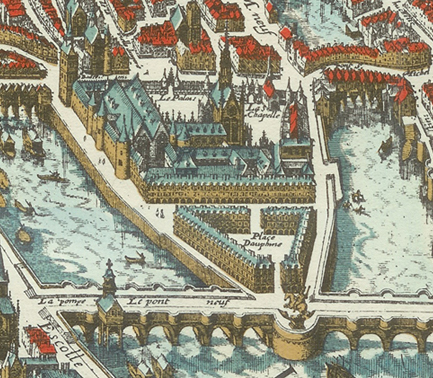
Площадь Дофина и Новый мост 1615 года
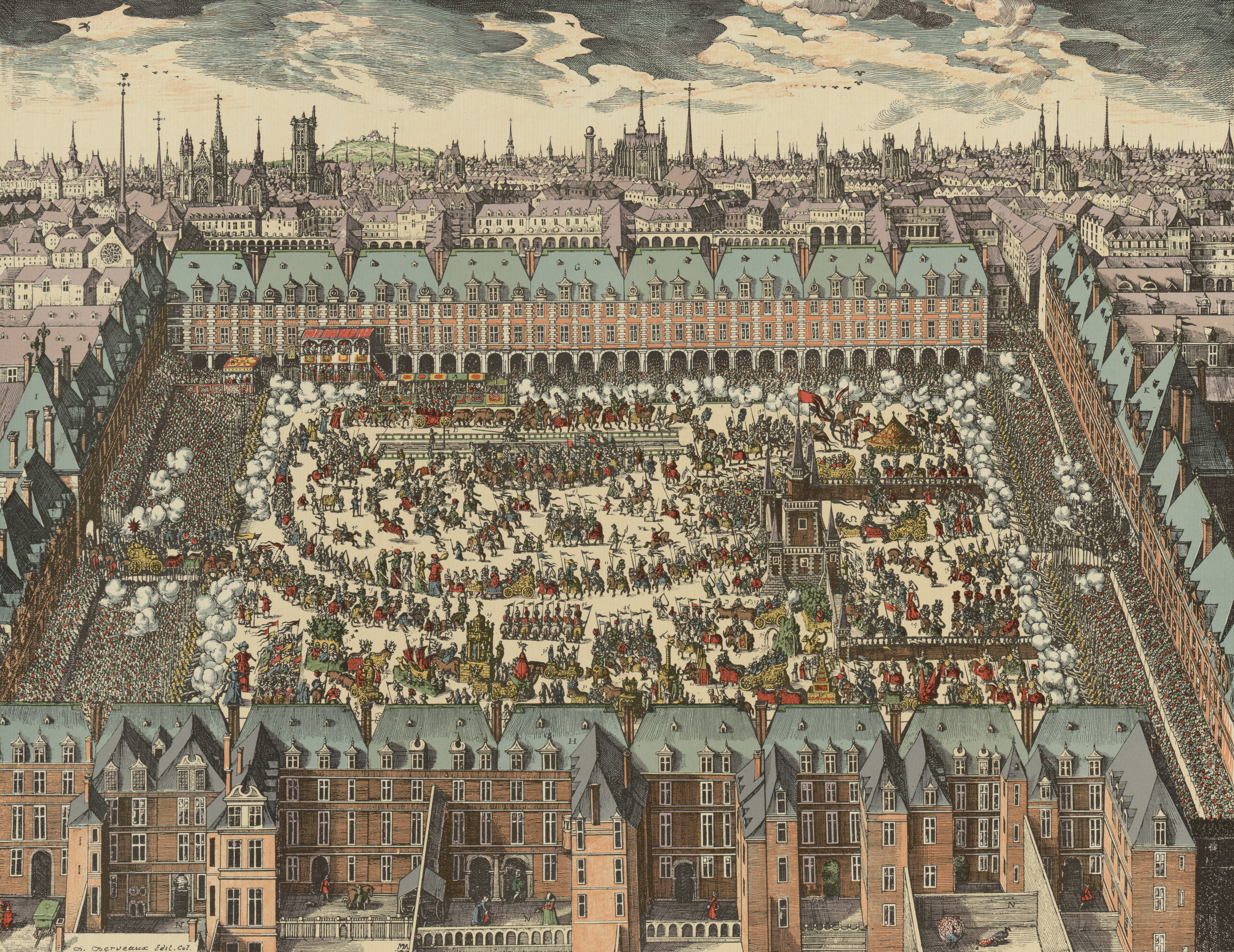
Королевская площадь (сейчас площадь Вогезов) 1612 года
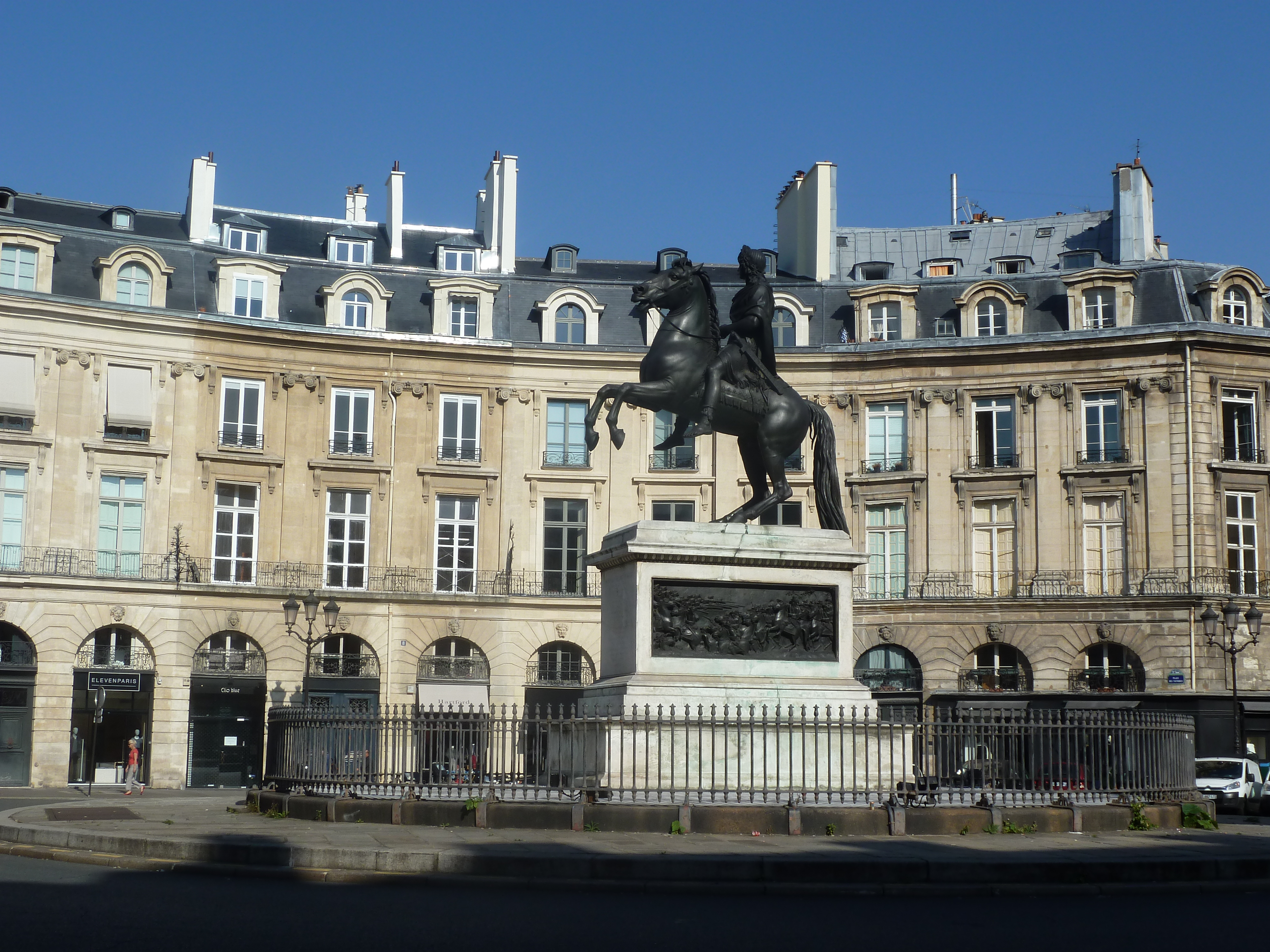
Площадь Побед, архитектор Жюль Ардуэн-Мансар (1684-1697)
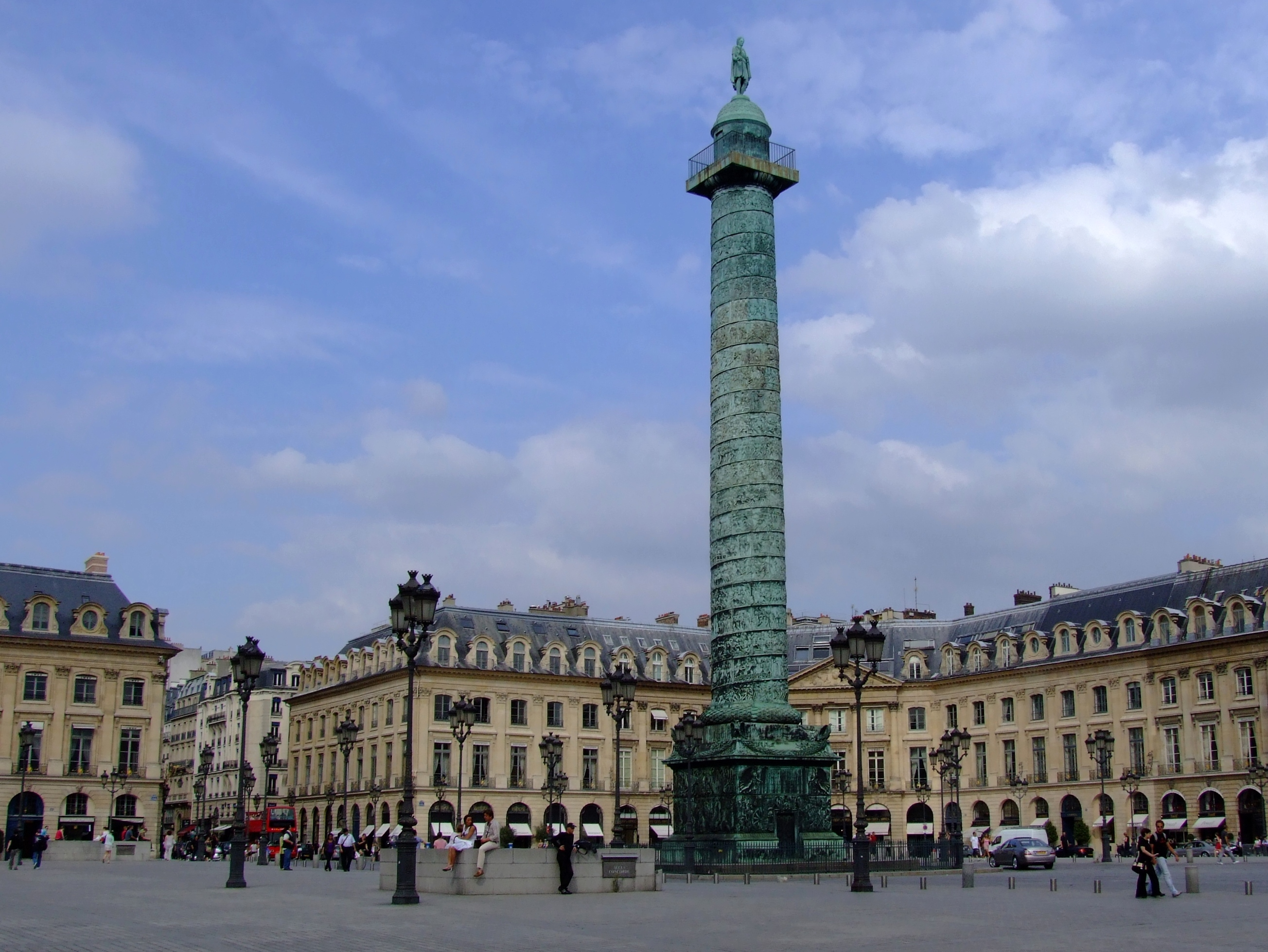
Вандомская площадь, архитектор Жюль Ардуэн-Мансар

В XVII веке, вследствие королевского указа, началось масштабное градостроительство Парижа, во многом следовавшее модели итальянских городов. Так, были созданы площади с жилыми домами по периметру, в том числе Королевская (ныне площадь Вогезов; 1605—1612) и Площадь Дофина на месте старого королевского сада Иль-де-ла-Сите. Строительство было начато Генрихом IV. Королевскую площадь окружали девять больших зданий с одинаковыми фасадами, по каждой из четырёх сторон. Людовик XIV продолжил строительство Площади Победы (1684—1697) и Вандомской площади (1699—1702). Обе они были спроектированы архитектором Жюль Ардуэн-Мансаром, в их центре находились статуи короля, а средства на их строительство были получены за счёт продажи окаймлявших их домов. Эти дома имели одинаковые классические фасады и были построены из камня в типичном для Ардуэна-Мансара монументальном стиле.
Городское планирование стало важным наследием XVII века. В 1667 году была установлена максимальная высота парижских зданий — 15,6 метра для деревянных построек и до 19,5 метра для зданий из камня. Чтобы предотвратить пожары, были запрещены традиционные остроконечные крыши. Начиная с 1669 года, в соответствии с новыми правилами, вдоль некоторых улиц правобережной части Парижа были построены большие блоки домов одинаковой высоты с однотипными фасадами. Это коснулось улиц Рю де ла Ферронри, Сент-Оноре (1-й округ), Рю дю Май (2-й округ) и Рю Сен-Луи-Ан-Иль на острове Сен-Луи. Здания обычно строились из камня, имели от двух до четырёх этажей, окна, разделённые декоративными колоннами, и высокую крышу с рядом окон. Это было время рождения парижской уличной архитектуры, которая будет доминировать на протяжении следующих двух веков.

### Дворцы и памятники

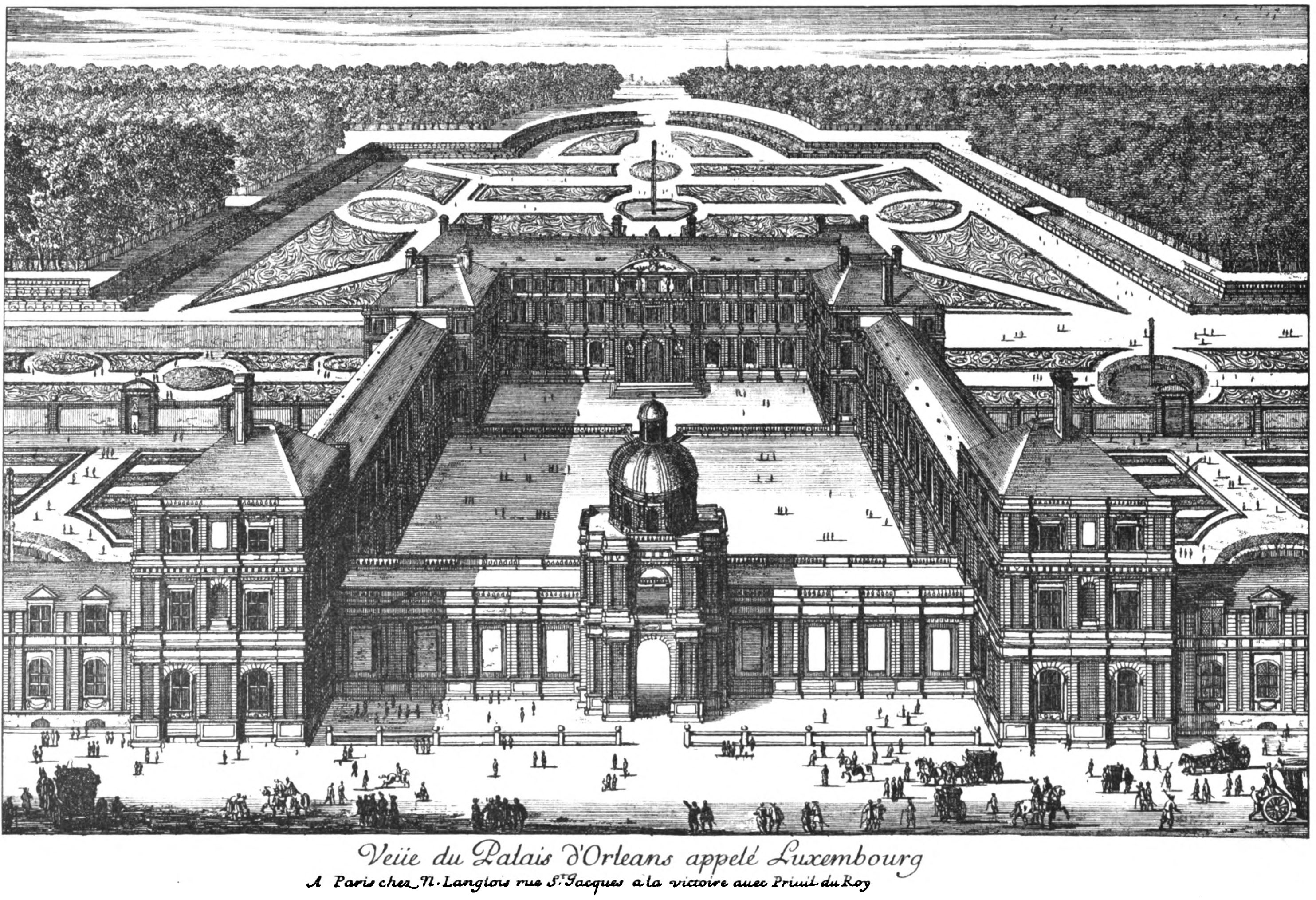
Люксембургский дворец, 1643 г.
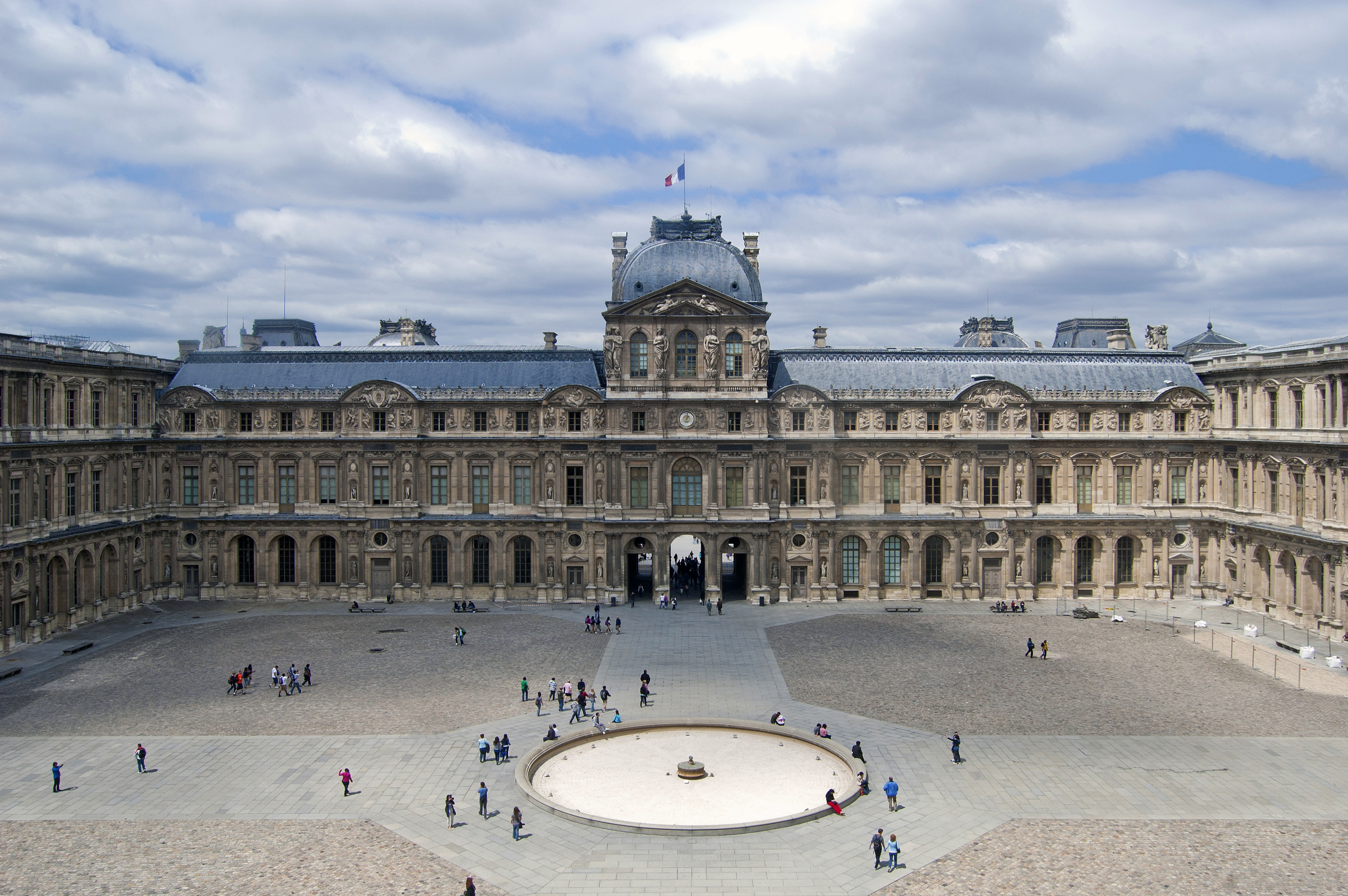
Пристройка Леско, 1546—1553 (слева от башни), и пристройка Лемерсье, 1624—1639 (справа от башни) в Квадратном дворе Лувра (ренессансный стиль)
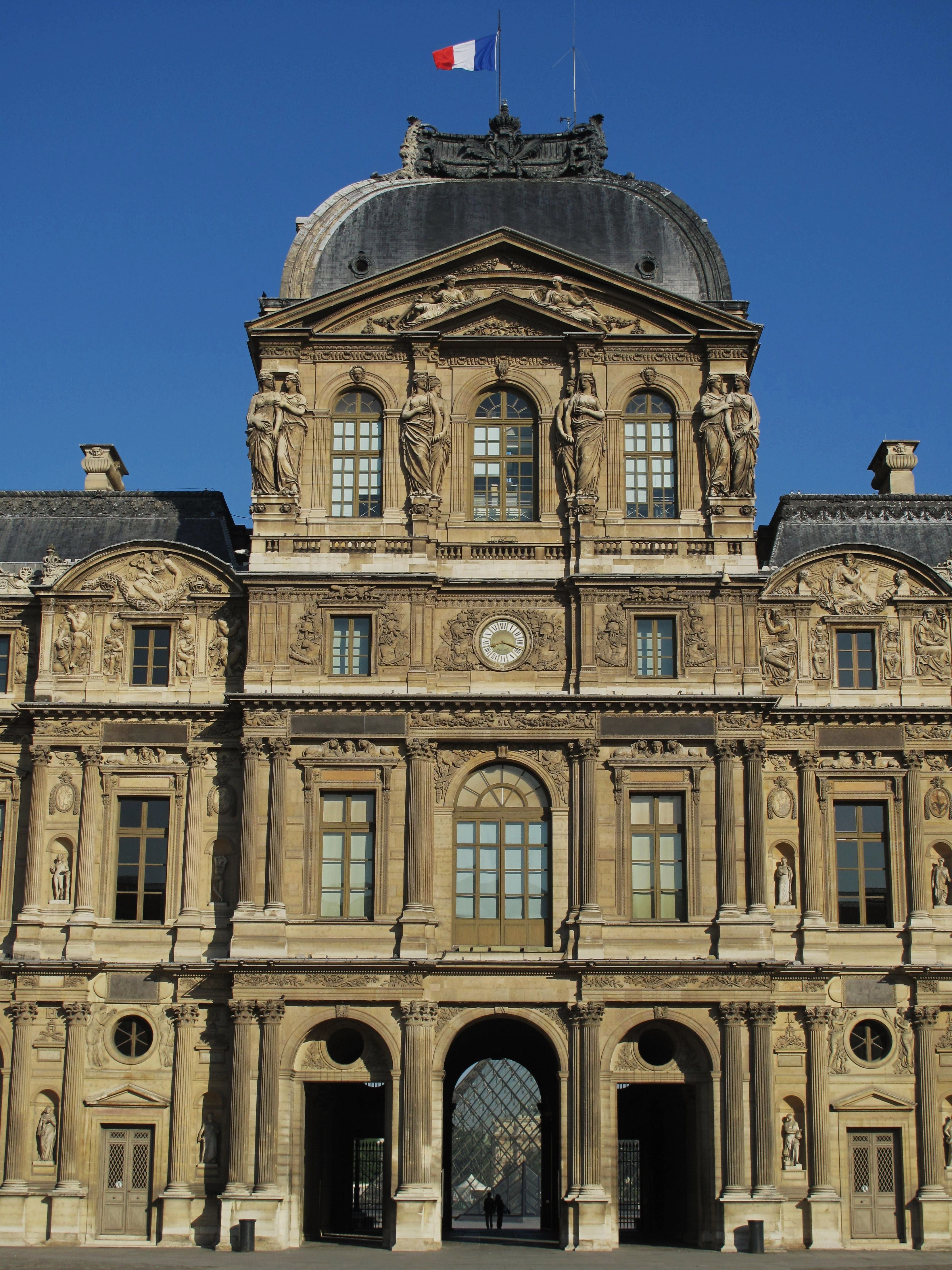
Павильон де-Л'Орлож Лувра, проект архитектора Жака Лемерсье (1624—1639)

После убийства Генриха IV в 1610 году его вдова Мария Медичи стала регентом при молодом Людовике XIII. С 1615 по 1631 она построила для себя резиденцию в Люксембургском Дворце (архитекторы Саломон де Бросс, Марен де ла Валле, Жак Лемерсье). В садах дворца находился великолепный фонтан Медичи в итальянском стиле.
Строительство Лувра стало одним из наиболее значительных архитектурных проектов XVII века. Архитектура дворца наглядно показала переход от французского Ренессанса к классическому стилю Людовика XIV. Жак Лемерсье построил Павийон-де-Л’Орлож в 1624—1639 годах, в стиле барокко. Между 1667 и 1678 годами Луи Лево, Шарль Ле Брюн, Франсуа Д’Орбэ и Клод Перро перестроили восточный внешний фасад двора с большой колоннадой. Луи Ле Во и Клод Перро перестроили внутренний фасад Квадратного двора Лувра в более классическом варианте. Постепенно Лувр начал превращаться из дворца в ренессансном и барочном стиле в типичное здание «большого стиля» Людовика XIV.

### Религиозная архитектура

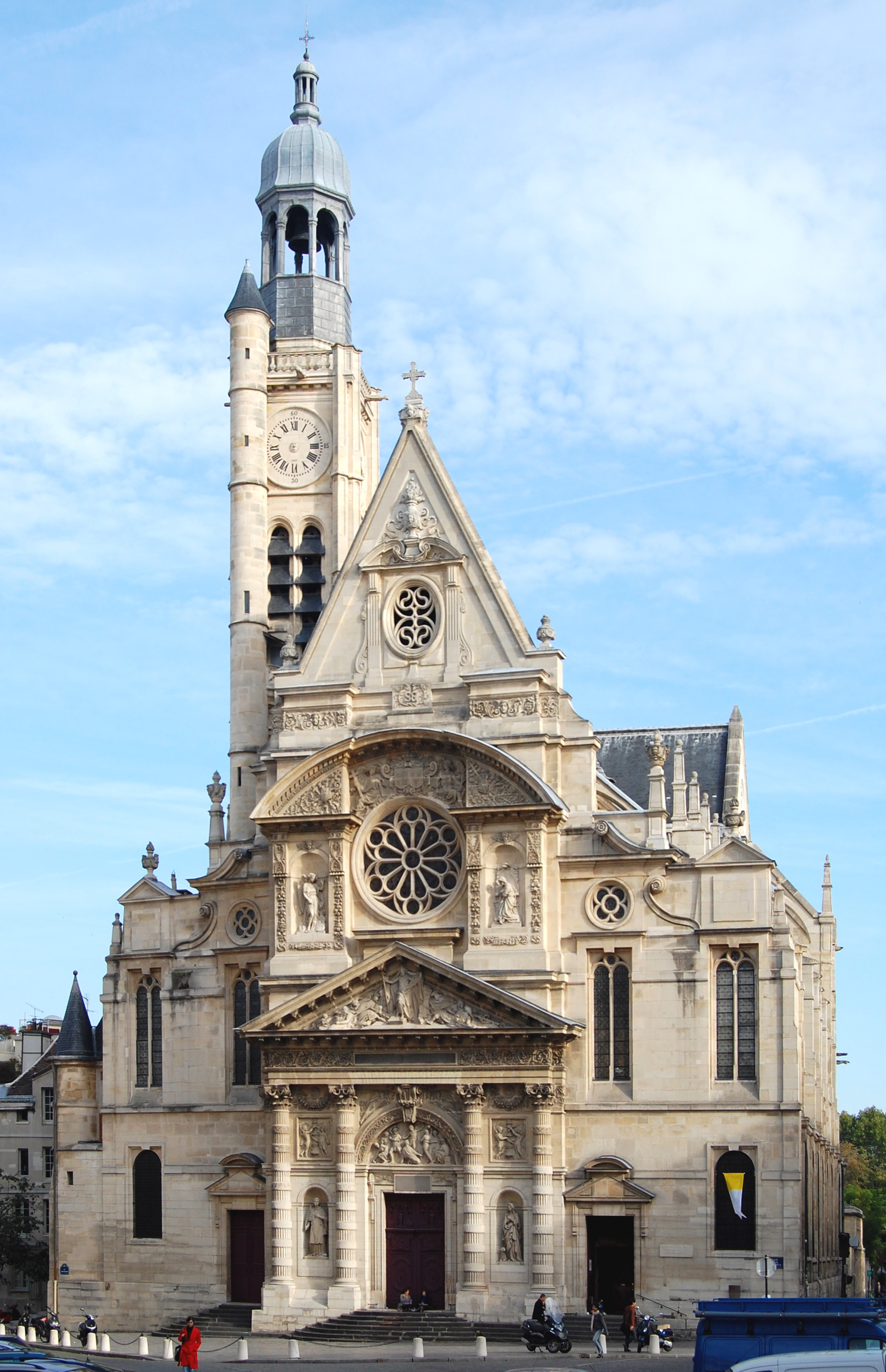
Церковь Сент-Этьен-дю-Мон, архитектор  Клод Герен в позднем готическом стиле Маньеризма (1606-1621)
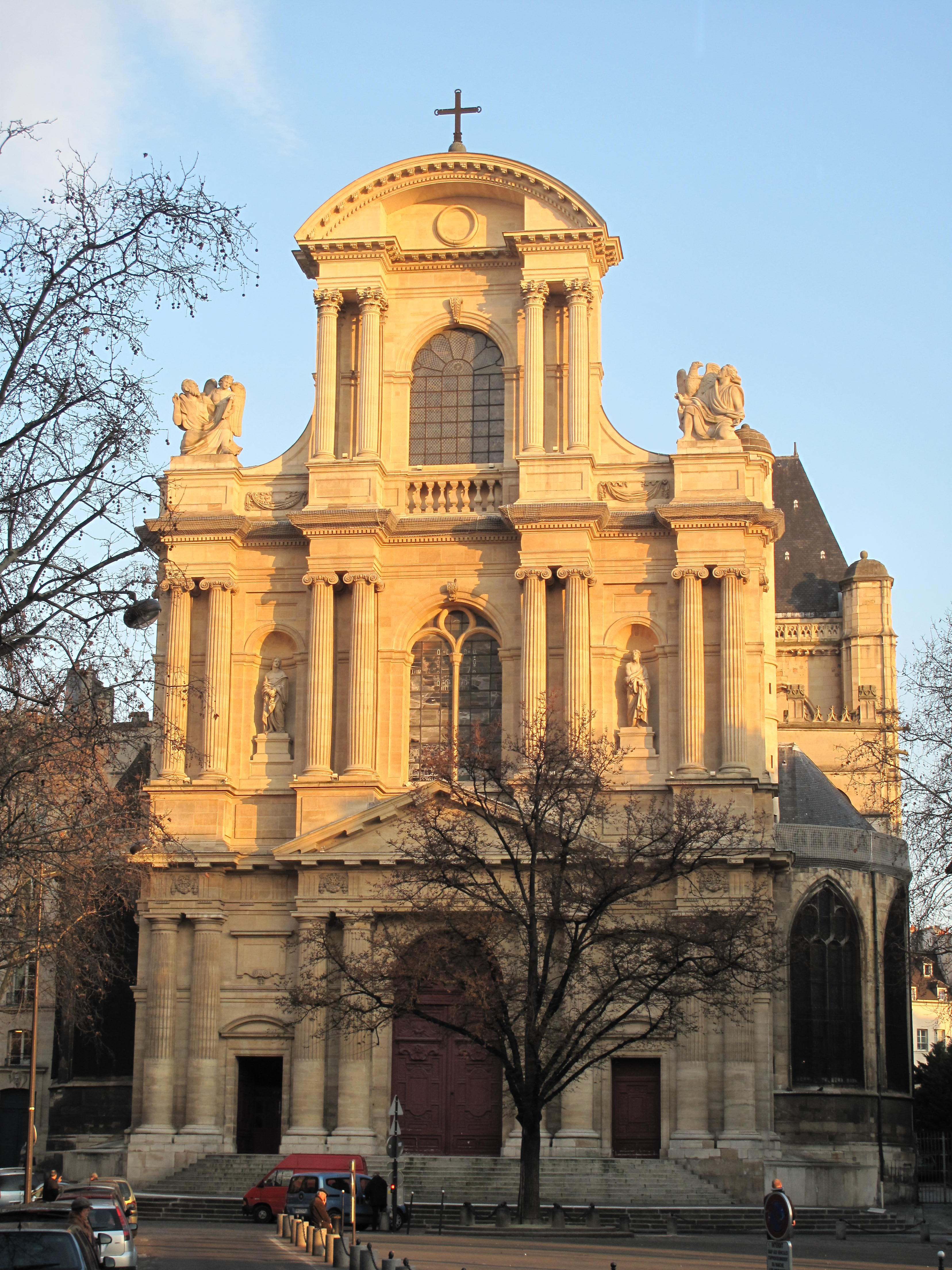
Церковь Сен-Жерве-э-Сен-Протэ, первая Парижская церковь с фасадом в новом стиле барокко (1616-1620)
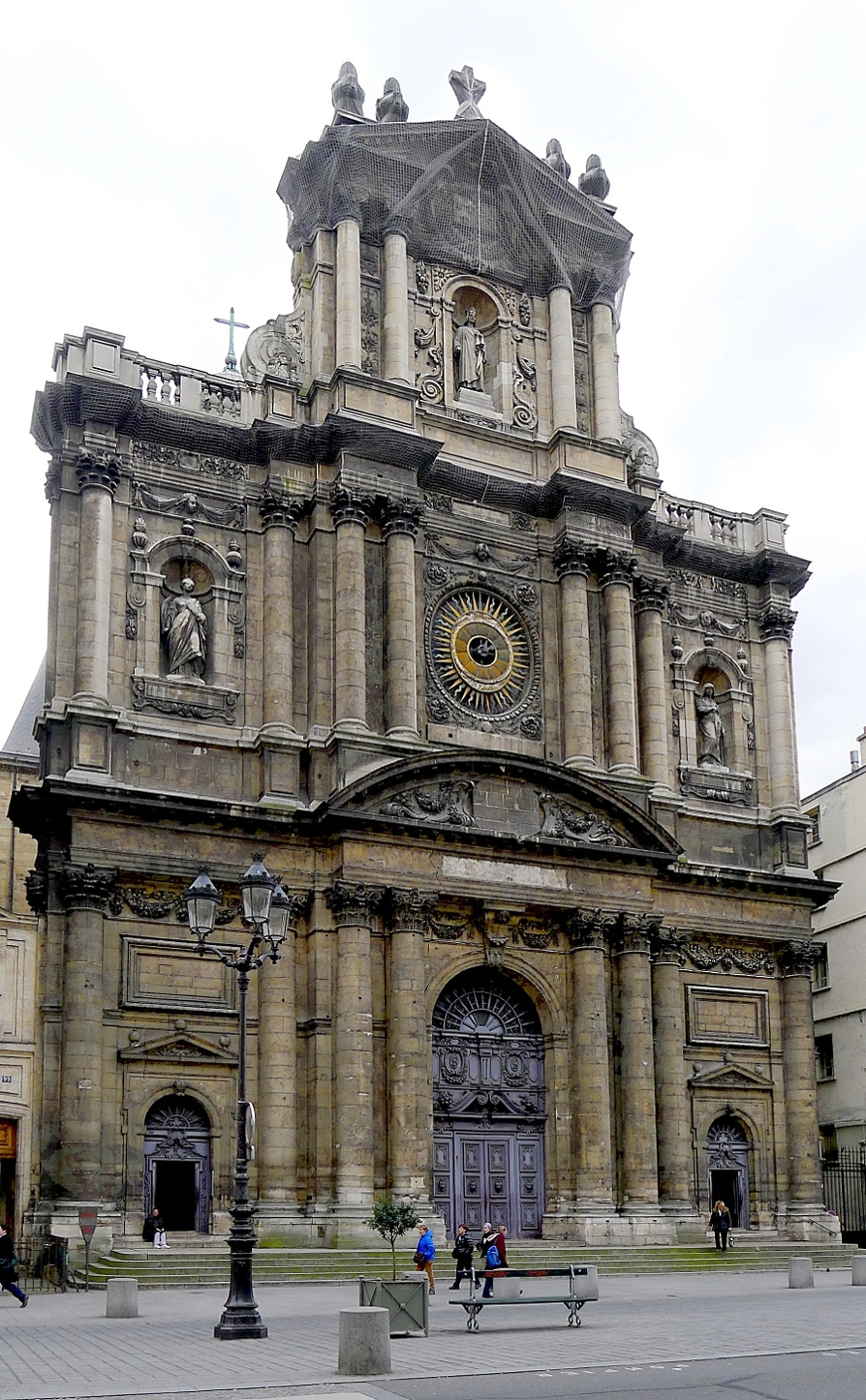
Церковь Сен-Поль-Сен-Луи архитекторов Этьен Мартеланж и Франсуа Деран (1627-1641)
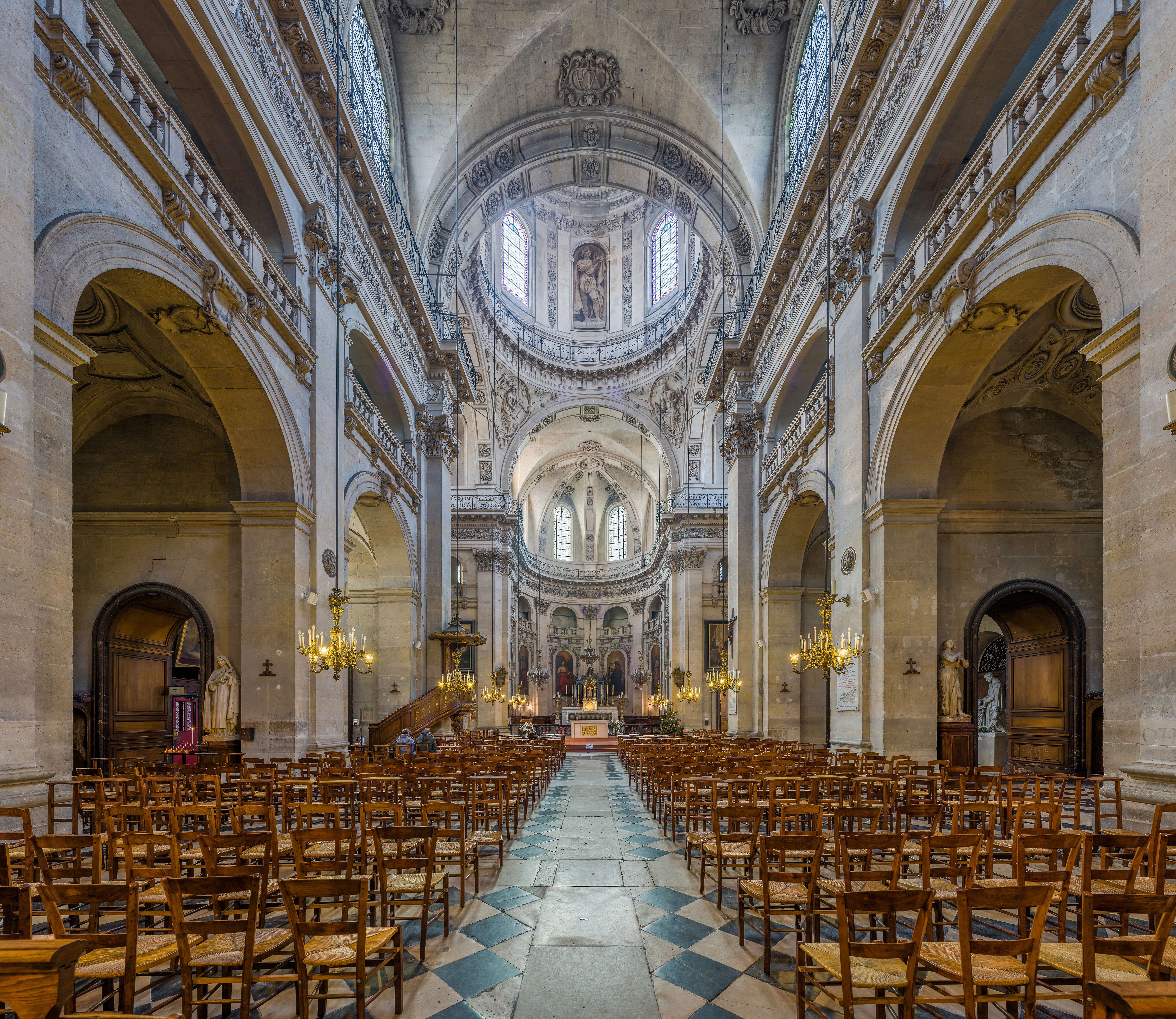
Интерьер Сен-Поль-Сен-Луи (1627-1641)
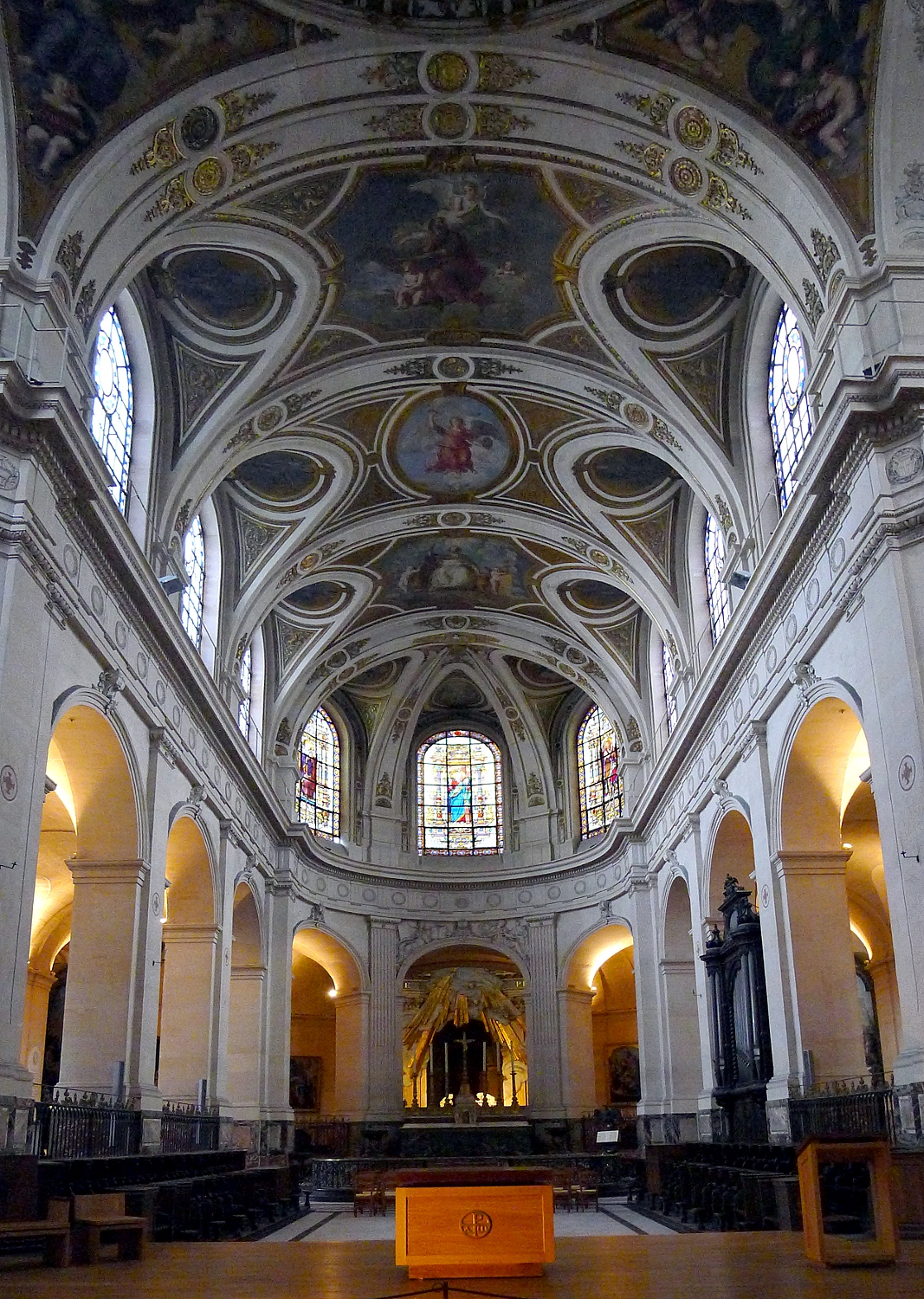
Церковь Сен-Рош по проекту Жака Лемерсье (1653-1690)

Церковная архитектура в XVII веке стало медленно меняться. Интерьеры новых приходских церквей, таких как Сен-Сюльпис, Сен-Луи-АН-Л’Иль и Сен-Рош в основном следовали традиционной готической архитектуре. В 1675 году с официальным освидетельствованием состояния церковного зодчества в Париже выступили архитекторы Даниель Гиттар (1625—1686) (Daniel Gittard) и Либераль Брюан (ок.1635-1697) (Libéral Bruant). Они рекомендовали церкви «так называемого готического, без всякого порядка, красоты и гармонии» стиля восстановить «в новом стиле нашей прекрасной современной архитектуры».
Архитектор Саломон де Бросс (1571—1626) представил новый стиль фасадов, основанный на традиционных (Дорическом, Ионическом и Коринфском), расположенных один над другим. Он впервые применил этот стиль в фасаде Церкви Сен-Жерве-э-Сен-Протэ (1616—1620). В этом стиле построены церкви Сен-Поль-Сен-Луи, новая церковь иезуитов в Париже, спроектированная Иезуитскими архитекторами Этьен Мартеланжем и Франсуа Дераном. Храм Святого Роха (1653—1690), построенный по проекту Жака Лемерсье, имел смесь готического стиля с колоритным итальянским. 

### Куполы

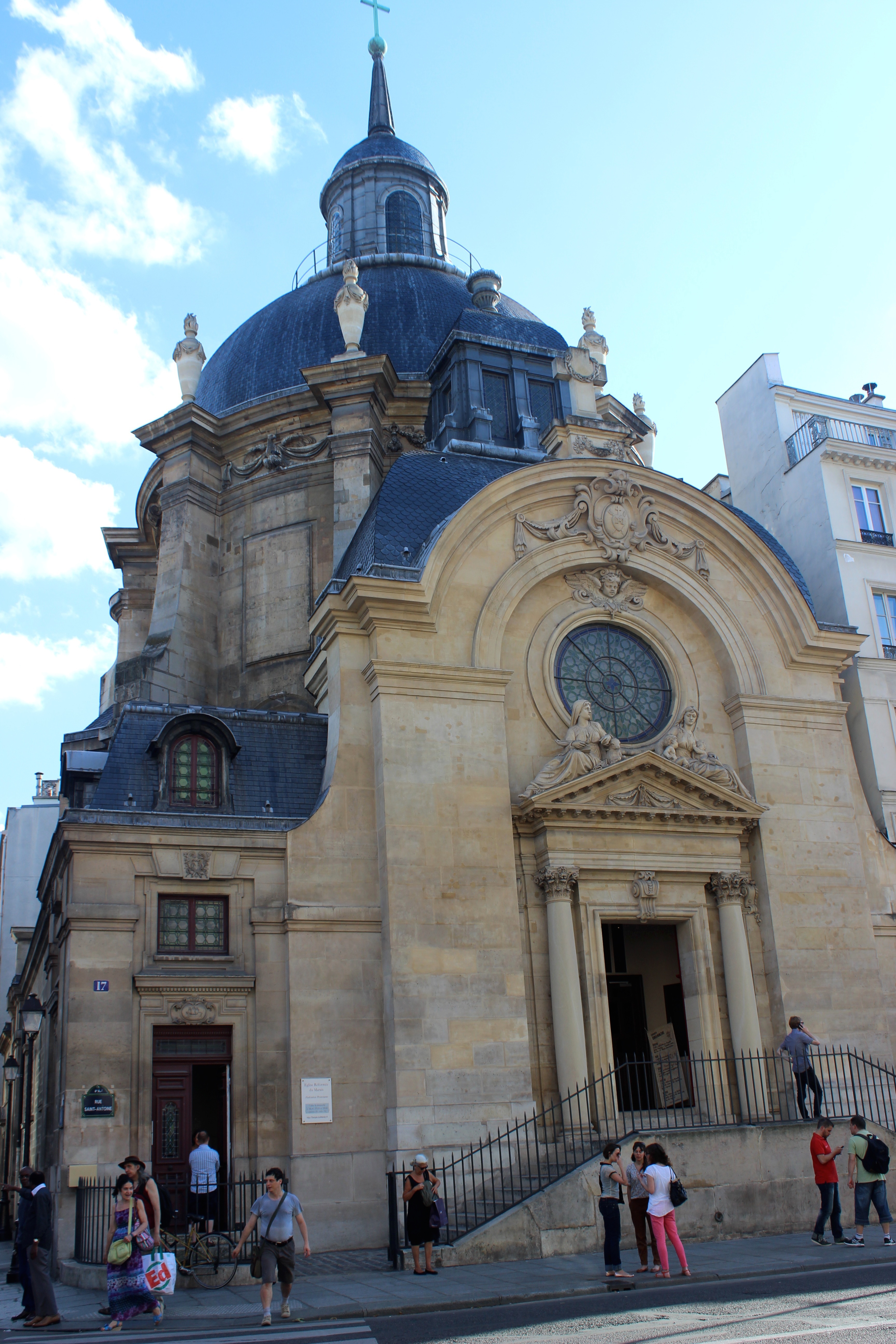
Церковь Посещения Девы Марии (Eglise de la Visitation Sainte-Marie) (1632-1634) архитектора Франсуа Мансара
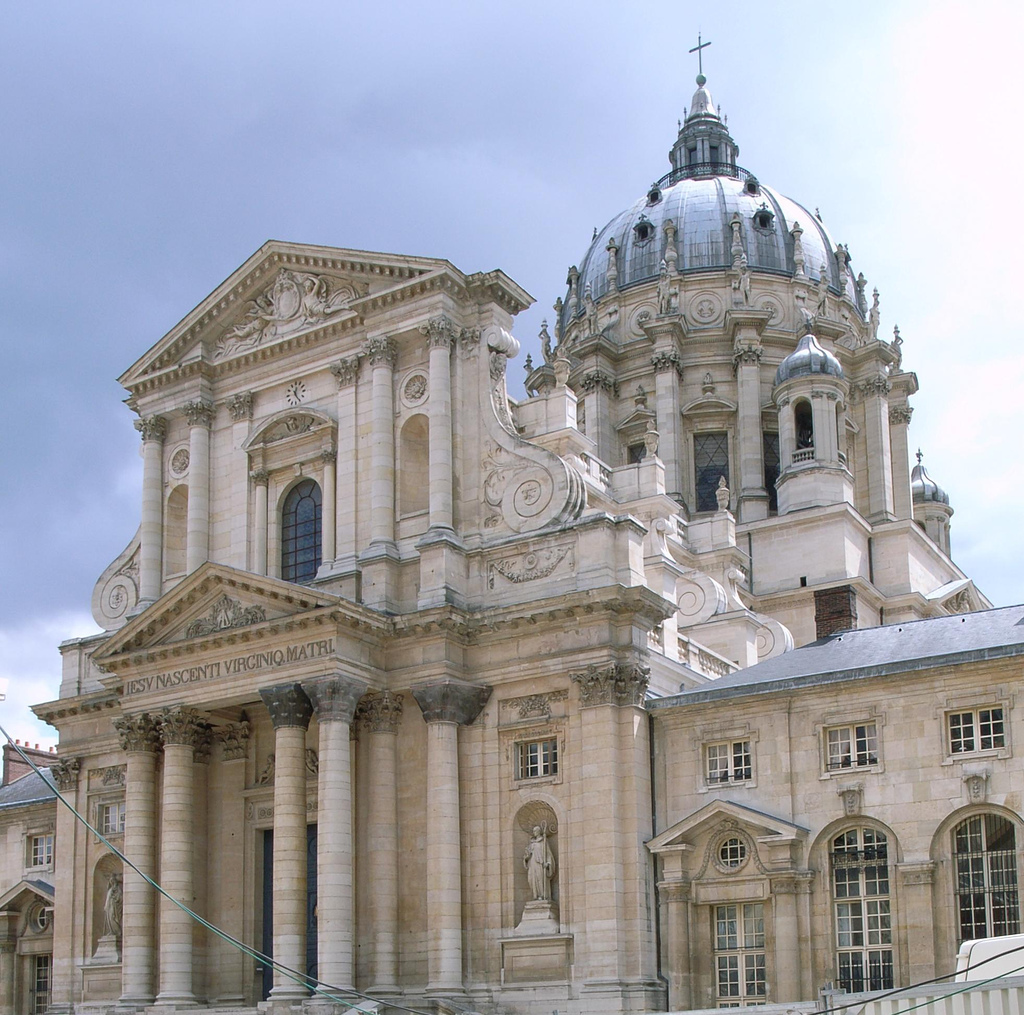
Церковь аббатства Валь-де-Грас. Архитекторы Франсуа Мансар и Ле Ме (Muet) (1624-1669)
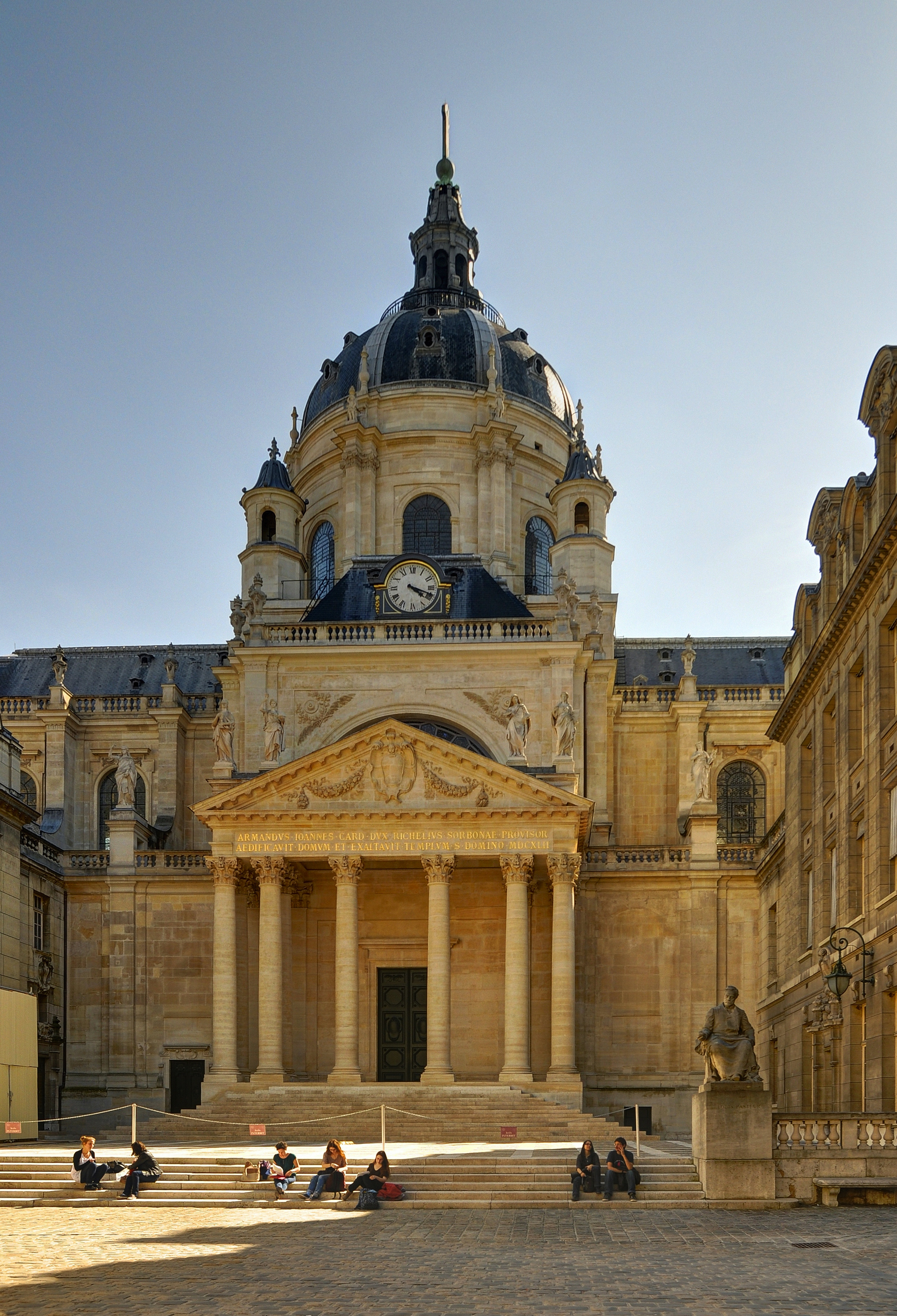
Часовня Сорбонны по проекту Жака Лемерсье (1634-1642)
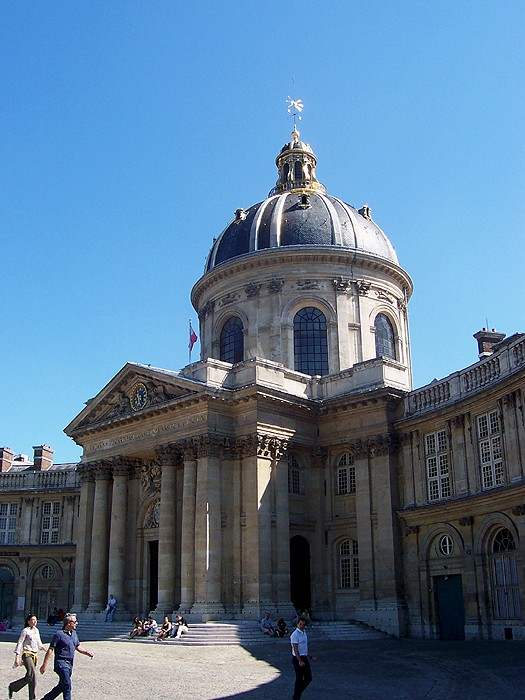
Институт Франции, арх. Луи Ле Во и Франсуа д’Орбэ (Louis Le Vau and François d'Orbay) (1662-1668)
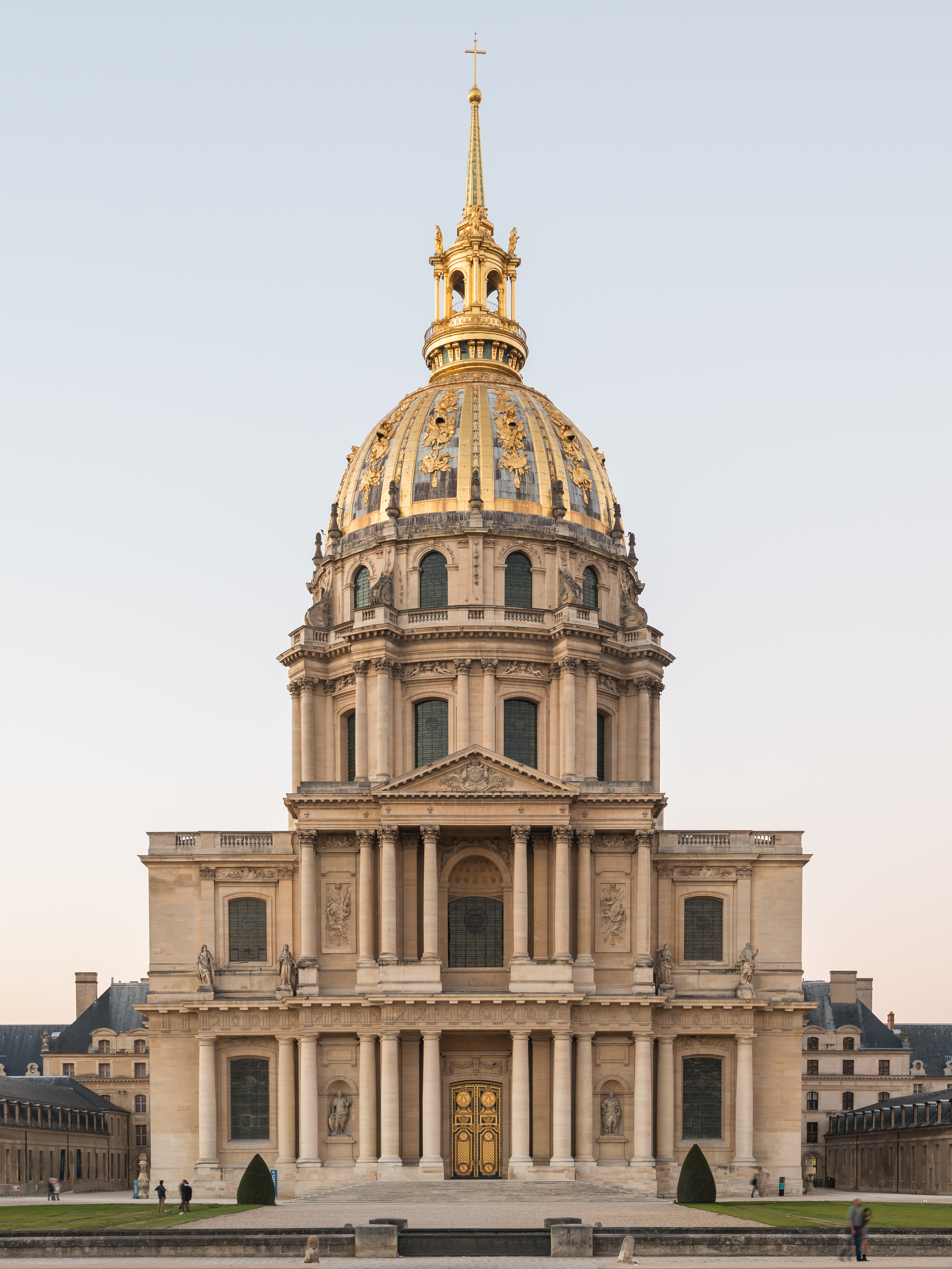
Церковь дома инвалидов, арх. Жюль Ардуэн-Мансар (1679-1691)

Самым известным архитектором куполов был Франсуа Мансар. Свой первый купол на часовне Минимес (Minimes) (впоследствии разрушена) в приделе Церкви монастыря Сент-Мари на 17 улице Сент-Антуан он построил между 1632—1634 годами. Сейчас купол храма Visitation Saint-Marie — старейший из сохранившихся куполов города. Ещё один купол был построен в квартале Марэ; это купол Церкви Сен-Поль-Сен-Луи на улице Сент-Антуан, архитекторы Martell, Этьен Мартеланж и Франсуа Деран (1627—1641). За ним последовали купол церкви аббатства Валь-де-Грас (5-й округ), архитекторы Мансар и Пьер Ле Мюэ (Pierre Le Muet) (1591—1669); купол на часовне Святой Урсулы в колледже Сорбонна (1632—1634), архитектор Жака Лемерсье и др. Последним был купол для протестантской церкви, церковь Pentemont на улице Гренель (7-й округ) архитектора Шарль де ла Фосс (около 1700). Самый величественный купол — купол часовни дома инвалидов, архитектора Жюль Ардуэн-Мансара построен между 1677 и 1706 годами. 

### Жилая архитектура в деревенском стиле

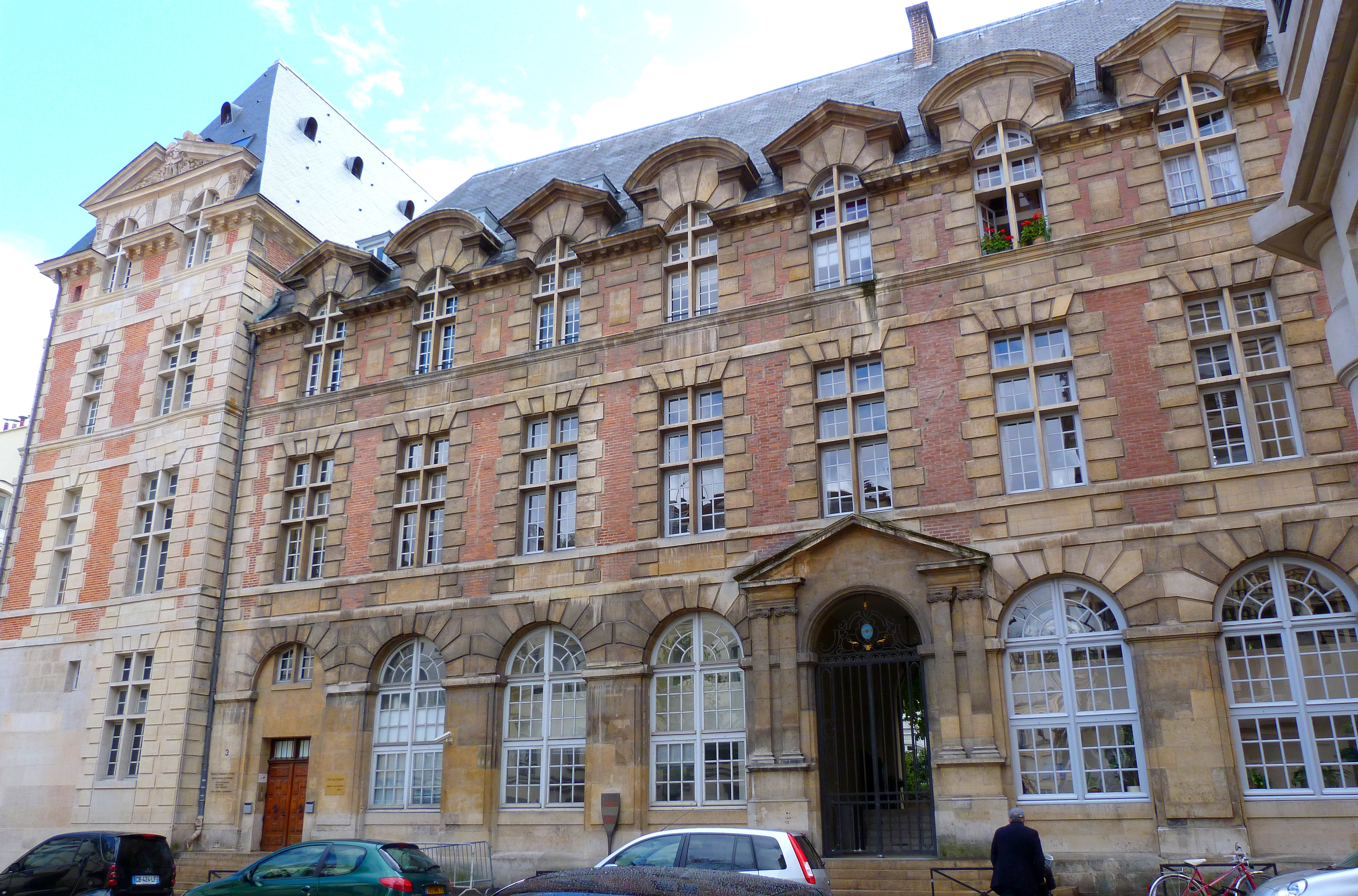
Резиденция настоятеля аббатства Сен-Жермен-де-пре (1586)
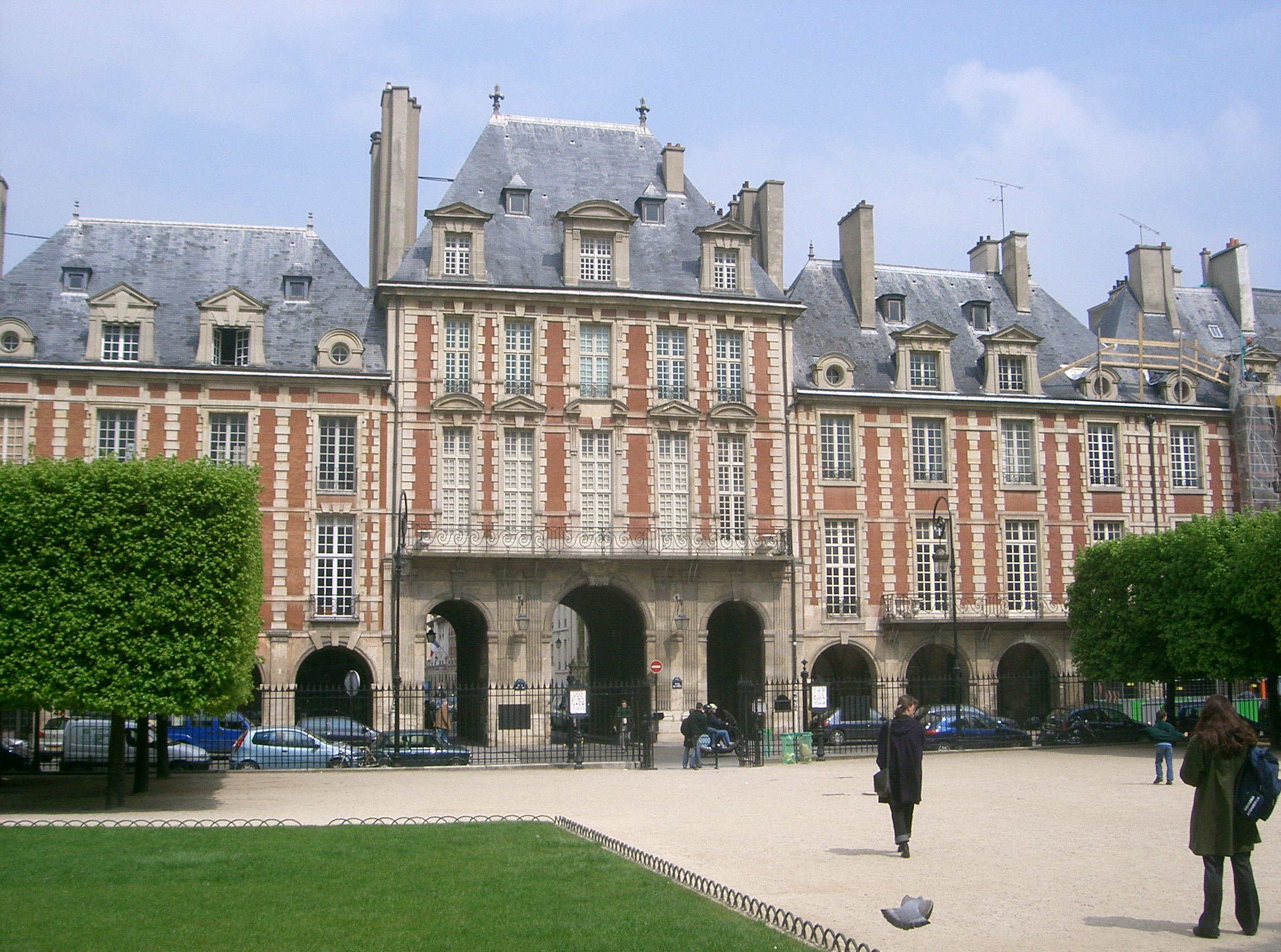
Отель pavillon де Рейне Вогезов (1605-1612)
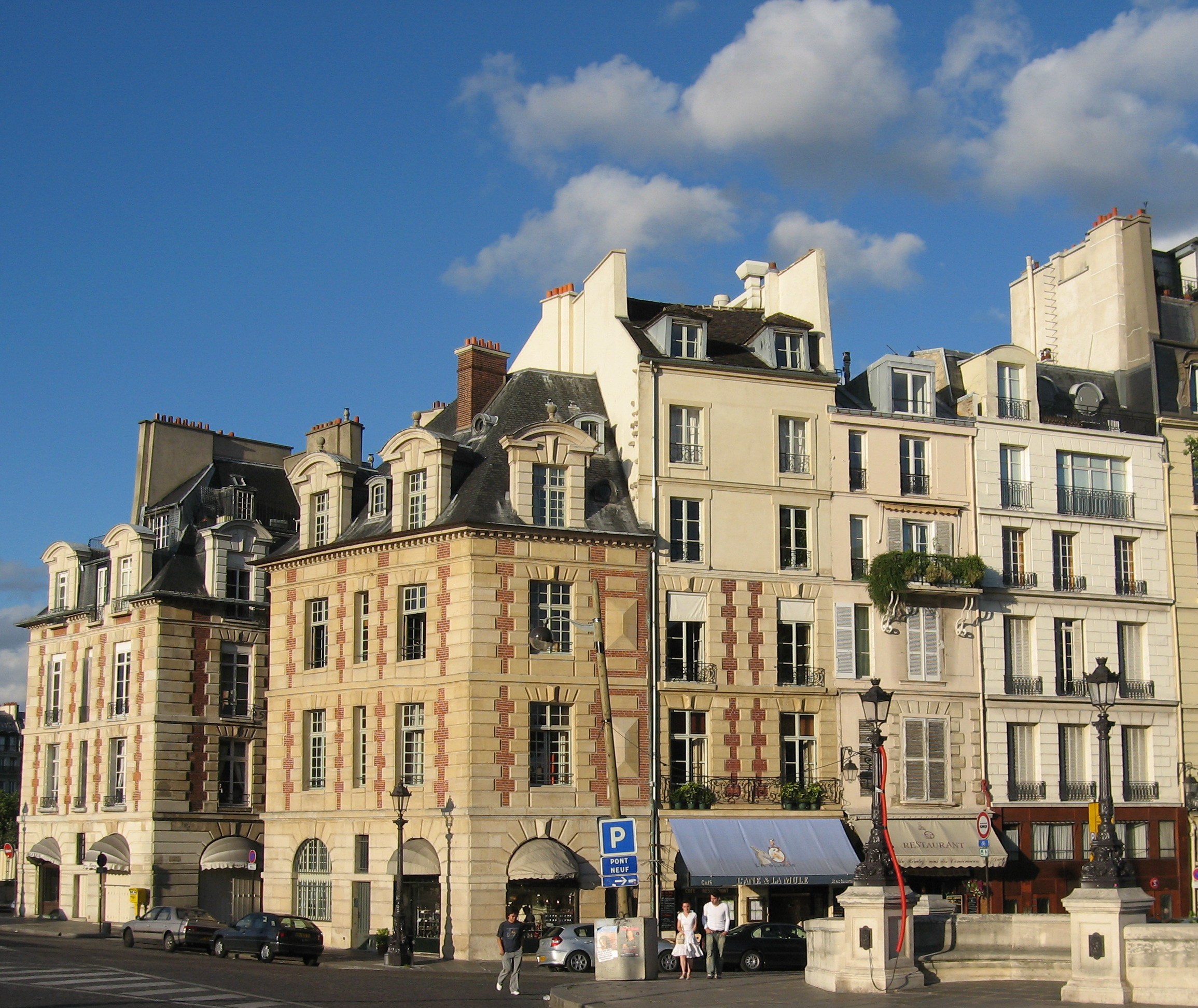
Два остающихся оригинальных домов площадь Дофина (1607-1610)

В Париже в конце XVI и начале XVII века появилась новая форма отечественной архитектуры — в деревенском стиле. Её иногда называли «стилем трех карандашей», потому что она использовала три цвета; чёрный — шиферная плитка, красный кирпич и белый камень. Самые ранние существующие примеры — дом, известный как дом-музей Жака керав 4-м округе, с конца XVI века — Отель Scipion Sardini в 13 РУП Scipion в (5-й округ) от 1532, и аббатство Сен-Жермен-де-Пре на 3-5 Рю-де-Л’Аббеи (6-й округ) (1586). Наиболее известные примеры вокруг нашли вокруг площади Вогезов, построенная в период между 1605 и 1612 годами. Другие хорошие примеры находятся в больнице Сен-Луи на улице Buchat (10-й округ.) от 1607—1611; два дома на 1-6 площадь Дофина на острове Сите, от 1607—1612; и Отель d’Alméras на 30 Рю де Фран-Буржуа (4-й округ), с 1612.

### Резиденции в стиле классицизма

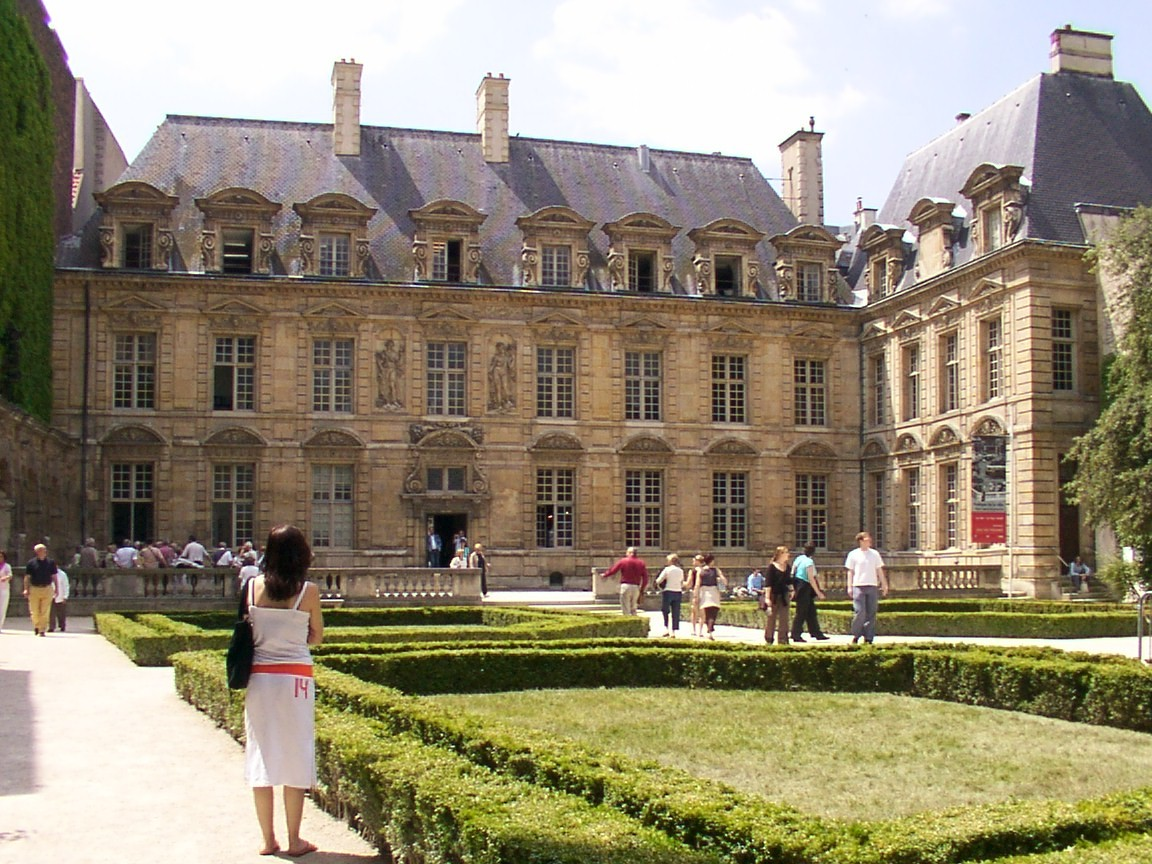
Отель де Сюлли (1624—1630) на 62 улице Сен-Антуан (4-й округ), архитектор Жан Андруэ Дюсерсо
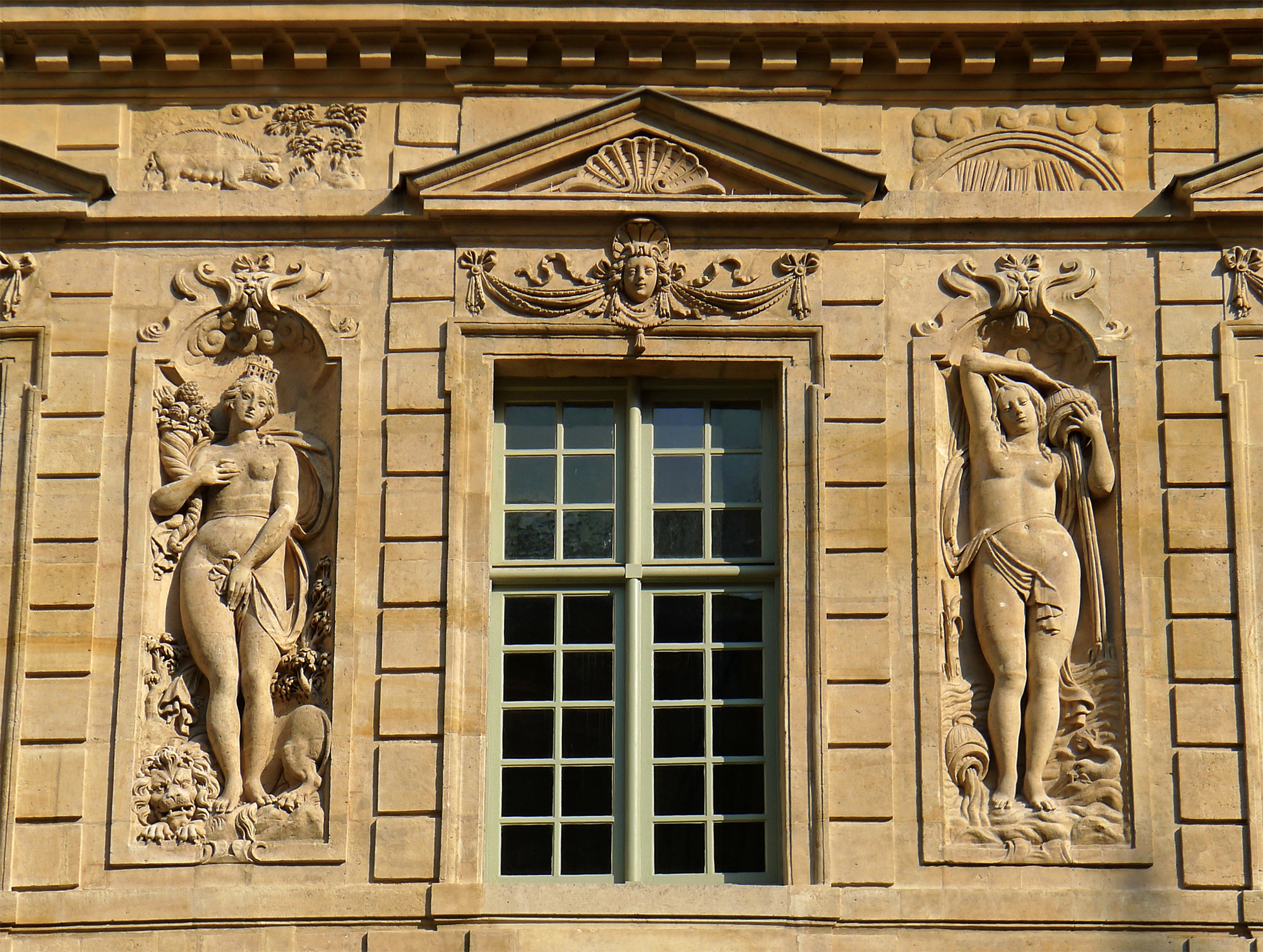
Деталь декора в Отеле де Сюлли
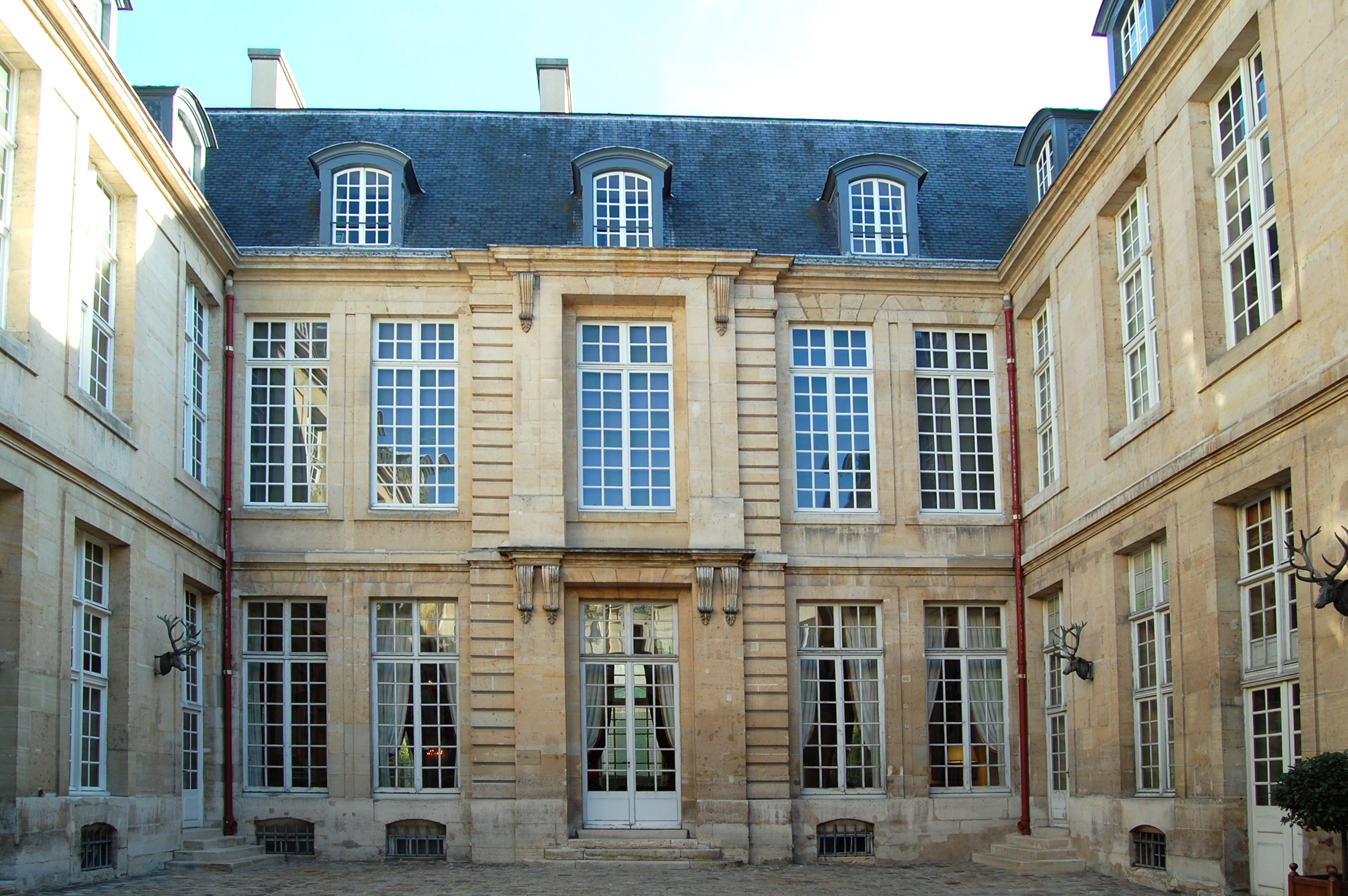
Отель де Генего де Бросс на Франсуа Мансар (1653)
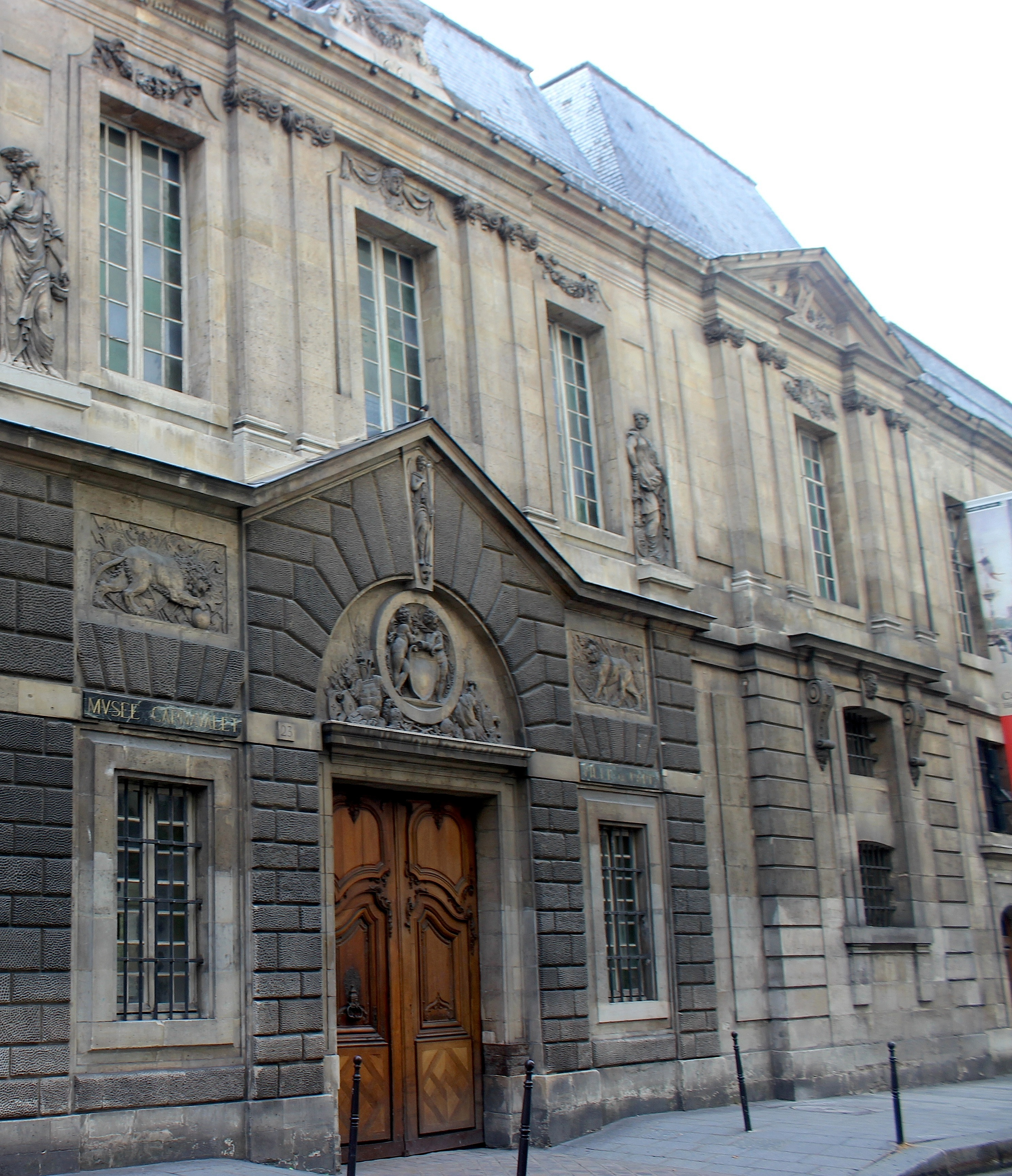
Франсуа Мансар. Ренессансный портал в Отель Карнавале

Дворцы знати и состоятельных людей в Марэ включали в себя специализированные кабинеты; столовую и салон, галереи по обе стороны зданий, конюшни. Здание имело внутренний двор с садом. Одним из хороших примеров таких зданий — Отель де Сюлли, (1624—1629), построенный архитектором Жан Андруэ Дюсерсо. 
С 1650 года архитектор Франсуа Мансар ввел в стиль классику. В 1660-х годах Мансар переделал фасады в Отель Карнавале, сохраняя некоторые элементы эпохи Возрождения, но интегрировал их в классический стиль с колоннами и фронтонами.

## XVIII век — торжество классицизма

Военная академия на Анж-Жак Габриел (1751—1780), сочетание французского классицизма с итальянским
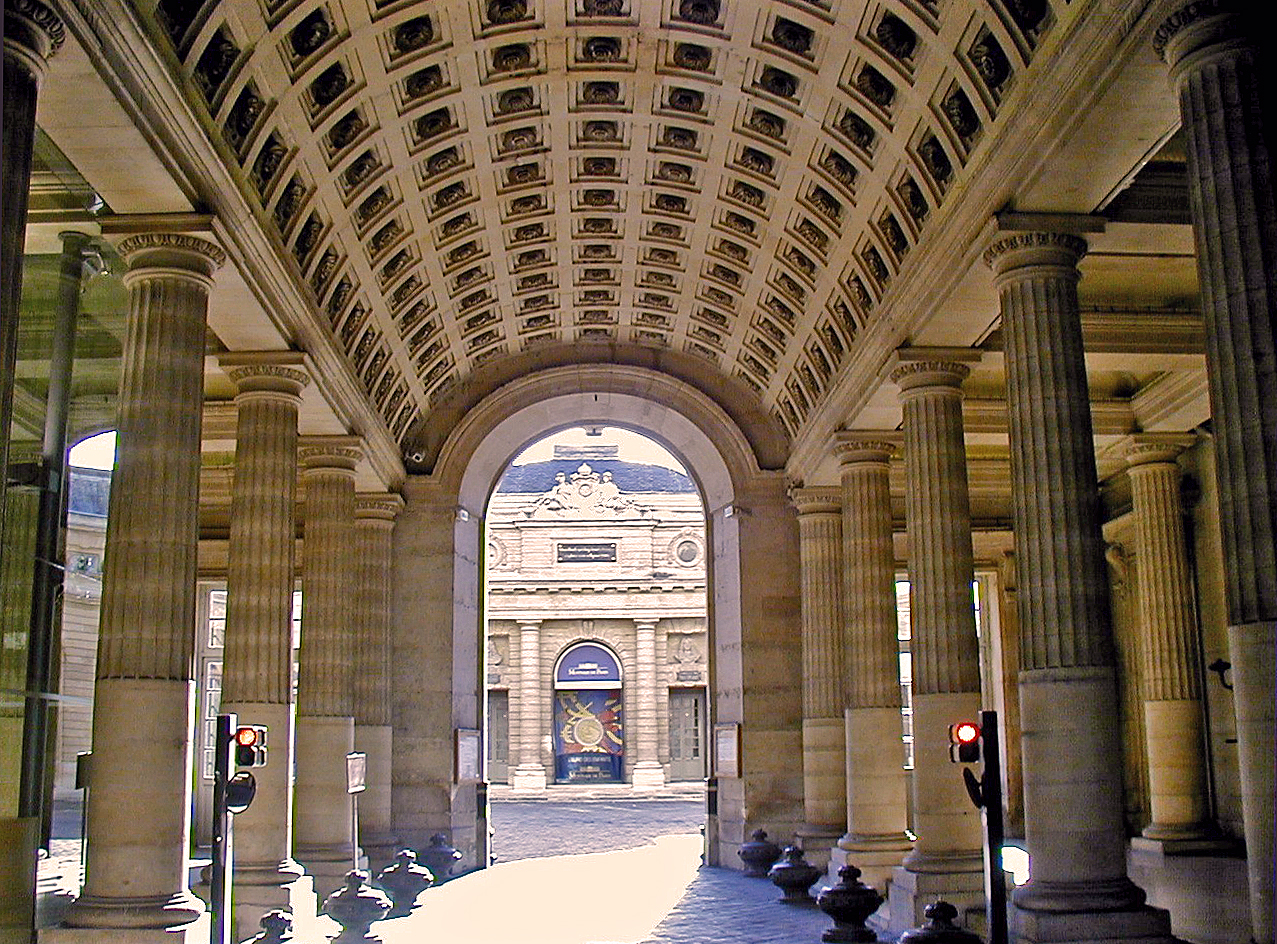
Вход в королевский монетный двор, Отель des Monnaies (1767—1773)
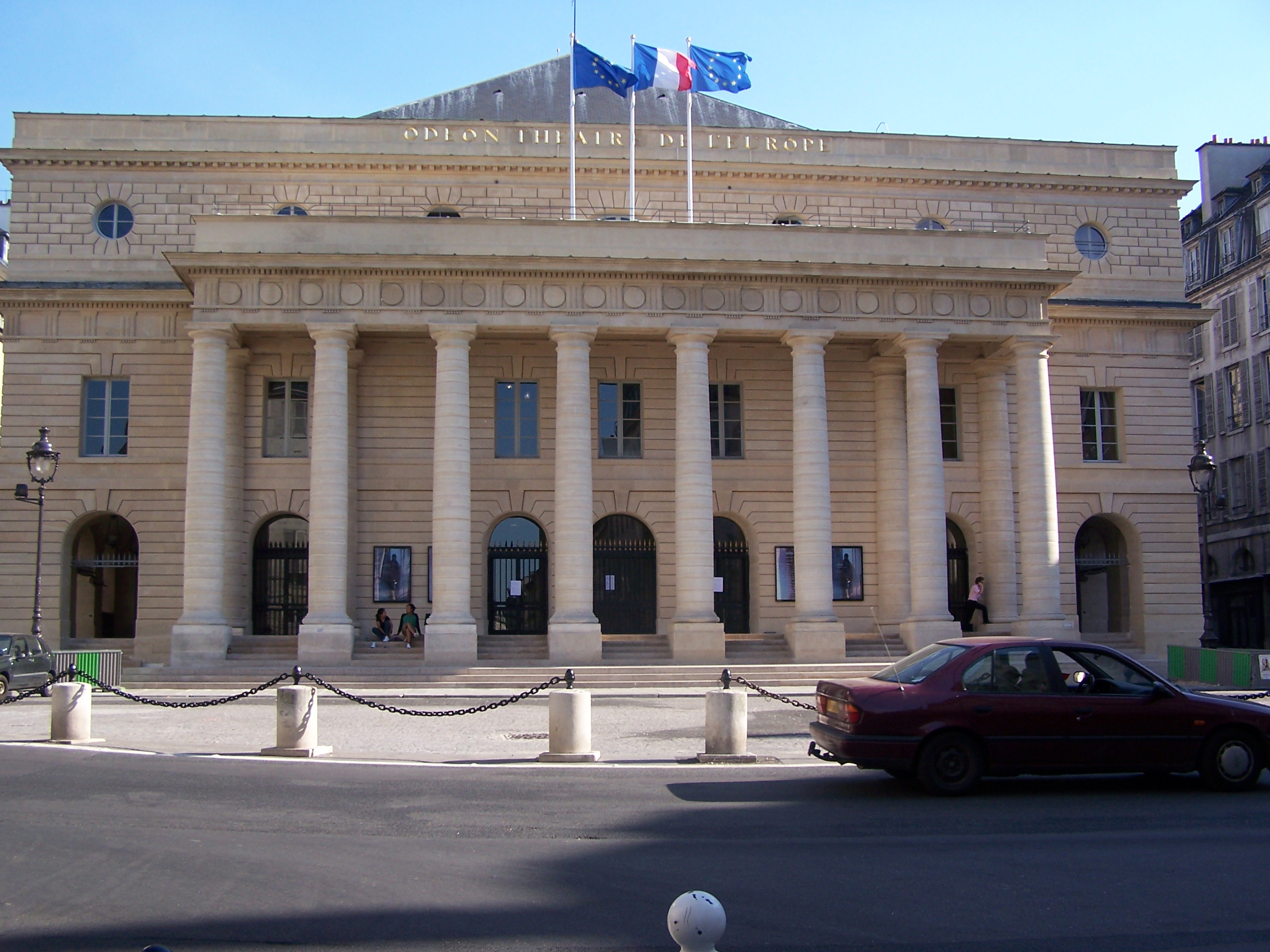
Театр Европы на площади де Л'Одеон, архитекторы Мари-Жозеф Пейр и Шарль де Вайи (1767—1783), центральная часть — неоклассицизм 18 века

В первой половине XVIII века во Франции доминировала Парижская архитектура. В 1722 году Людовик XV, живя в Версале, посещал город только по особым случаям. Несмотря на это он сделал важные дополнения к достопримечательностям города. Его первым крупным зданием была Военная академия новой военной школы. Она была построена в период между 1739 и 1745 г. архитектором Анж-Жак Габриэль. Габриэль позаимствовал дизайн Павийон-д’Орлож Лувра от арх. Лемерсье для центрального павильона, фасад — под влиянием арх. Мансара, итальянские штрихи — от арх. Палладио и Джованни Баттиста Пиранези. 
Джованни Баттиста Пиранези находился под сильным влиянием поездки в Рим в 1750 году. Другие архитекторы, для которых стали обязательными поездки в Италию, привозили оттуда идеи и чертежи, которые определяли развитие Парижской архитектуры вплоть до 1830-х годов.
Поездка архитектора Soufflot привела к созданию новой церкви св. Женевьевы (сейчас это Пантеон) в неоклассическом стиле, построенной на вершине Мон-Женевьев в 1764—1790 годах. Храм не был построен вплоть до французской революции, во время которой он стал мавзолеем для героев революции.

### Религиозная архитектура

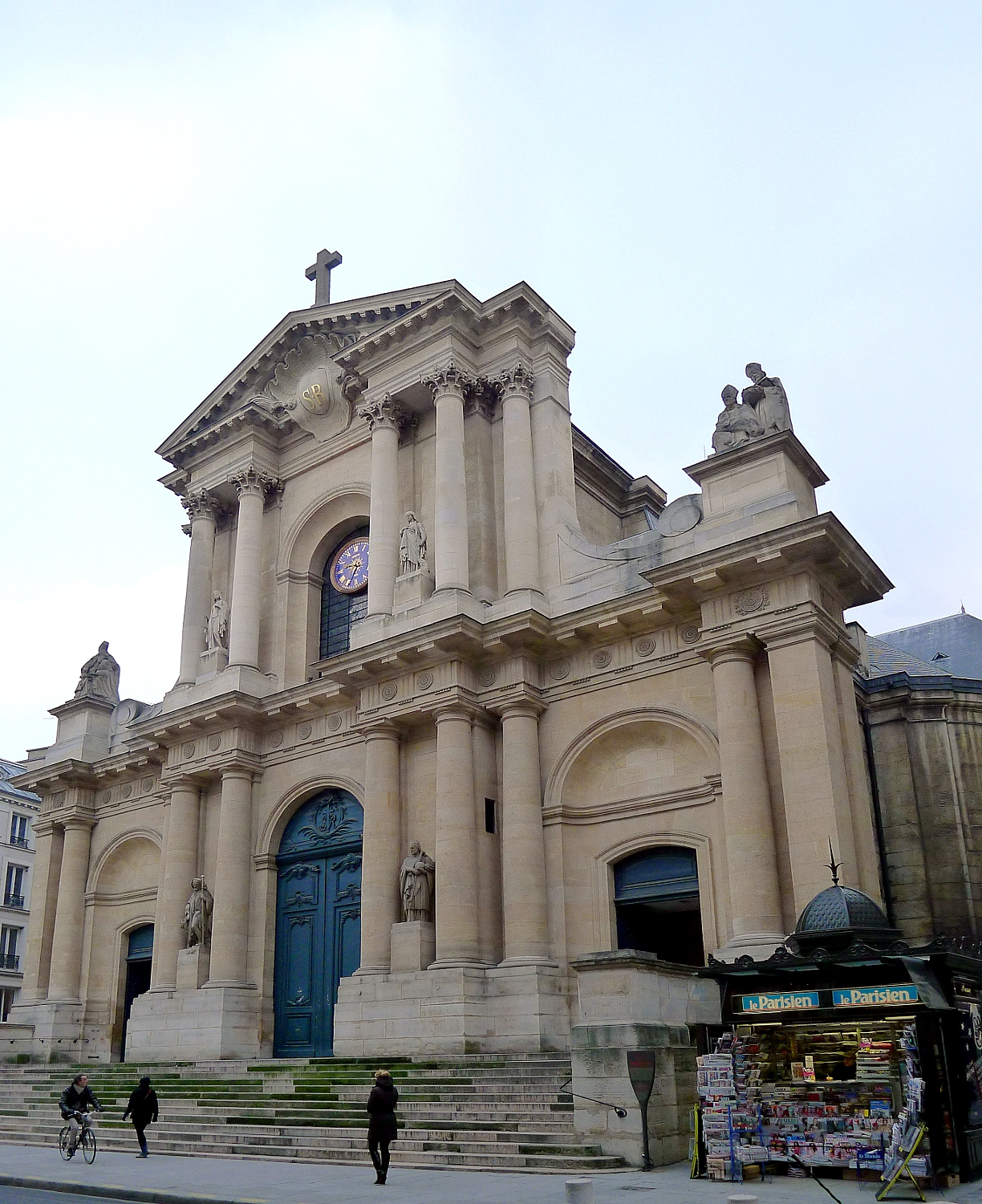
Церковь Позднего барокко Сен-Рош на 196 улице Сент-Оноре. Архитекторы Роберт де Котт и Джулс-Робер де Котт (1738-1739)
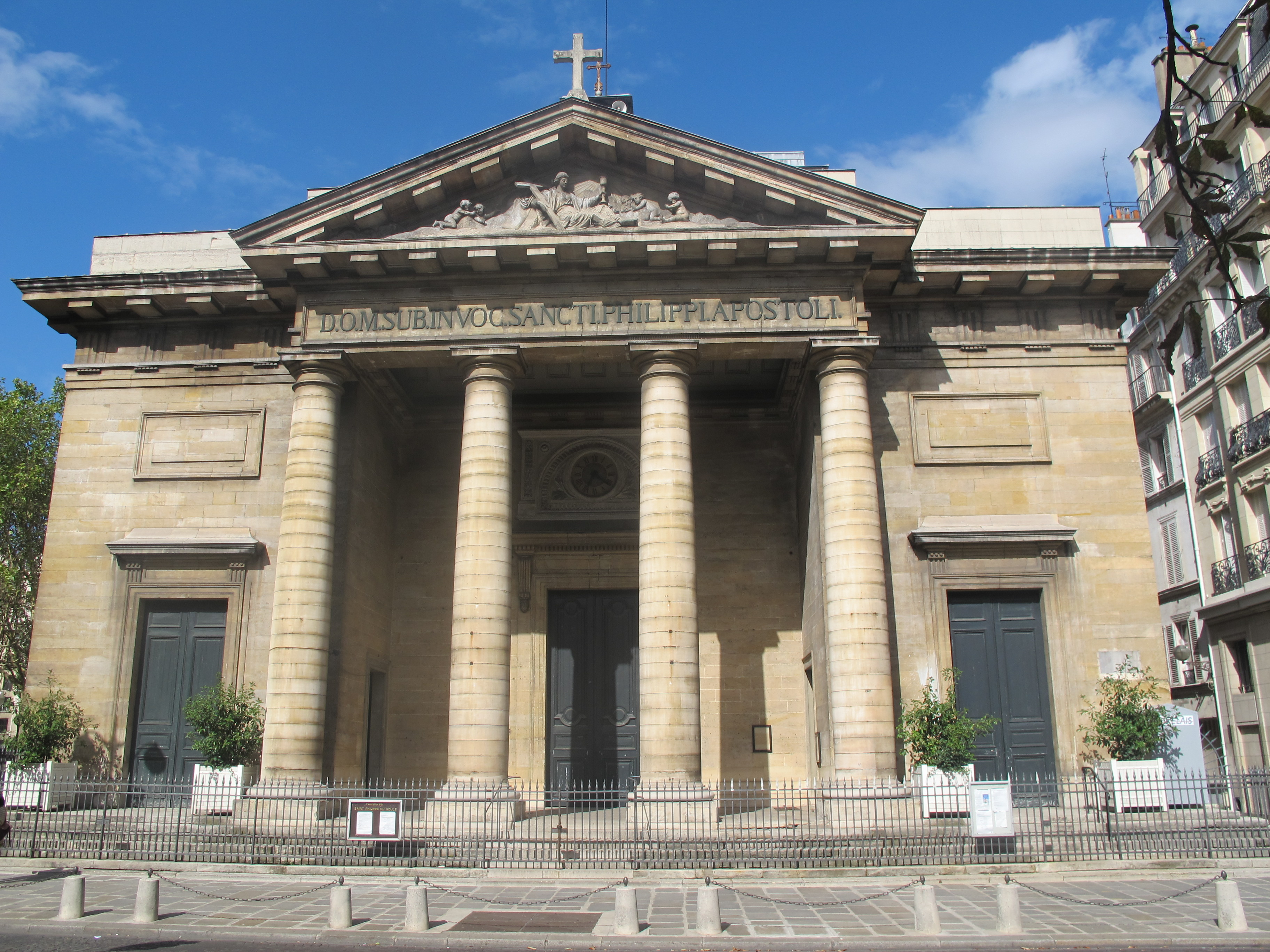
Неоклассический фасад церкви Сен-Филипп-де-Руль. Архитектор Жан-Франсуа Шальгрен
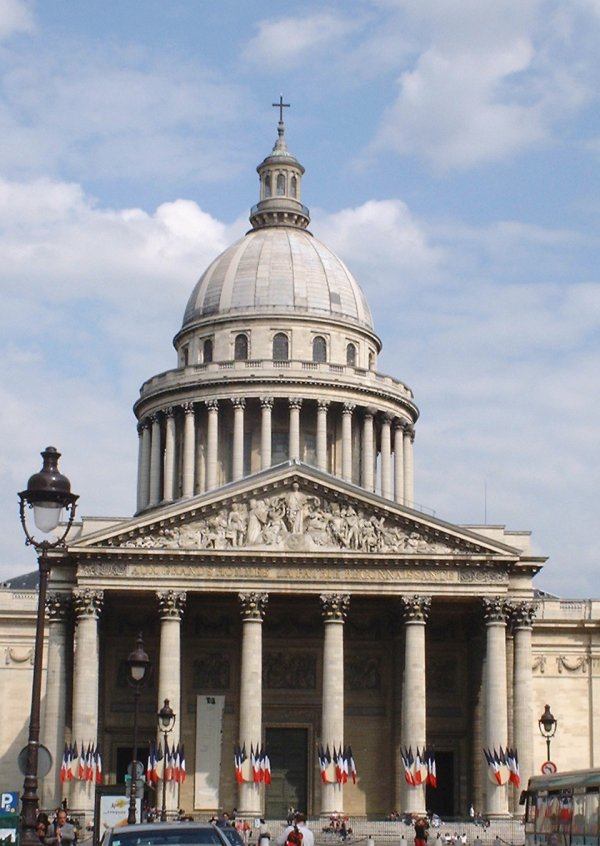
Церковь Сент-Женевьев, ныне Пантеон, архитектор Жак-Жермен Суффло (Soufflot) (1764-1790)
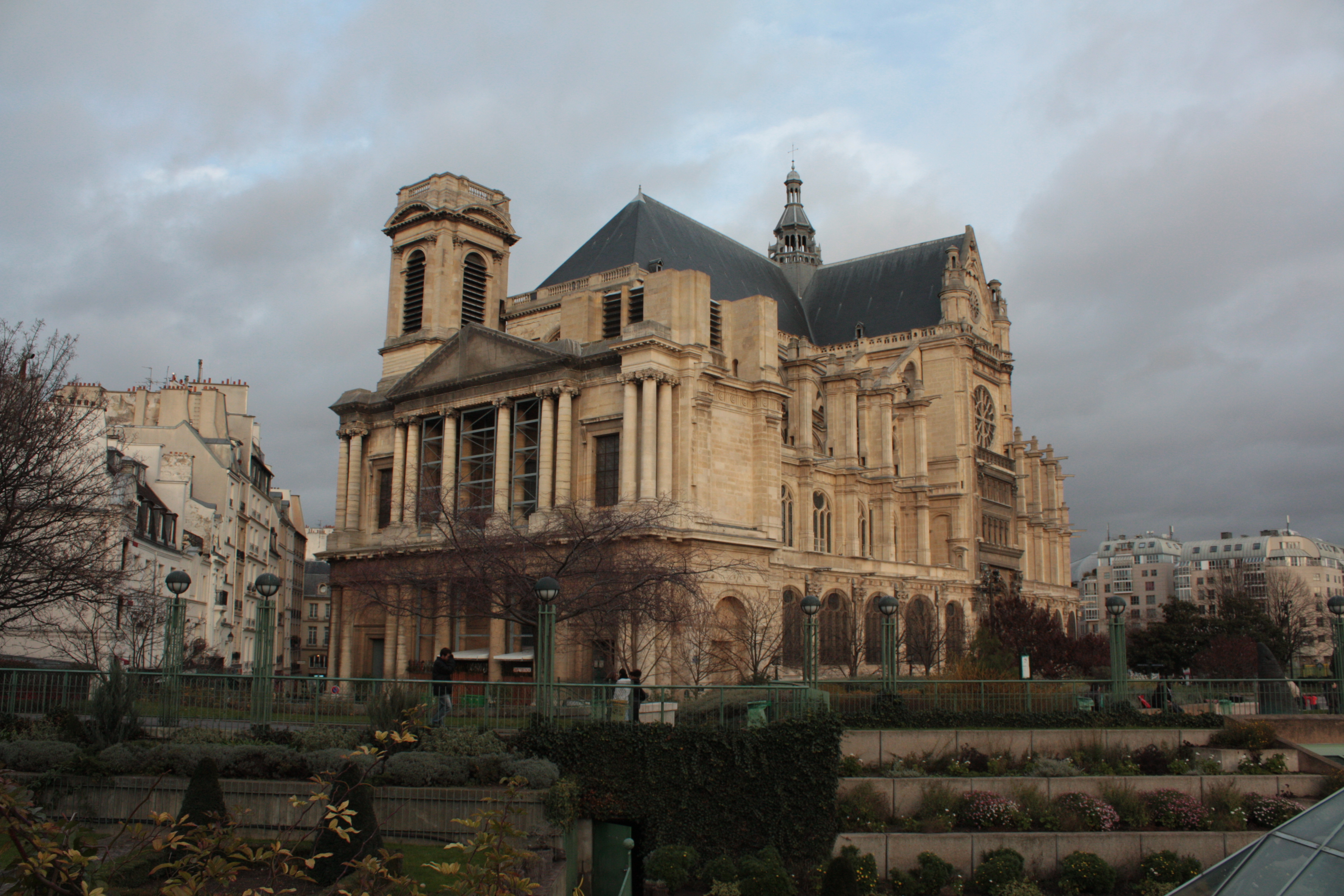
Недостроенный западный фасад Церкви Сент-Эсташ с колокольней (1754-1778)
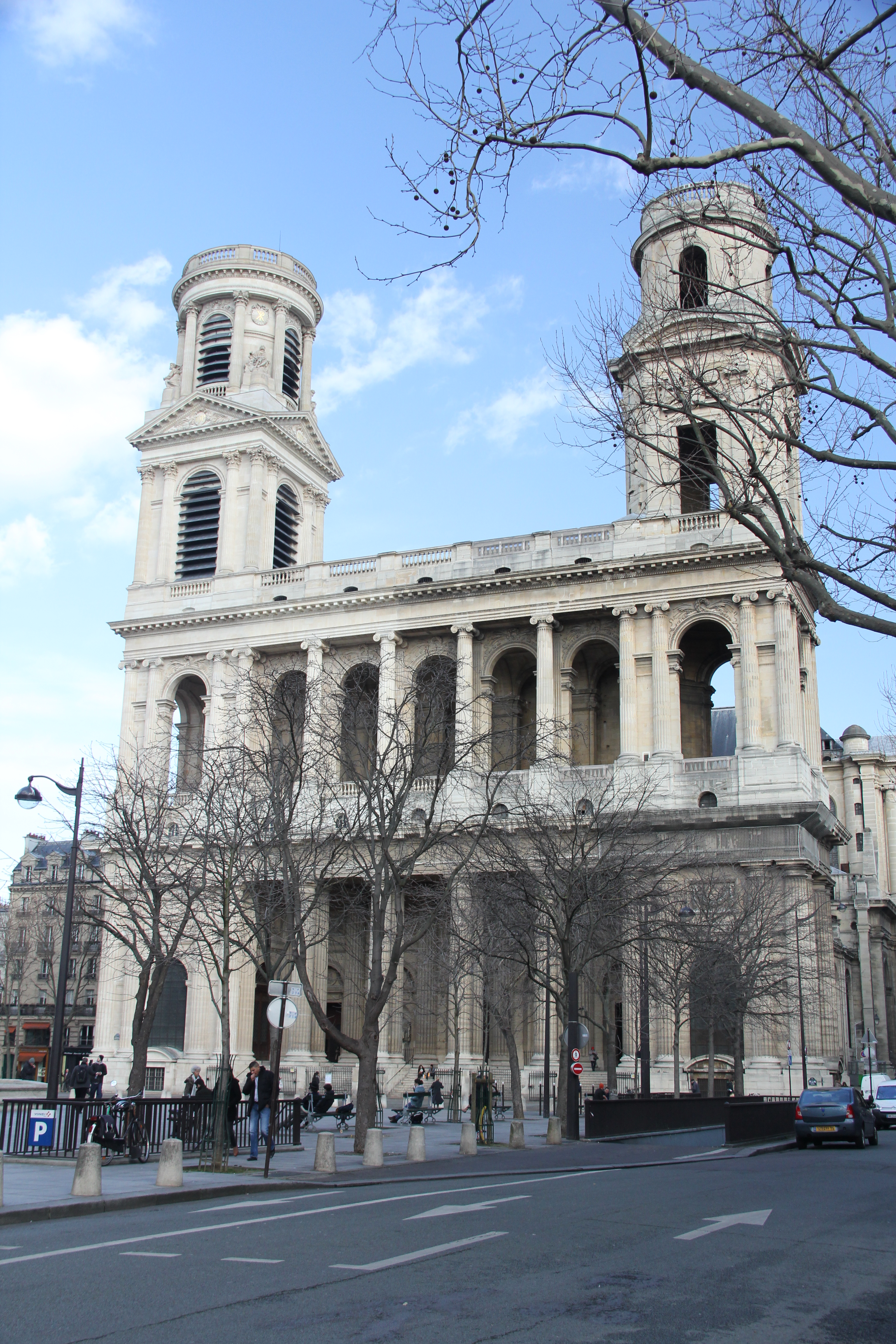
Фасад церкви Сен-Сюльпис
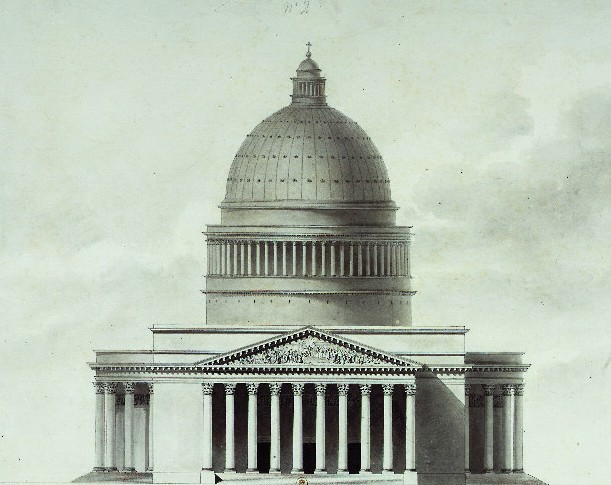
Проект церкви Ла Мадлен (1777)

Церкви в первой половине XVIII века, такие как Сен-Рош на 196 Рю Сен-Оноре архитектора Роберта де Котта и Жюля Робера де Котта (1738—1739) выстроены в стиле позднего барокко. Позже церкви стали строить в стиле неоклассицизма. Наиболее ярким примером неоклассического храма была церковь Св. Женевьев (1764—1790) будущего пантеона. Церковь Сен-Филипп-дю-Руль на 153 улице Фобур-Сент-Оноре (8-й округ) архитектора Жан-Франсуа Шальгрена (1764—1784) имела экстерьер раннего Палео-христианской церкви, хотя неф в интерьере был более традиционным. Церковь Сен-Сюльпис в 6-м округе Парижа архитекторов Жан-Николя Servandont, Oudot де Маклорена и Жан-Франсуа Шальгрена имела классический фасад и две колокольни (1732—1780). Церковь Сент-Эсташ на Рю-дю-Жур является примером готической и ренессансной архитектуры. 
Большая церковь с куполом была запланирована к строительству на площади Мадлен в начале 1760-х годов. Король заложил краеугольный камень 3 апреля 1763 года, но работы были приостановлены в 1764 году. Архитектор Пьер Контана д’Иври умер в 1777 году, его заменил его ученик Гийом-Мартин Кутюр. К началу революции 1789 года были закончены только фундаменты и величественный портик храма.

### Жилая архитектура времён Регентства и правления Людовика XV

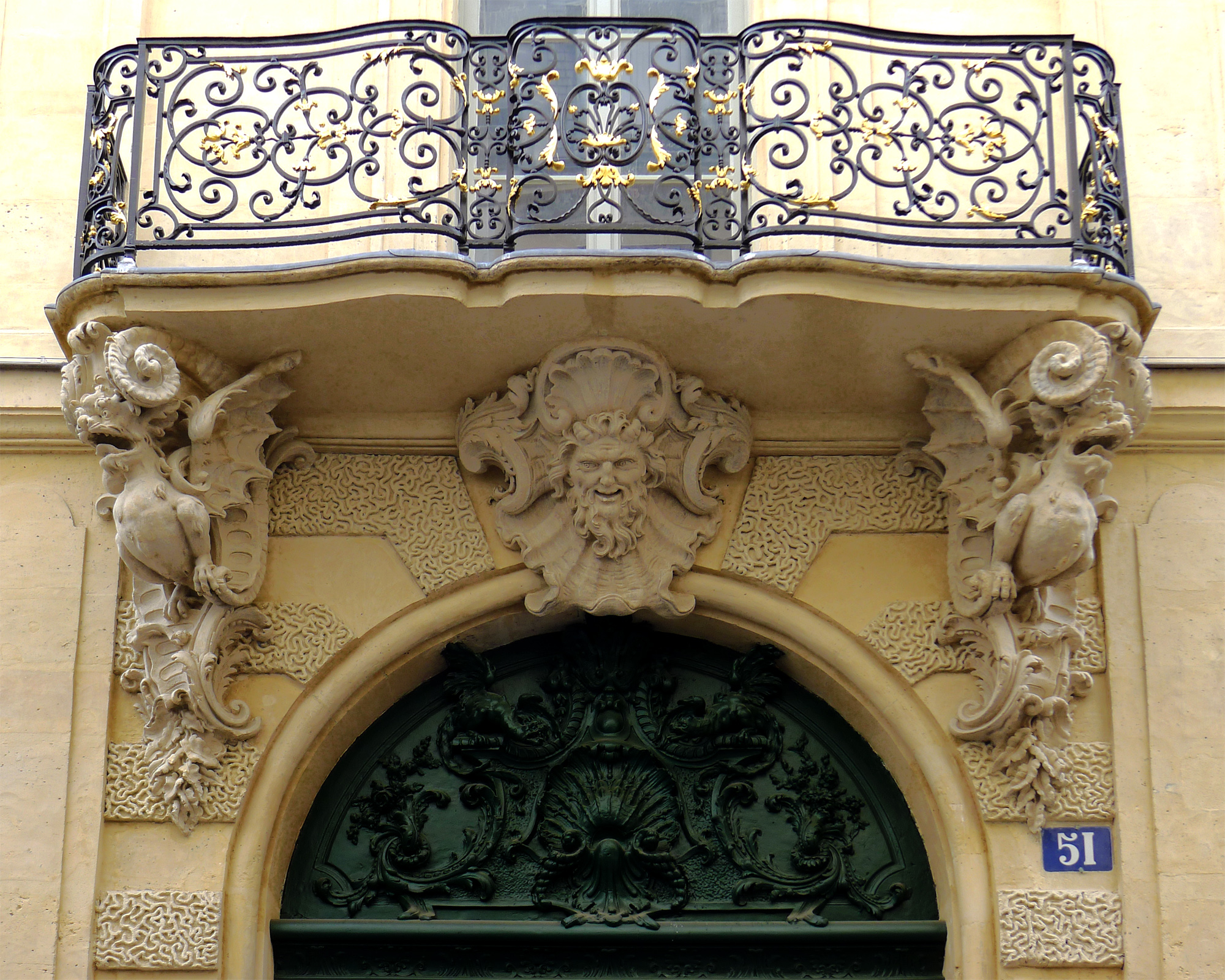
Деталь Отеля Шенизо, 51 улица Сен-Луи-ан-л’Иль  (Saint-Louis-en-l’Ile), арх. Пьер де Виньи (около 1720)
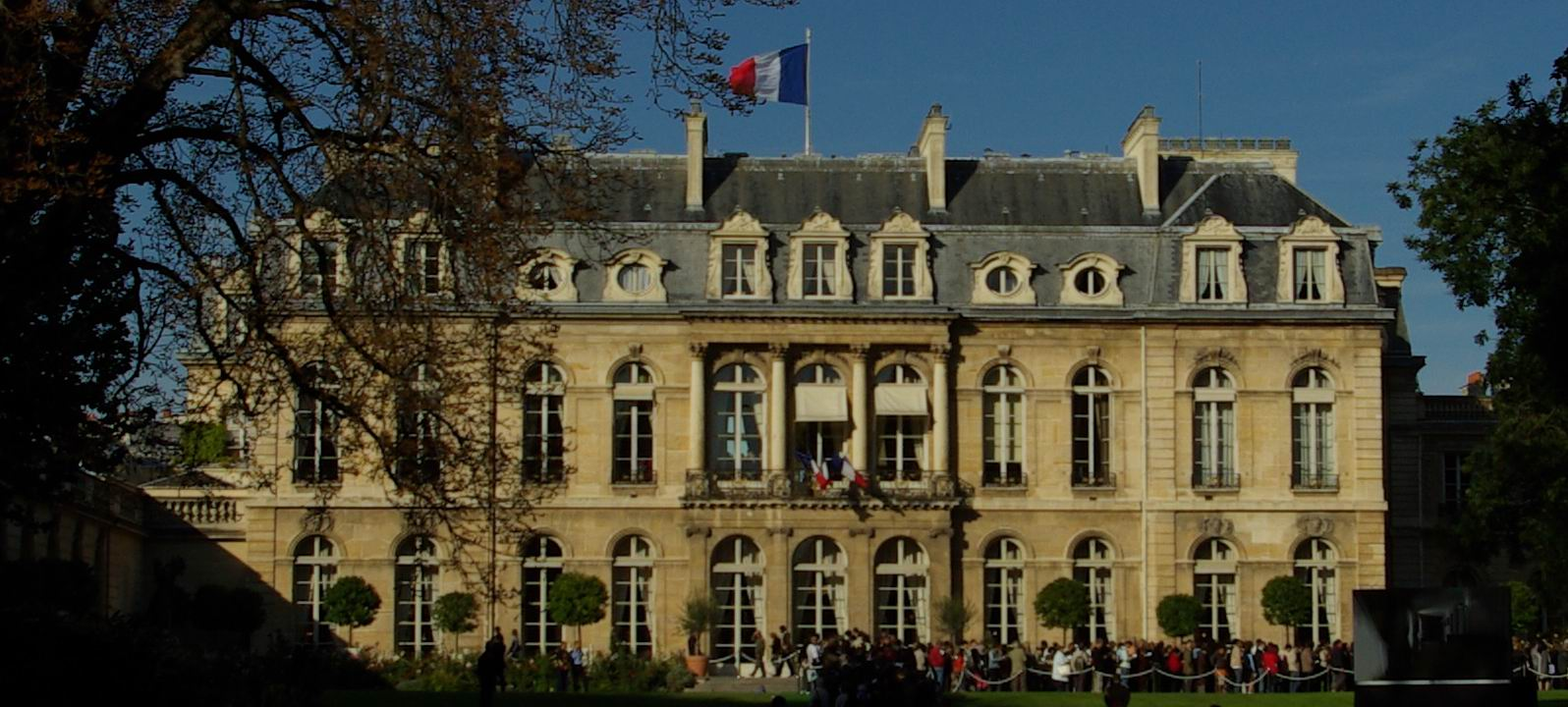
Отель Д'Эврё (Hotel d'Evreux), теперь Елисейский Дворец, резиденция президента Франции, арх. Арман-Клод Молле (1718-1720)
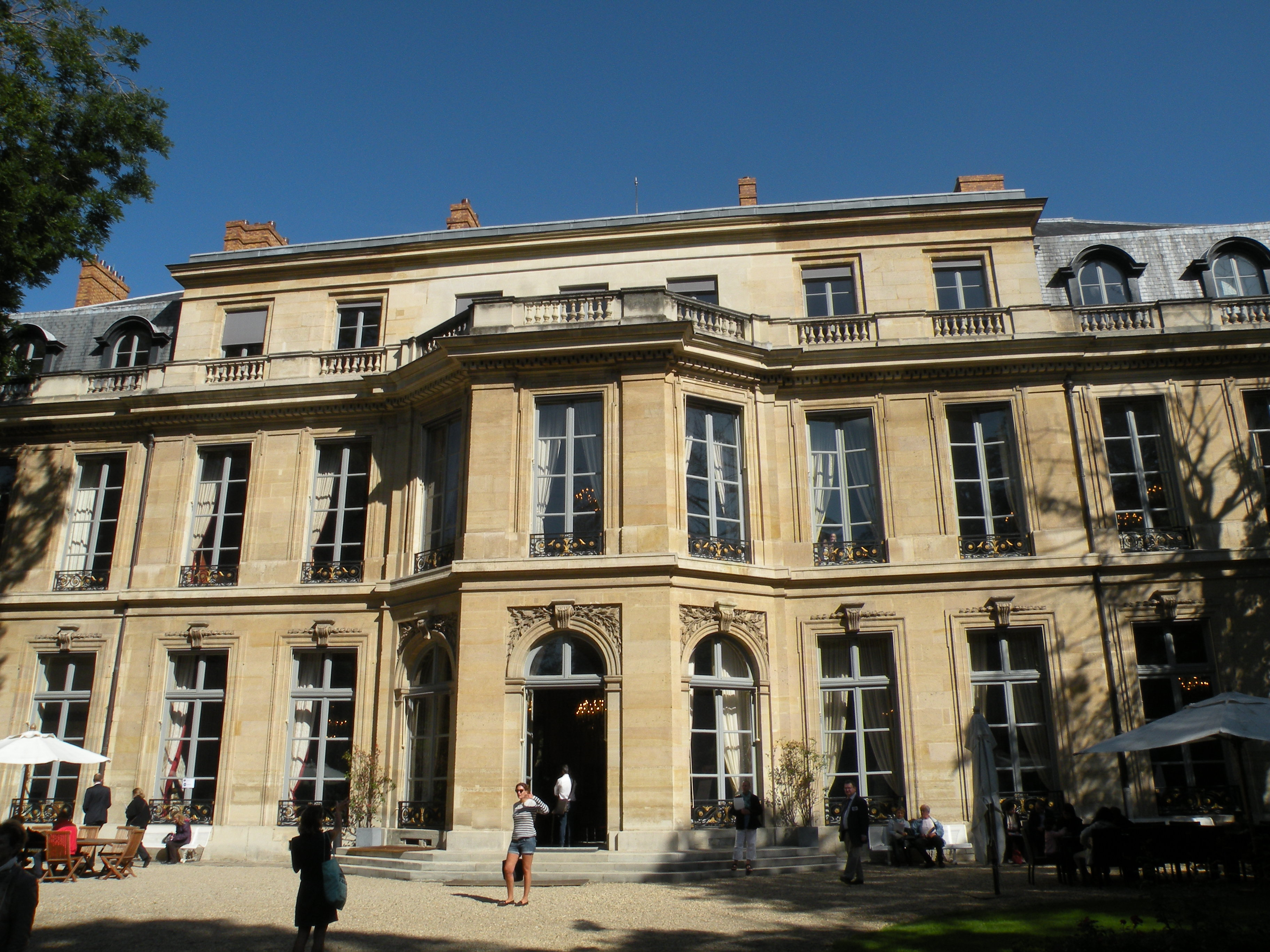
Корпус отеля дю Шатле, архитектор Матурин Cherpitel (1770)

В эпоху Регентства, а затем в период правления Людовика XV происходит постепенная эволюция архитектурного стиля. Витиеватые кованые балконы появились на жилых домах. Наряду с другими декоративными элементами их называют рокайль или рококо, они часто заимствованны из Италии. Этот стиль впервые появился на домах в квартале Марэ, затем в кварталах Сен-Оноре и Сен-Жермен, где было много больших зданий. Это стало самым модным веянием к концу XVIII века. Новые здания часто украшались ротондами и боковыми павильонами, а их фасады украшались скульптурными фруктами, каскадами трофеев и других скульптурных украшений. Интерьеры были богато украшены резными деревянными панелями. Отель Шенизо, 51 Сен-Луи-ан-л’Иль, Пьер де Виньи (около 1720) был хорошим примером нового стиля. 

### Урбанизм — площадь Согласия

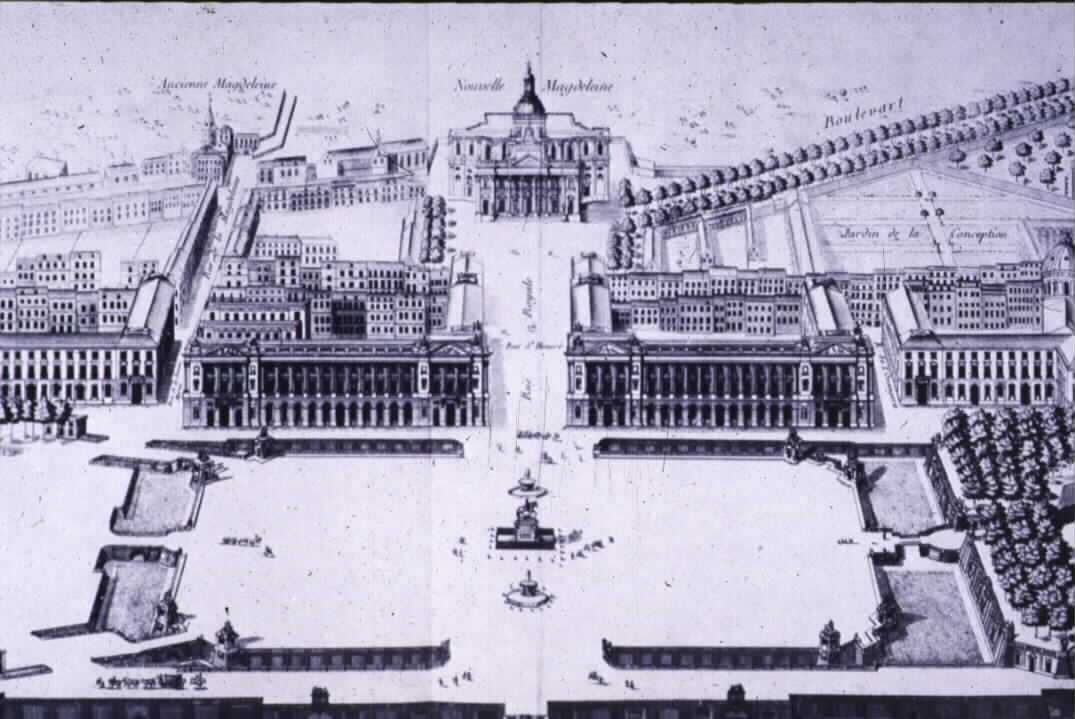
Строения архитектора Анж Жака Габриеля на Площади Людовика XV, потом Площади Революции, ныне - Площадь Согласия (1766-1775)
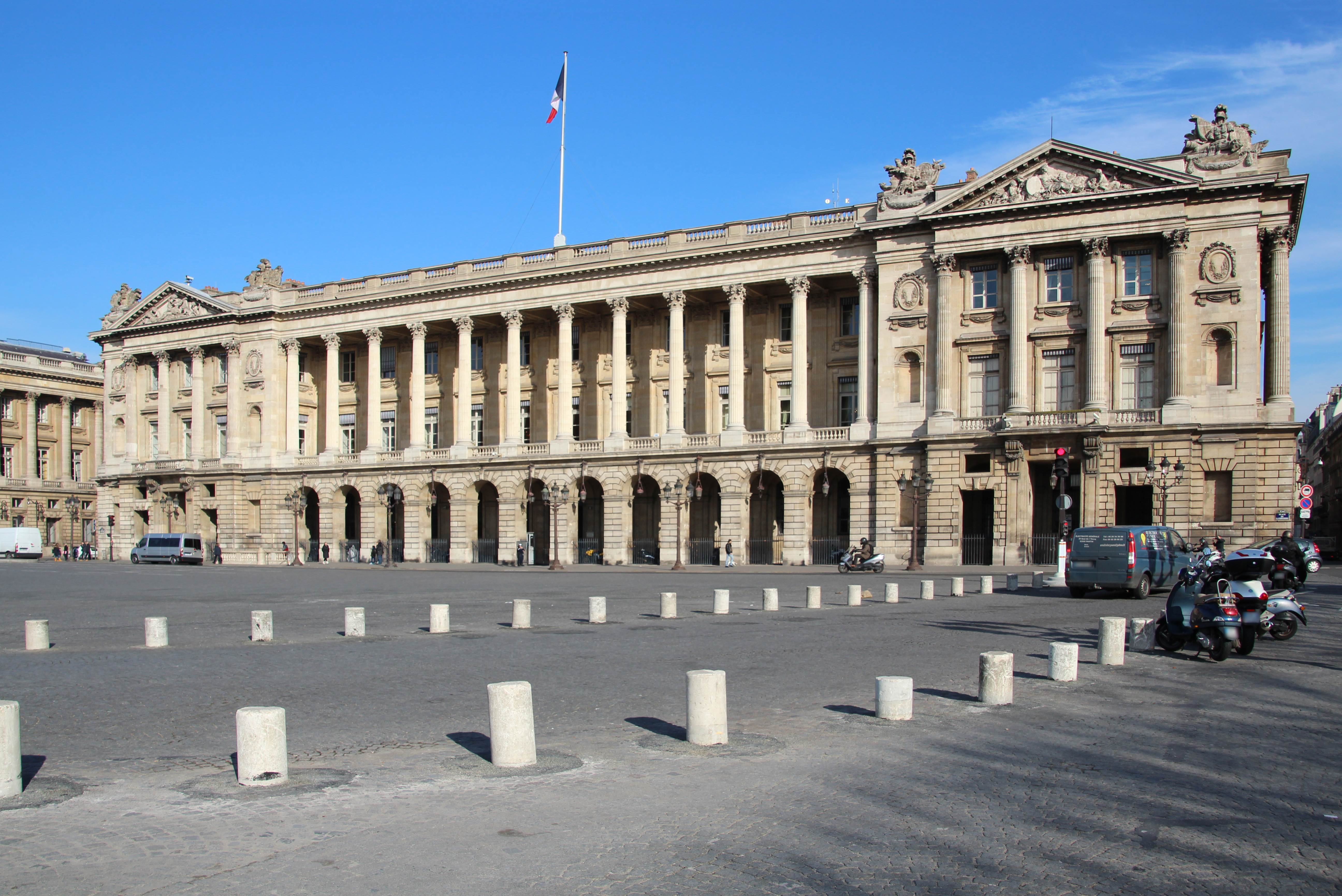
Фасад Дворца Морского министерства на  Площади Согласия, архитектор Анж-Жак Габриел (1766-1775)

В 1748 году Академия художеств заказала монументальную статую короля на коне скульптору Эдме Бушардону. Академии архитектуры было поручено создать площадь, которая будет называться Площадь Людовика XV, где могла бы быть возведена статуя. Для устройства площади было выбрано открытое пространство между Сеной, рвом и мостом сада Тюильри и Елисейскими полями. Проект площади и зданий рядом с ней были сделаны архитектором Анж Жак Габриэлем. Строительство началось в 1754 году, памятник был поставлен на предназначенном месте и освящен 23 февраля 1763 года. Фасады зданий были закончены в 1765—1766 годах. В дальнейшем площадь Согласия стала местом самых драматических событий французской революции, в том числе казни Людовика XVI и Марии-Антуанетты. 

### Урбанизм при Людовике XVI
Во второй половине XVIII века в Париже строились новые жилые кварталы, в частности, на левом берегу в Одеон и Сен-Жермен, и на правом берегу в первом и втором округах. Самые модные кварталы переехал из Марэ в сторону Запада. Крупные жилые здания строились в упрощенном стиле неоклассицизма. Первые этажи зданий часто занимали аркады, дающие пешеходам укрытие от дождя и движения на улицах. Новые строгие строительные нормы и правила были введены в действие в 1783 и 1784 годах. правили накладывали ограничения на высоту новых зданий в зависимости от ширины улицы, количества этажей и уклона кровли. По указу парламента Парижа от 1784 года высота большинства новых зданий была ограничена 17.54 метрами, высота мансард зависела от ширины здания.

### Архитектура Парижа накануне революции

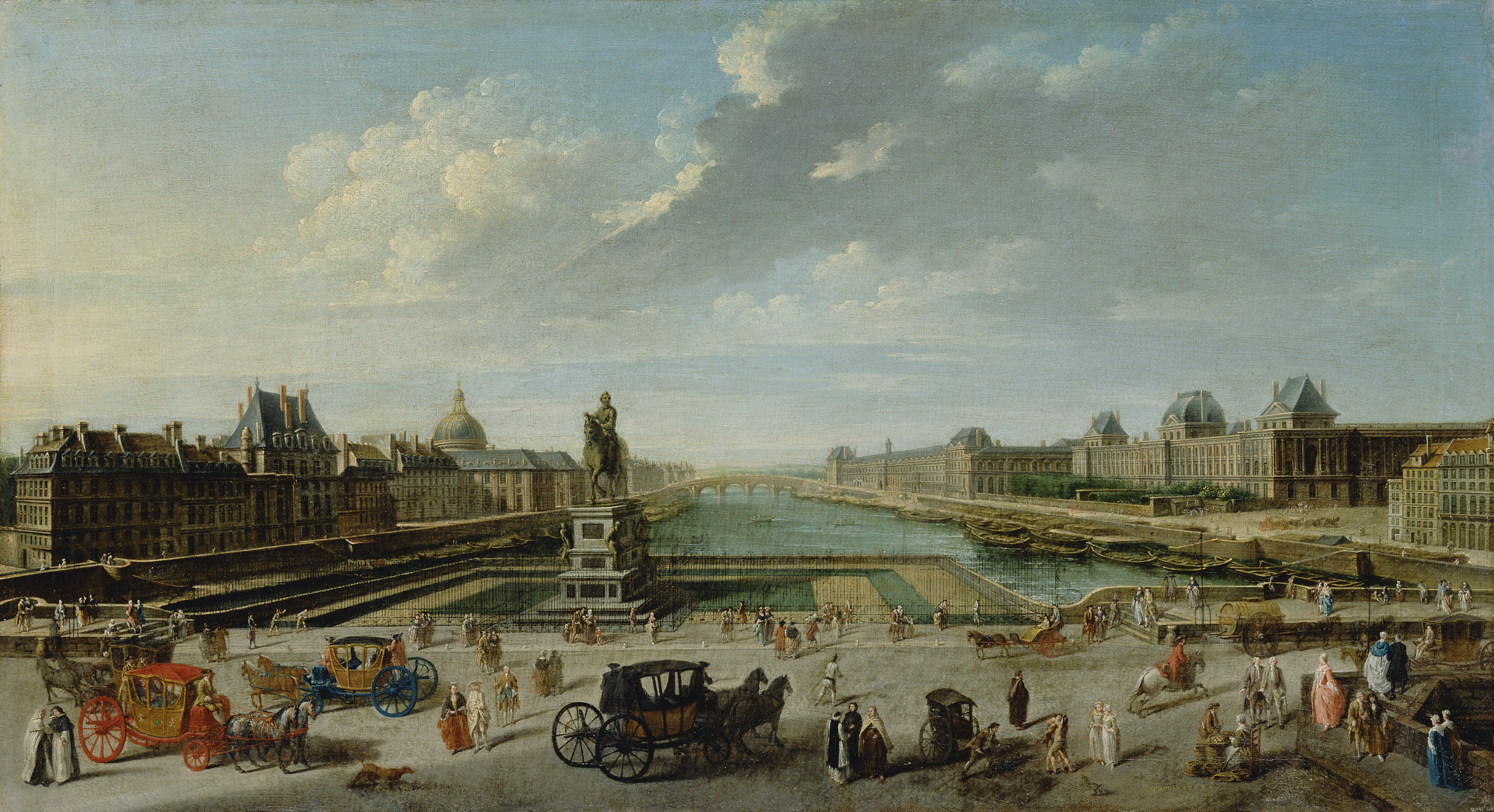
Вид на Париж с моста Пон-Нёф. Худ. Никола-Жан-Батист Рагне (1763)
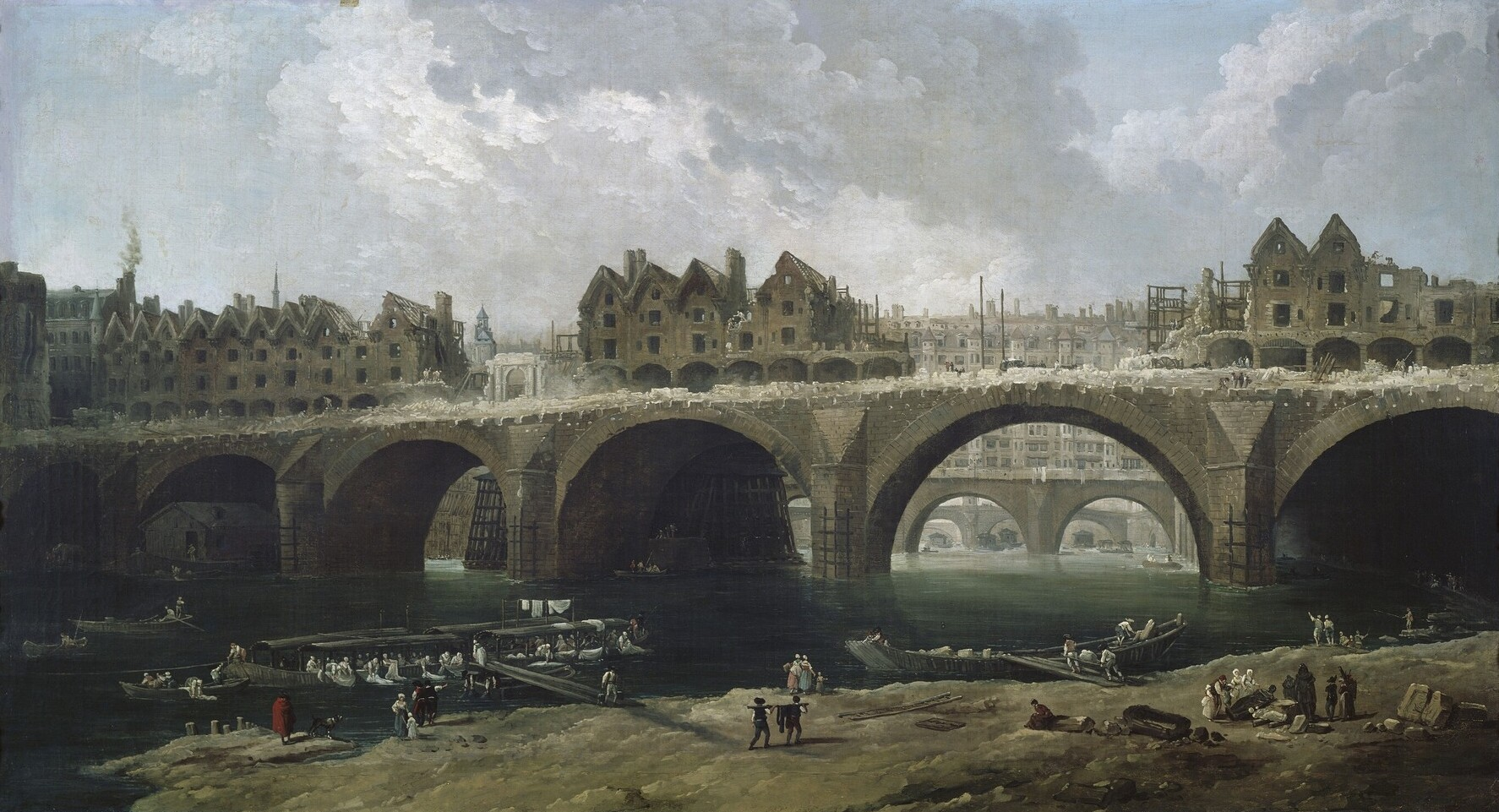
Снос домов на мосту Нотр-Дам, художник Юбер Робер (1786)
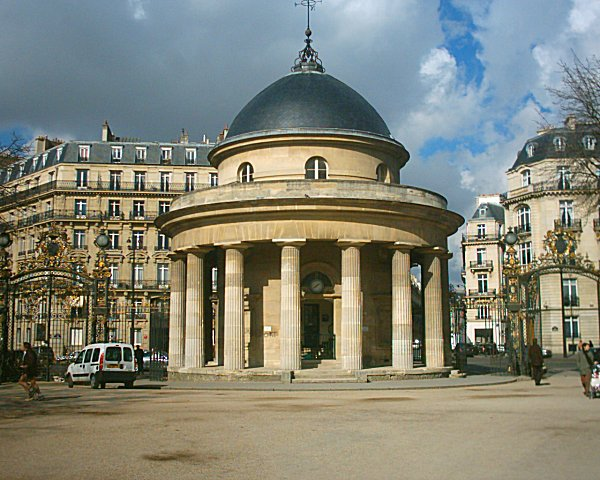
Таможенная застава в неоклассиеском стиле — сейчас часть парка Монсо, архитектор Клод Николя Леду (1787-1790)
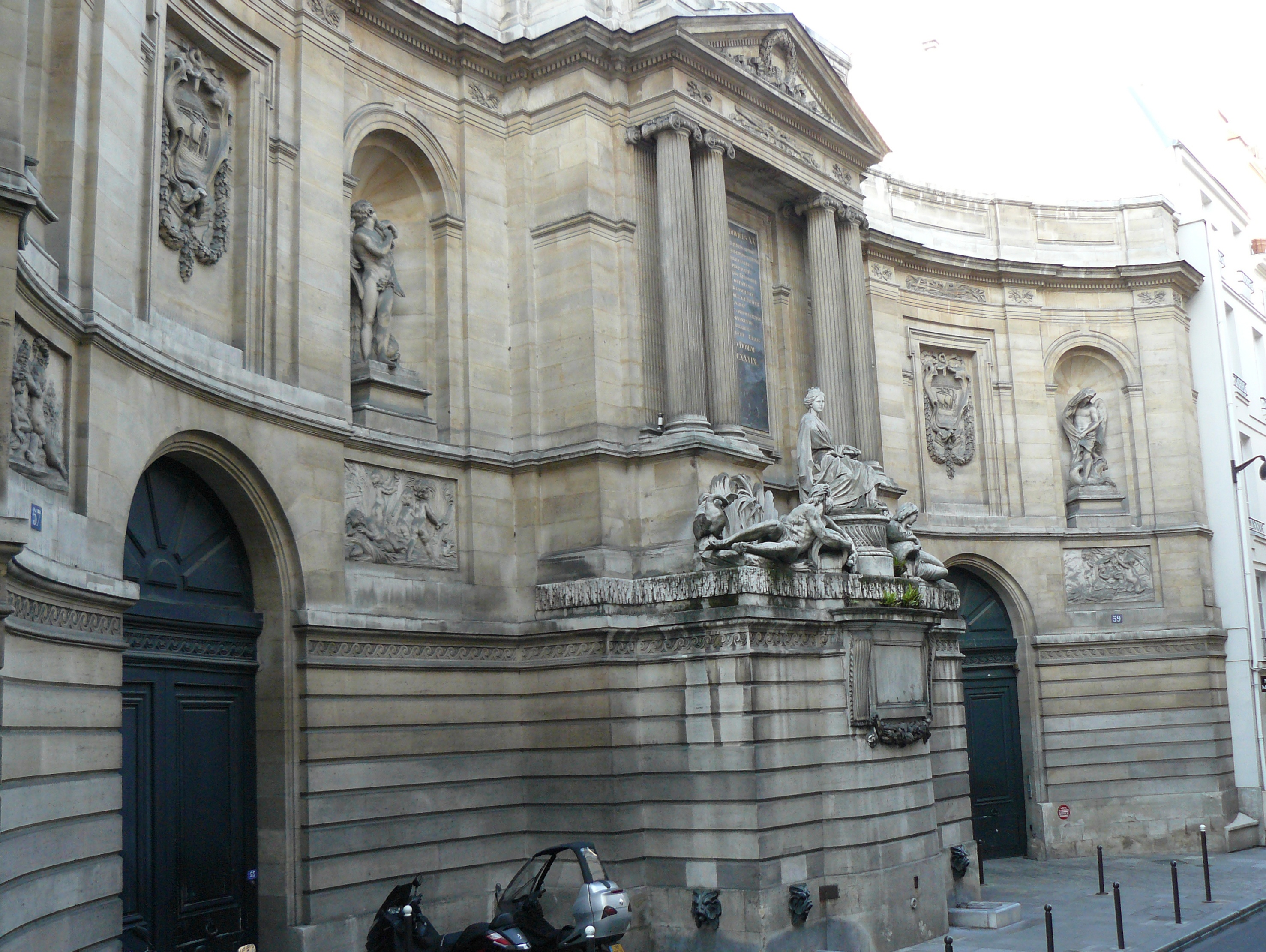
Фонтан Четырёх Сезонов на улице Гренель, Париж 1745 год, скульптурное произведение Эдме Бушардона.

В Париже в XVIII веке было много красивых зданий, но это не был красивый город. Философ Жан-Жак Руссо так описал свое разочарование, когда впервые приехал в Париж в 1731 году:
«Я ожидал, что этот город красив, большой, внушительной внешности, где бы вы видели только превосходные улицы и дворцы из мрамора и золота. Вместо этого, когда я вступил в предместье Сен-Марсо, я видел только узкие, грязные и зловонные улицы, злодейские черные дома с видом нездоровья; кругом нищета и бедность…»
В 1749 году в Les embellissements de Paris Вольтер писал: «мы краснеем от стыда, видя парижские публичные рынки, его узкие грязные улицы, распространяющие заразу и вызывающие постоянные расстройства… В центре города темно, тесно, отвратительно, что-то от времени самого позорного варварства.»[31]
Единый неоклассический стиль архитектуры в городе одобряли не все. Журналист Луи-Себастьен Мерсье писал: «как однообразен гений наших архитекторов! Они живут на копировании, на вечном повторении! Они не знают, как сделать маленький дом без колонки… все они более или менее напоминают храмы».
Даже функциональные здания этого времени были построены в стиле неоклассицизма; зерновой рынок (ныне Торгово-промышленная палата) получил неоклассические купола от архитектора Николя Ле Камю де Мезьера (1763—1769). В 1785—1787 годах королевское правительство построило новую стену вокруг города — Стену генеральных откупщиков — для предотвращения контрабанды товаров в город. Стена имела пятьдесят пять барьеров, многие из них построены в виде дорических храмов, разработанных архитектором Клодом Николя Леду. Некоторые из них ещё сохранились, особенно в парке Монсо. Стена была очень непопулярной в народе и создавала негативное мнение о Людовике XVI, провоцируя французскую революцию.
В 1774 году Людовиком XV был сооружен монументальный фонтан — Фонтан Четырёх Сезонов. Фонтан на 57-59 Рю-де-ла-Гренель был богато украшен классическими скульптурами архитектором Эдме Бушардоном. Скульптуры прославляли короля. Хотя фонтан был огромным и доминировал на узкой улице, в нём было всего две маленькие струйки воды, от которых жители микрорайона могли наполнить свои емкости с водой. Фонтан, ещё находящийся на стадии строительства, в 1739 году подвергся критике Вольтера в его письме к графу де Келюс.

## Революционный Париж

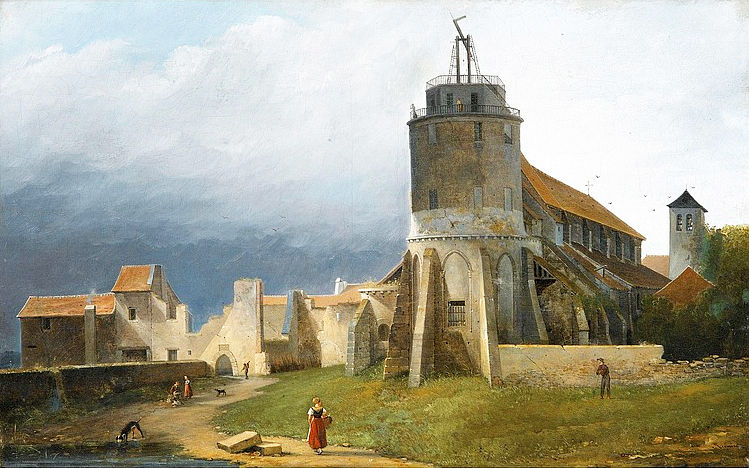
Руины аббатства и церкви Сен-Пьер-де-Монмартр. 1820 год
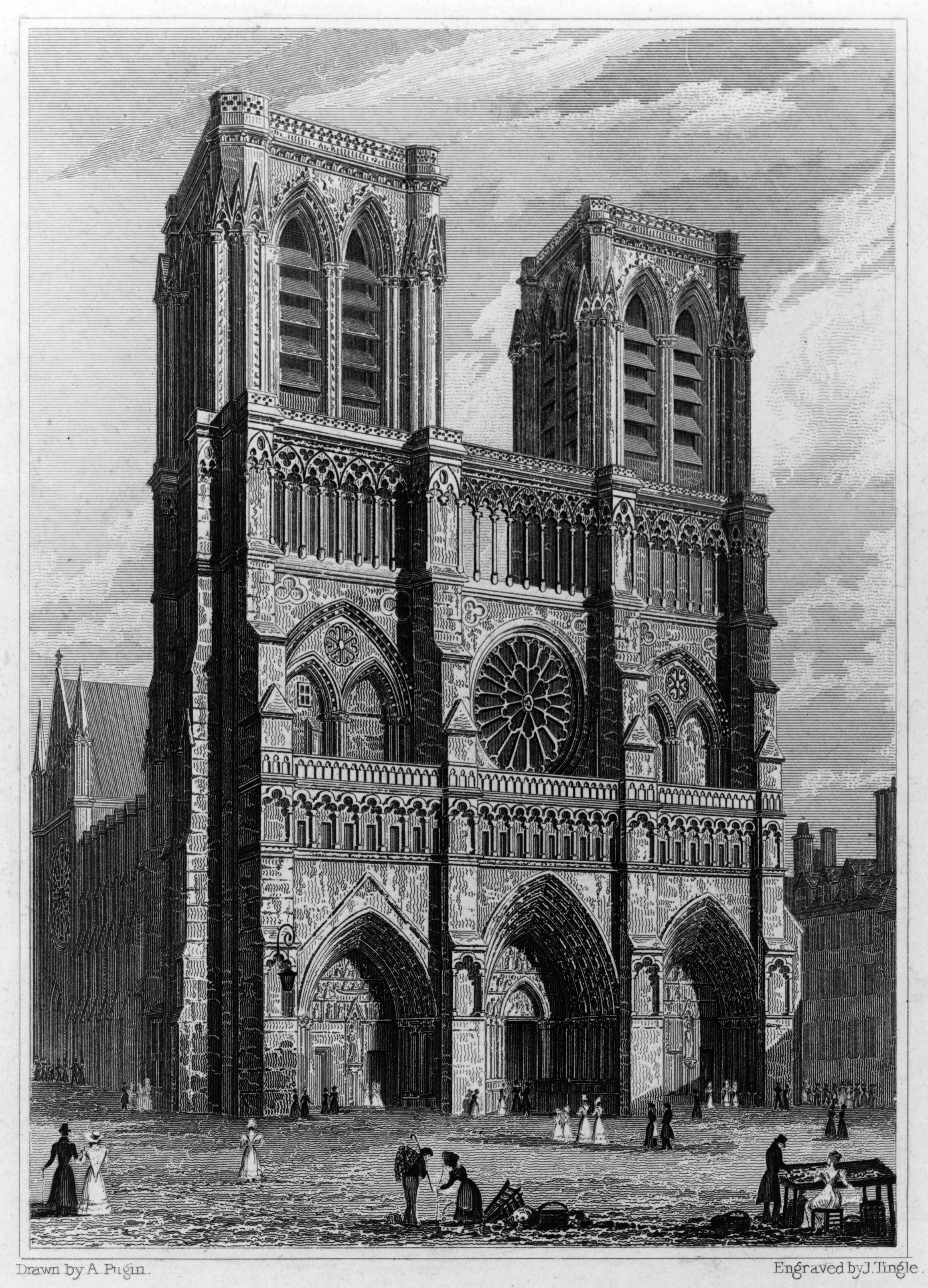
Собор Парижской Богоматери лишился статуи и шпиля (1820-е гг.)
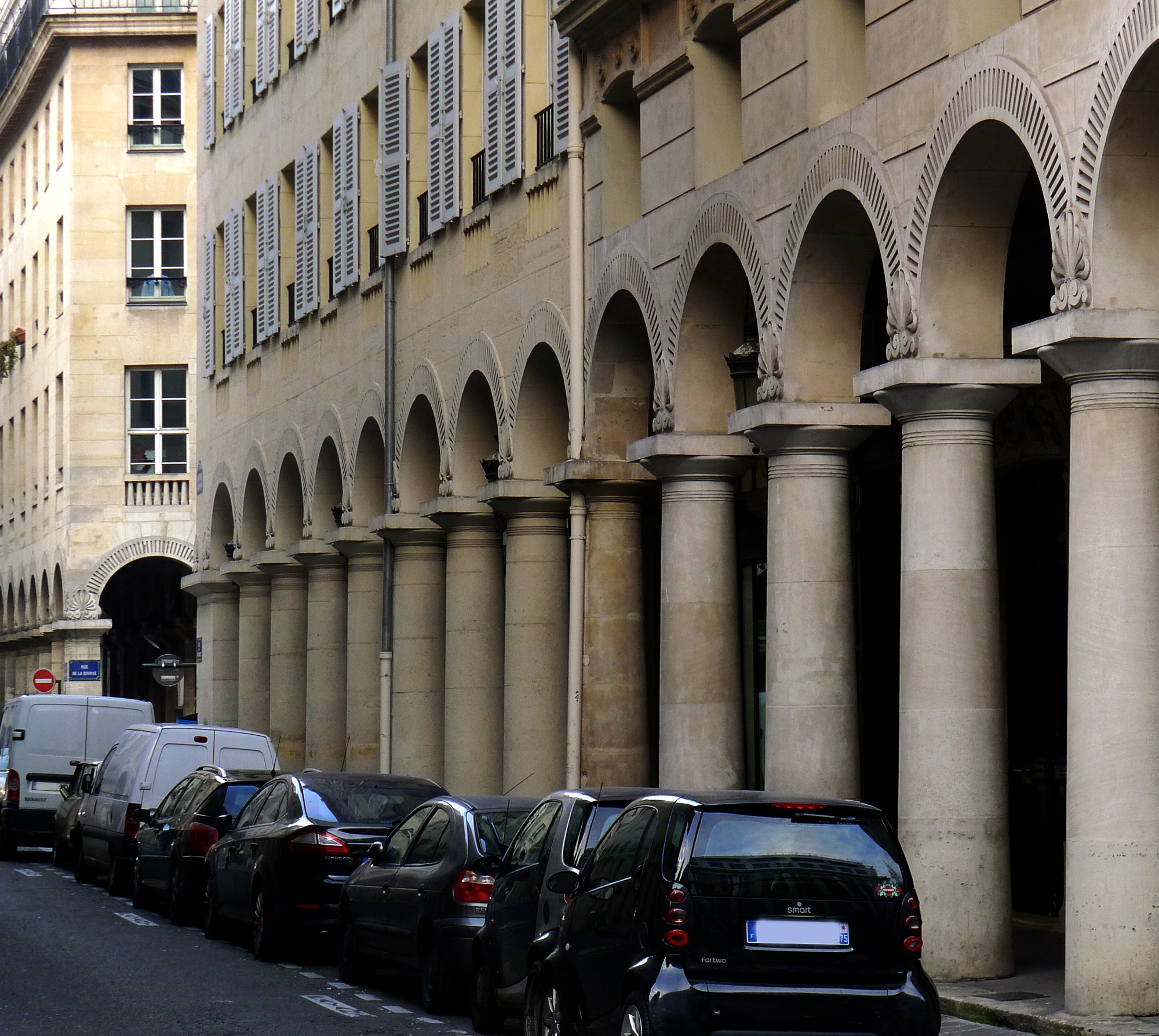
Улица Колонн (фр. rue des Colonnes) (1793—1795)
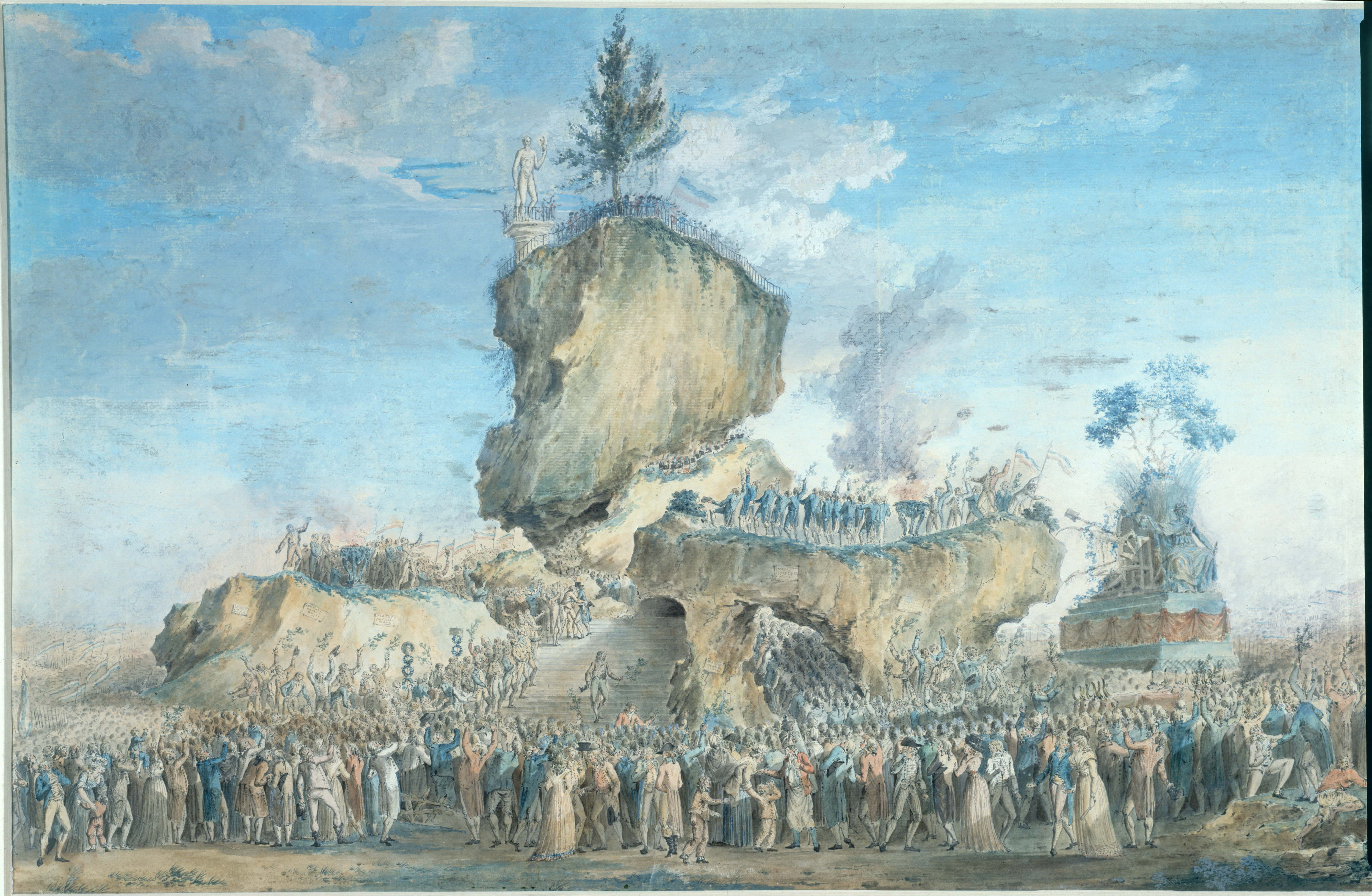
Праздник Верховного существа на Марсовом поле 8 июня 1794 года

Во время французской революции многие церкви Парижа были закрыты и национализированы, многие были сильно повреждены. Наибольшие повреждения храмы получали не от революционеров, а от новых владельцев, которые приобрели здания. Так в Аббатстве Сен-Пьер-де-Монмартр был разрушен храм, его так и оставили в руинах. Часть аббатства Сен-Жермен-де-Пре была превращена в пороховой завод; только один взрыв разрушил многие здания вне церкви. Церковь Сен-Женевьев была превращена в мавзолей для героев революции. Скульптура на фасаде собора Нотр-Дам была разбита и снята, шпиль был снесен. Над воротами собора было 40 статуй иудейских царей. Всем им снесли головы. Многие из религиозных зданий, особенно в наружных кварталах города, были превращены в фабрики и мастерские.
Большая часть архитектуры революции существовала в театральных декорациях, созданных для Культа Верховного Существа на Шамп-де-Марс в 1794 году. Рю де колонны во втором округе, разработанные архитектором Николя-Жак-Антуан Vestier (1793-95) имели простые Дорические колонны, характерные для революционного периода. 

## Ампир
В XIX веке, в времена правления императора Наполеона I, во Франции возник архитектурный стиль высокого классицизма — ампир (от фр. empire — «империя»). Стиль развивался в течение трёх первых десятилетий XIX века. Стиль характеризуется наличием на зданиях колонн, пилястров, лепных карнизов и других классических элементов, включающих античные образцы скульптуры: грифоны, сфинксы, львиные лапы и др. Здания отличаются богатым декорированием, наличием элементов военной символики. Стиль был призван подчёркивать идеи могущества власти и государства.
Стиль распространился в европейские государства, включая Россию. В императорской же Франции этот стиль отличался торжественностью и парадностью мемориальной архитектуры, дворцовых интерьеров. В этом стиле работали придворные архитекторы Наполеона Шарлем Персь, Пьер Фонтен и другие.

## Париж Наполеона (1800—1815)

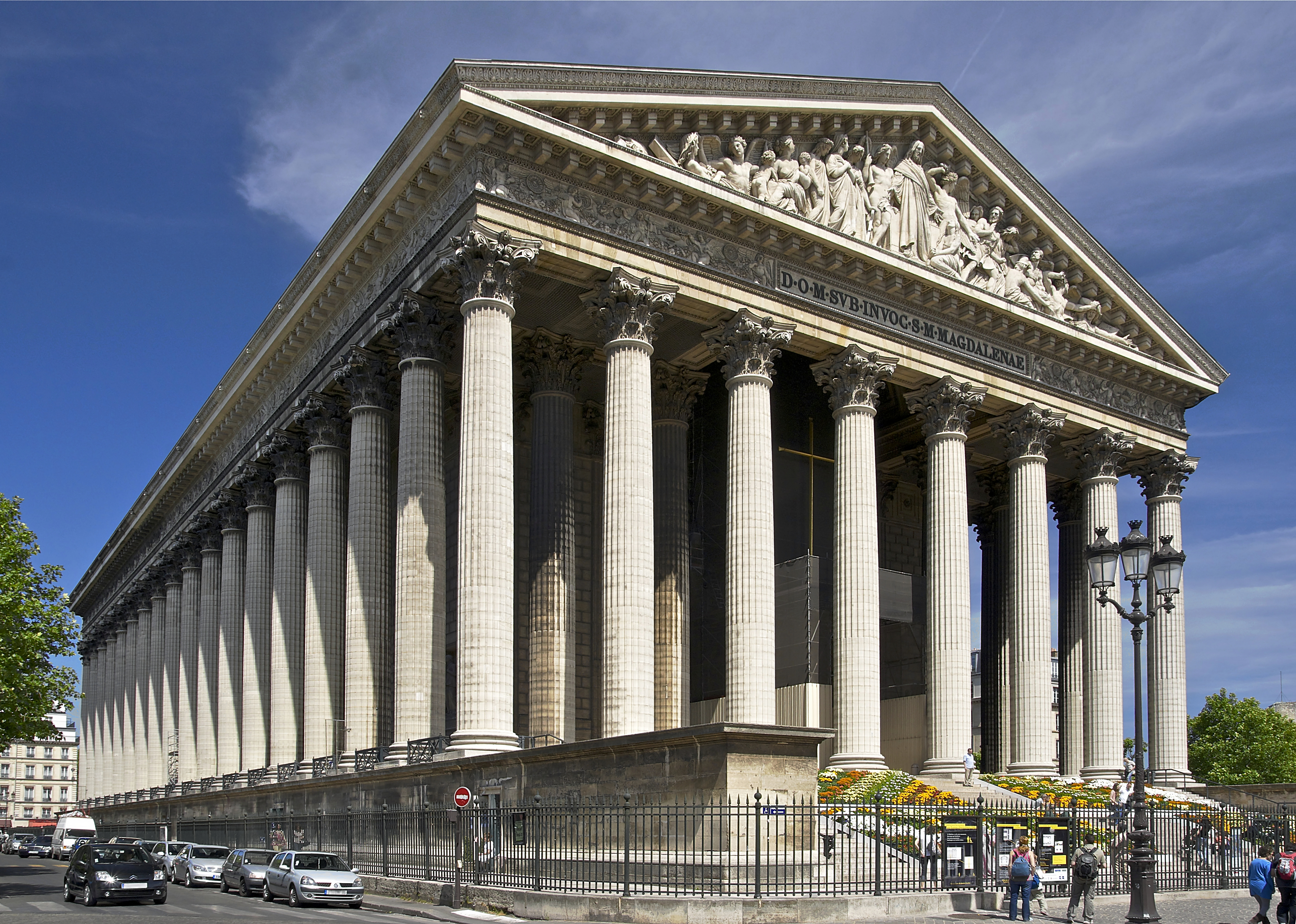
В здании церкви Ла-Мадлен по замыслу Наполеона должен быть музей боевой славы (1763-1842)
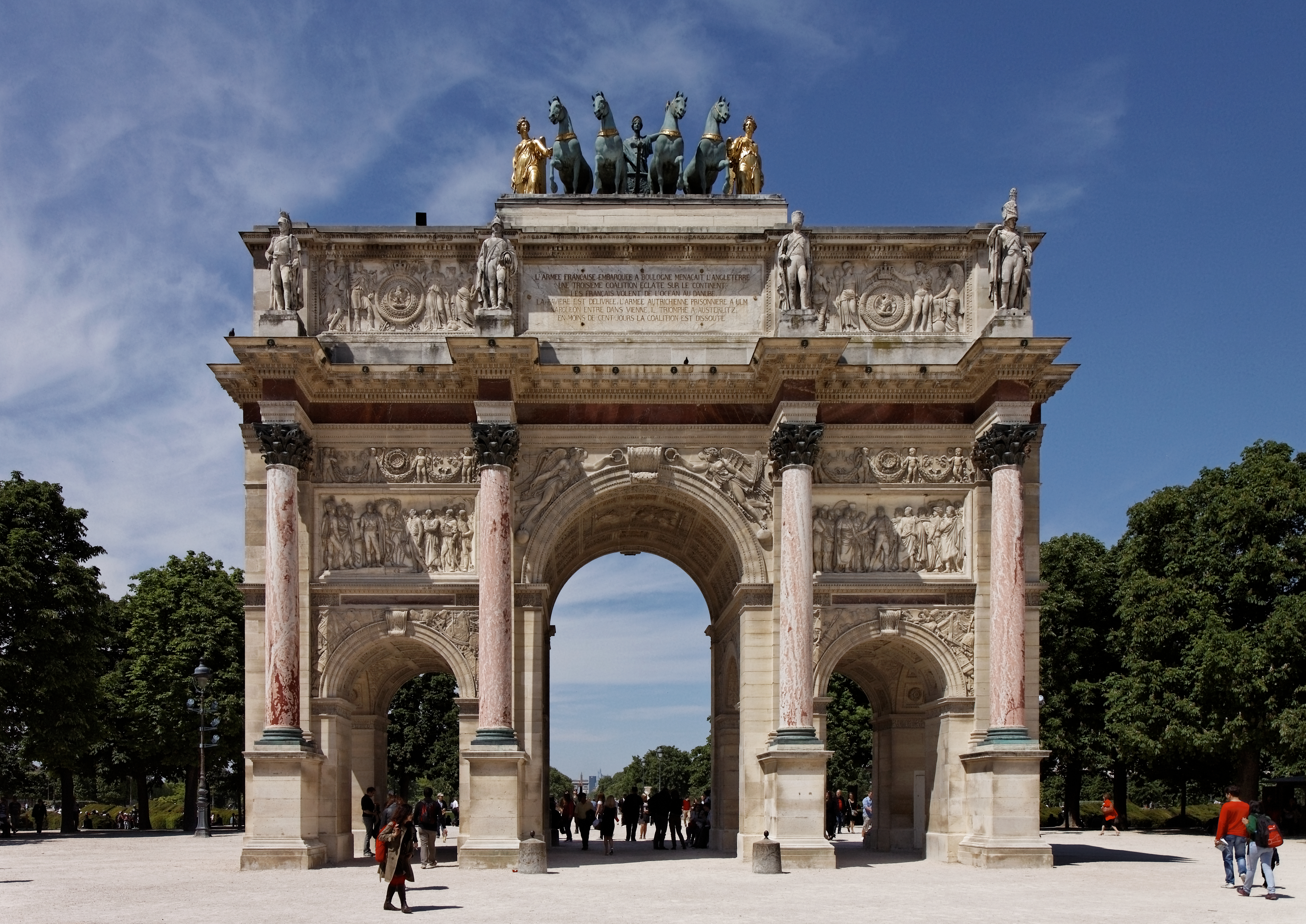
Арка на площади Каррузель  (1806-1810)
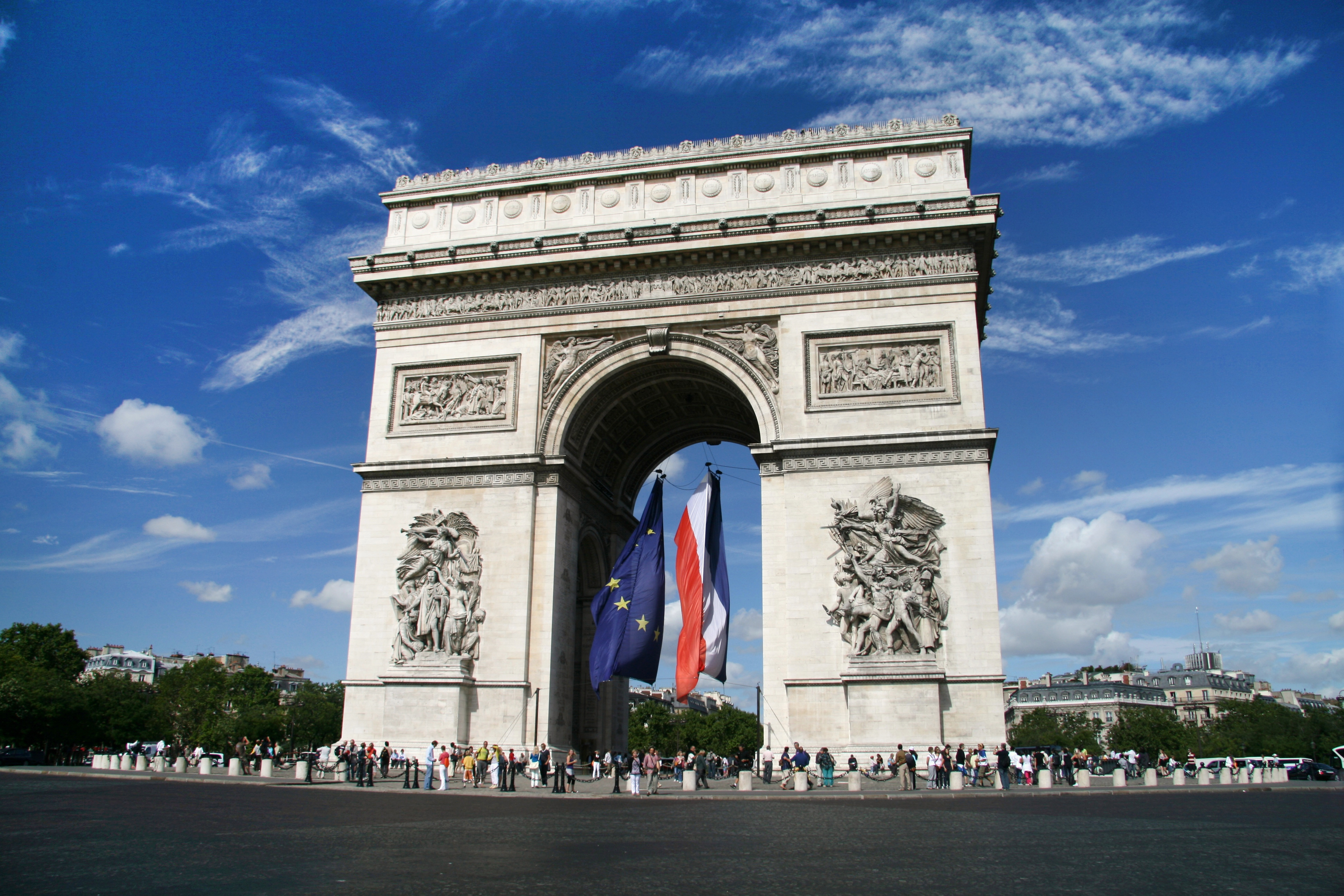
Триумфальная арка архитектора Жана-Франсуа Шальгрена (Jean-François Chalgrin) (1806-1811)
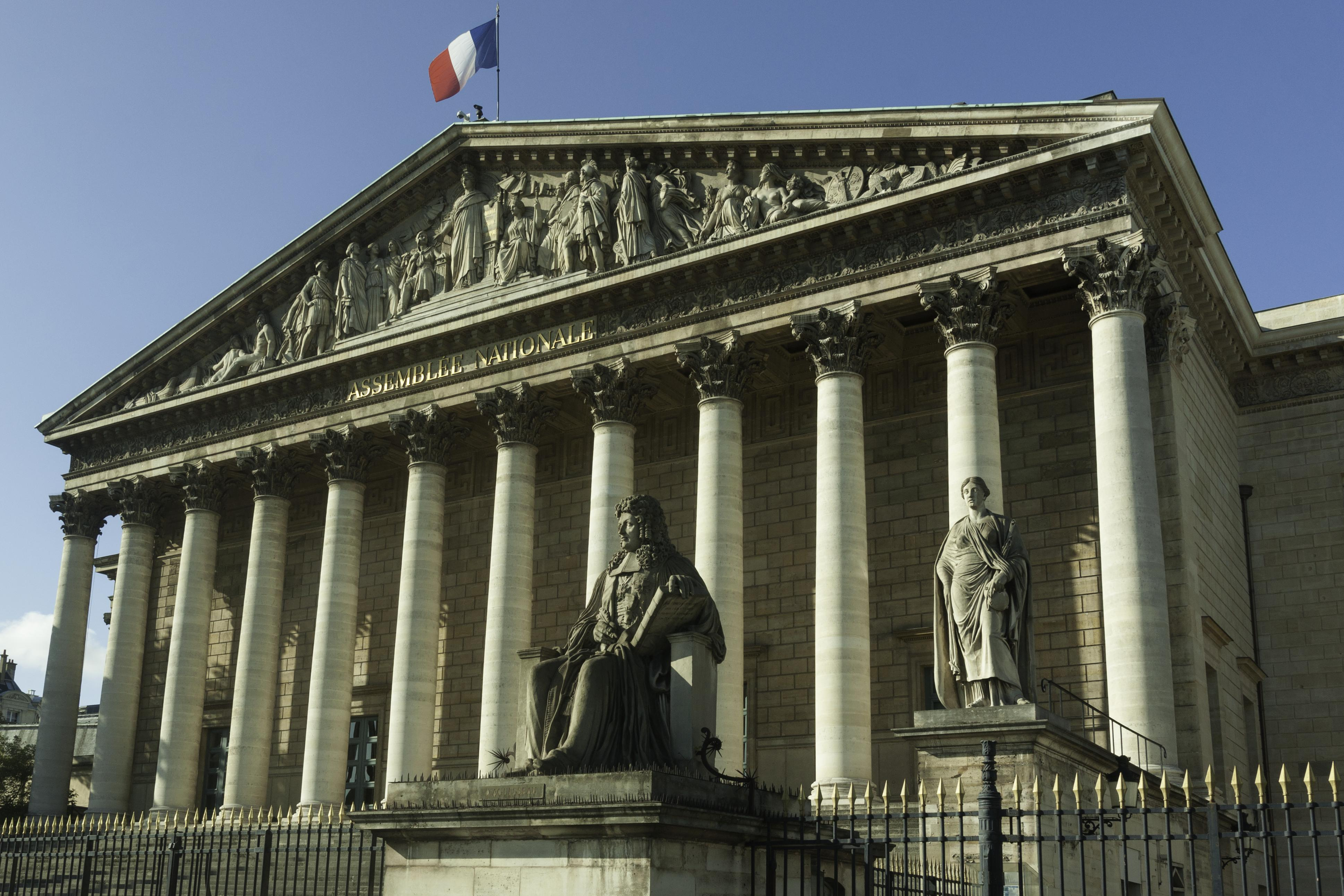
Северный фасад Бурбонского дворца, Париж
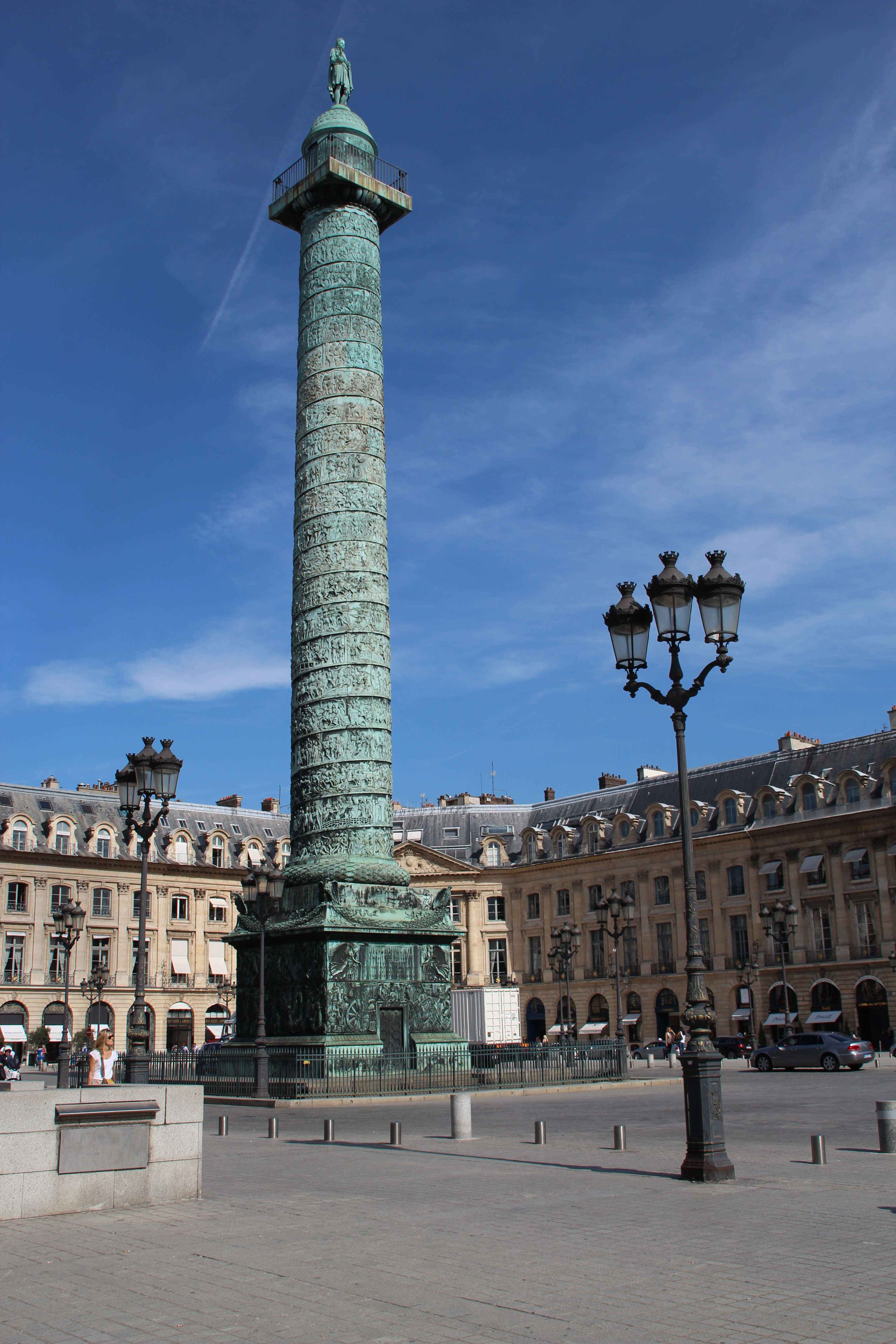
Вандомская колонна, архитекторы Жак Гондуэн и Жан-Батист Лепер (1806-1810)
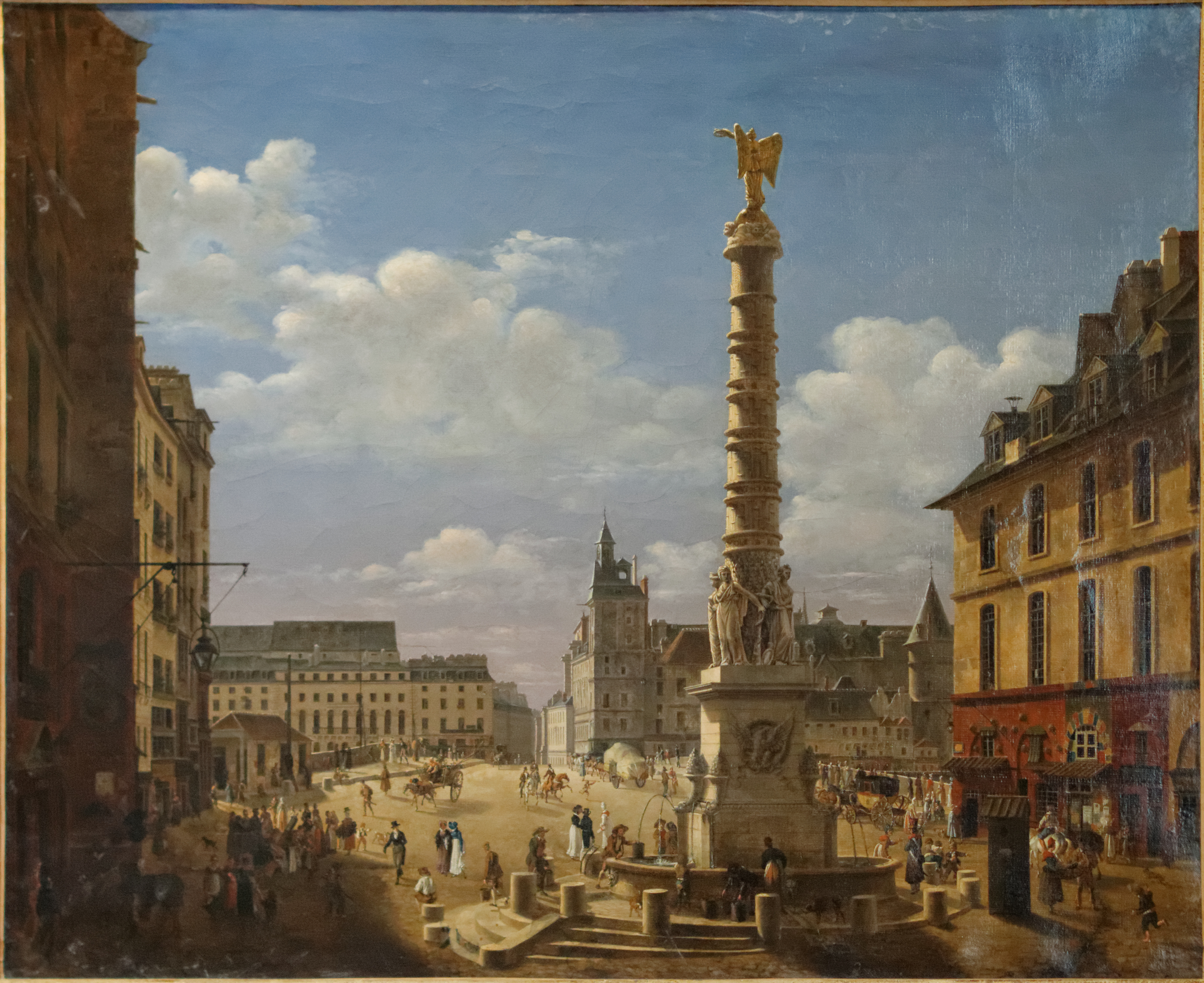
Дворец du Chatelet и новый «Пальмовый фонтан на площади Шатле», архитектор Этьен Буо (Etienne Bouhot) (1810)
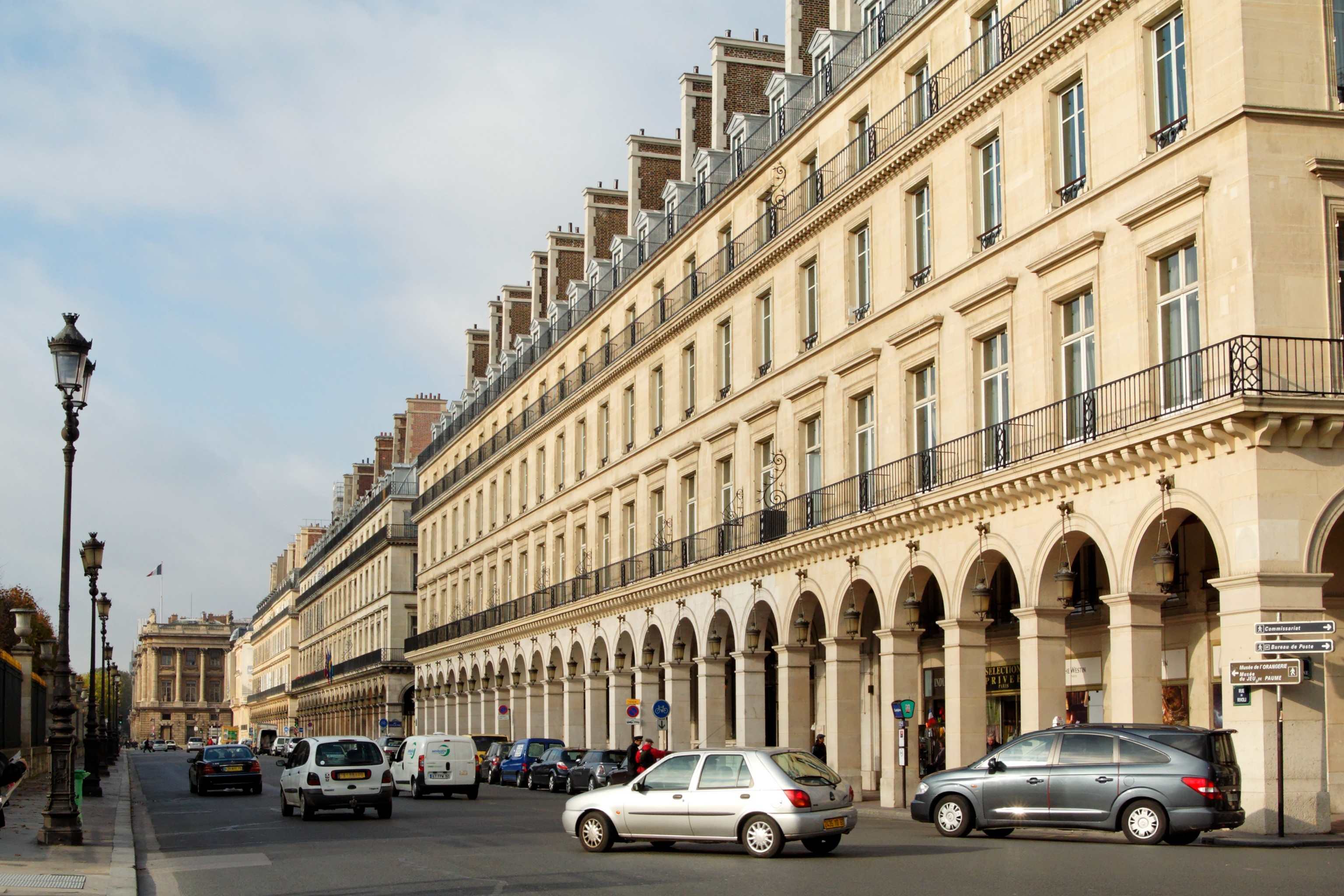
Улица Риволи (Rue de Rivoli), архитекторы Шарль Персье и Пьер Франсуа Леонар Фонтен (1801-1835) (1801-1835)
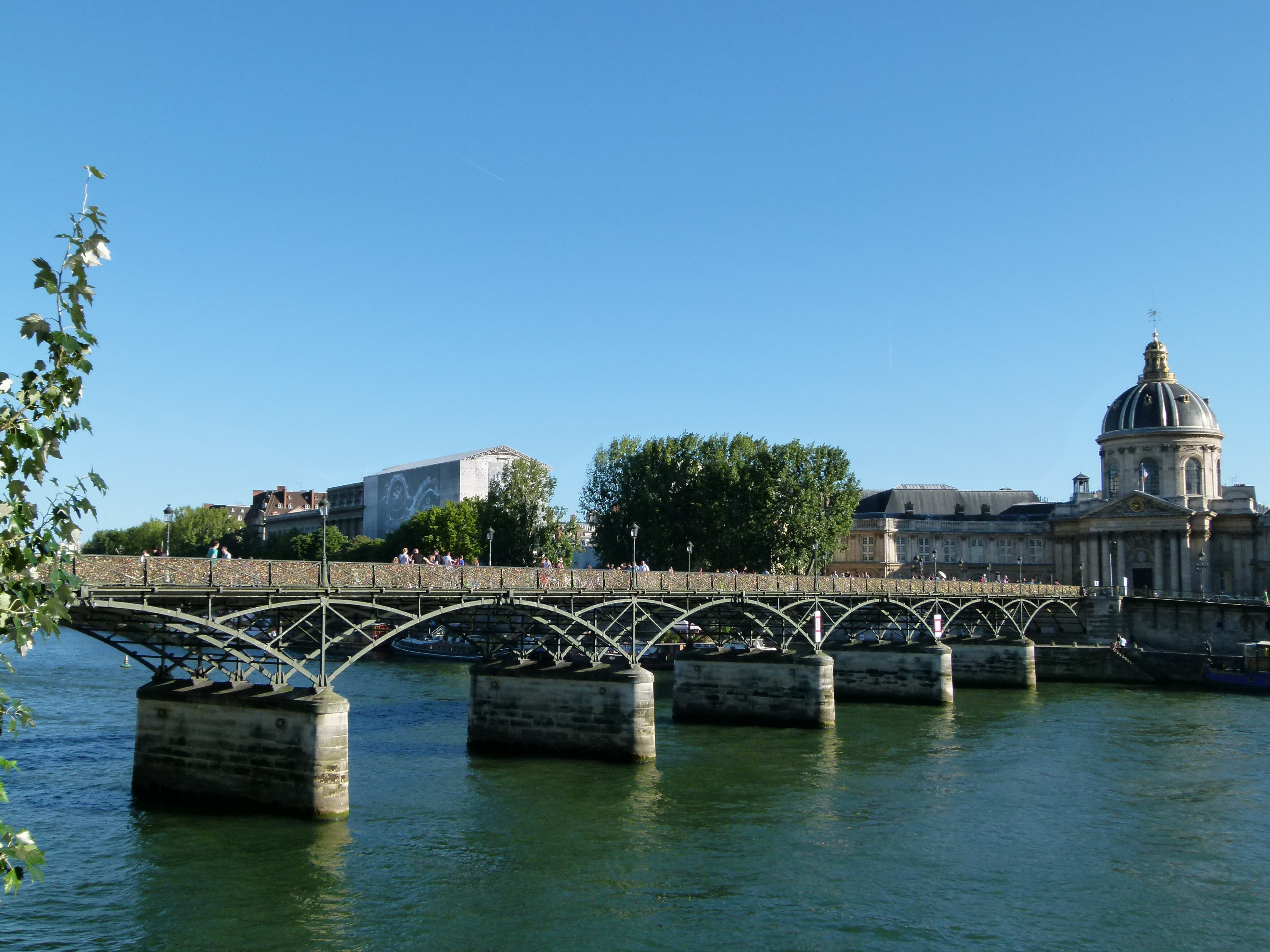
Мост Pont des Arts, архитекторы Луи-Александр де Сезар (Louis-Alexandre de Cessart, 1719-1806)  и Жак Винсент де Лакруа Дийон (1760-1807) (Jacques Vincent de Lacroix Dillon) (1801-1803, перестроен в 1984 году), первый железный мост в Париже
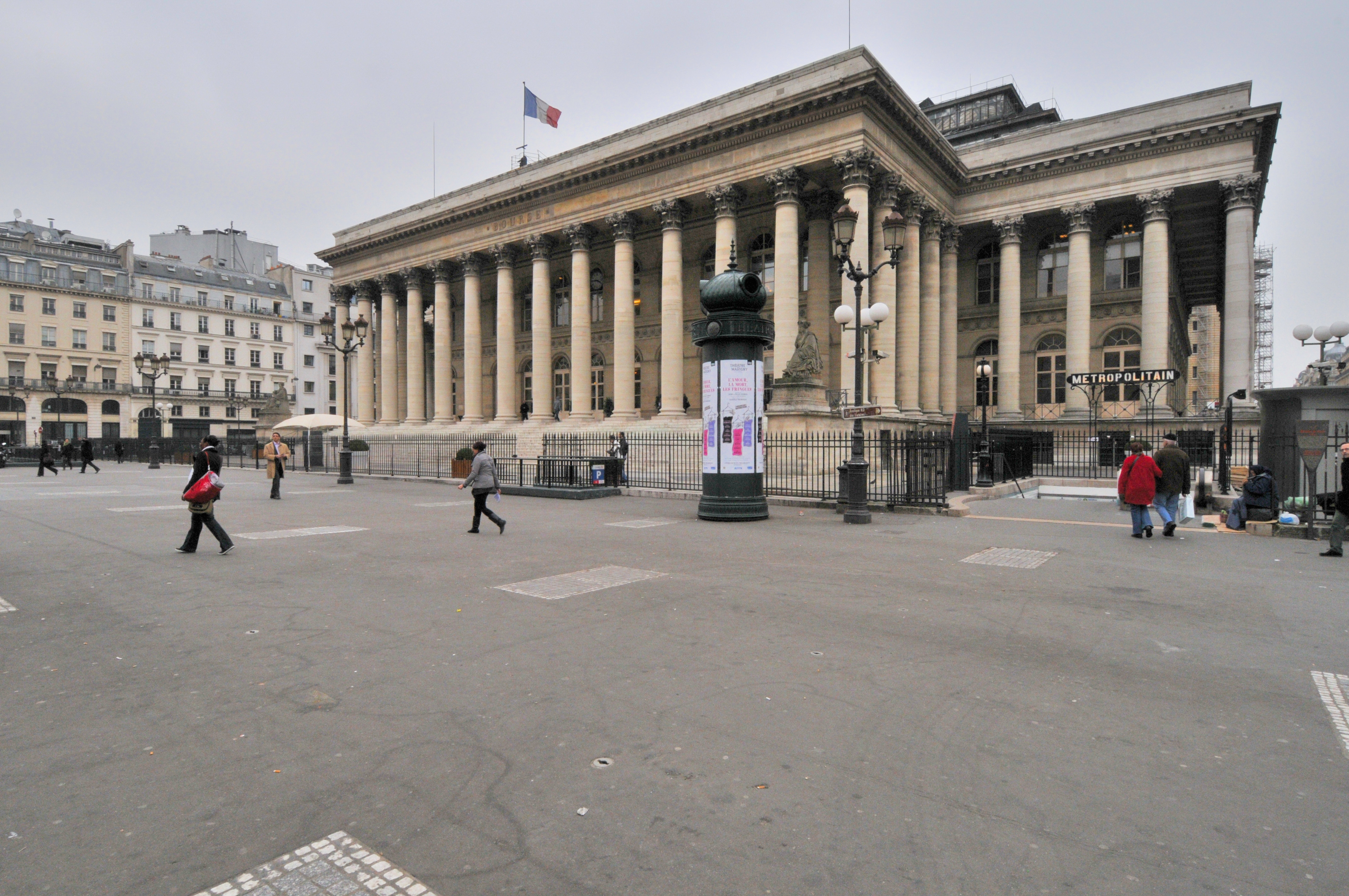
Парижская фондовая Биржа (1808), архитектор Александр Теодор Броньяр (Alexandre-Théodore Brongniart) (1739-1813)
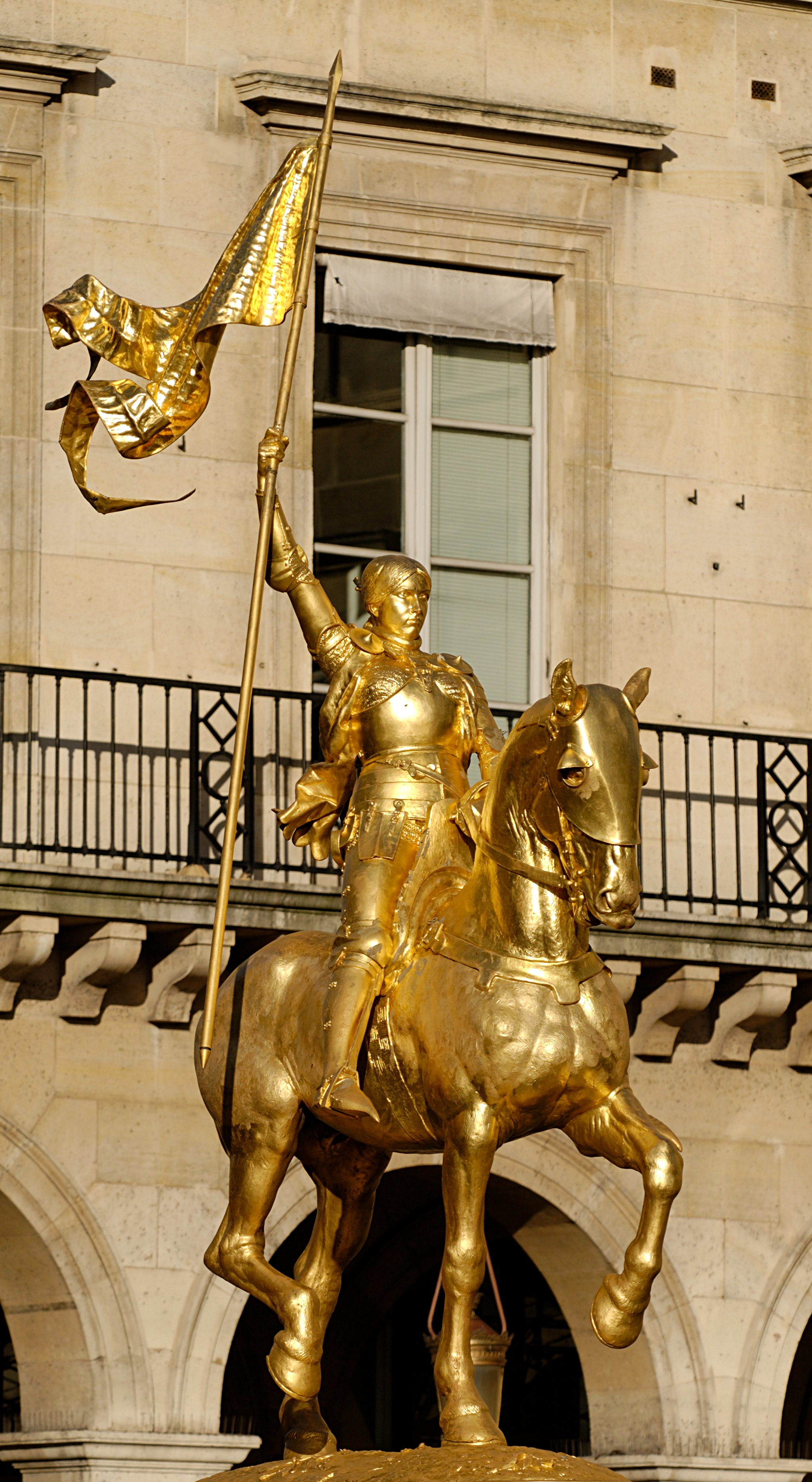
Статуя  Жанны д’Арк, архитектор Эмманюэль Фремье (Emmanuel Frémiet, 1824—1910)

### Памятники
В 1806 году, по примеру Древнего Рима, Наполеон приказал построить ряд памятников, посвященных военной славе Франции. Первым и самым большим памятником была Триумфальная арка (придворный архитектор Наполеона I Жан-Франсуа Шальгрен), построенная в стиле ампир на окраине города на д’Этуаль. Триумфальная арка должна была упрочить военную славу Бонапарта. В настоящее время внутри арки работает музей истории французской армии. Император приказал построить ещё несколько арок. Были возведены: Триумфальная арка на площади Каррузель (1806—1808), скопированная с арки Триумфальная арка Септимия Севера и арки Константина в Риме и расположенная рядом с дворцом Тюильри. Он также заказал строительство Вандомской колонны (1806—1810), скопированной с колонны Траяна в Риме, сделанной из железа пушек, захваченных у русских и австрийцев в 1805 году. Колонну в разное время венчали статуя Наполеона, белый флаг Бурбонов с лилиями, вновь Наполеона I, третья статуя Наполеона, выполненная скульптором Огюстом Дюмоном.
На основании наполеоновского указа 1806 года застраивался участок улицы Риволи от площади Согласия до Пале-Рояль. Улица получила название Риволи в честь победы императора под Риволи в январе 1797 года. На южной стороне улицы расположены Лувр и сад Тюильри. К настоящему времени улица растянулась на три километра, на ней расположены также готическая башня Сен-Жак, позолоченная статуя Жанны д’Арк, архитектор Эмманюэль Фремье (Emmanuel Frémiet, 1824—1910), поблизости — здание парижской мэрии и дворец Пале-Рояль.
На фундаменте недостроенной церкви Сен Мадлен в Париже был построен храм-де-ла-Gloire со статуями французских генералов.
Многие начинания Наполеона был жизненно необходимы Парижу. При нём начали строить новый канал для забора питьевой воды для города, была перестроена городская канализация. Началось строительство Парижской фондовой биржи (1808—1826), Парижского фондового рынка, с его грандиозной колоннадой. В 1806 году началось строительство нового фасада Бурбонского дворца, здания современного Национального собрания, призванного гармонировать с колоннадой храма воинской славы, расположенного напротив через площадь де ля Конкорд. 

### Египетский стиль

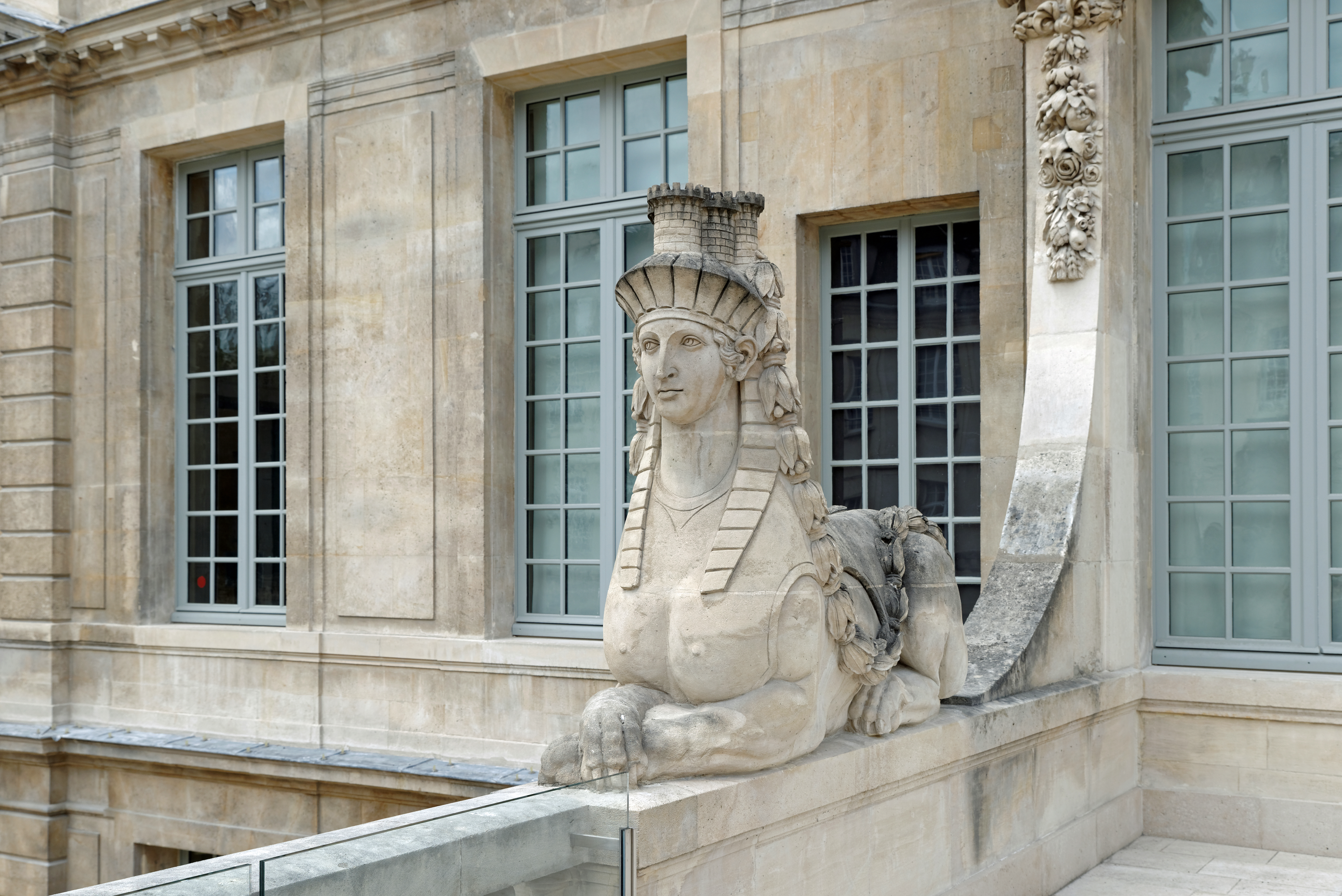
Сфинкс на балюстраде Отеля Сале (ныне музей Пикассо) (1656-59)
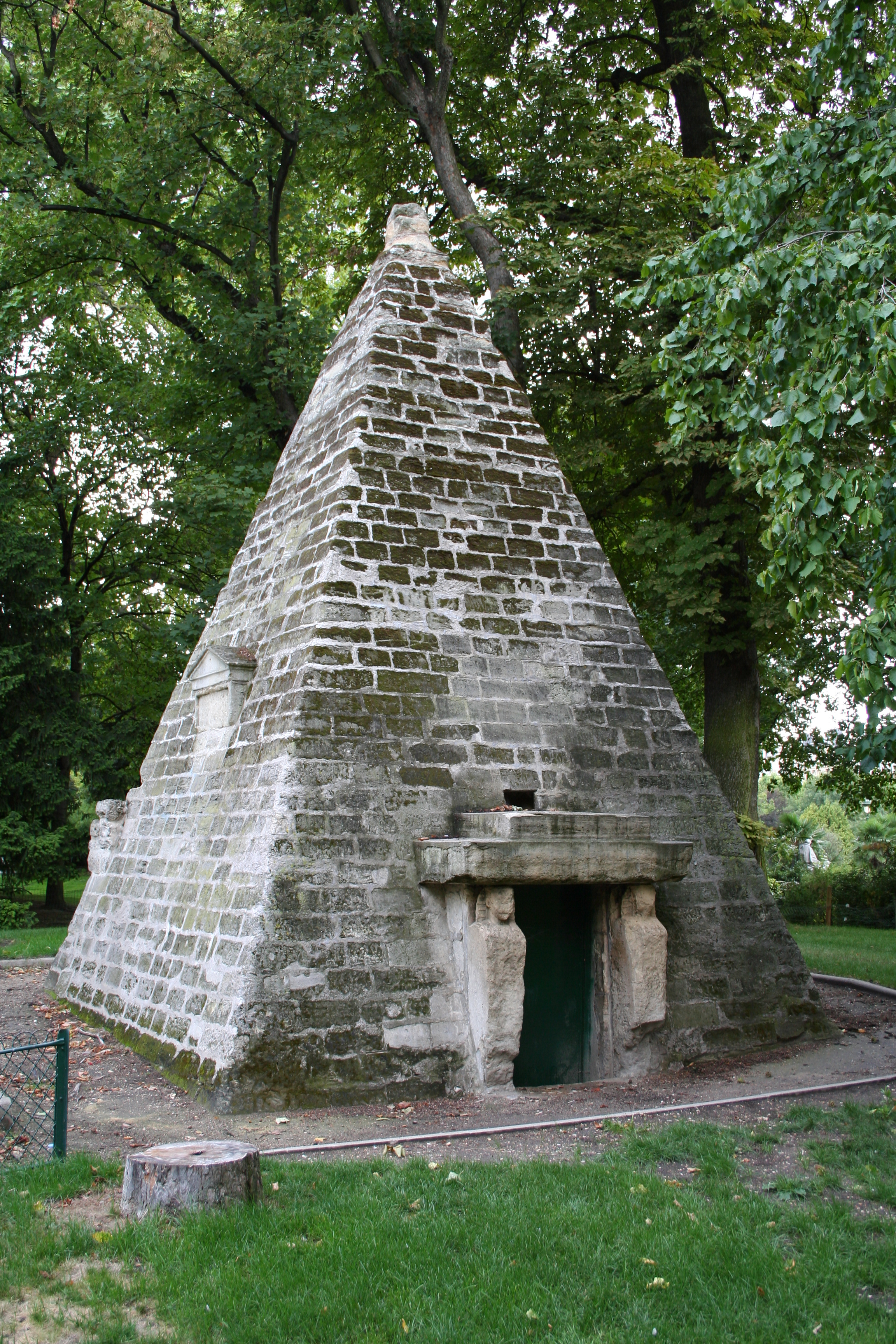
Пирамиды в садах парка Монсо (1778)
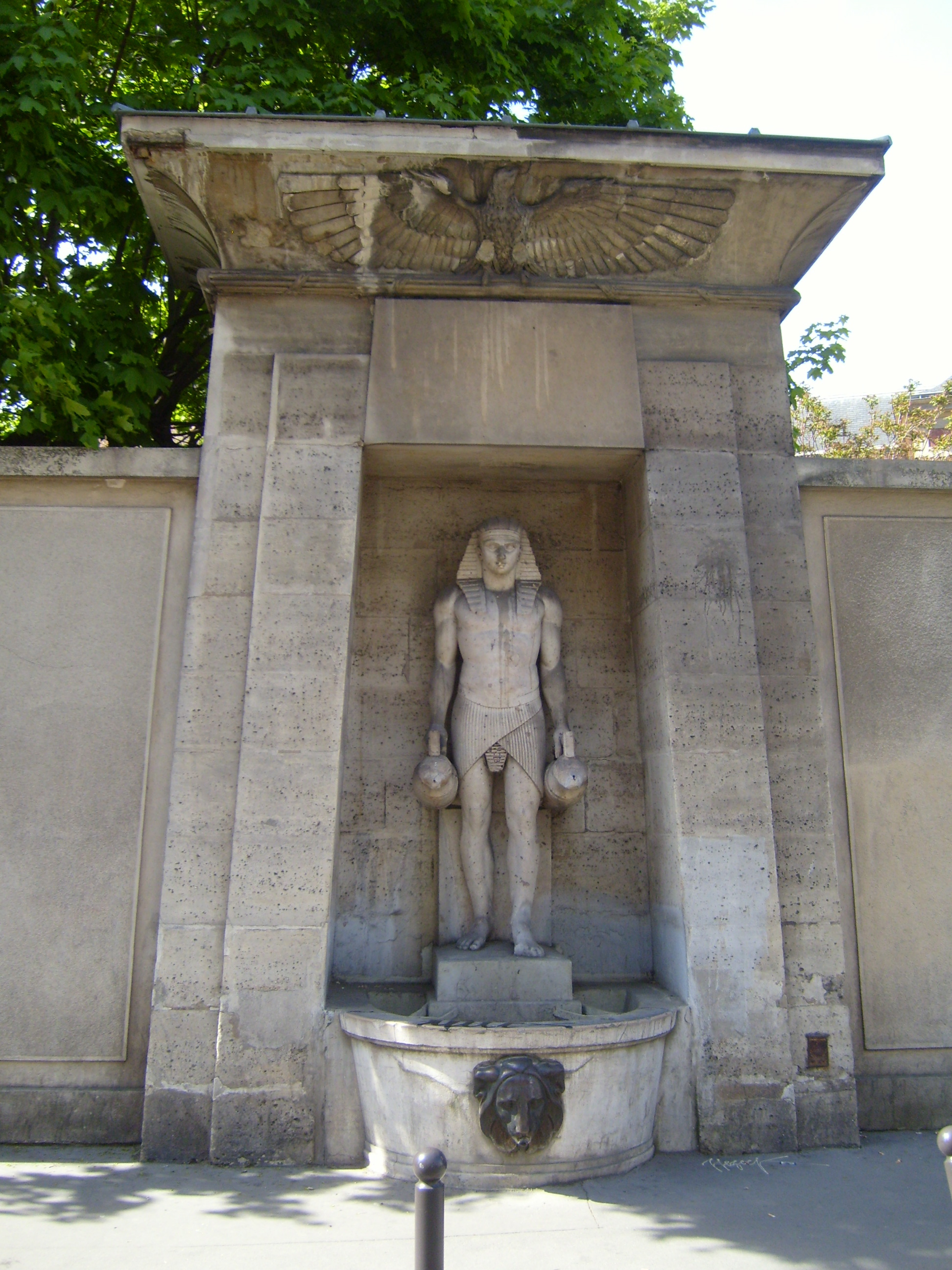
Фонтэн дю Феллах на 42 Рю де Севр, архитектор Франсуа-Жан Bralle (1807)
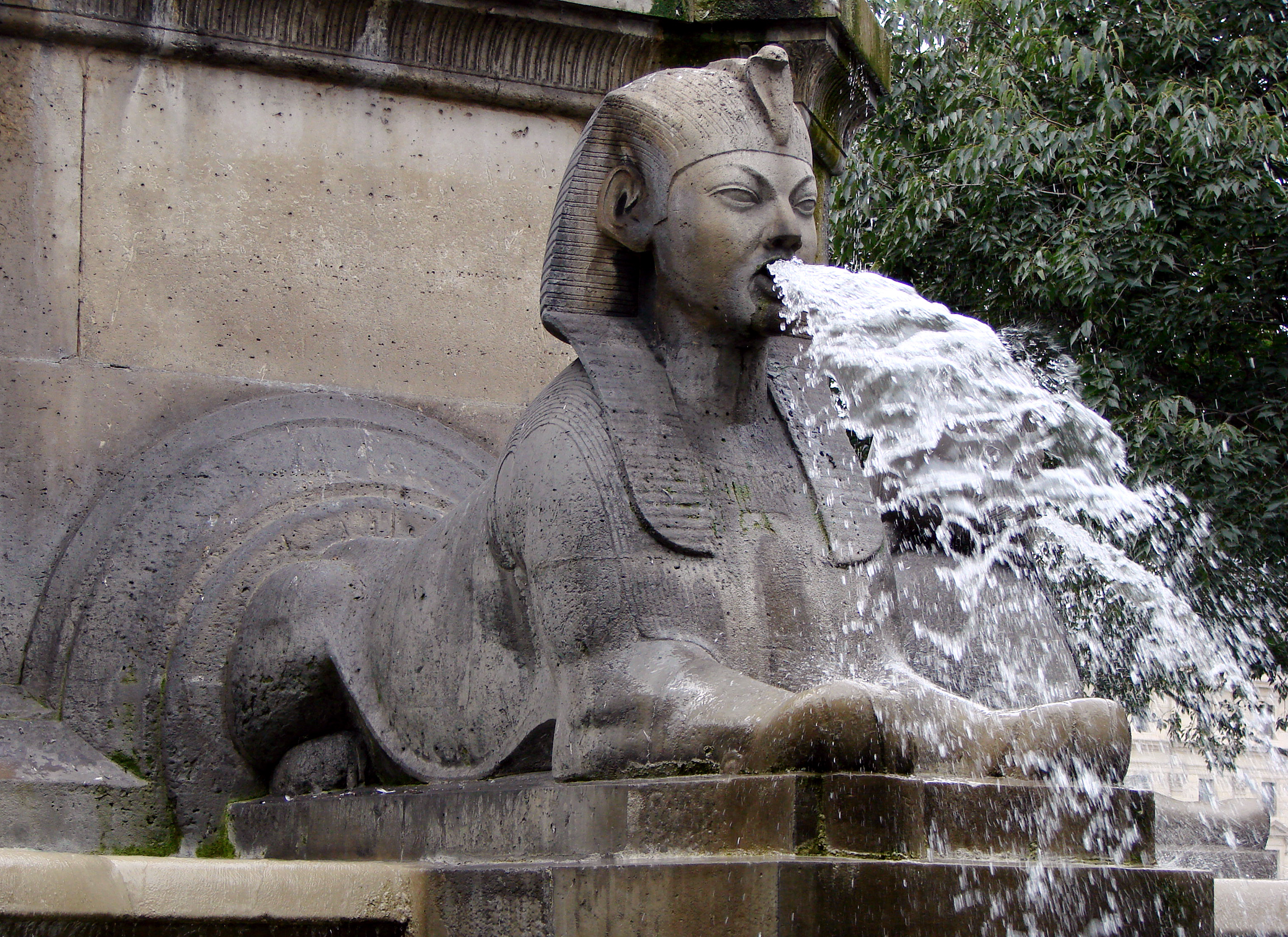
Сфинкс Фонтэн дю Пальмиери (1808 и 1858)
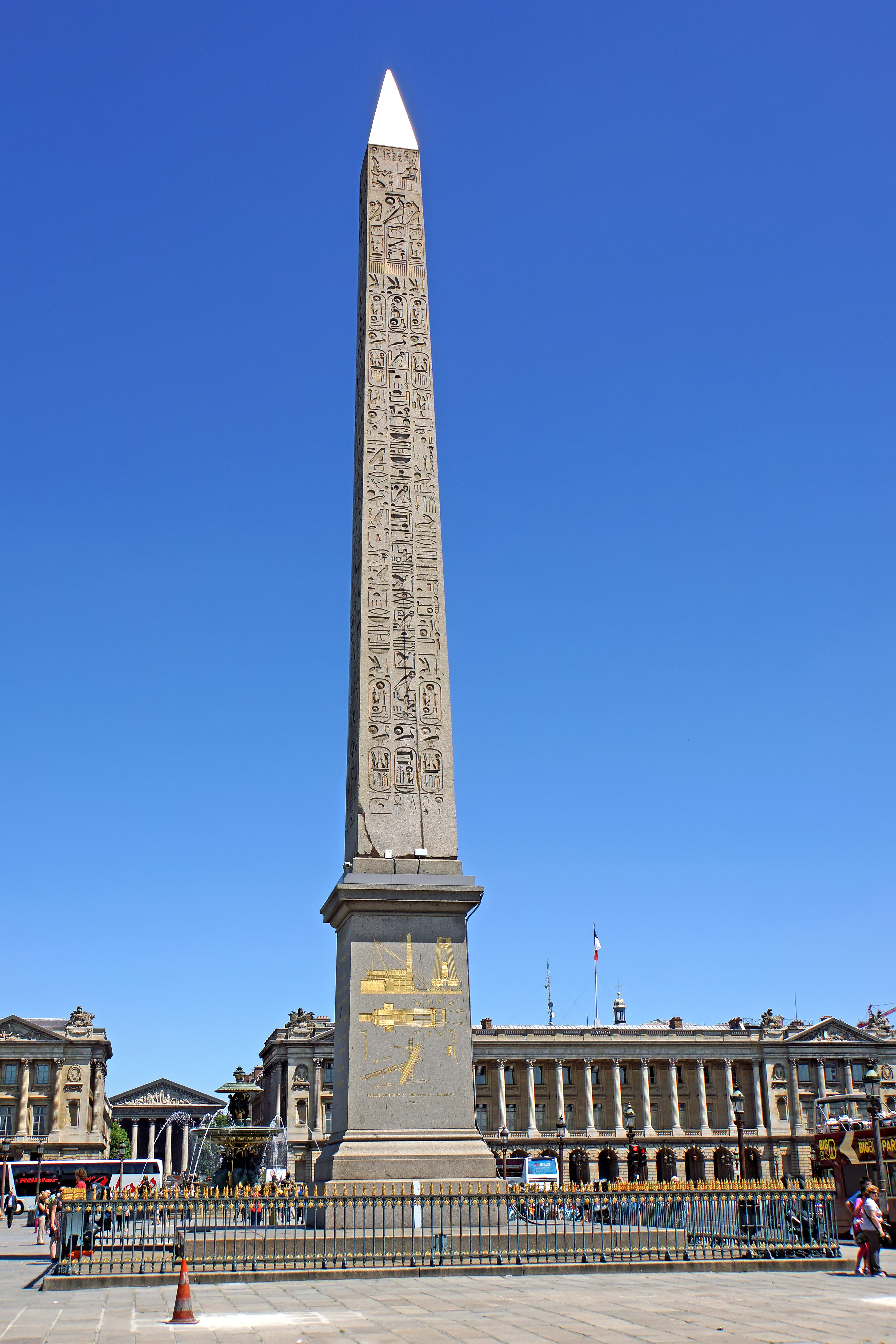
Луксорский обелиск воздвигнут на площади Согласия в 1836 году
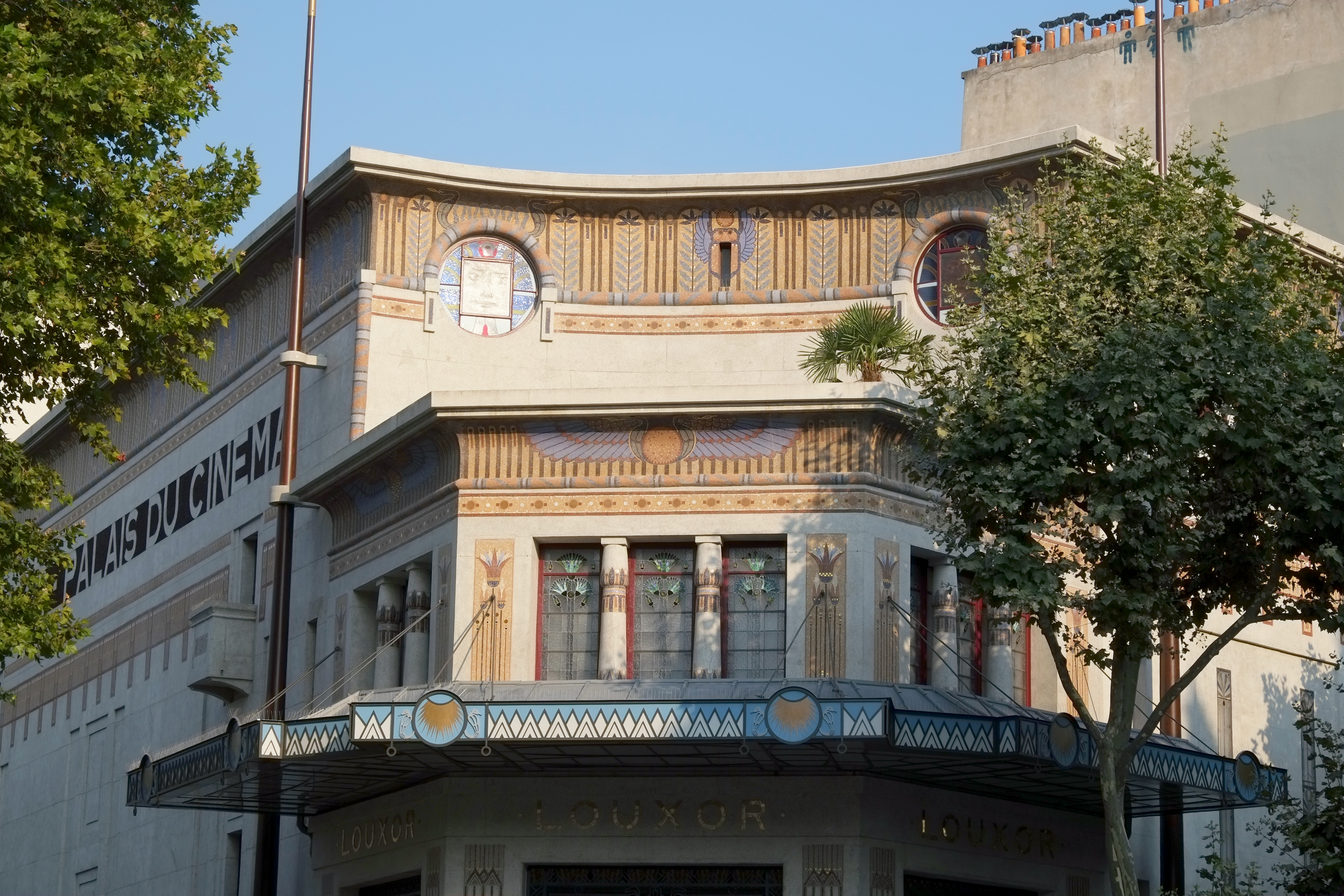
Дворец Люксор на бульваре де-Маджента (1921)

Парижане почувствовали интерес к архитектуре Египта задолго до Наполеона; пирамиды, обелиски и сфинксы часто использовались в Париже для украшения. Декоративные сфинксы украшали балюстраду нынешнего музея Пикассо) (1654—1659), малые пирамиды украшали англо-китайские сады Шато де Багатель и Парк Монсо с XVIII века.
Из Египетской экспедиции 1798—1801 годов Наполеон Бонапарт вывез в Европу огромное количество памятников истории, включая один из двух знаменитых обелисков из розового гранита. Сейчас вывезенный обелиск установлен на площади Согласия в Париже. Египетский поход Наполеона придал египетскому стилю в архитектуре новый интерес, поскольку он теперь был основан на чертежах и моделях, сделанных учеными, которые путешествовали с солдатами Наполеона в Египет. Стиль проявился в общественных фонтанах и жилой архитектуре, в том числе Фонтейн-дю-Феллах на Рю де Севр архитектора Франсуа-Жан Bralle (1807) и Фонтэн дю Пальмиери архитекторов Bralle и Луи Симон Boizot (1808). Наиболее значительный вклад в новый стиль в Париже — Луксорский Обелиск из храма в Фивах, принесенный в подарок от вице-короля Египта Луи-Филиппу. Обелиск был установлен на Площади Согласия в 1836 году. В XX веке египетский стиль напомнил о себе пирамидой у Лувра, пирамидой Бэй Юймин (1988). 

### Чугунная архитектура
Чугунная архитектура дебютировала в Париже при Наполеоне со строительством Моста искусств архитекторов Луи-Александра де Cessart и Жака Лакруа-Диллона (1801—1803). Потом появился металлический каркас для купола здания зернового рынка (сейчас Парижская торговая палата), спроектированный архитектором Франсуа-Жозеф Bélanger и инженером Франсуа Брюне (1811). Металлический каркас заменил деревянный каркас купола, построенный архитектором Николя Ле Камю де Мезьер в 1767 году. Деревянный каркас сгорел в 1802 году. Новый металлический каркас стал первым железным каркасом, используемым в парижском здании. [38]

## Реставрация (1815—1830)

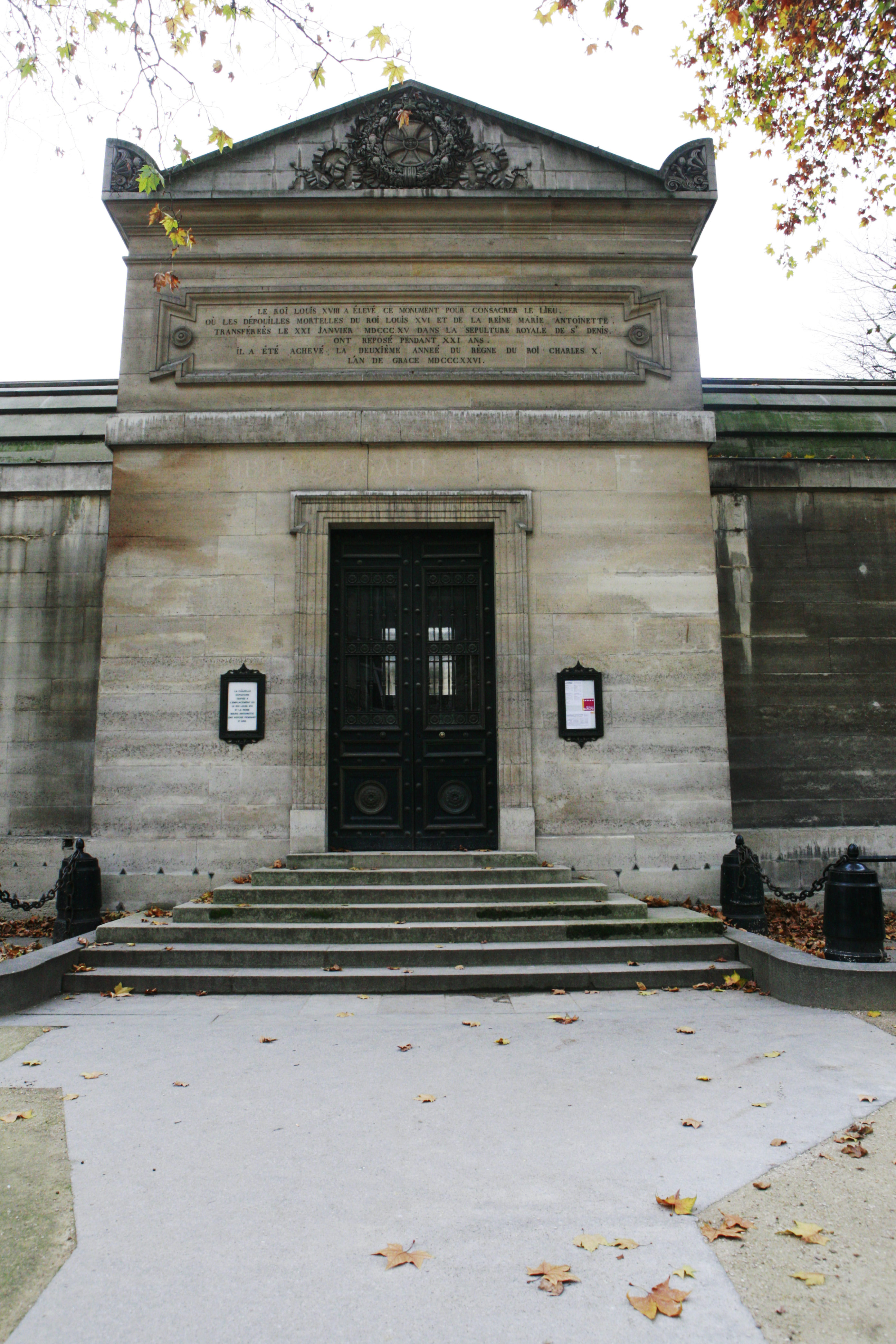
Капелла, архитектор Пьер-Франсуа-Леонар Фонтен (1826)
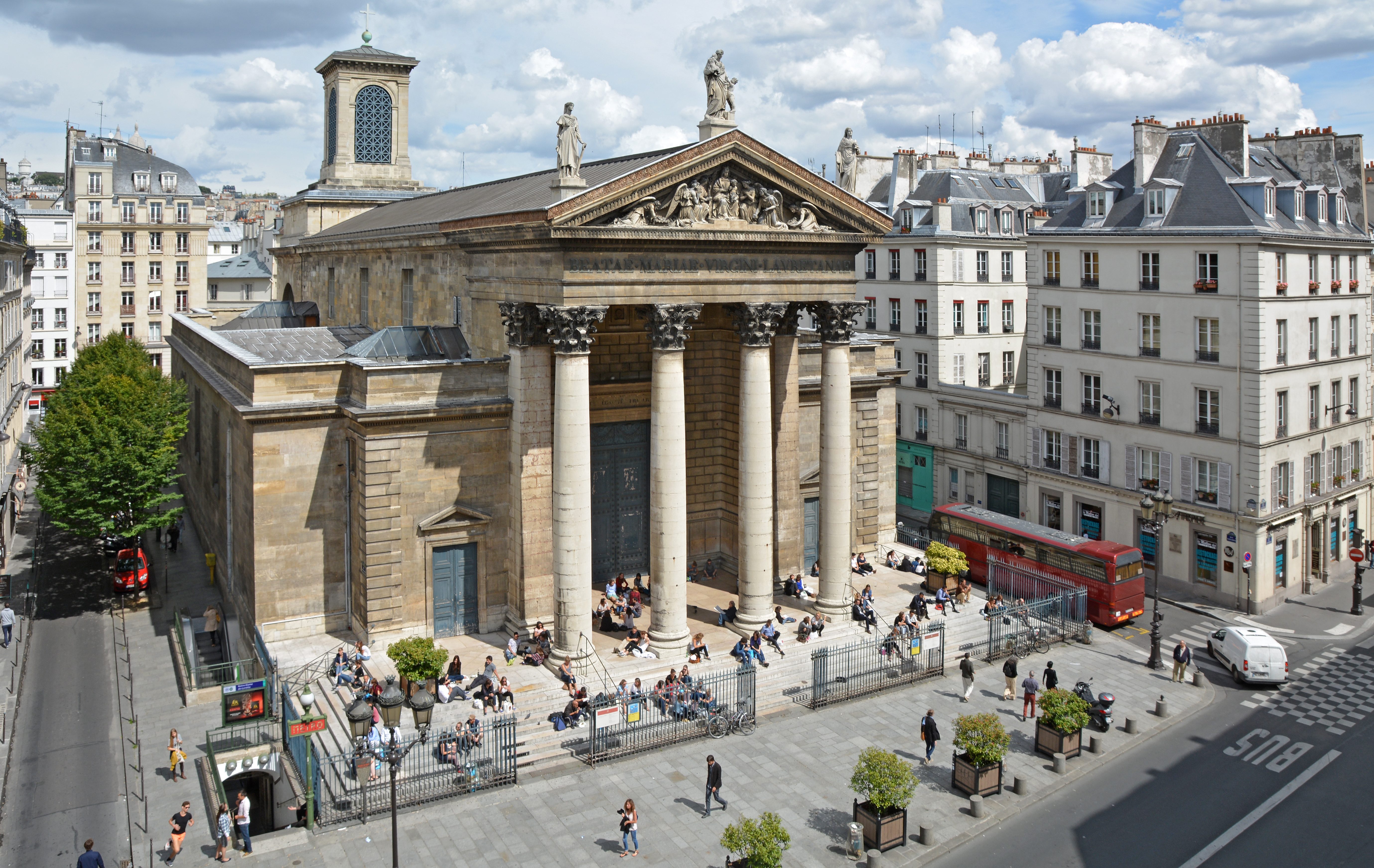
Церковь Нотр-Дам-де-Лорет, архитектор  Луи-Ипполит Леба (1823-1836);
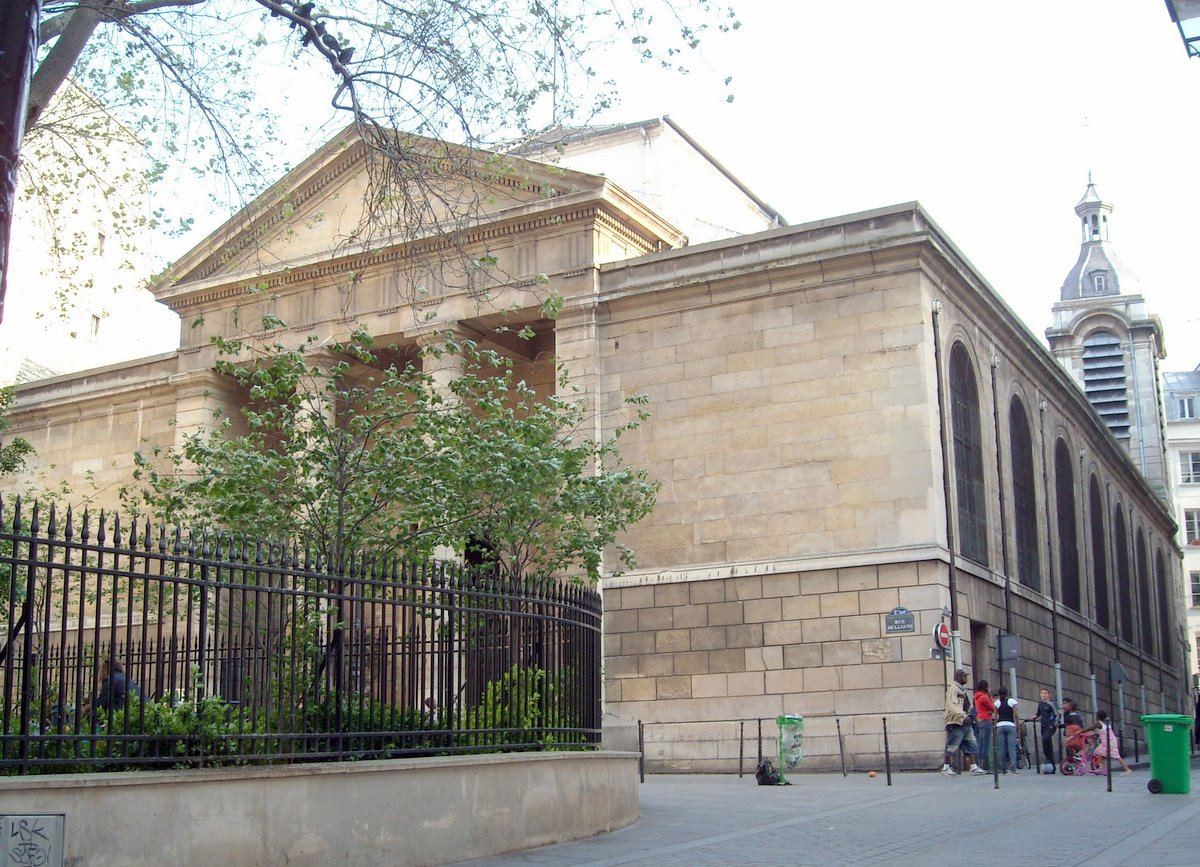
Церковь Нотр-Дам-де-Бон-Нувель, архитектор Этьенн-Ипполит Godde (1828-1830)
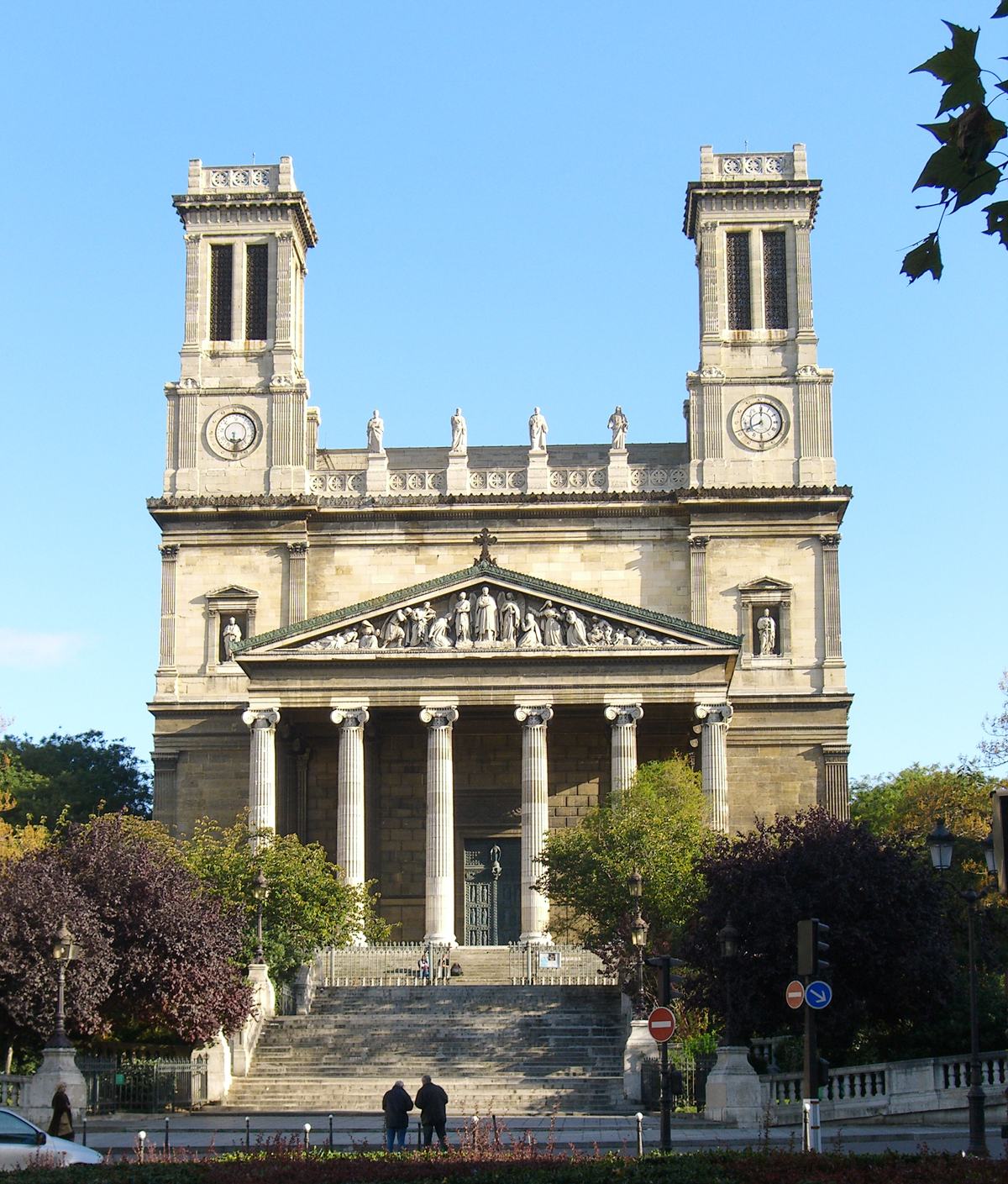
Церковь Сен-Венсан-де-Поль, архитектор Жак Игнас Hittorff (1824-1844)

### Общественные здания и памятники
Последующее правительство не только восстановило символы старого режима, но и продолжило строительство памятников и городских проектов, начатых Наполеоном. Все общественные здания и храмы строились в неоклассическом стиле. Работы возобновились на недостроенной Триумфальной арке, начатой Наполеоном. В конце царствования Людовика XVIII правительство решило превратить его из памятника победы Наполеона в памятник победе герцога Ангулемского (Angôuleme) Карла над испанскими революционерами, которые свергли своих Бурбонов. На арке планировалось сделать надпись: «В армию Пиренеи», но надпись ещё не была вырезана, а работа была ещё не закончена, когда в 1830 году режим был свергнут. 
Канал Сен-Мартен был закончен в 1822 году. Было достроено здание Парижской фондовой биржи, построены новый склад для хранения зерна возле Арсенала, новые бойни, новые рынки. Над Сеной были построены три новых висячих моста: мост Пон-д''Archeveché, мост инвалидов и пешеходный мост Grève. Все эти три моста были перестроены в последующие годы.

### Религиозная архитектура
Церковь Ла Мадлен, строительство которой было начато при Людовике XVI, была превращена Наполеоном в храм Славы (1807). В память о Людовике XVI и Марии-Антуанетте король Людовик XVIII построил часовню Покаяния, архитектор Пьер-Франсуа-Леонар Фонтен, в неоклассическом стиле, похожую на Парижский пантеон. Она была построена и освящена в 1826 году.
Было построено несколько новых храмов, взамен разрушенных во время революции. Состоялся спор между архитекторами, одни из которых хотели строить в неоготическом стиле, по образцу собора Парижской Богоматери, другие — в неоклассическом стиле, по образцу базилики Древнего Рима. Спор был выигран большинством приверженцев неоклассического стиля. Архитектором Шальгреном был разработан проект храма Saint-Philippe de Role в неоклассическом стиле, было завершено строительство храмов Saint-Pierre-du-Gros-Caillou (1823—1830), Saint-Pierre-du-Gros-Caillou (1822-29), Notre-Dame-du-Bonne Nouvelle (1823—1830) и Saint-Denys-du-Saint-Sacrament (1826—1835).
К другим известным неоклассическим архитекторам относится Луи-Ипполит Леба, который построил Нотр-Дам-де-Лорет (1823—1836); и Жак-Игнас Гитторф, который построил Церковь Сен-Венсан-де-Поль (1824—1844). Гитторф пошёл дальше, сделав блестящую карьеру в правление Луи-Филиппа и Наполеона III. Он разработал новый план площади ля Конкорд и занимался строительством Северного железнодорожного вокзала (1861-66).

### Коммерческая архитектура — торговые галереи

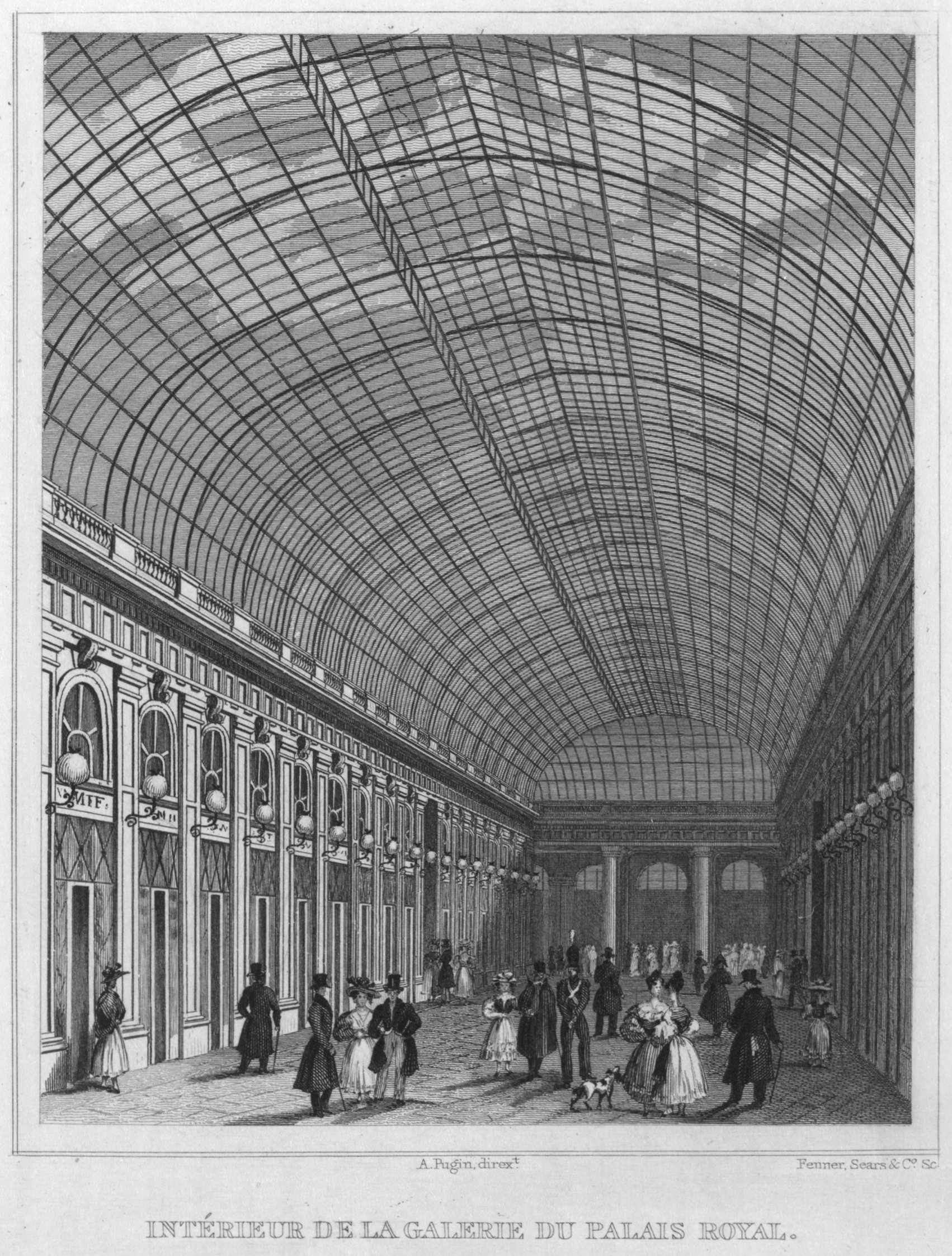
Галерея в Пале-Рояль, торговый пассаж, покрытый стеклянной крышей, архитектор Пьер-Франсуа-Леонар Фонтен (1818—1829)

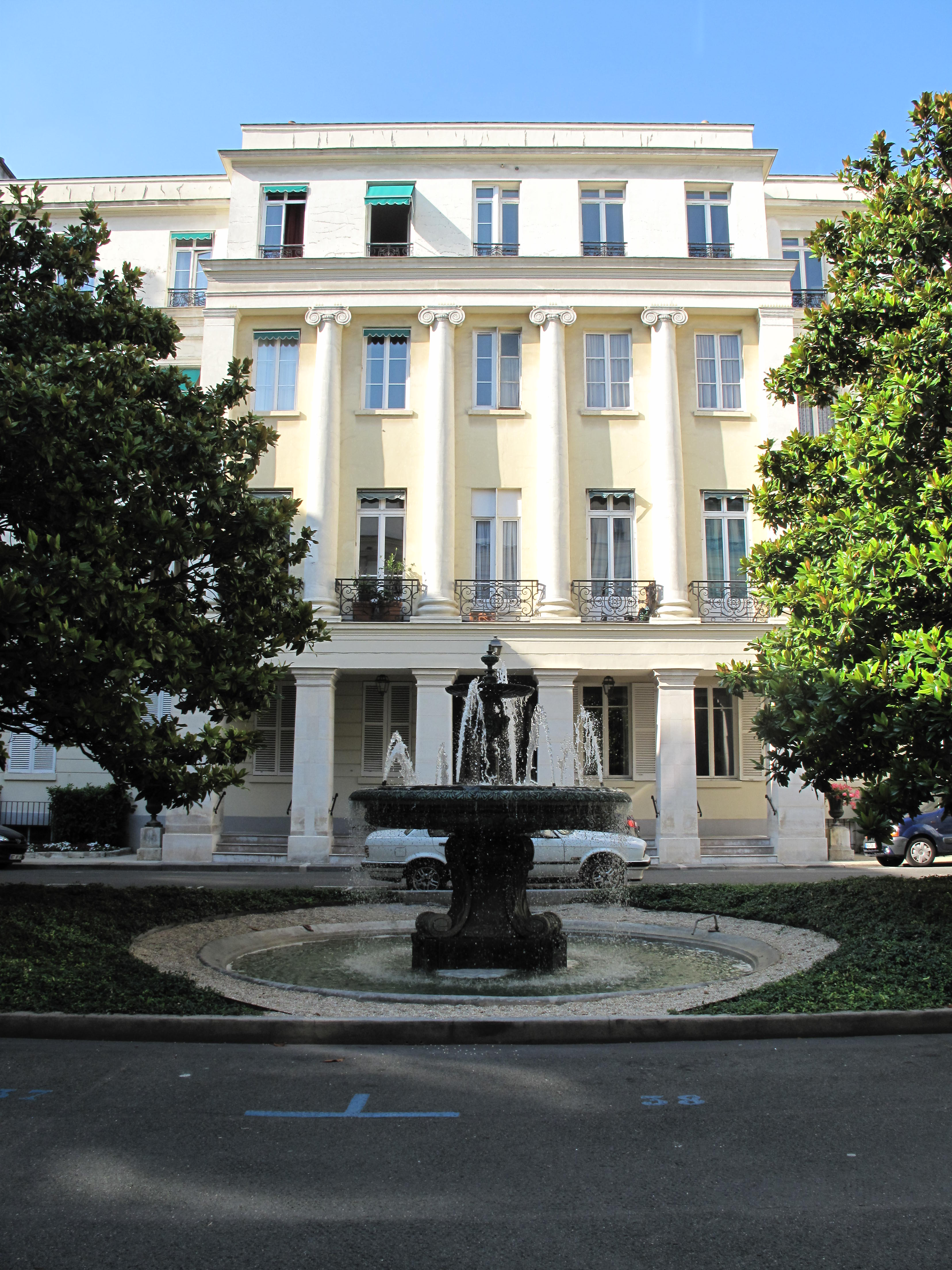
Английский неоклассический дом на площади Богоматери, архитектор Эдуард Креси (1829—1835).

В конце XVIII века в Париже появились новые виды коммерческой архитектуры — торговые галереи, ряды магазинов вдоль узких улиц покрытые стеклянной крышей. Они стали возможны благодаря усовершенствованным технологиям строительства из стекла и чугуна, и с тех пор стали популярны.
На некоторых парижских улицах были тротуары. Первые крытые торговые галереи в Париже открылись в Пале-Рояль в 1786 году; ряды магазинов, а также кафе и первые рестораны, находились под аркадой вокруг сада. За ним последовал пассаж Feydau (1790—1791), пассаж Passage des Panoramas, открытый в 1800 году. Название Passage des Panoramas произошло от привезенных в это время в Париж американским изобретателем Робертом Фултоном панорамных картин Парижа, Тулона, Рима, Иерусалима и других известных городов.
В 1834 году архитектор Пьер-Франсуа-Леонар Фонтен провел эту идею на шаг дальше, покрывая весь двор Пале-Рояль, Галери д’Орлеан. Галерея оставалась закрытой до 1935 года. 

### Жилая архитектура
Во времена реставрации и особенно после коронации короля Карла X в 1824 году в Париже были построены новые жилые кварталы, город рос на севере и западе.
Между 1824 и 1826 годами были заложены кварталы Сен-Венсан-де-Поль, Европа, Факс и Пасси. Типичный новый жилой дом был от четырёх до пяти этажей, с мансардой, крыша покатая на сорок пять градусов. Окна были большими и занимали большую часть фасадов. Украшениями были декоративные железные ставни, а затем кованые балконы. 

## В Париже Луи-Филиппа (1830—1848)

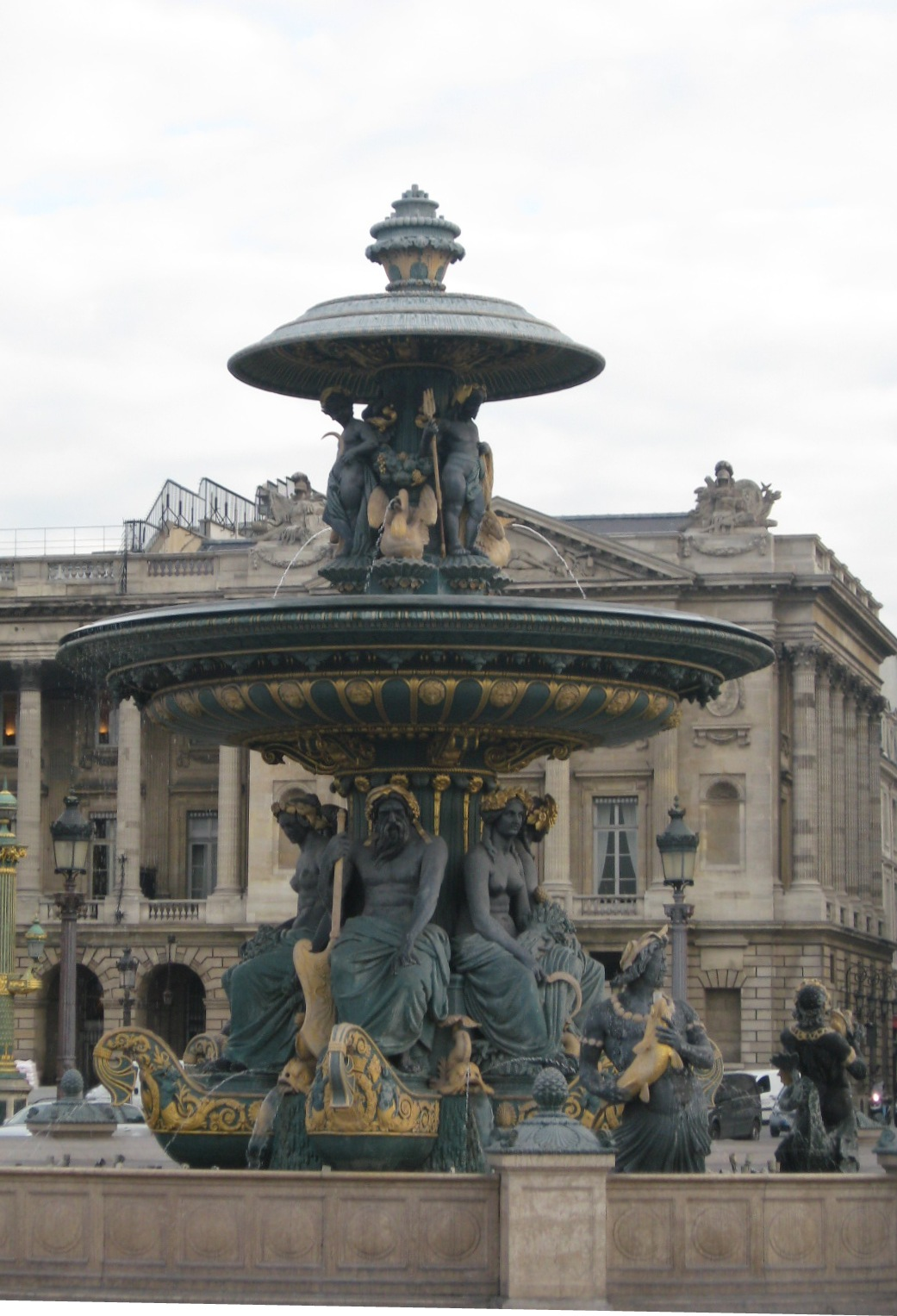
Фонтан на площади де ла Конкорд. Скульптор Жак Игнас Hittorff (1840)
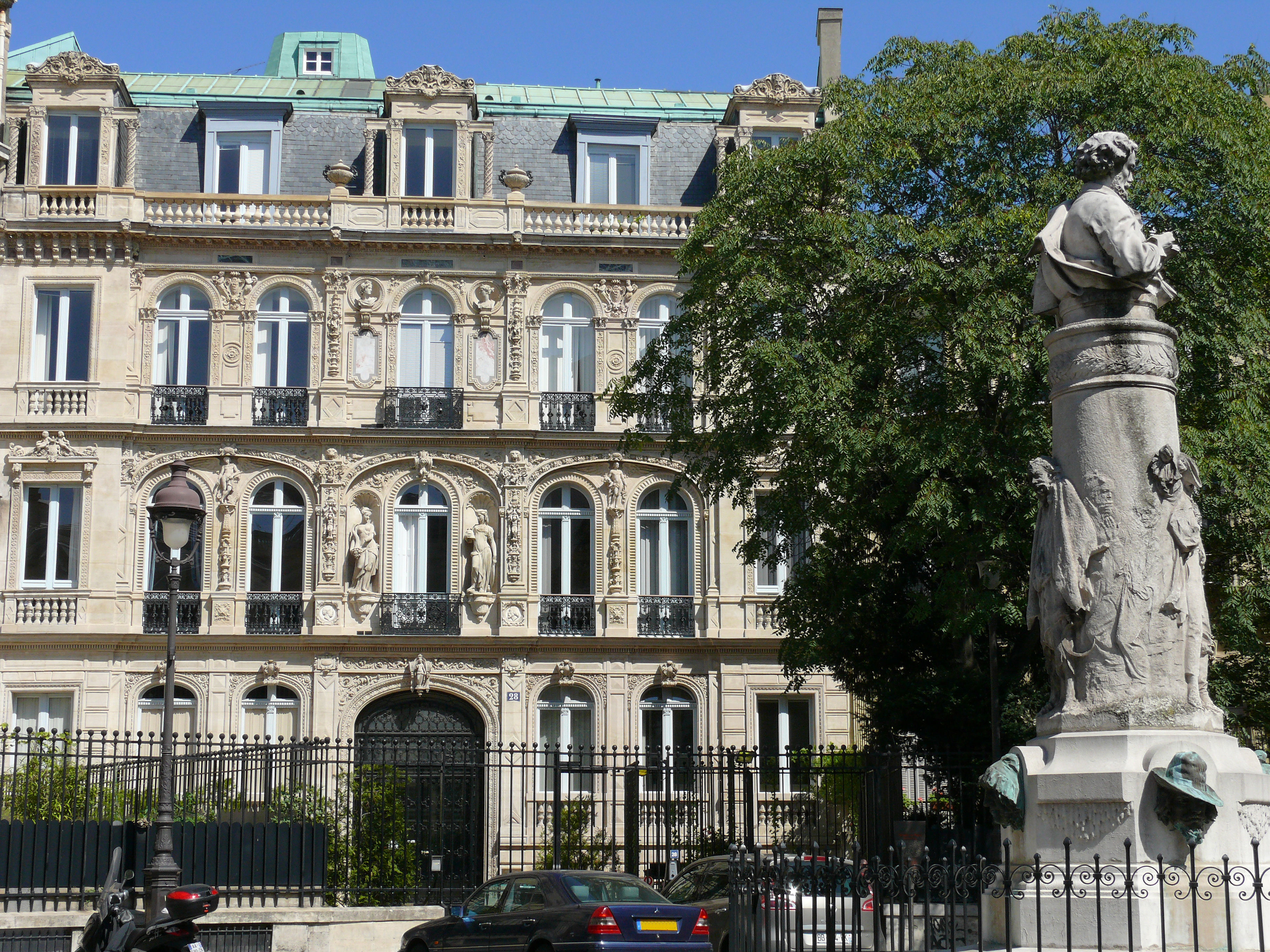
Нео-Ренессанс. Отель на площади Сен-Жорж. Архитектор Эдуар Рено (1841)
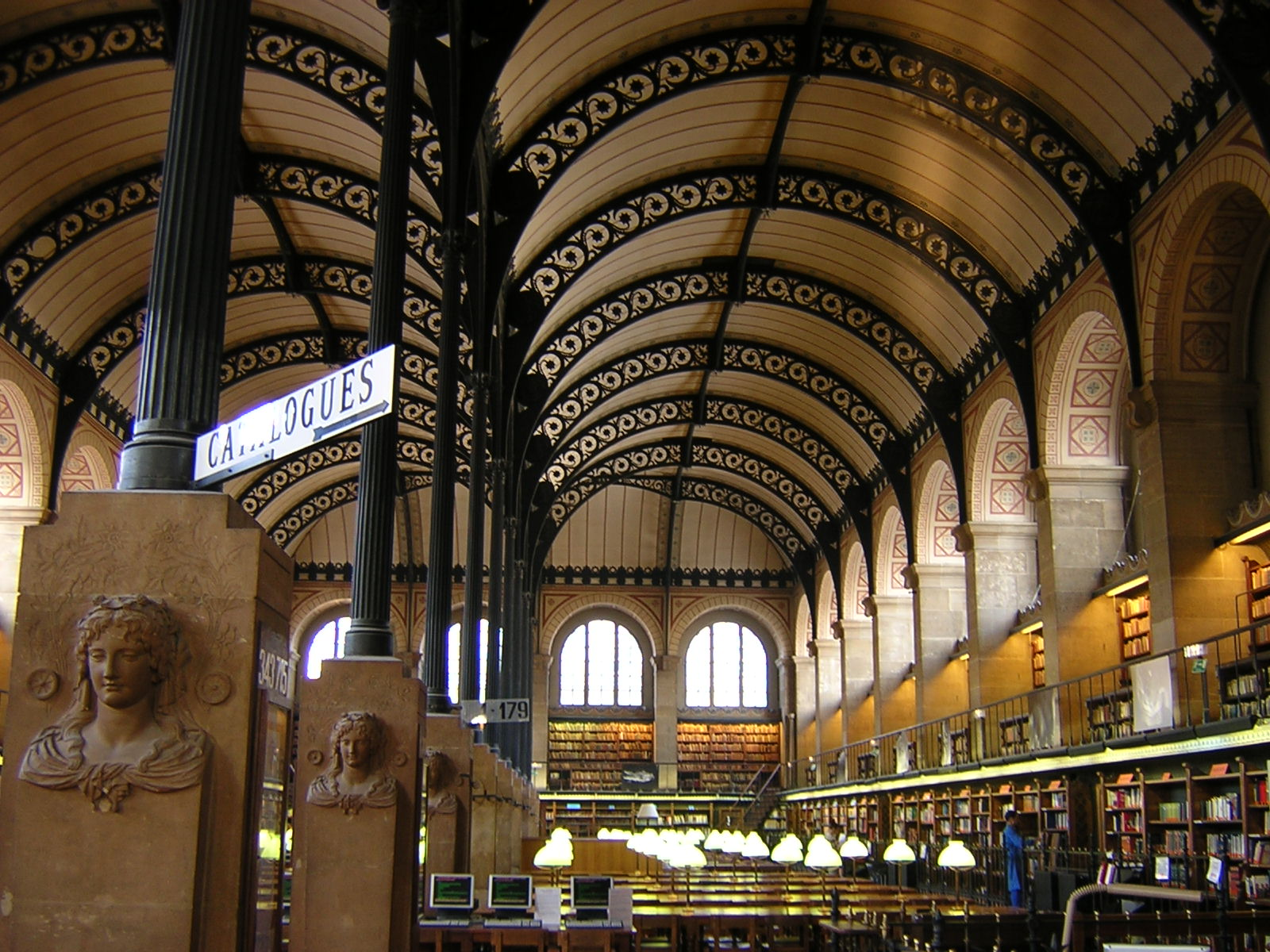
Интерьер библиотеки Сент-Женевьев. Архитектор Анри Labrouste (1844-50)
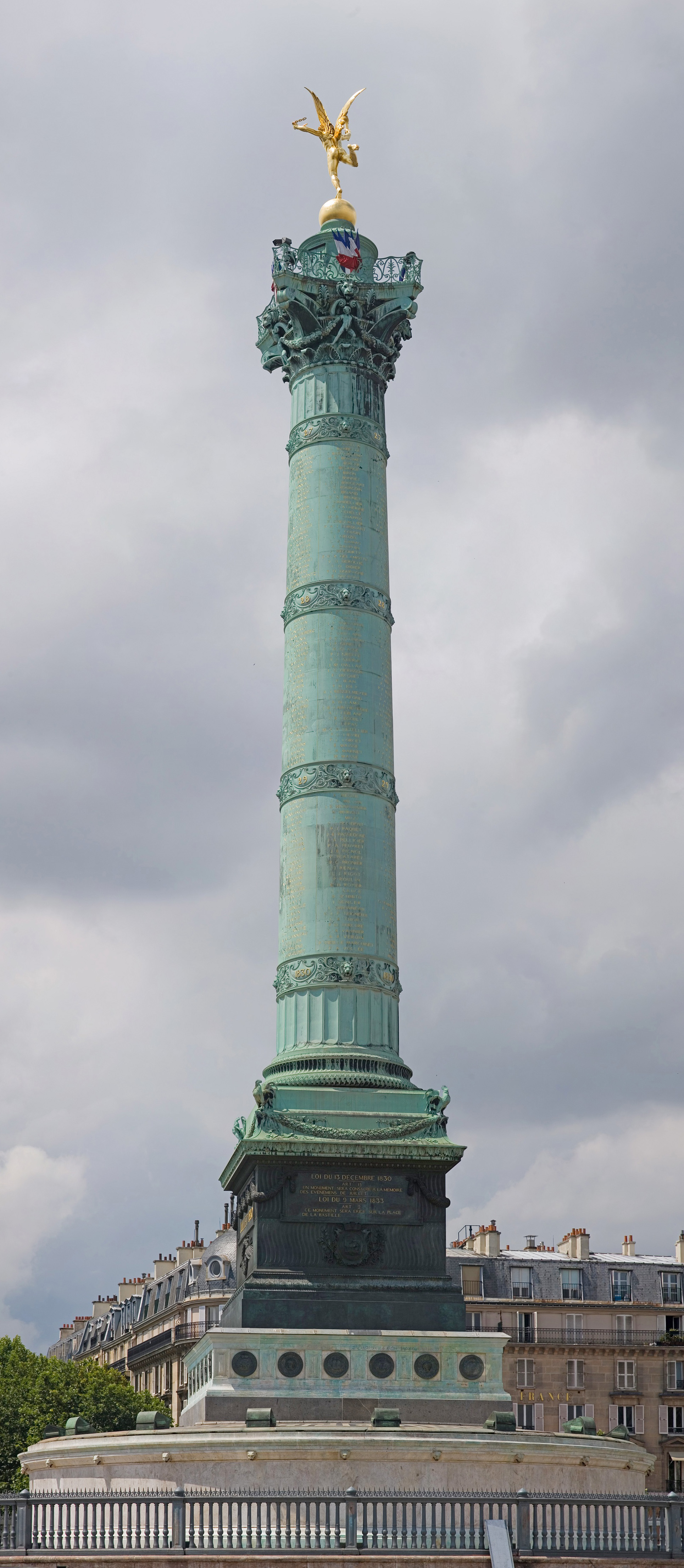
Июльская колонна на площади Бастилии.

### Памятники и скверы
Архитектурный стиль общественных зданий времен реставрации и Луи-Филиппа определялся в Академии изящных искусств, чьим Вечным секретарем (с 1816 по 1839 г.) был Quatremère де Куинси, убежденный сторонник неоклассицизма. Архитектурный стиль общественных зданий и памятников предназначался для прославления Париж и сравнения его достоинств с Древней Грецией и Древнем Римом, как это было при Людовике XIV, Наполеоне и реставрации. 
Первым большим архитектурным проектом времен царствования Луи-Филиппа была перестройка Площади Согласия на современный лад. Рвы Тюильри были заполнены, были введены в действие два больших фонтана, разработанных Жаком Игнас Гитторф, один из которых у здания министерства морской торговли и промышленности Франции с монументальными скульптурами, изображающими крупные города Франции. Поставлен Луксорский обелиск весом в двести пятьдесят тонн. Привезенный на специально построенном судне из Египта он был медленно поднят на место в присутствии Луи-Филиппа и огромной толпы.  Установлена Триумфальная арка. В 1840 году после возвращения в Париж праха Наполеона с острова Святой Елены, он был помещен с большими почестями в гробнице, разработанный Луи Висконти в церкви Дома инвалидов. Ещё одна Парижская достопримечательность, Июльская колонна на площади Бастилии, была открыта 28 июля 1840 года в годовщину июльской революции. Колонна поставлена в честь погибших во время восстания.
Несколько старых памятников было приспособлено для новых целей: Елисейский дворец был выкуплен государством и стал официальной резиденцией, в конце концов, президентов Французской Республики. Базилика Сент-Женевьев, изначально строившаяся как церковь, затем, во время революции, переделанная в мавзолей великих французов, затем вновь в церковь во времена реставрации, потом вновь стала Пантеоном для могил великих французов.

### Сохранение и восстановление
В годы правления Луи-Филиппа началось движение по сохранению и восстановлению ранних памятников Парижа. Этому, в частности, способствовало творчество Виктора Гюго, его популярный роман Собор Парижской Богоматери (Нотр-Дам де Пари), опубликованный в 1831 году. Ведущей фигурой движения был писатель Проспер Мериме, как Генеральный инспектор исторических памятников. В 1837 году была создана комиссия по общественным памятникам. В 1842 году П. Мериме приступил к составлению первого официального списка исторических памятников, ныне известного как база Мериме.
Первым, что нужно было восстановить — неф церкви Сен-Жермен-де-Пре, старейшая в городе. В 1843 году началось восстановление Собора Парижской Богоматери, который был сильно поврежден во время революции и лишен статуи на фасаде. Большая часть работы была возложена на архитектора и историка Виоле-Ле-Дюка, который, иногда, как он сам признался, руководствовался своими собственными воззрениями на средневековую архитектуру с довольно строгой исторической точностью. Другими крупными реставрационными проектами были Сент-Шапель и Отель-де-Виль XVII века; интерьеры были отремонтированы, потолки и стены в больших парадных кабинетах были расписаны фресками Эжена Делакруа. К сожалению, все интерьеры были сожжены в 1871 году в годы Парижской Коммуны.

### Стиль Изящных искусств

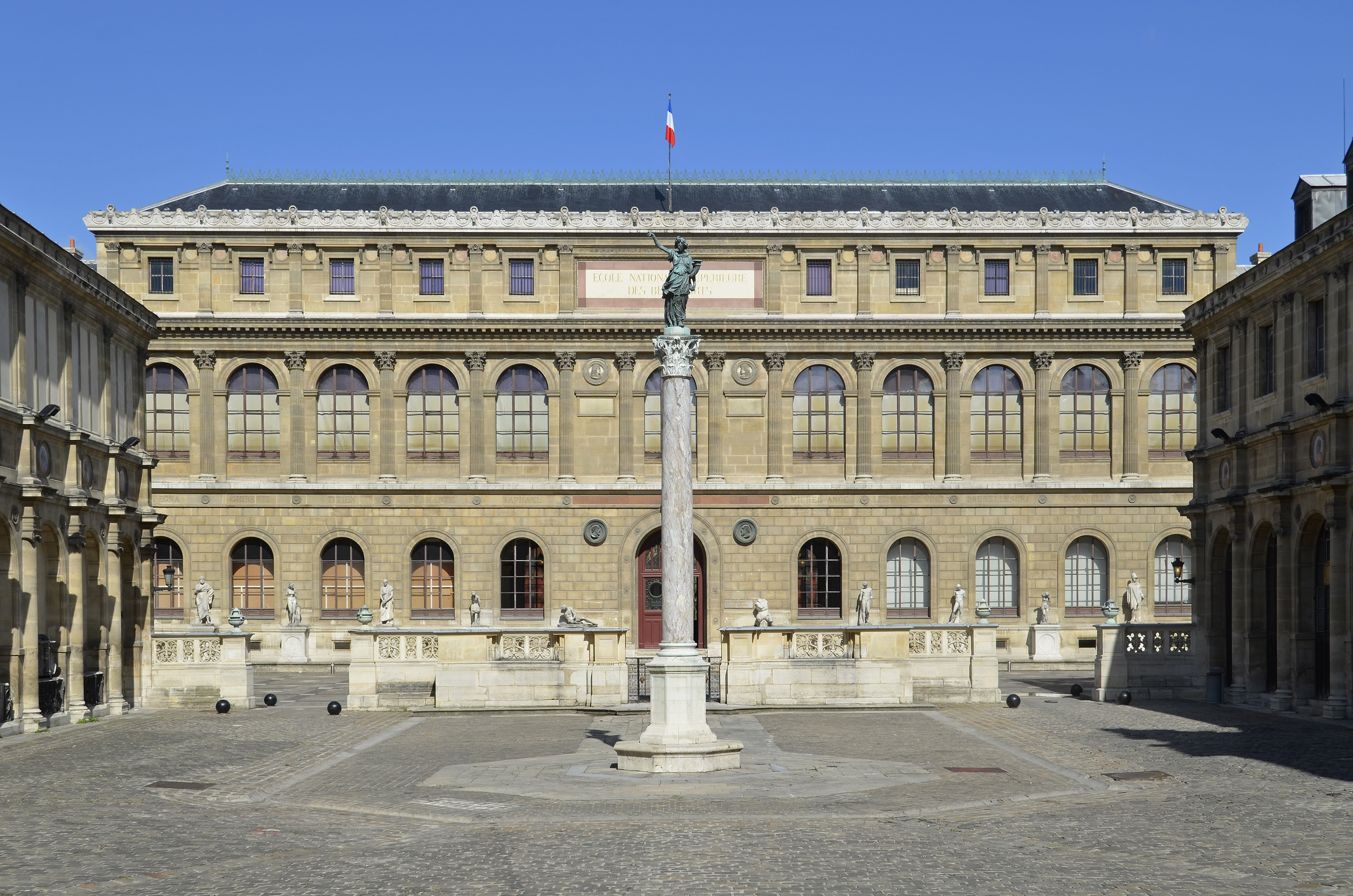
Школа изящных искусств на Франсуа Debret (1819-32), архитектор Феликс Дюба (1832-1870)
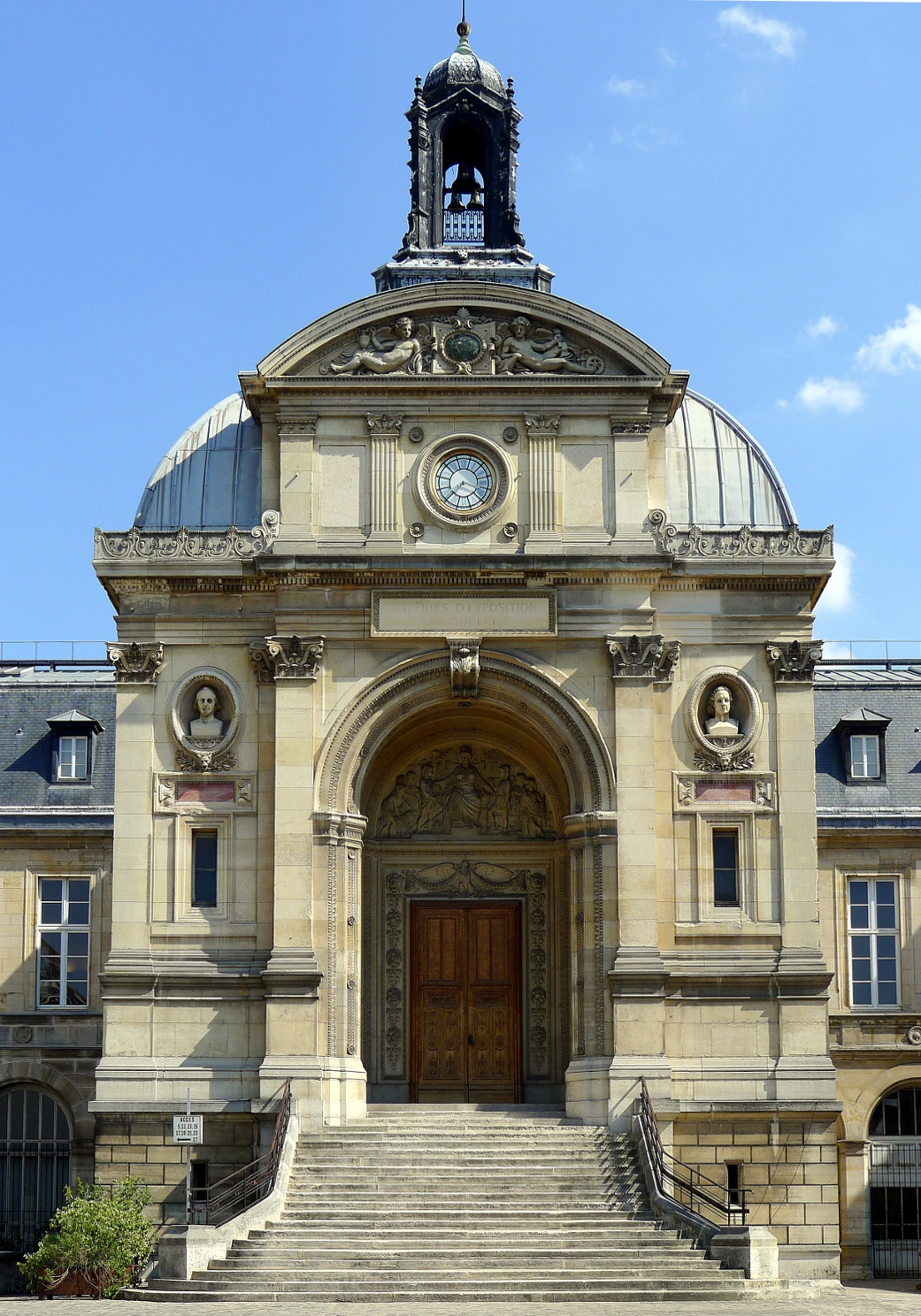
Национальная консерватория искусств и ремесел на Леон Vaudoyer (1838-1867)
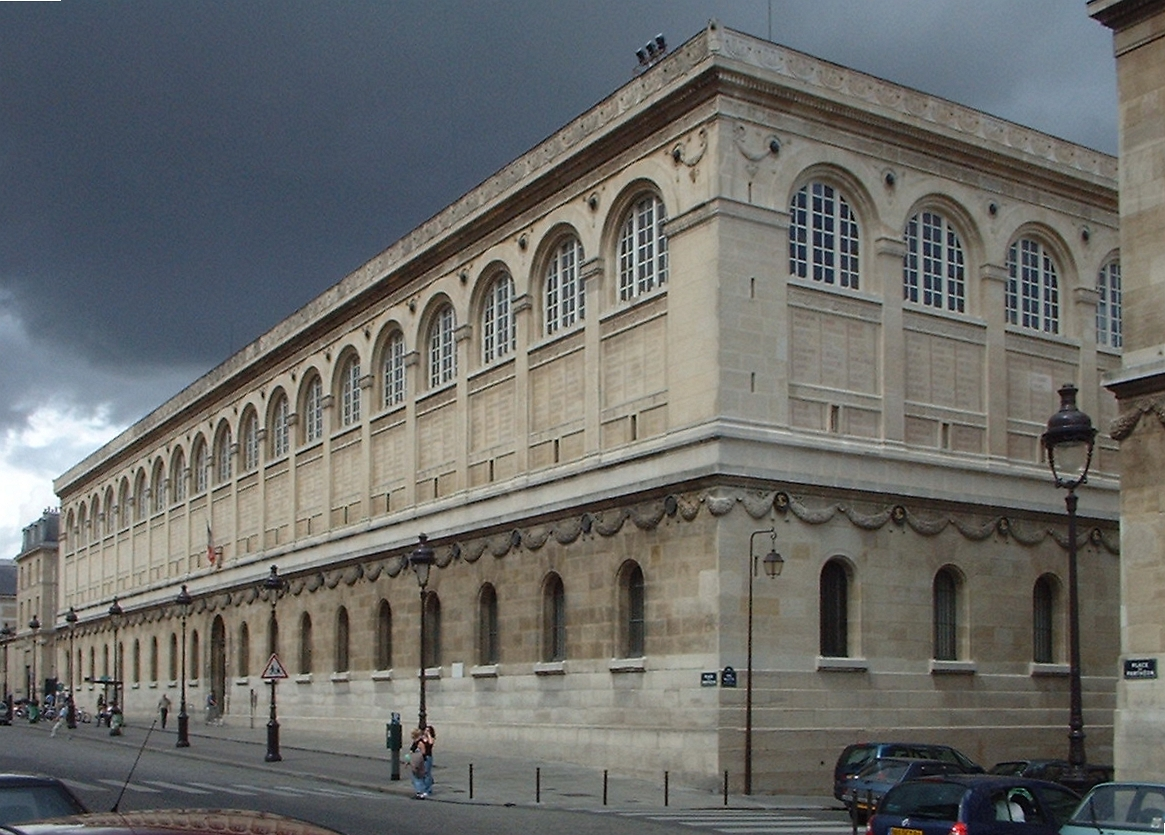
Библиотека Сент-Женевьев, архитектор Анри Labrouste (1844-50)

В это же время в школе изящных искусств проходила маленькая революция, возглавляемой четырьмя молодыми архитекторами; Жозеф-Луи Дык, Феликс Дюба, Анри Лабрустом и Леоном Водуайе, которые изучали римскую и греческую архитектуру на вилле Медичи в Риме, затем в 1820-х годах начали систематическое изучение других исторических архитектурных стилей, в том числе французской архитектуры Средних веков и Ренессанса. Они создали учение о различных архитектурных стилях в школе изящных искусств, установили обломки скульптур эпохи Возрождения и средневековых зданий во дворе школы, чтобы студенты могли рисовать и копировать их. Каждый из них также проектировал новые неклассические здания в Париже в сочетании различных исторических стилей; Labrouste построил библиотеку Сент-Женевьев (1844-50); Дык проектировал новый Дворец правосудия и суда кассационной инстанции на Иль-де-ла-Сите (1852—1868); Vaudroyer проектировал Национальную консерваторию искусств и ремесел (1838—1867), Дюба проектировал новые здания школы изящных искусств. Вместе, эти здания, опираясь на Ренессанс, готический и романский и другие неклассические стили, разрушили монополию архитектуры классицизма в Париже. 

### Первые вокзалы

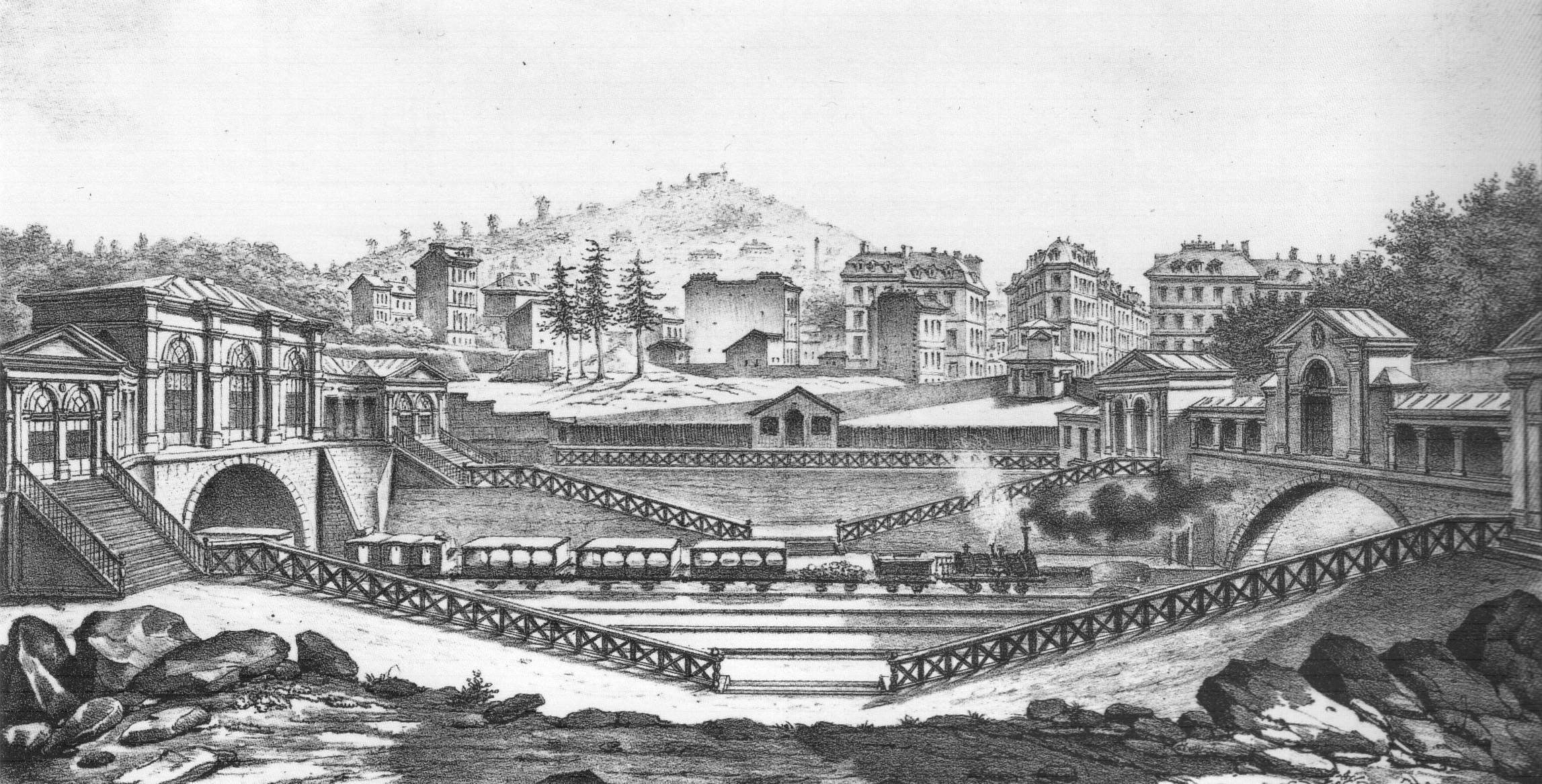
Первый Парижский железнодорожный вокзал на месте современного вокзала Сен-Лазар (1837)

Первые вокзалы в Париже называли embarcadéres (термин, используемый для водного транспорта), и их расположение было источником больших разногласий, так как каждая железнодорожная линия принадлежала своей компании. Первый embarcadére был построен в традиционном стиле братьями Перейр на линии Париж-Сен-Жермен-Ан-Ле, на площади де Л’Эроп. Он был открыт 26 августа 1837 года. С 1841 по 1843 годы был построен вокзал Сен-Лазар на станции до Сен-Жермен-Ан-Лэ, Версаль, Руан.
Вокзал Аустерлиц был открыт 2 мая 1843 года и был значительно расширен в 1848 и 1852. Первый вокзал Монпарнас был открыт 10 сентября 1840 года на авеню дю Мэн. [49]
В 1845 году банкир Джеймс Майер Ротшильд получил разрешение от правительства построить первую железную дорогу от Парижа до бельгийской границы, с ответвлениями в Кале и Дюнкерк. Первый embarcadére новой линии был открыт на Рю де Дюнкерк в 1846 году. Он был заменен на гораздо больший Северный вокзал в 1854 году. Первая станция линии до Восточной Франции, Восточный вокзал, начал строиться в 1847 году. Строительство новой станции на линии к югу от Парижа до Монтро-Фот-Йона началась в 1847 году и было закончено в 1852 году. В 1855 году она была заменена новой станцией, первого Лионского вокзала. 

## Наполеон III и стиль второй Империи (1848—1870)

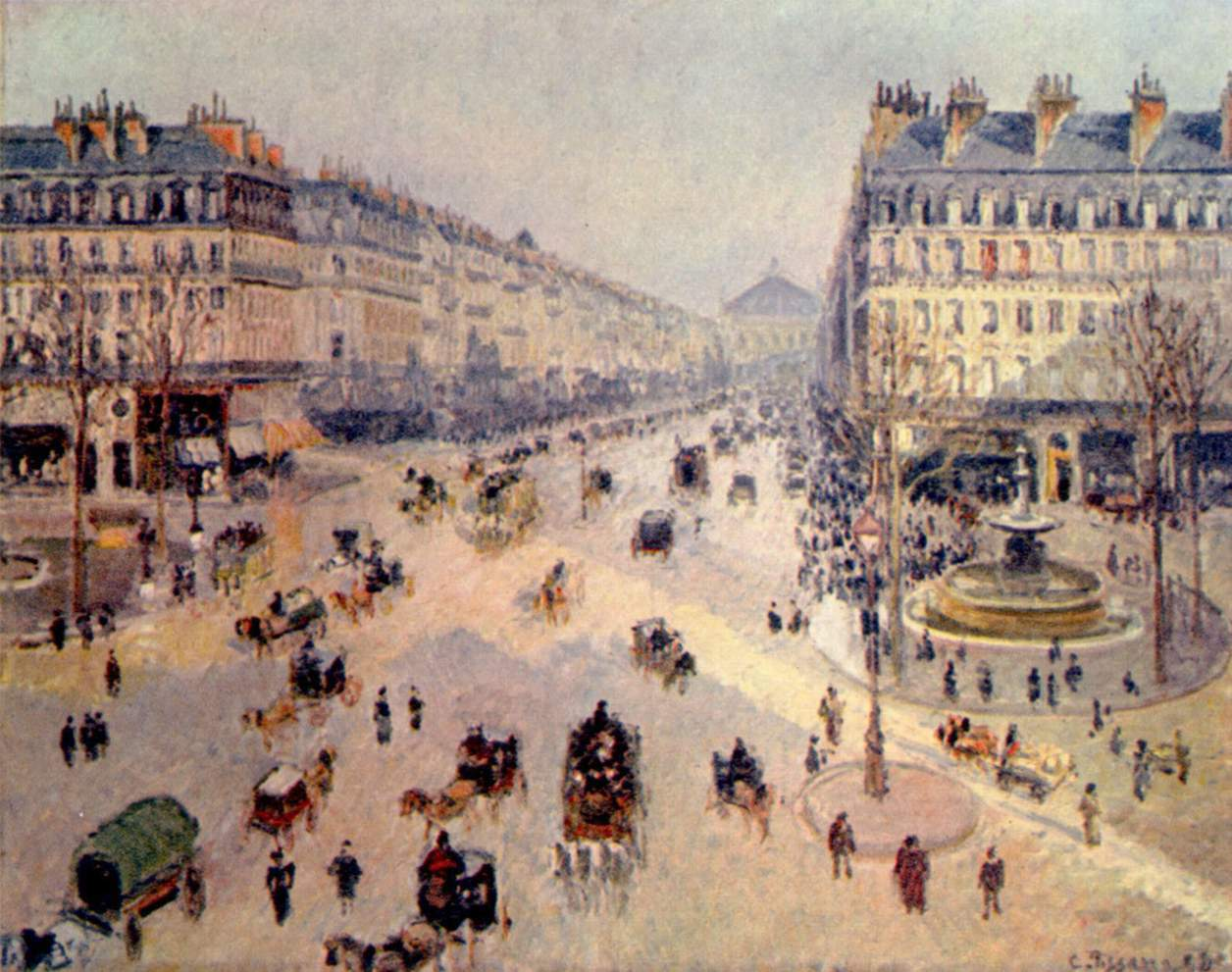
На авеню де Л'Опера, художник Камиль Писсарро (1898).
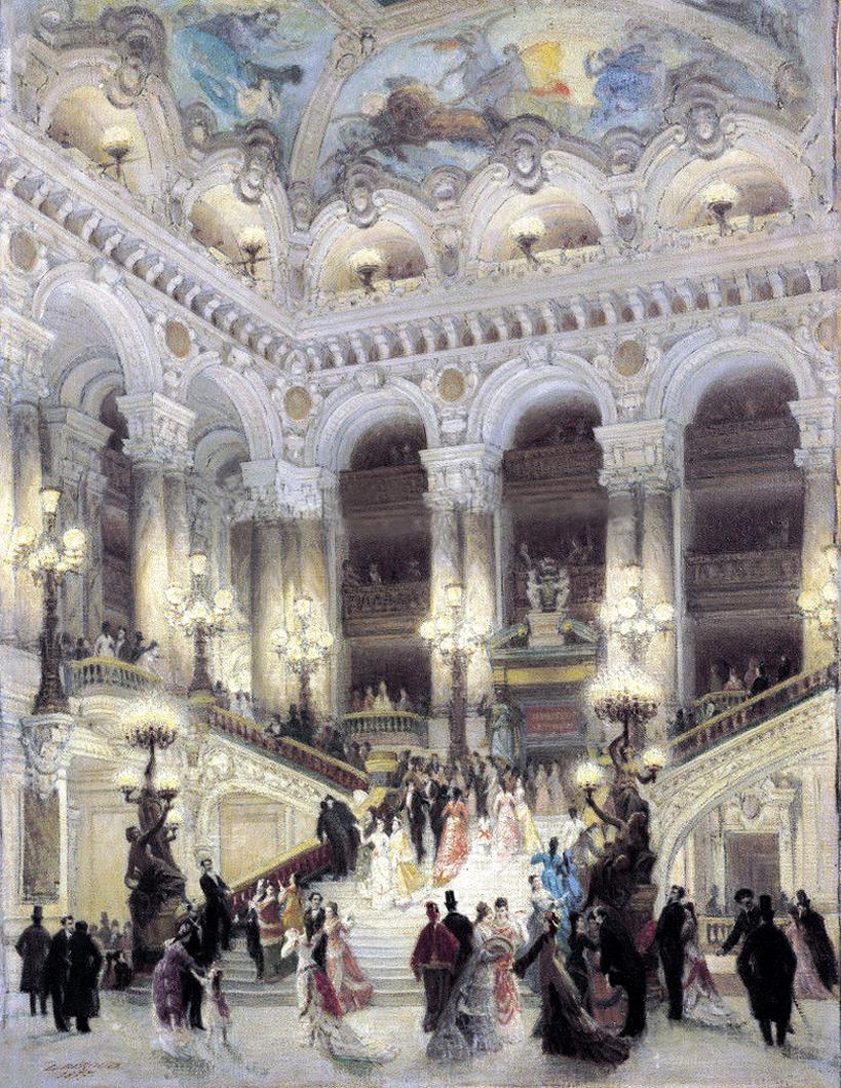
Гранд лестница Парижской оперы, спроектирована Шарлем Гарнье, строилась с 1864 года, но не закончена до 1875 года.
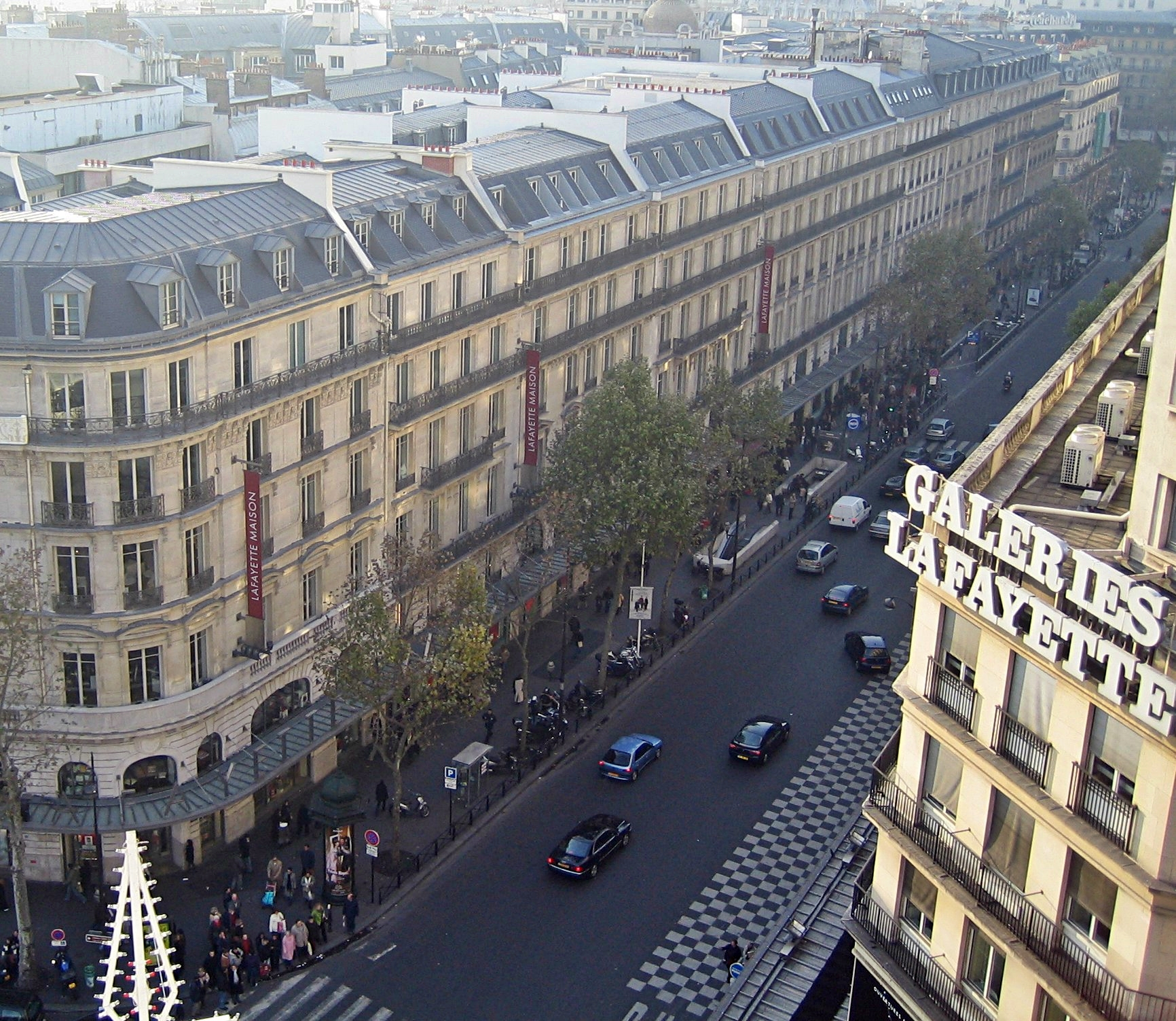
Бульвар Осман, с классическим Османским стилем многоквартирных домов (1870)
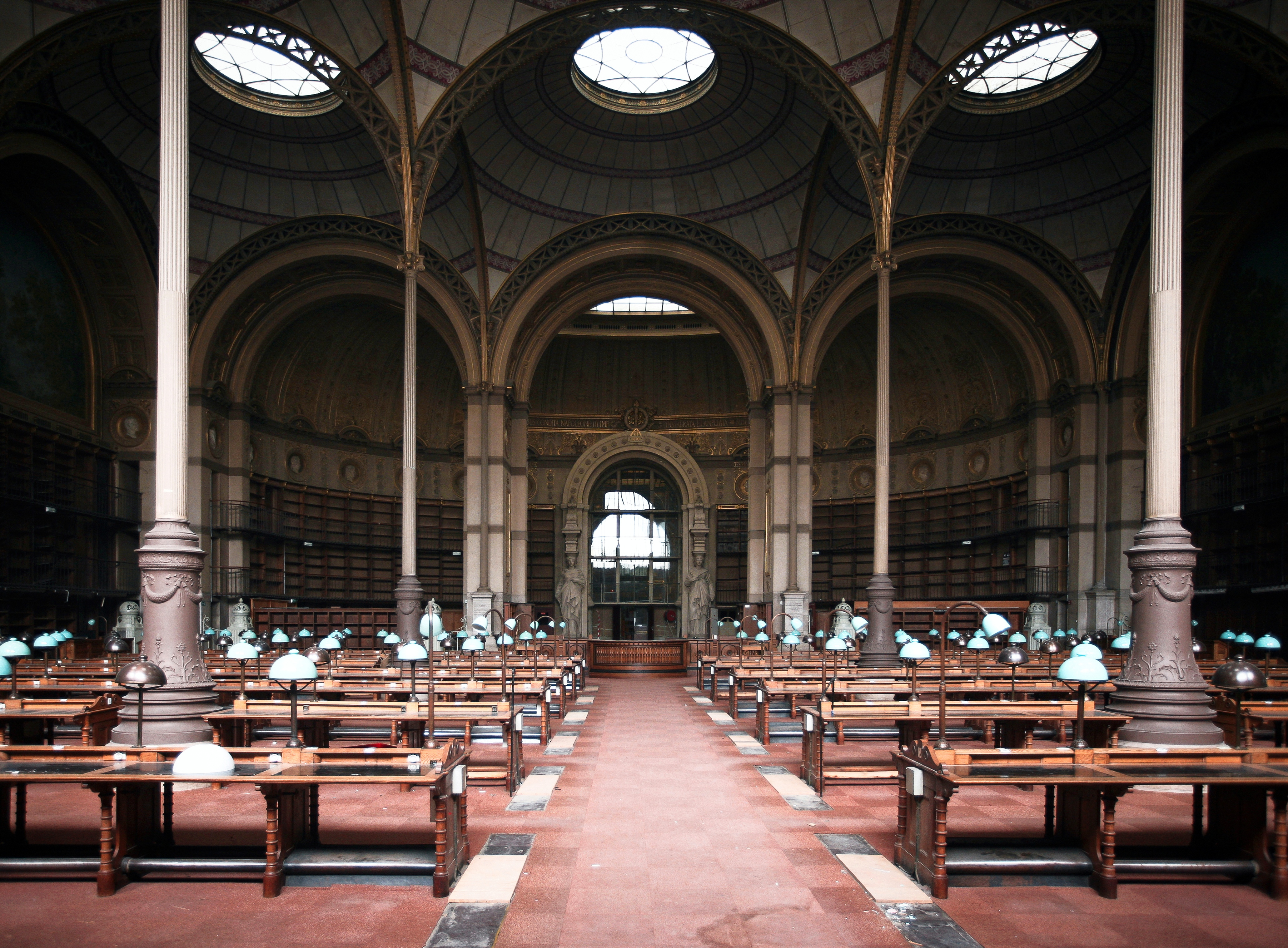
Читальный зал Национальной библиотеки Франции (1854-1875), был разработан Анри Labrouste с железным каркасом и стеклом, что создает эффект собора

Стремительно растущая экономика Франции при Наполеоне III привела к серьёзным изменениям в архитектуре и градостроительстве Парижа. Новые типы архитектуры, связанные с экономической экспансией; железнодорожные вокзалы, гостиницы, офисные здания, универмаги и выставочные залы оккупировали центр Парижа. Изменить внешний облик Парижа было поручено барону Жорж-Эжену Осману. Чтобы улучшить дорожное движение и принести свет и воздух, в центре города были снесены перенаселенные кварталы и построена сеть больших бульваров. Использование новых строительных материалов, особенно железа, позволило строить много больших зданий для торговли и промышленности. 

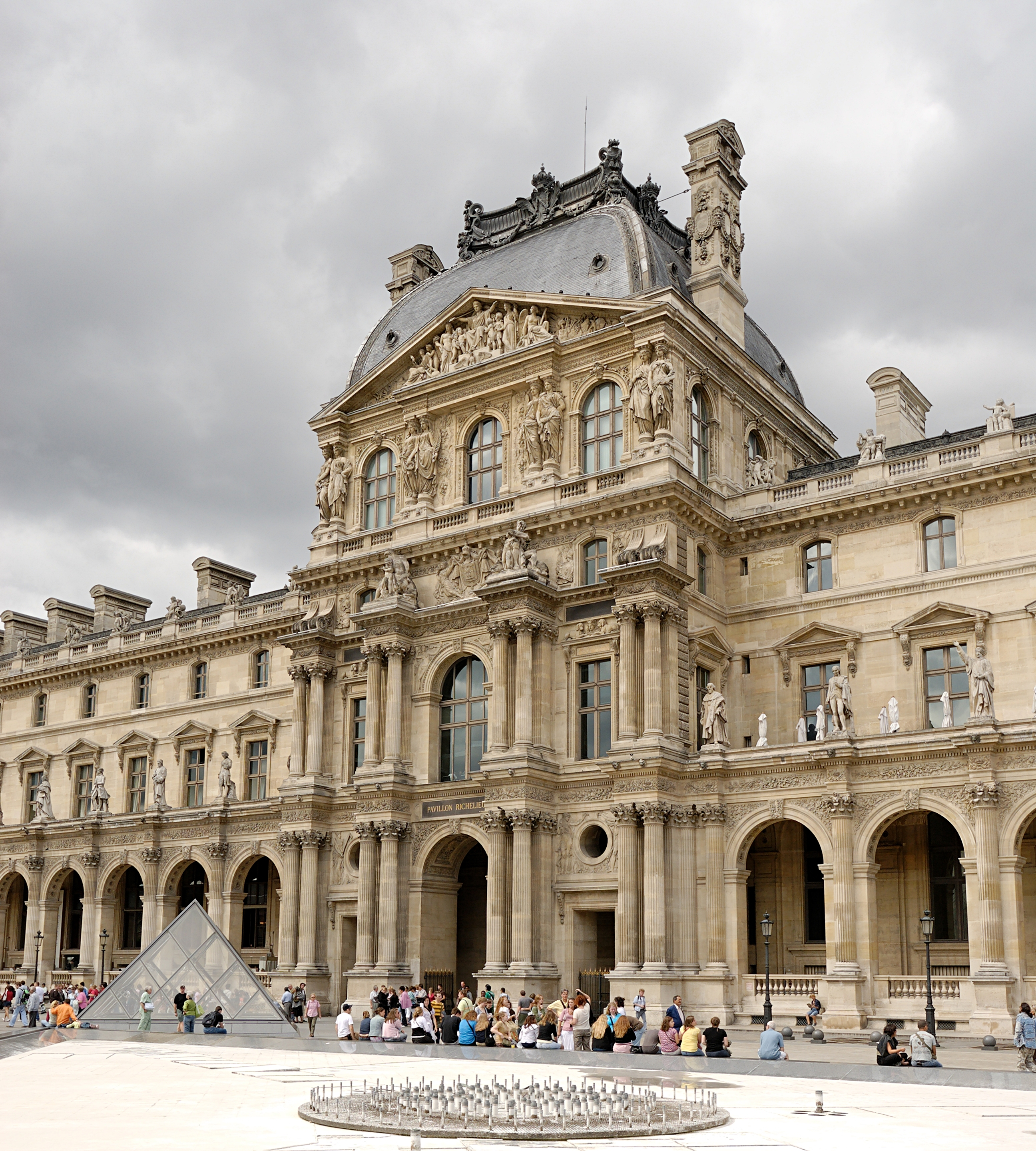
Павильон Ришельё в Лувре, скульптор Гектор Lefuel (1857)
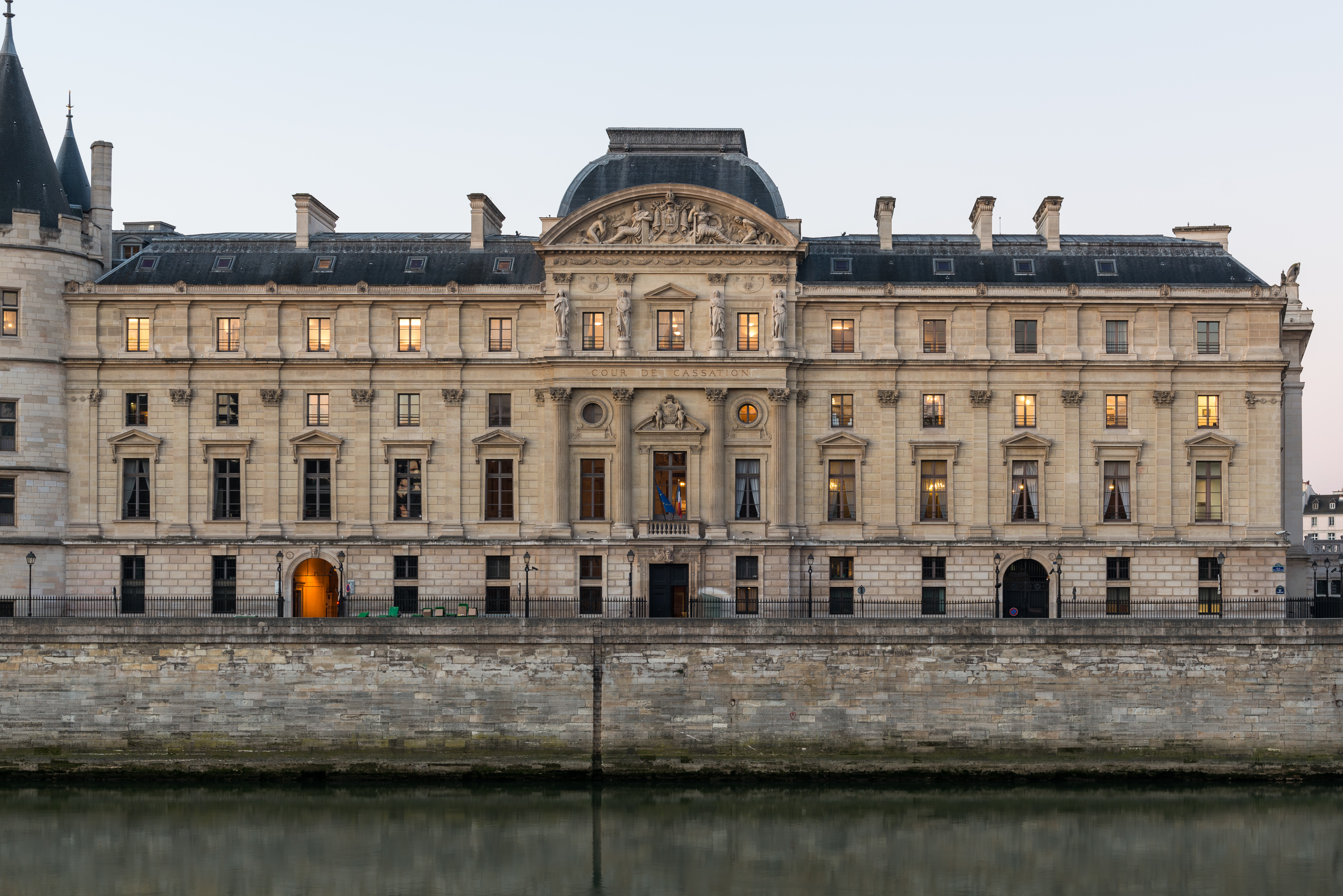
Суд кассационной инстанции. Арх. Жозеф-Луи Дык (1862-68)
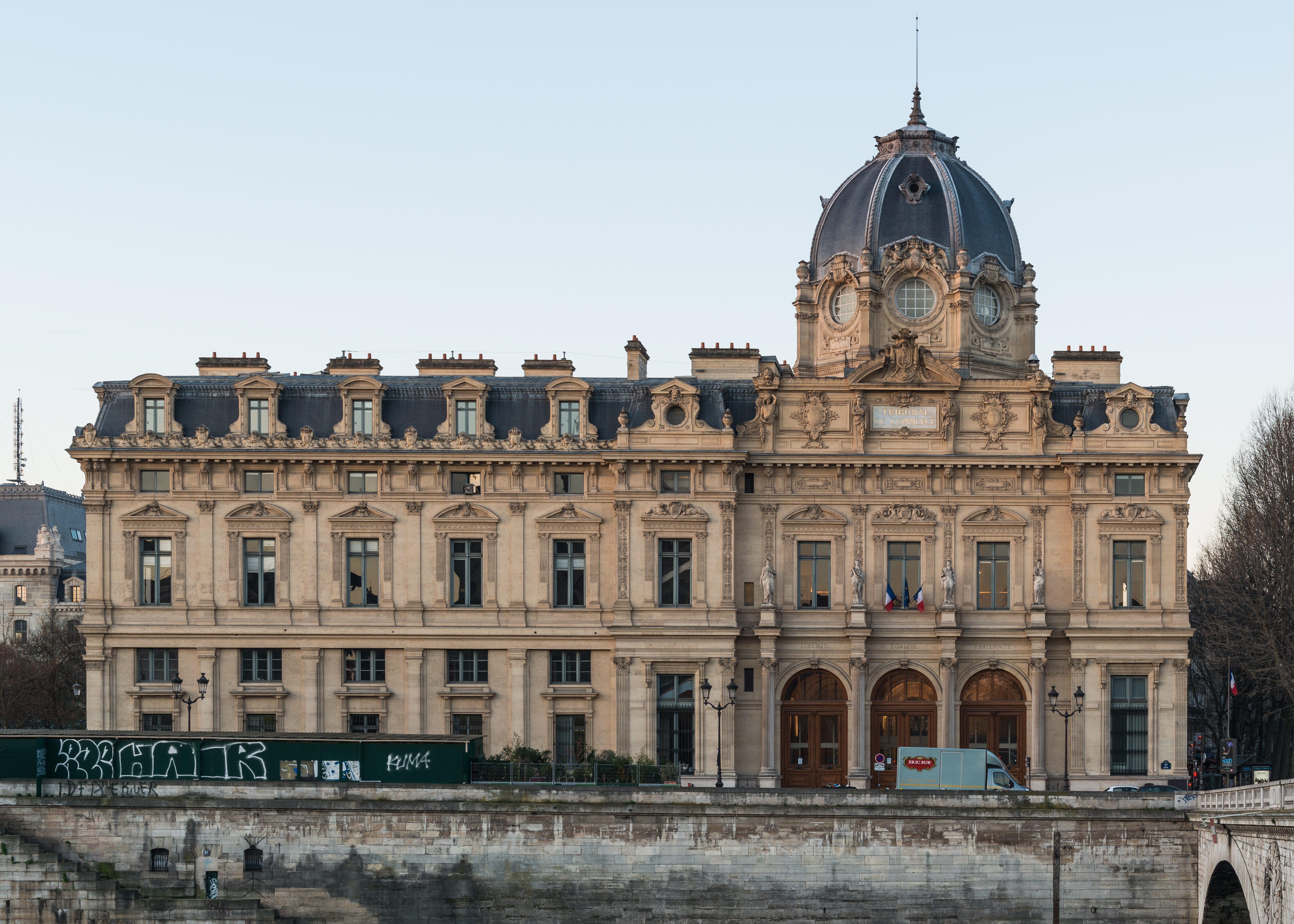
Трибунал де торговли на Антуан-Николя Байи (1860-1865)

Когда в 1852 году Наполеон III объявил себя императором, он перенес свою резиденцию из Елисейского дворца в Тюильри, где его дядя Наполеон I жил рядом с Лувром. Он продолжил строительство Лувра, следуя великому замыслу Генриха IV, построил павильон Ришелье (1857).[51]
Доминирующими архитектурными стилями второй Империи был эклектичный, готический стиль, стиль эпохи Возрождения, стиль Людовика XV и Людовика XVI. Примером является здание Оперы Гарнье, строительство которого началось в 1862 году, но не законченное до 1875. В то время это был самый большой театр в мире, с огромными фойе для прогулок. Фасад здания был украшен мрамором, порфирой и бронзой. Другими известными образцами стиля второй Империи является Дворец правосудия архитектора Джозеф-Луи Дык (1862-68); Дом торговли Антуана-Николя Байи (1860—1865), Театре Шатле (1859—1862) и театр де ла Виль на площади Шатле.

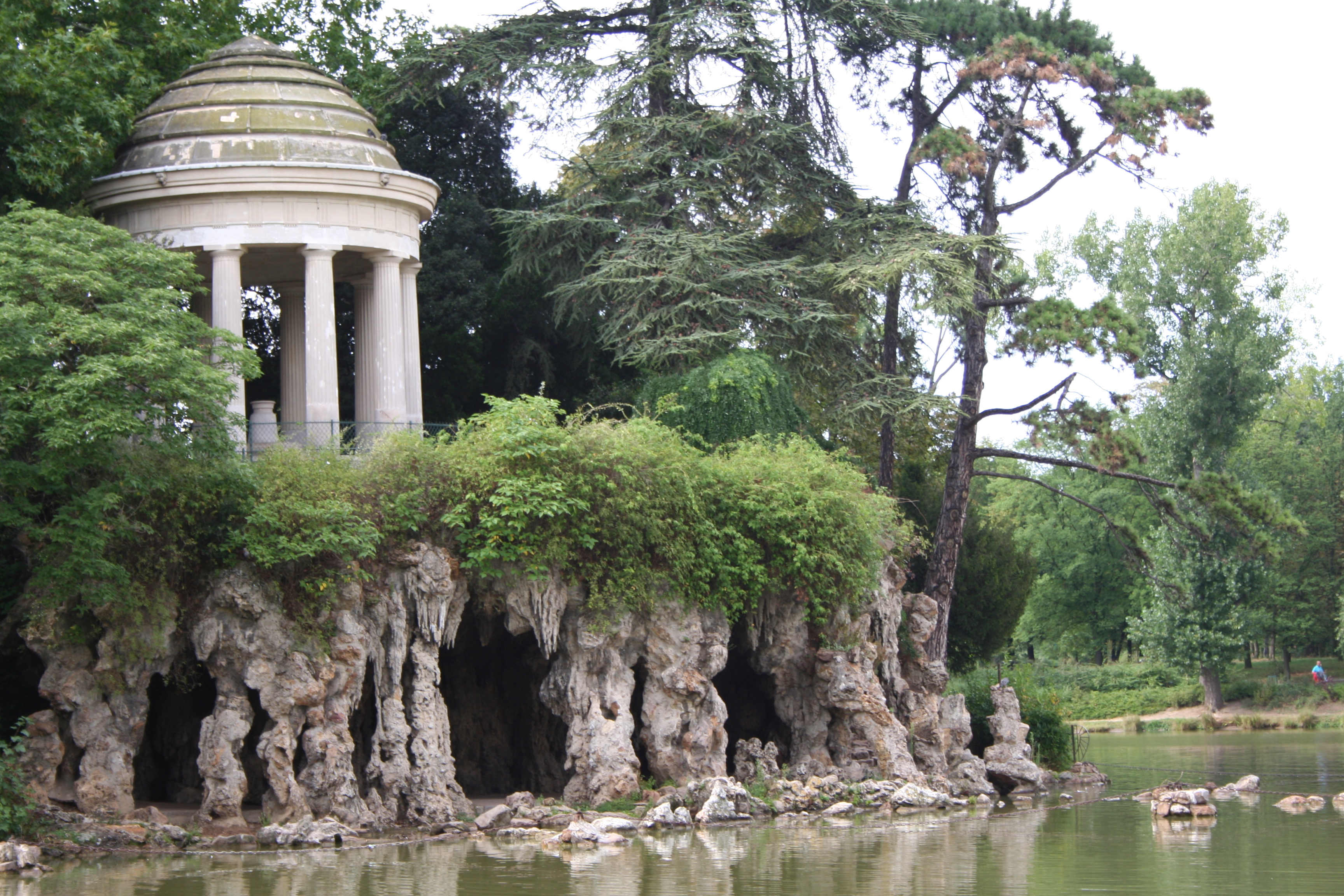
Храм любви в Буа-де-Венсен на Габриэл находится недалеко от павильона Давью (1864)
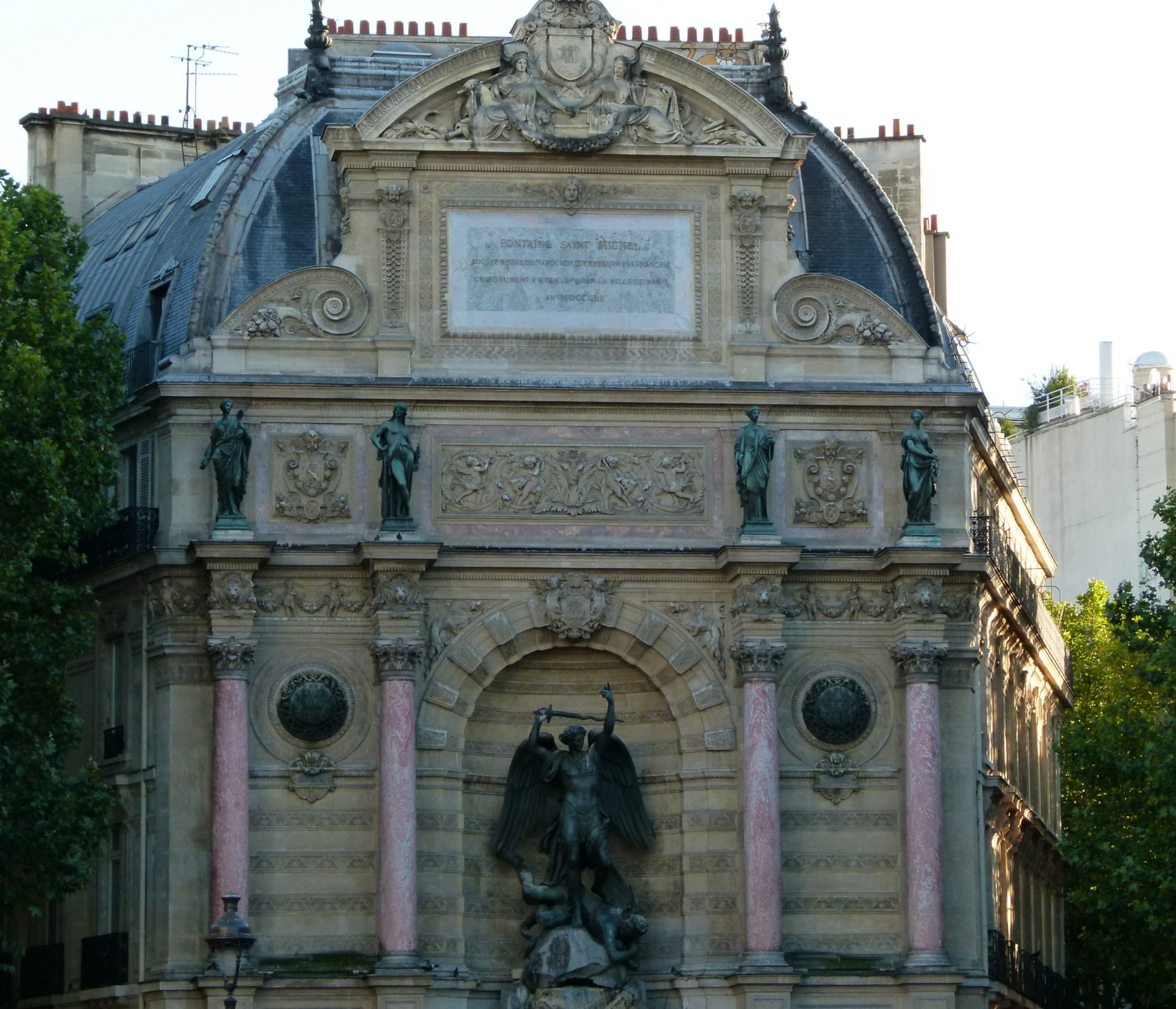
Фонтен де ла ПЭ, или фонтан Сен-Мишель на Габриэль находится недалеко от павильона Давью (1856-1861)
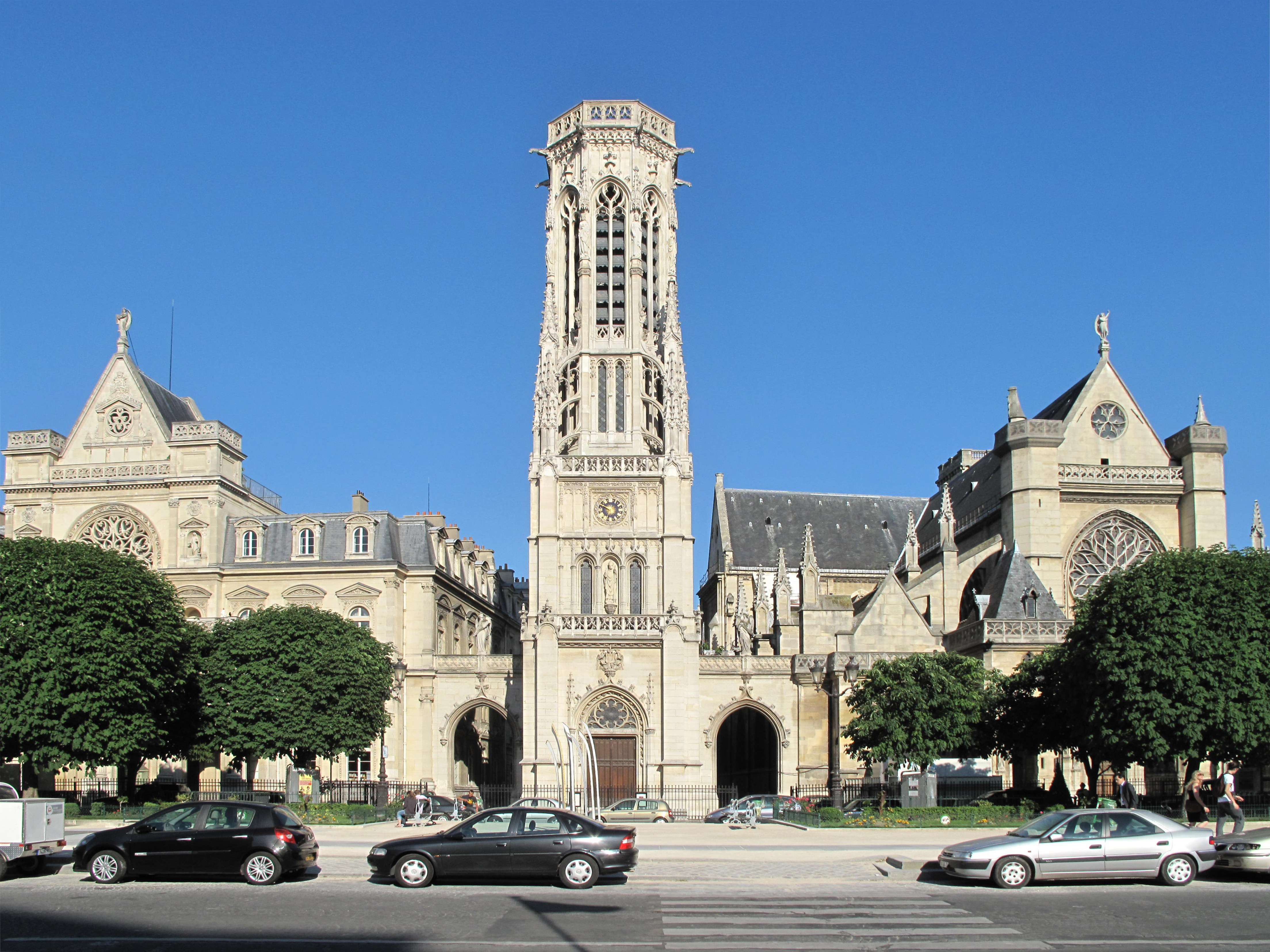
Нео-готическая колокольня мэрии 1-го округа Парижа, архитектор  Теодор Баллю (1862), между ратушей (слева) и Церковью Сен-Жермен-Auxerois

Памятник барону Осману в Париже

Карта и вид Парижа резко изменились в правление Наполеона III и барона Османа. Осман снес узкие улочки и средневековые дома в центре города (включая дом, где он родился) и заменил их широкими бульварами, крупными жилыми зданиями, все одинаковой высоты (двадцать метров до карниза или пять этажей, на бульварах и четыре на узкие улицы), с фасадами в едином стиле из кремового камня.
Он завершил ось Восток-Запад центра города, по улице Риволи, начатой Наполеоном, построил новую ось Север-Юг, Бульвар-де-Себастополь, прорезал широкие бульвары на правом и левом берегу реки Сены, в том числе на бульваре Сен-Жермен, бульваре Сен-Мишель, построил Церковь Сент-Огюстен.
Центральным элементом нового района города стало здание новой Парижской оперы, спроектированное Шарлем Гарнье.
Чтобы создать зелёную зону и зону отдыха для жителей города, Осман обустроил новые парки, Булонский лес, Венсенский лес, Парк Монсури и Парк Бют-Шомон, а также множество небольших парков и скверов. Осман также построил новый водопровод и канализацию, посадил тысячи деревьев вдоль бульваров. 

### Культовая архитектура. Стили неоготики и эклектики

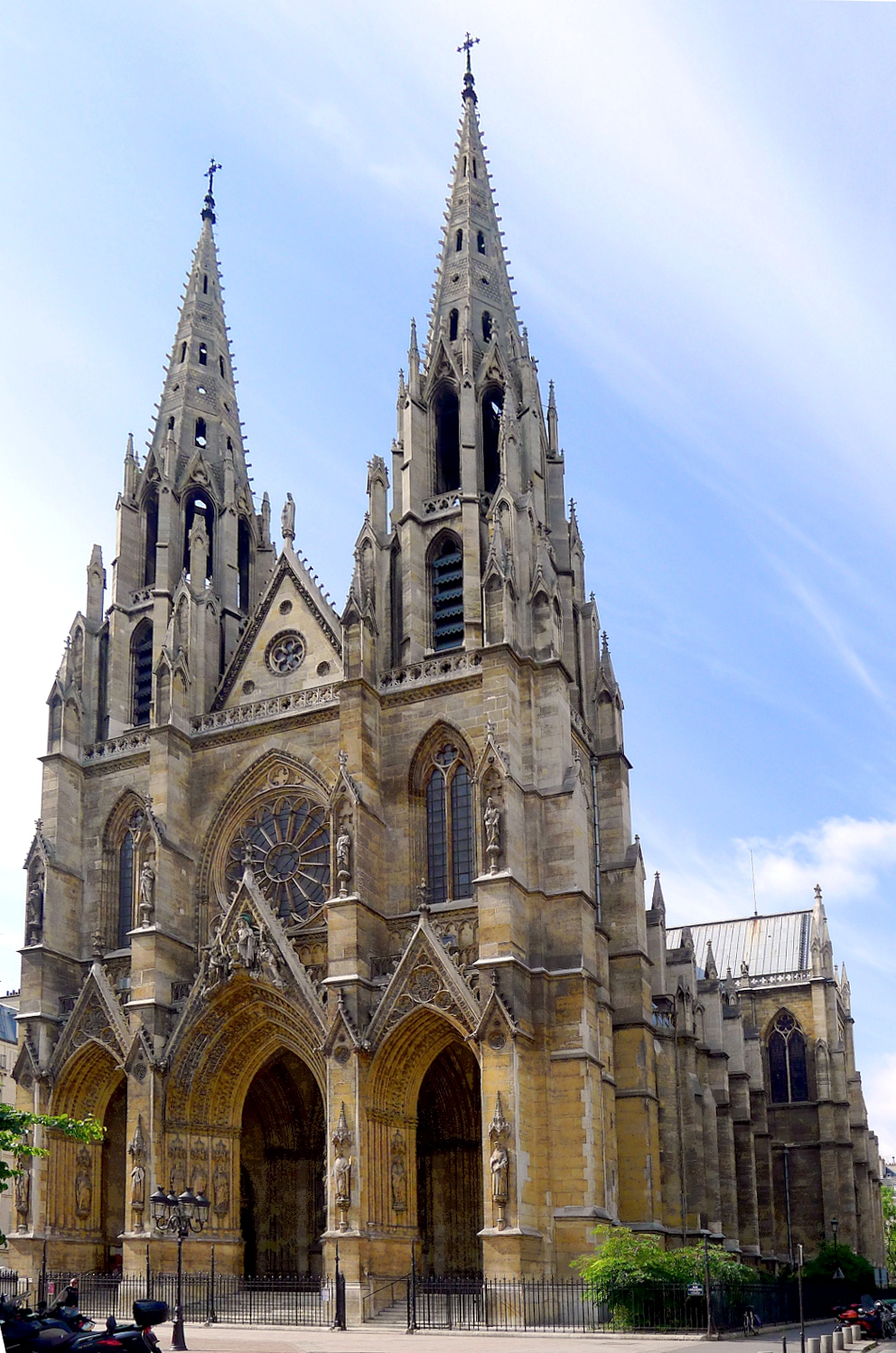
Базилика святой Клотильды, архитекторы Chrstian Gau, Теодор Баллю (1841—1857)
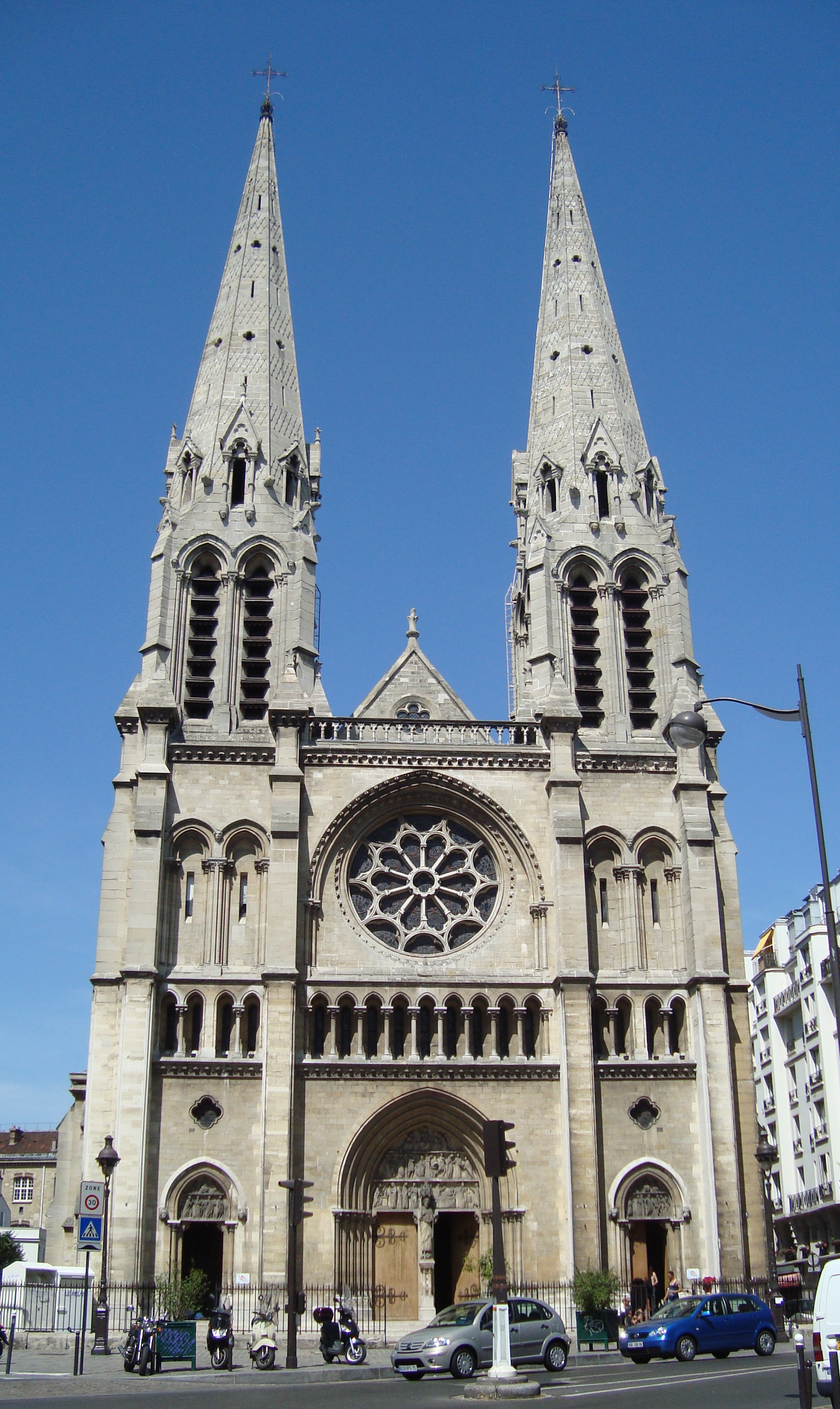
Церковь Сен-Жан-Батист-де-Бельвиль в Нео-готическом стиле, архитектор Жан-Батист Lassus (1854—1859)
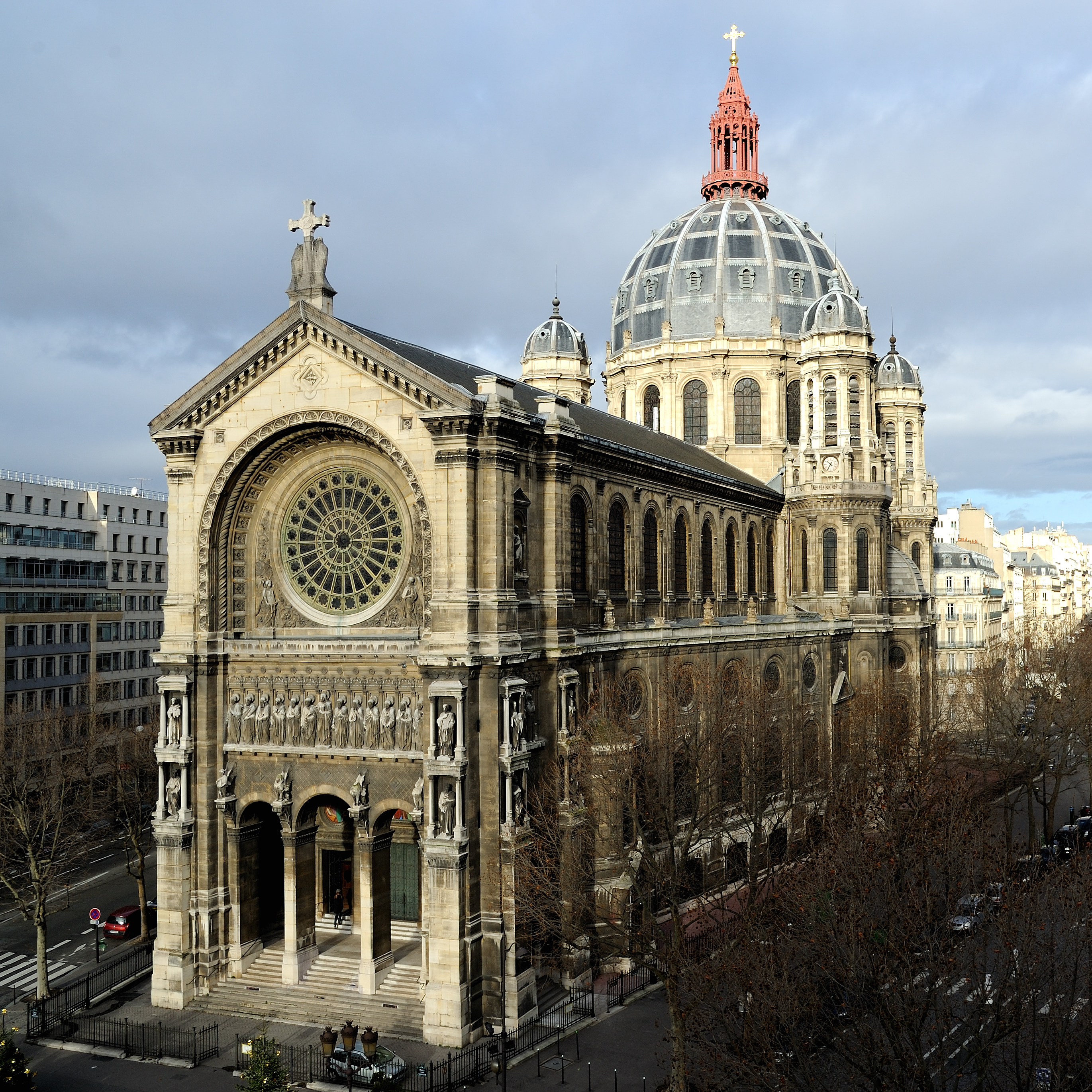
Церковь Святого Августина (1860—1871), по проекту архитектора Виктора Baltard, имела революционный железный каркас, но классический неоренессансный экстерьер
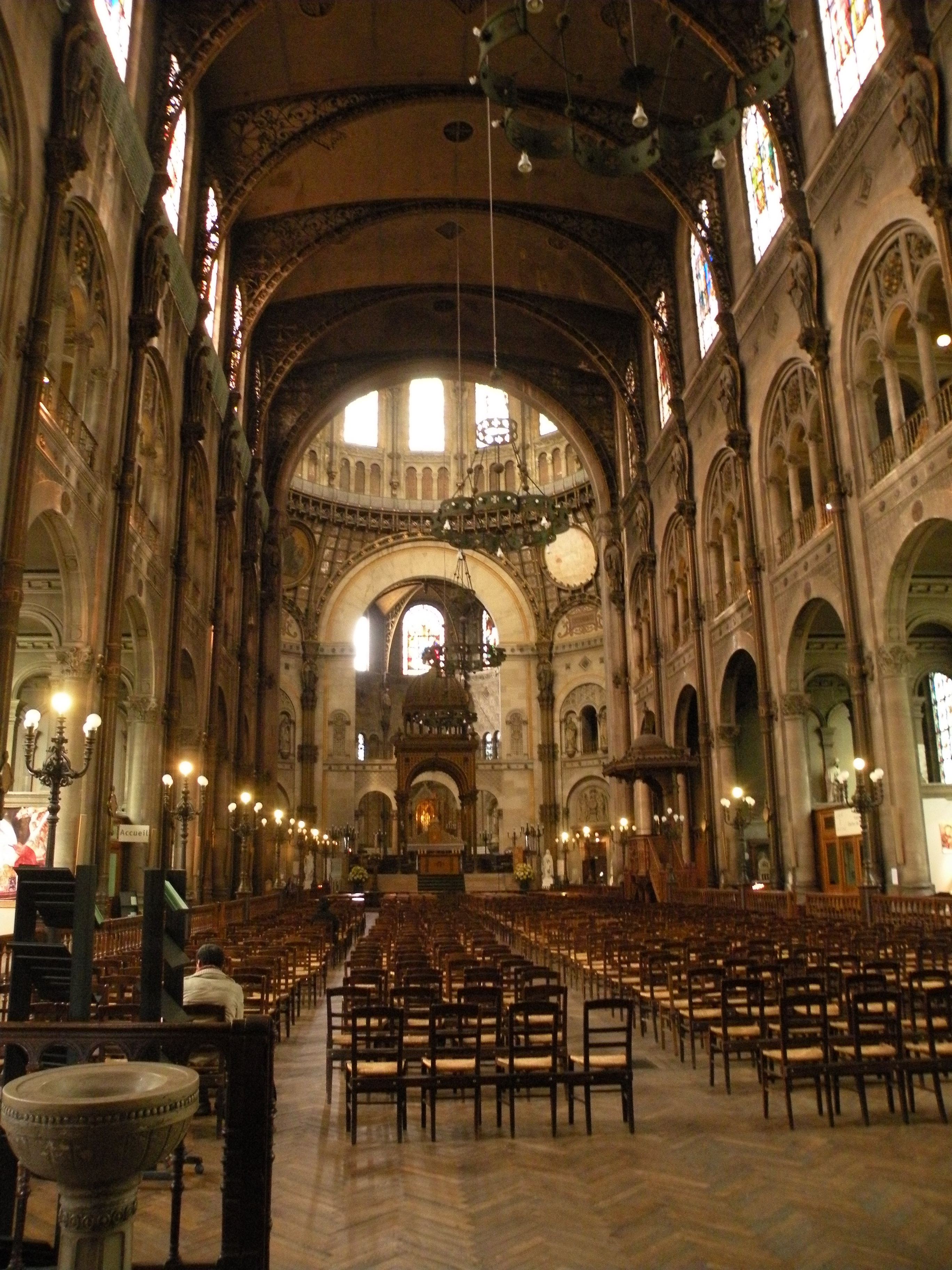
Интерьер Сент-Огюстен с железным каркасом, поддерживается чугунными колоннами (1860—1871)
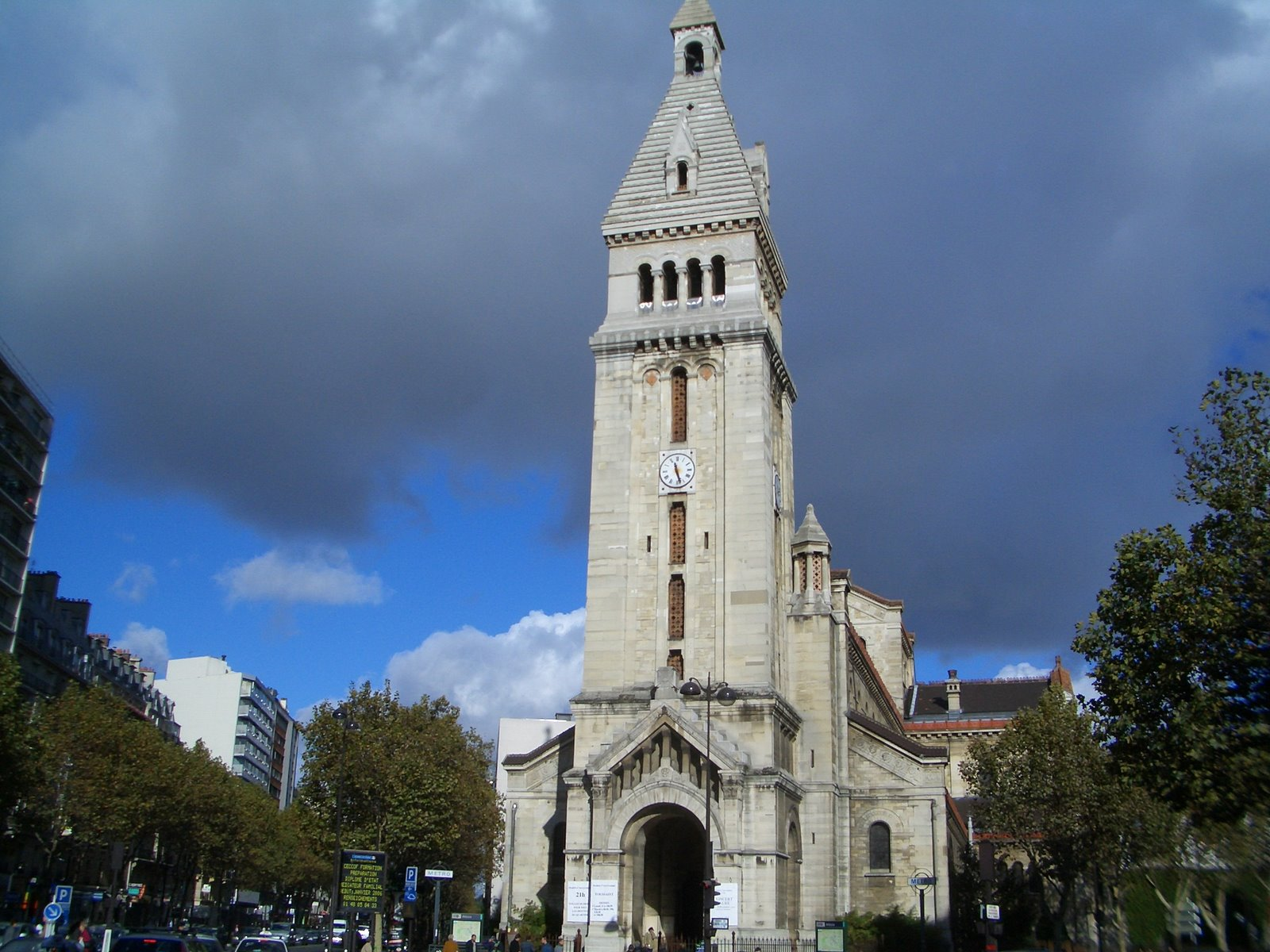
Церковь Сен-Пьер-де-Монруж (14-й округ), арх. Эмиль Vauremer (1863—1870)

С XVIII века в Парижской религиозной архитектуре господствовал неоклассический стиль. Первой неоготической церковью была базилика святой Клотильды. Во время Второй Империи, архитекторы стали использовать металлические каркасы в сочетании с готическим стилем. Самым крупным новым храмом, построенным в Париже во время Второй Империи была церковь Святого Августина (1860—1871), архитектор Виктор Baltard. Конструкция храма опиралась на чугунные колонны.

### Железнодорожные вокзалы и коммерческие объекты

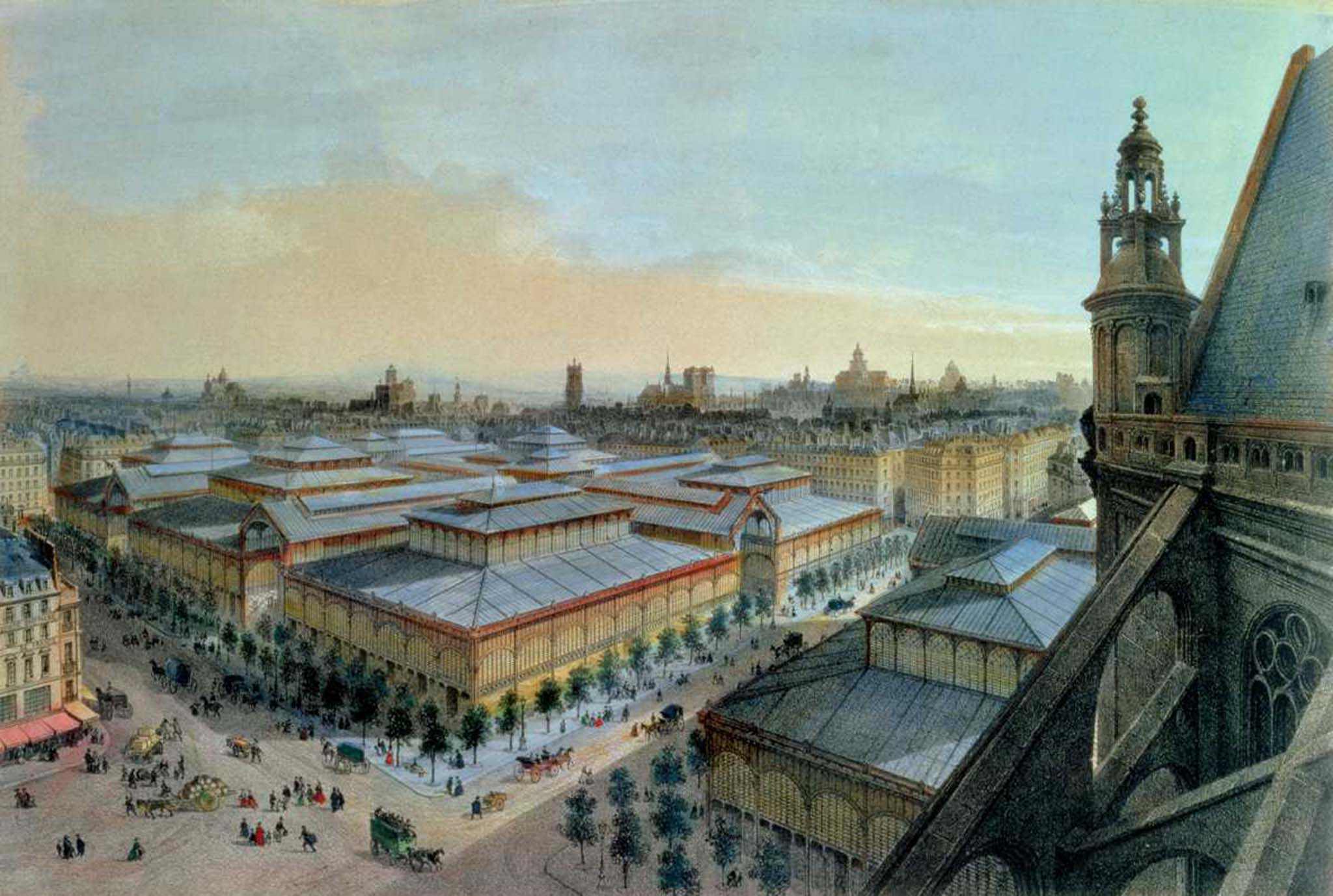
Квартал Ле-Аль архитектора Victor Baltard (1853-70). Вид с крыши церкви Сен-Эсташ
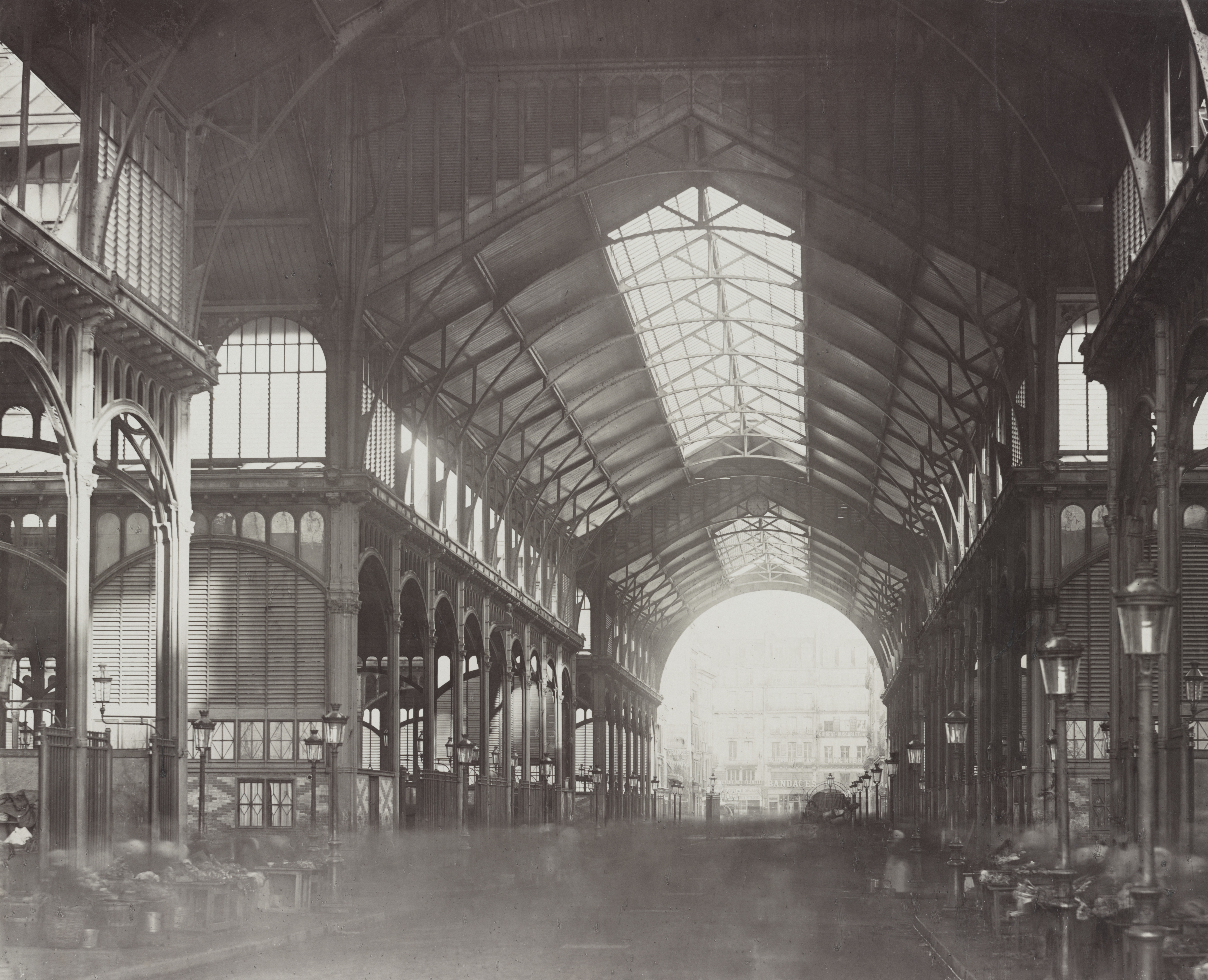
Интерьер одного из павильонов Ле-Аль, (1853-1870), Центральный рынок Парижа, архитектор Victor Baltard
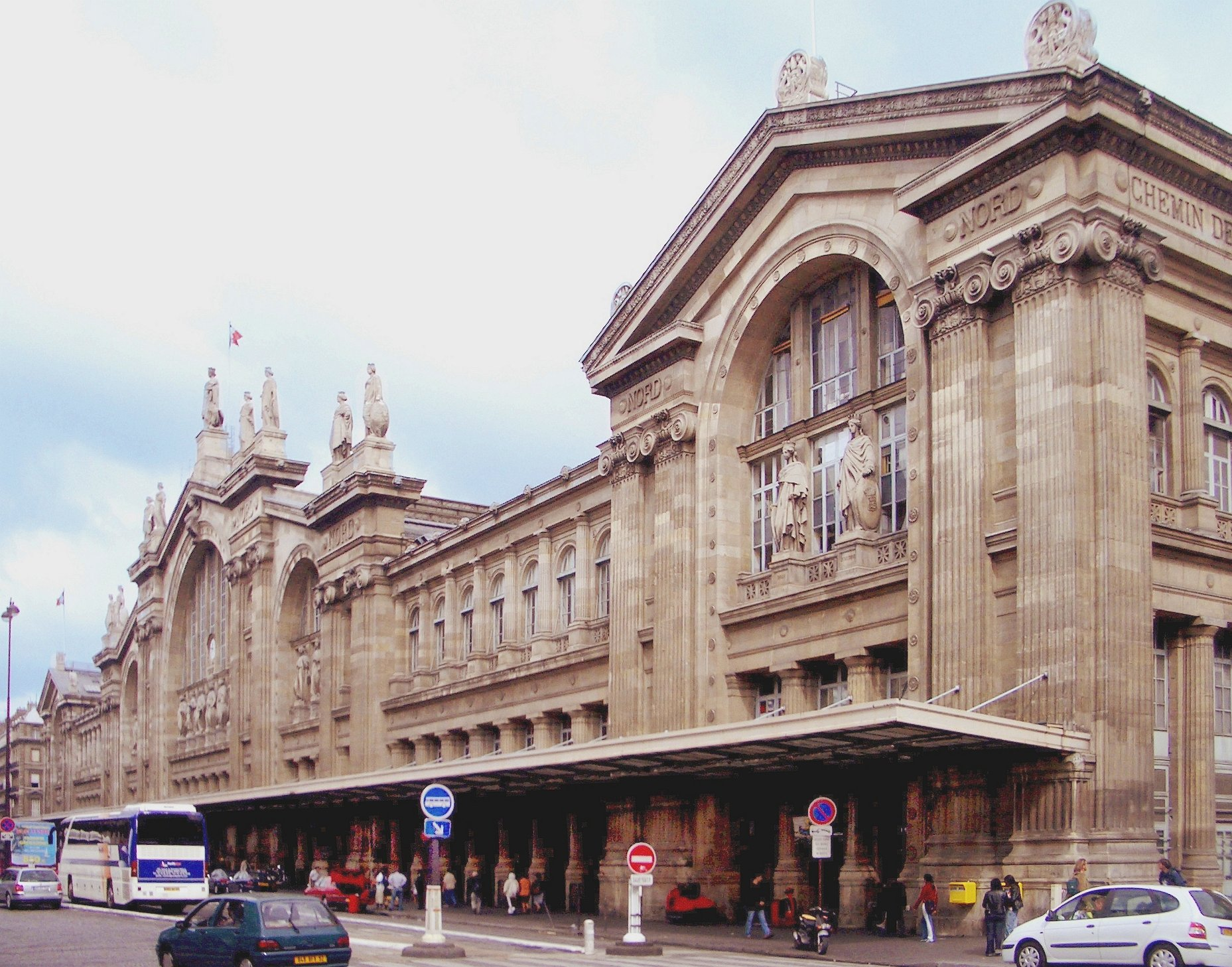
Фасад вокзала Гар-дю-Норд, арх. Jacques-Ignace Hittorff (1861-66). Зал поддерживается чугунными колоннами

Промышленная революция и экономический рост в Париже требовал развитой городской инфраструктуры, в частности, железнодорожных станций, которые считались воротами в город. Железные скелеты новых станций скрывались изящными фасадами. В Северном вокзале Парижа архитектора Жака-Иньяса Гитторфа (1842—1865) была стеклянная крыша с чугунными колоннами высотой тридцать восемь метров, фасад был красиво оформлен, облицован камнем и украшен статуями, представляющими города, обслуживаемые железной дорогой.
Железо и стекло использовалось и при строительстве нового Центрального рынка Парижа, Ле-Аль (1853—1870). Ансамбль рынка сложен их огромных железных и стеклянных павильонов, разработанных архитектором Виктором Бальтар (1805—1874). Архитектор
Анри Лабруст (1801—1875) использовал железо и стекло для строительства читального зала для Национальной библиотеки Франции. [54]

## XX век
С начале XX века архитектура Парижа развивалась по пути сильного декорирования зданий. Этот стиль, созданный в связи с требованиями санитарно-гигиенических норм, пришёлся по душе архитектору Гимару, развивавшему идеи дешёвого жилья. Другие архитекторы создали свои варианты социального жилья. Это ступенчатые дома (архитектор Соваж), Дом-убежище Армии спасения в Париже (архитектор Ле Корбюзье), улица с авангардистским декором (архитектор Малле-Стивенс). Монументальной архитектуре Парижа также нашлось место — накануне Второй мировой войны она заняла холм Шайо.

### Стиль Прекрасной эпохи (1871—1913)
Архитектура Парижа, созданная в стиле Прекрасной эпохи, между 1871 и в началом Первой Мировой войны в 1914 году, была известна своими разными стилями, начиная от стиля изящных искусств, Нео-византийского, Нео-Готики до стиля модерн и Ар-деко. Это время отметилось в архитектуре богатым убранством и творческим использованием новых и традиционных материалов, включая железо, листовое стекло, цветную плитку и железобетон.

### Парижская Всемирная выставка
- Нео-Мавританский дворец, архитекторы Gabriel Davioud и  Jules Bourdais (1876-1878)
- Павильон машин Парижской Всемирной выставки 1878 года
- Павильон машин на выставке 1889 года, самое большое здание в мире, украшено разноцветными полихромными изразцами.

За падением Наполеона III в 1871 году и временем третьей Республики последовала Парижская Коммуна (март-май 1871). В последние дни Коммуны, когда французские войска занимали город, коммунары рушили колонны на Вандомской площади, сожгли ряд парижских достопримечательностей, в том числе Дворец Тюильри XVI века, Отель-де-Виль XVII века, Министерство юстиции, Счётную палату, Государственный Совет, Дворец Почетного легиона, Министерство финансов и другие. Интерьер Дворца Тюильри им был полностью разрушен, но стены устояли. Новая власть решила, что эти здания являются символом монархии. Позднее большинство зданий было восстановлены в первоначальном виде. Чтобы отпраздновать восстановление города парижане провели у себя первую из трех всемирных выставок, которая привлекла в Париж миллионы посетителей и обогатила архитектуру города.
- На Парижской Всемирной выставке 1878 года можно было увидеть Дворец Трокадеро, здания в Мавританском стиле, стиле Ренессанса и другие.
- Парижская Всемирная выставка 1889 года отпраздновала столетний юбилей французской революции. Была сооружена Эйфелева башня (1887—1889), задуманная предпринимателем Гюставов Эйфелем, построенная инженерами Морисом Кехленом и Эмилем Nougier и архитектором Стефаном Совестром. Эйфелева башня в свое время была самым высоким зданием в мире.

- Grand Palais, архитектор Henri Deglane, Шарль Жиро, Альбер Луве и Альбер Тома (1897-1900), за изящным фасадом скрывался огромный выставочный зал.
- Le Grand Palais  поддерживали железные столбы
- Интерьер Petit Palais с изгибающейся лестницей, построена из железобетона и железа.

- Парижская Всемирная выставка 1900 размещалась на правом и левом берегах Сены. Это дало Парижу три новых строения; Большой дворец, Малый дворец и мост Александра III. Изящный фасад Гран-Пале (1897—1900), разработанный архитекторами Анри Deglane, Шарль Жиро, Альбер Луве и Альберт Томас сочетал в себе неоклассические стили Людовика XIV и Людовика XV. Огромное внутреннее пространство дворца со стеклянной крышей держалось на тонких железных опорах. Для Малого дворца (1897—1900) архитектора Шарль Жиро были заимствованы элементы архитектуры итальянского Ренессанса и французского неоклассицизма, его декоративные элементы заимствованы от Дома инвалидов, отелей на Площади Согласия и дворцовых конюшен Шантийи Джин Обера. Его интерьер был более революционным, чем интерьер Большого дворца; Жиро для создания винтовой лестнице использовал железобетон и железо, яркое освещение галерей. Стиль этих двух зданий влиял на архитектуру Парижа для жилых и коммерческих зданий до 1920 года. [55]

Стиль модерн стал самым популярным в Прекрасную эпоху. С этим стилем связана архитектура станций Парижского метро, подъездов архитектора Гектора Гимарома и некоторых зданий, в том числе Кастель города тур (1898).  Энтузиазм строительства в стиле модерн продержался не долго; в 1904 г. стиль оформления входа в метро на Площади оперы был заменен на классический. В 1912 году все входы в метро были заменены на функциональные без отделки.

### Религиозная архитектура

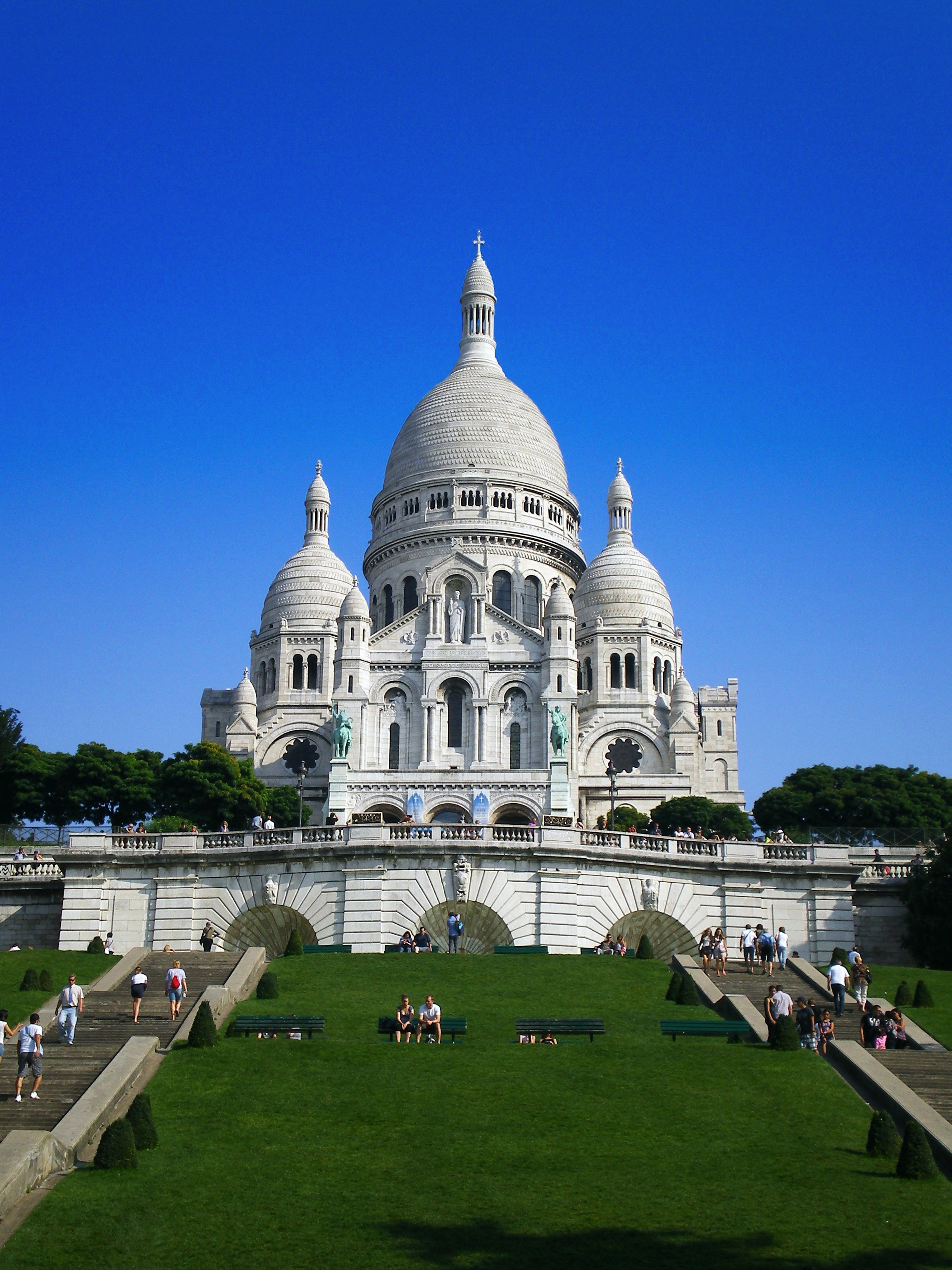
Базилика Сакре-Кер, архитектор Поль Абади, (1874-1914)
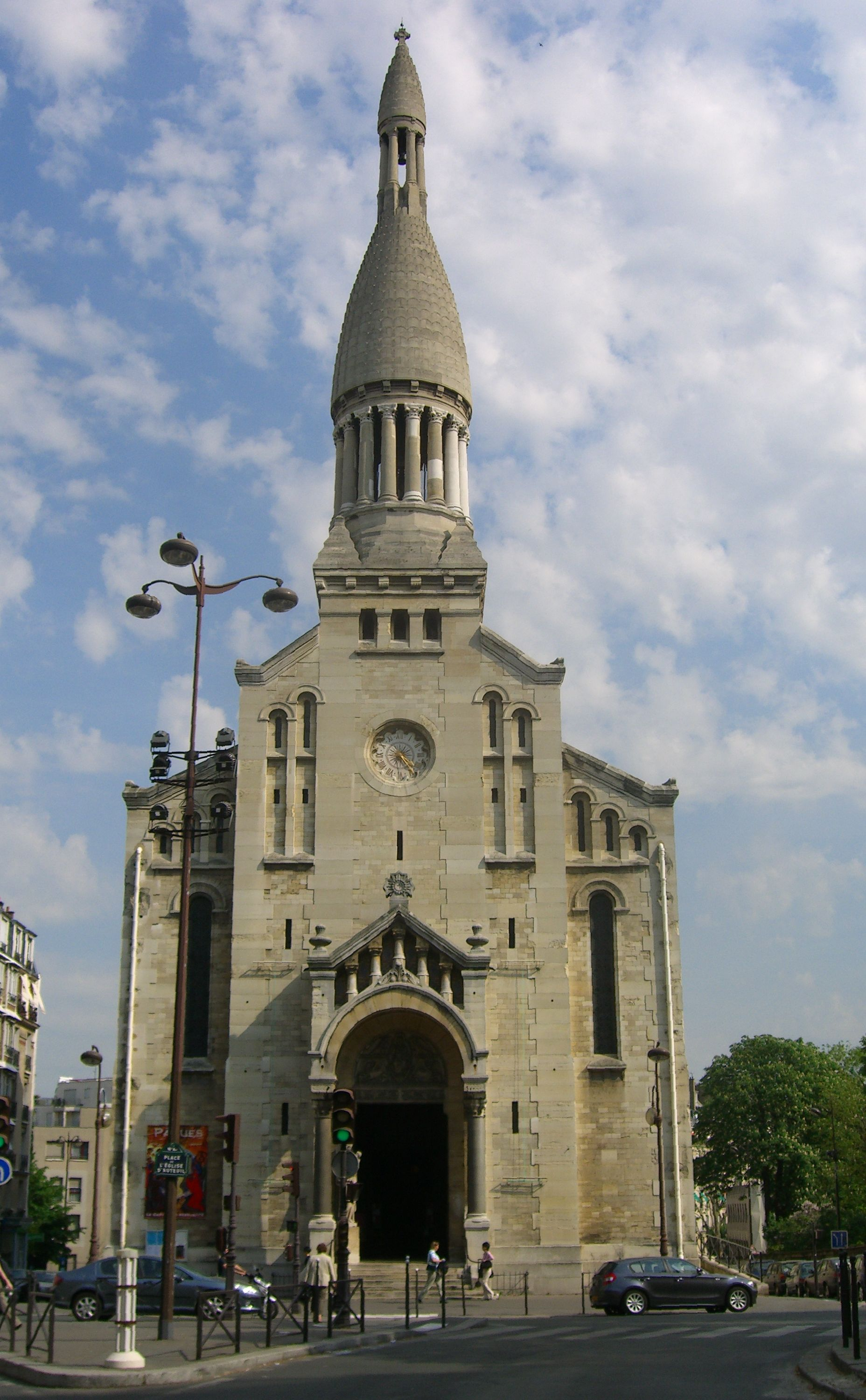
Церковь Нотр-Дам д'Отей, архитектор Эмиль Водремер (1878-1892)
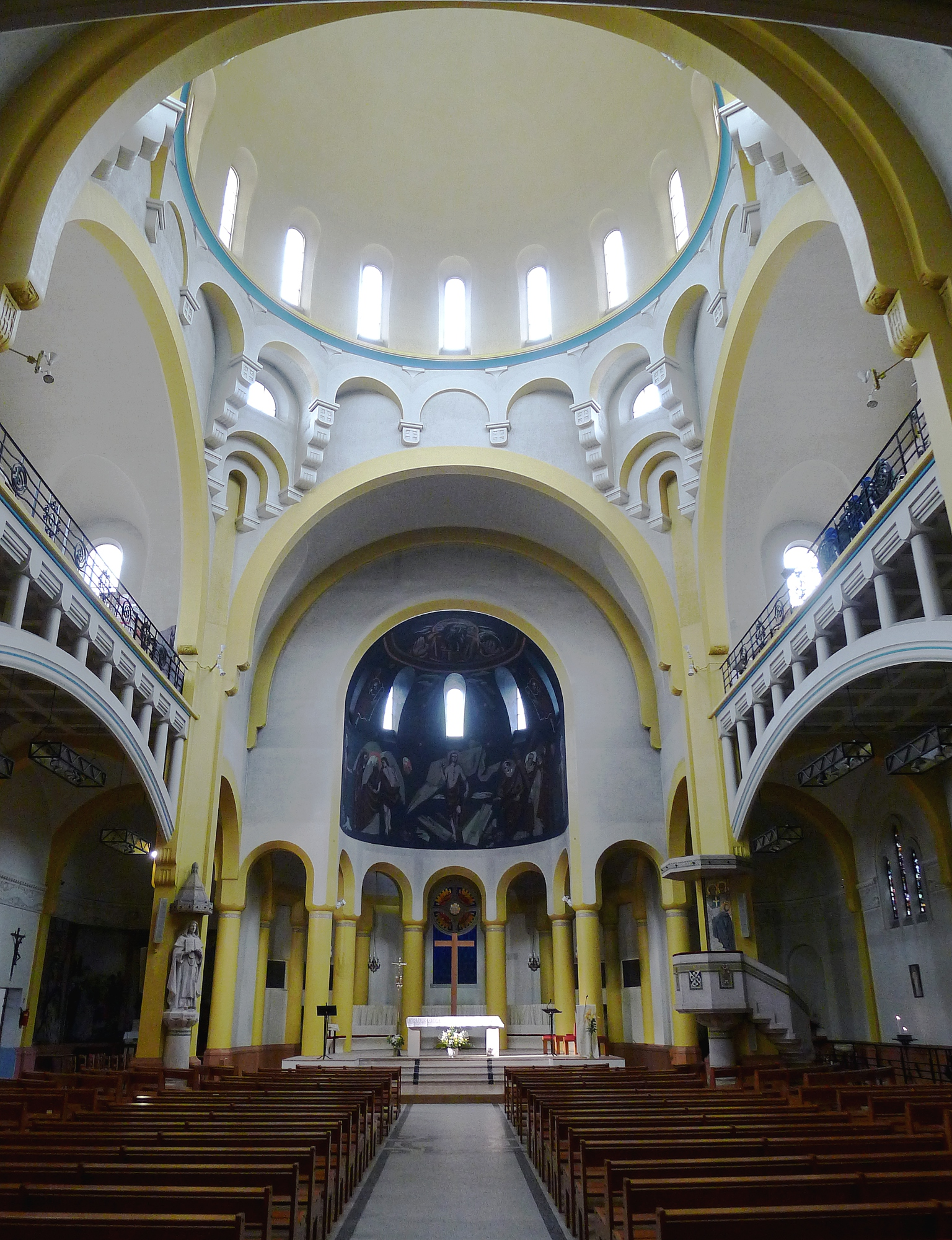
Нео-Византийская церковь Сен-Доминик, архитектор Годибер Леон (1912-1925)
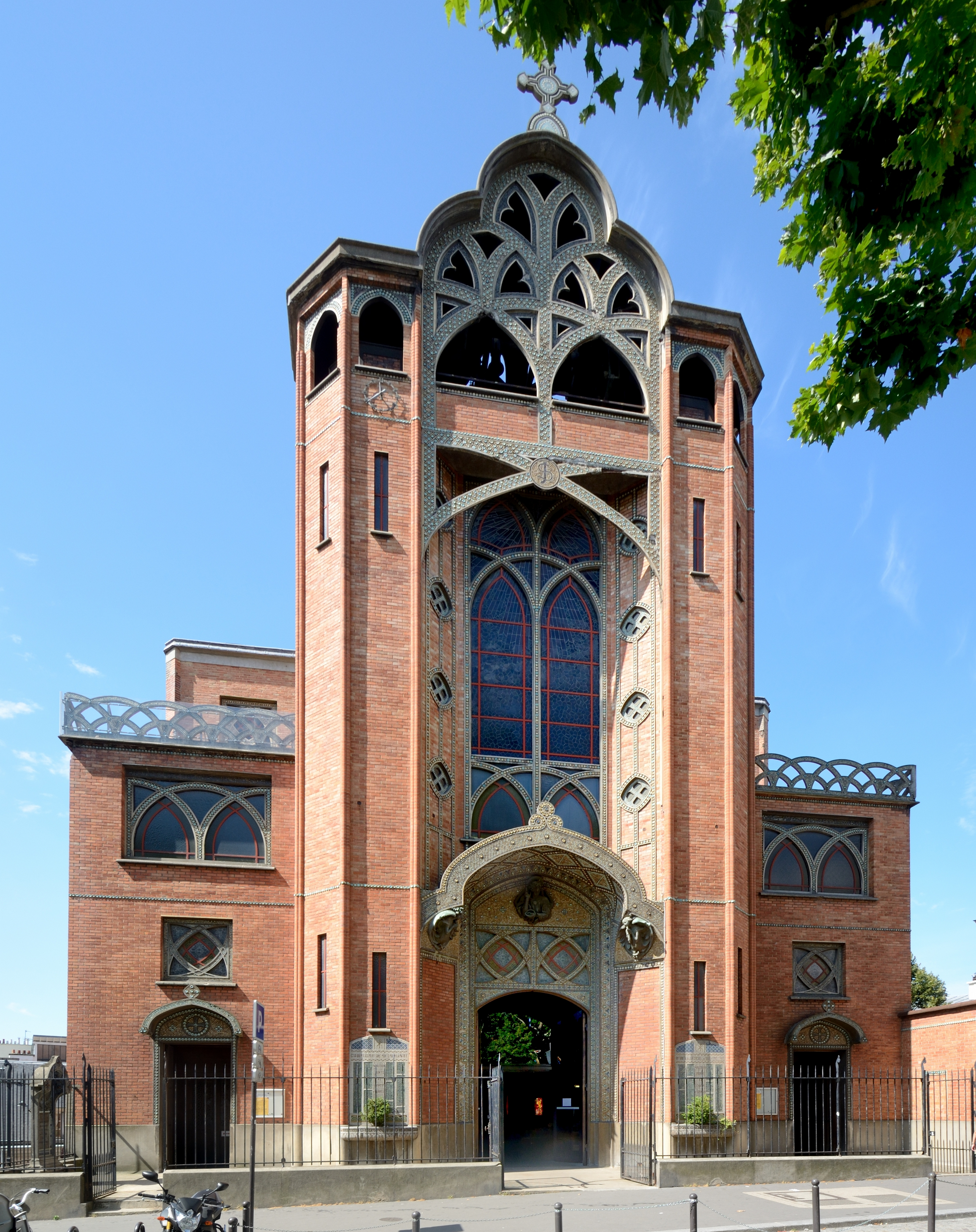
Церковь Сен-Жан-де-Монмартр, архитектор Анатоль де Бодо (1894)
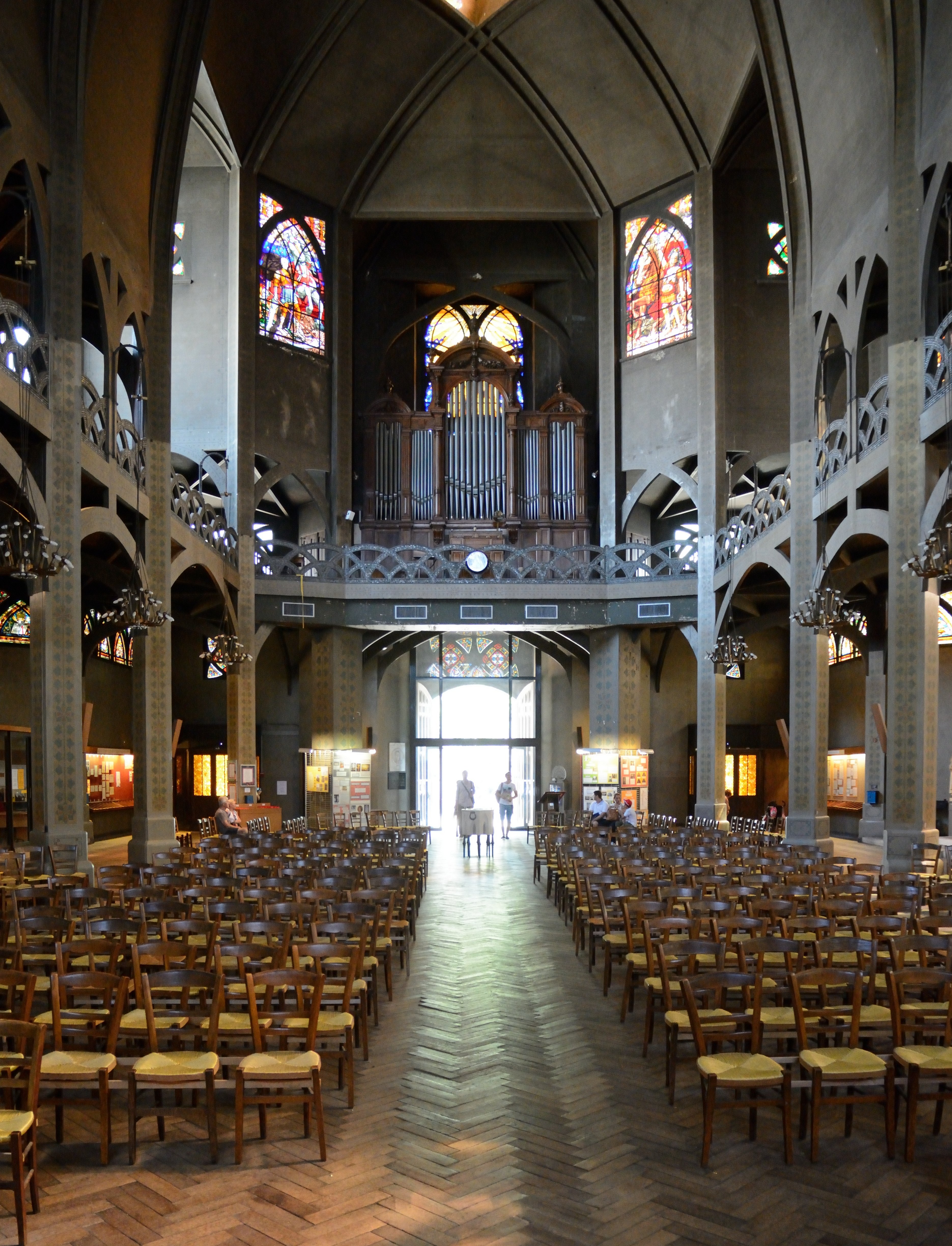
Ар-нуво интерьер храма Сен-Жан-де-Монмартр (1894)
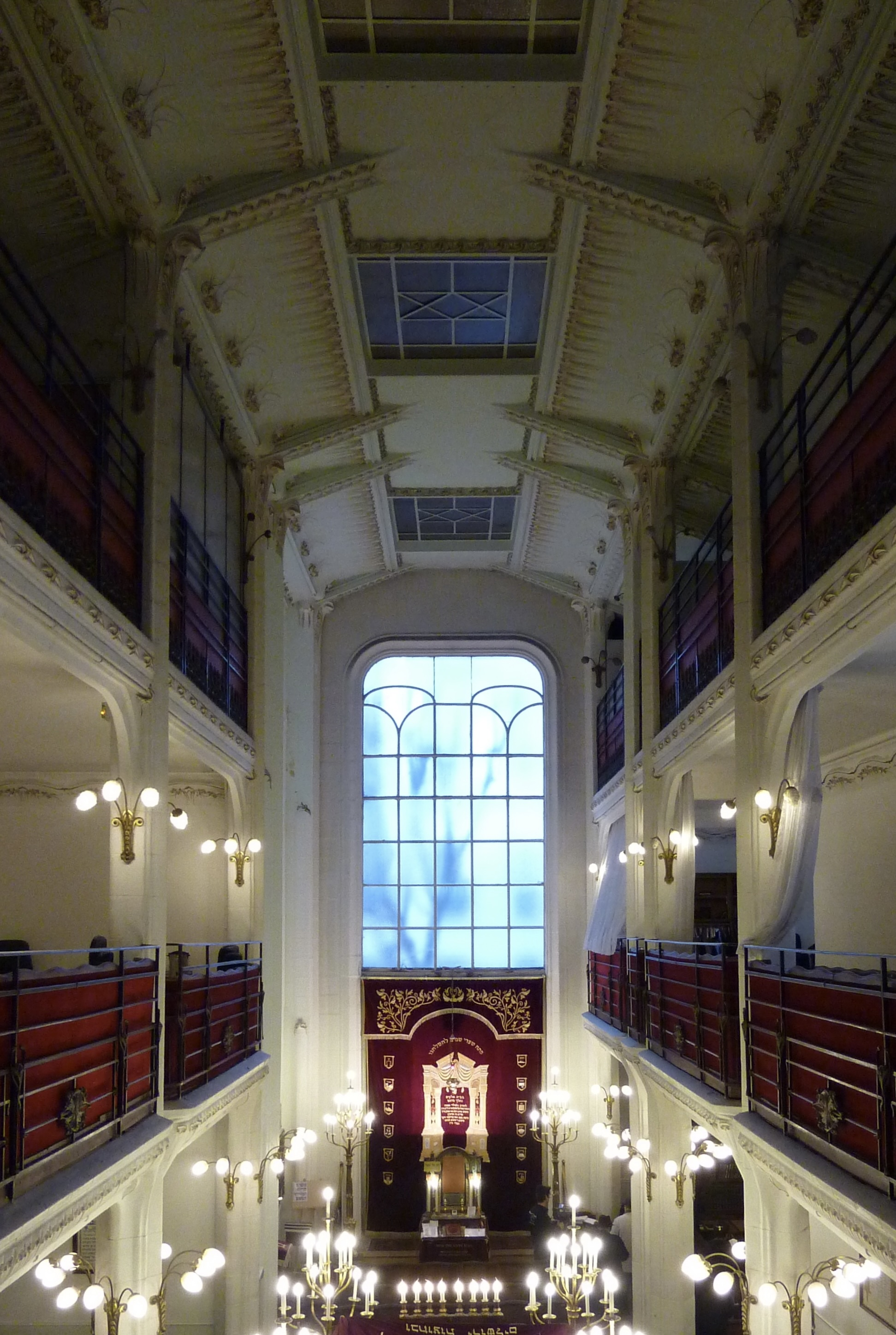
Интерьер синагоги на Rue Pavée, архитектор Эктор Гимар (1913)

С 1870-х и до 1930-х годов наиболее популярным стилем для Парижских церкви был романо-византийский стиль; примером является Базилика Сакре-Кёр архитектора Поля Абади. Строительство храма длилось весь период Прекрасной эпохи с 1874 по 1913 год тремя разными архитекторами. Он строился по образцу романских и византийских храмов раннего средневековья. Стиль также проявился в церкви Нотр-Дам д’Отей архитектора Эмиля Водремера (1878—1892), церкви Сен-Доминик Леона Годиберта (1912—1925). Храм был выдержан в стиле византийских церквей и имел огромный центральный купол. Первым храмом в Париже, построенным из железобетона был Сен-Жан-де-Монмартр на Рю де Аббес, 19 — у подножия Монмартра, архитектор Анатоль де Бодо, ученик Эжена Виоле-Ле-Дюк. 

### Магазины и офисные здания

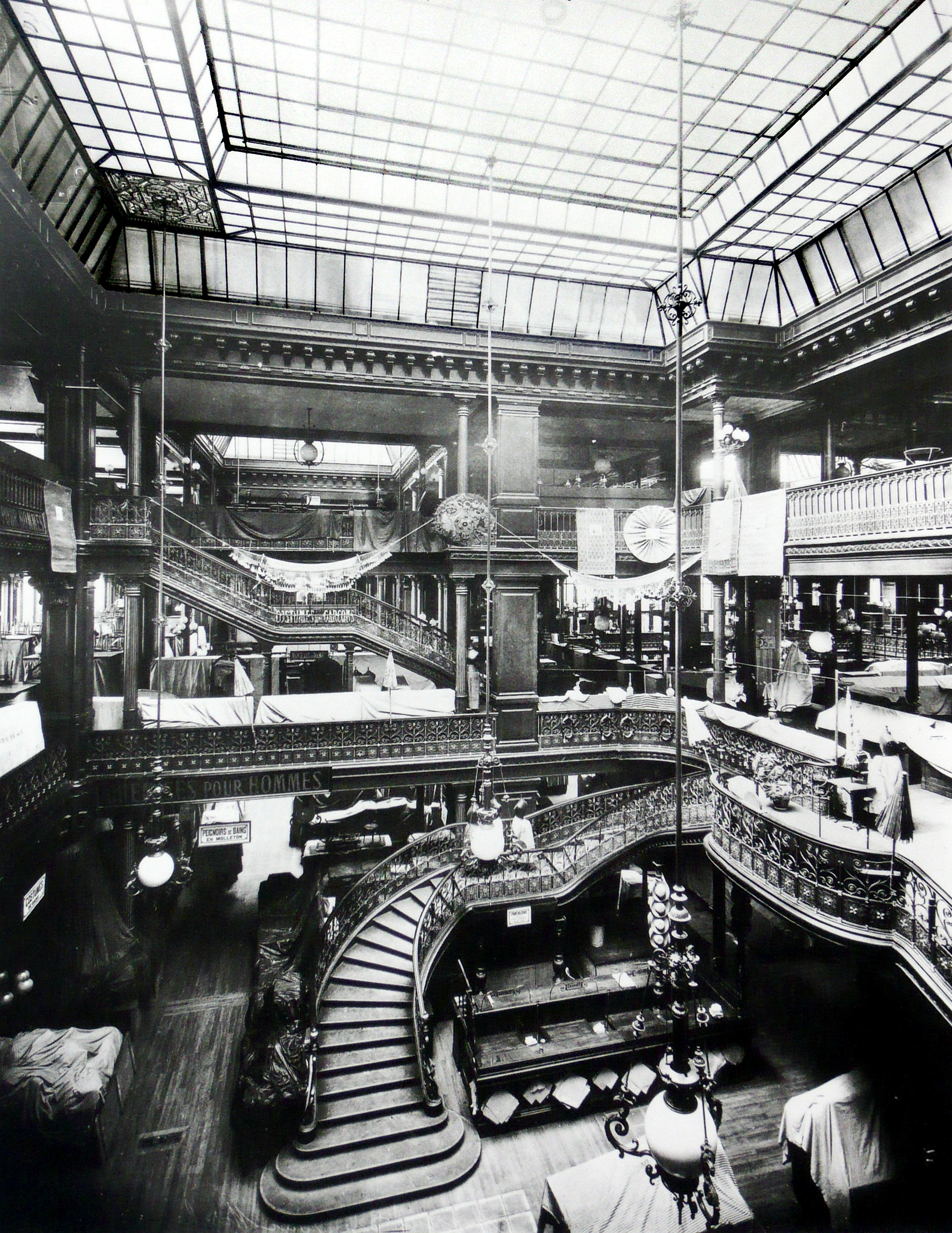
Интерьер  универмага Бон Марше (1875)
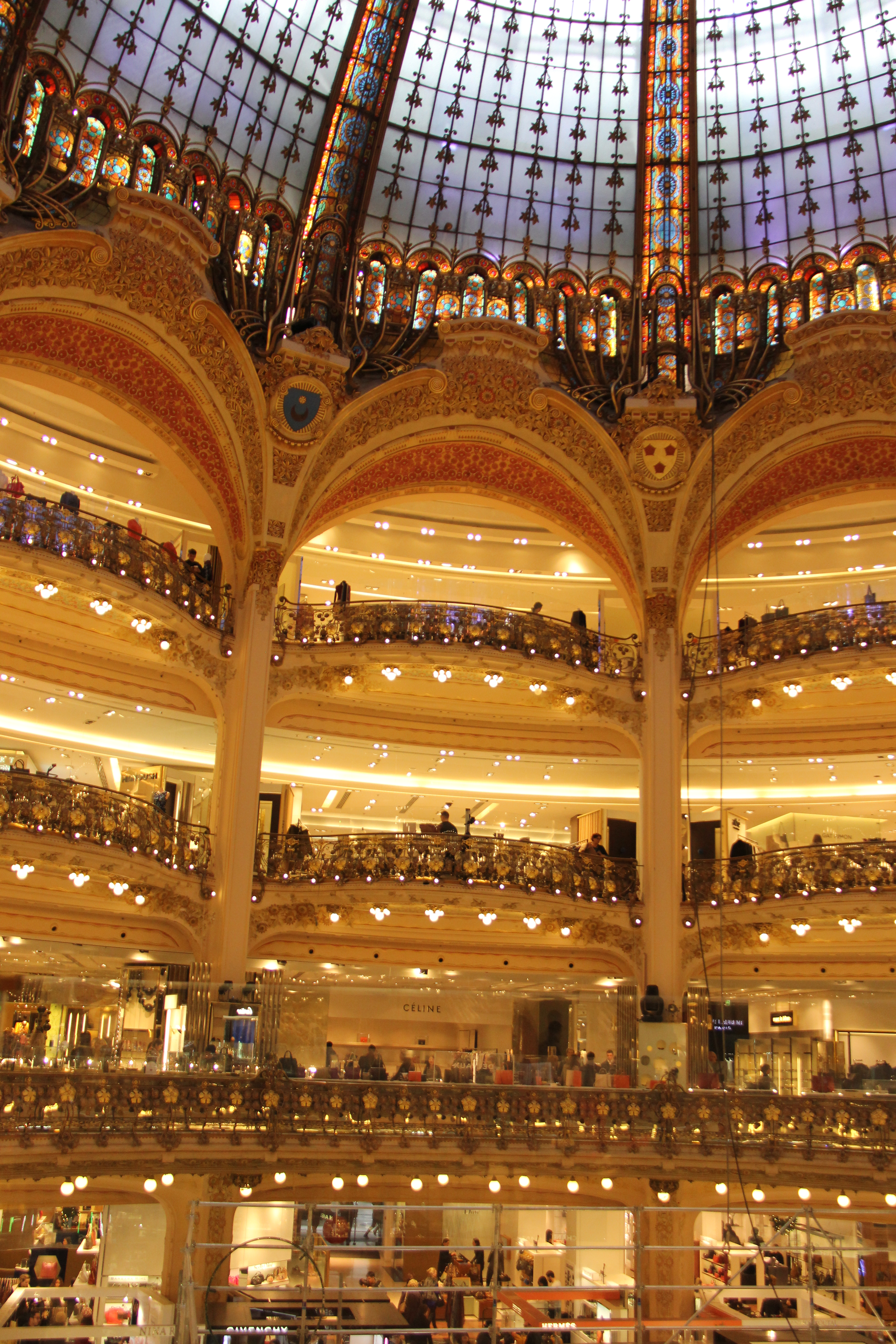
Стеклянный купол универмага "Галери Лафайет" (1912)
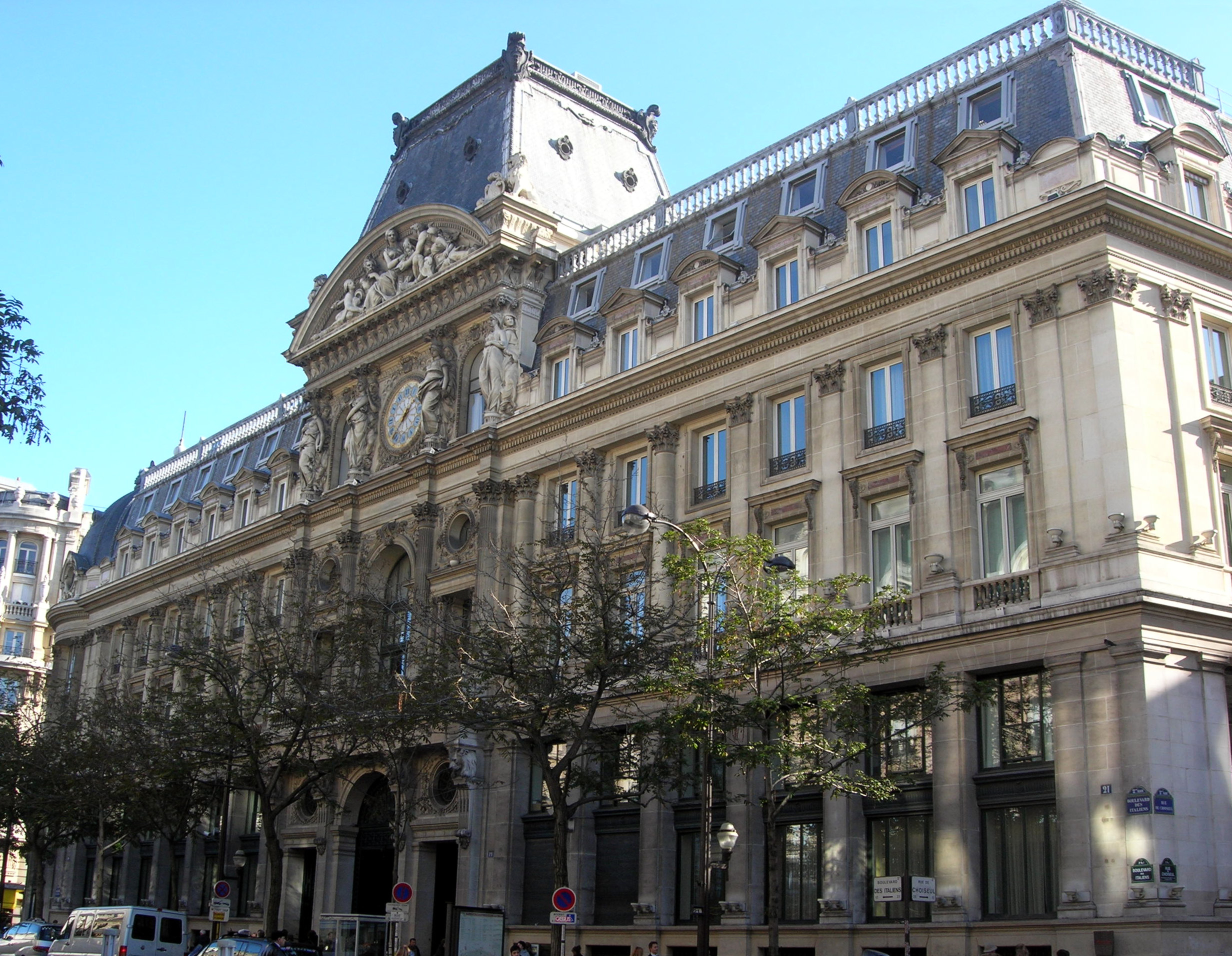
Фасад штаб-квартиры "Crédit lyonnais", архитектор Уильям Bouwens, стиль школы изящных искусств  (1883)
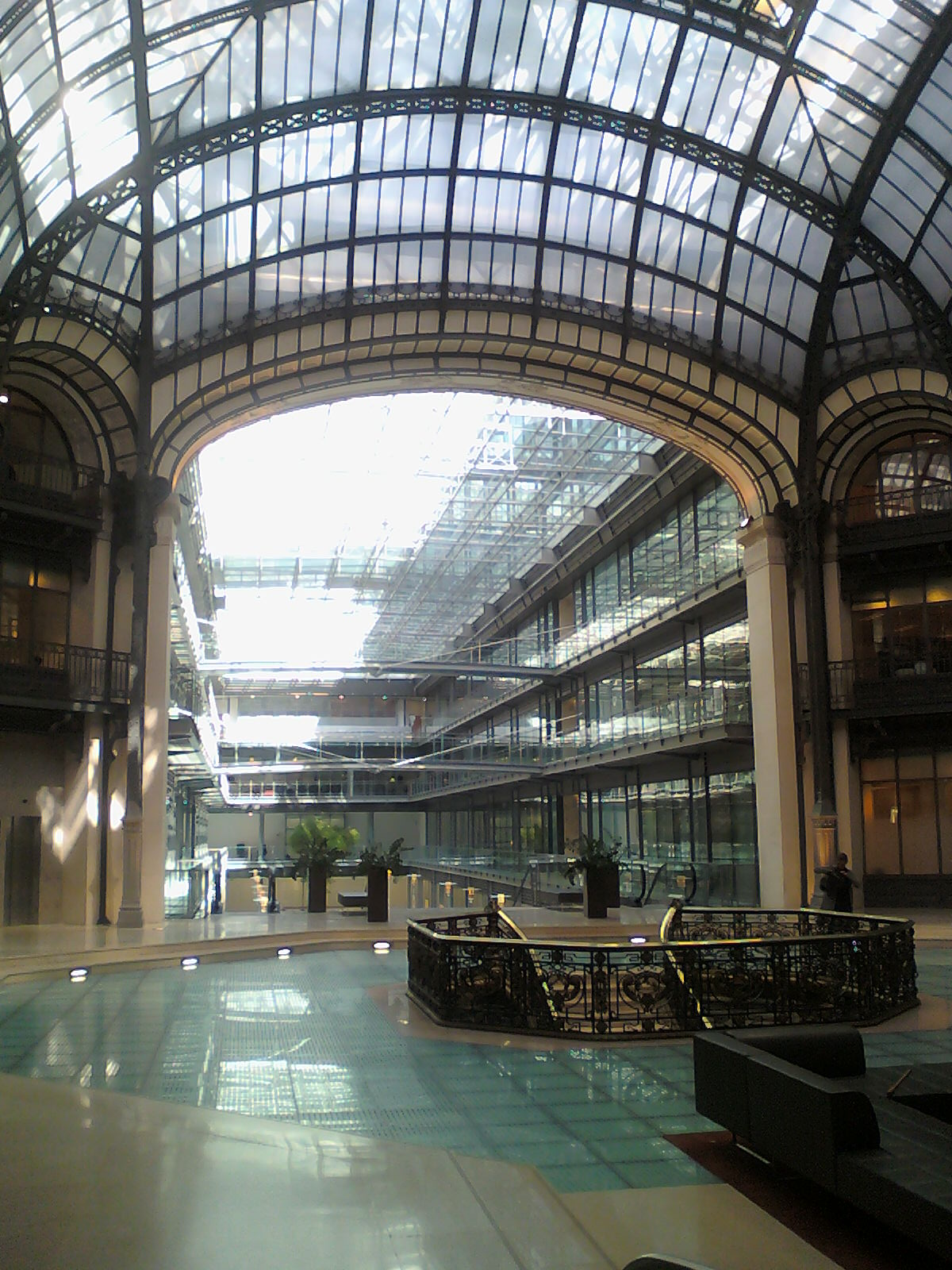
Большая галерея штаб-квартиры "Лионский кредит" (1907)
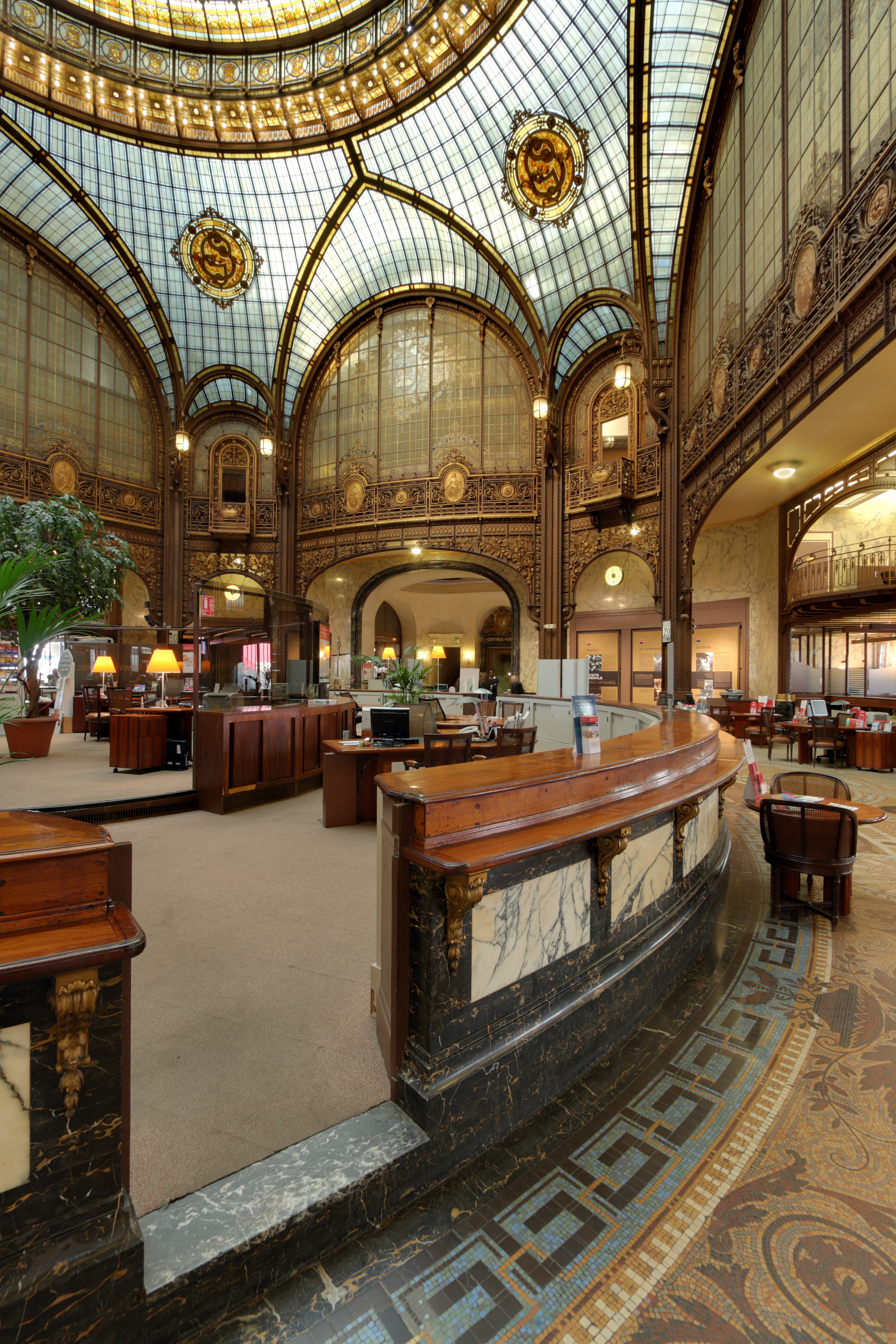
Центральное отделение банка «Сосьете Женераль» (1905-1911)

В 1852 году в Париже был построен первый современный универмаг. В нём работало 1 825 сотрудников, доход составлял более 20 миллионов франков. В 1869 году здесь начали строить большие магазины с железным каркасом, центральным внутренним двором. Новые здания стали образцом для универмагов по всему миру.
Были построены Au Bon Marché ; в 1866 году — Bazar de l’Hotel de Ville (BHV), в 1865 году — Au Printemps; Ла-Шапель — в 1870 году, «Галери Лафайет» — в 1895 году. Все новые магазины имели большие окна, чтобы обеспечить максимум естественного света в каждой секции. [60]
Между 1903 и 1907 годами архитектор Франц Журден создал интерьер и фасад нового здания Ла-Шапель.[61]
Безопасный лифт был изобретен в 1852 году конструктором Элиша Отис. Лифт позволил строить высокие офисные здания. Первый небоскреб был построен в Чикаго Луи Салливаном в 1893—1894 годах, но Парижские архитекторы этого времени и их клиенты мало интересовались строительством высоких офисных зданий. Париж был банковской и финансовой столицей континента, в нём уже в 1889 году было построено самое высокое сооружение в мире — Эйфелева башня. Парижане не хотели менять привычный городской пейзаж. [62]
В новых офисных зданиях стиля Прекрасной эпохи часто использовали сталь, листовое стекло, лифты и другие новые архитектурные технологии, но они были спрятаны внутри неоклассических каменных фасадов, здания соответствовали высоте другим зданиям.

### Железнодорожные станции

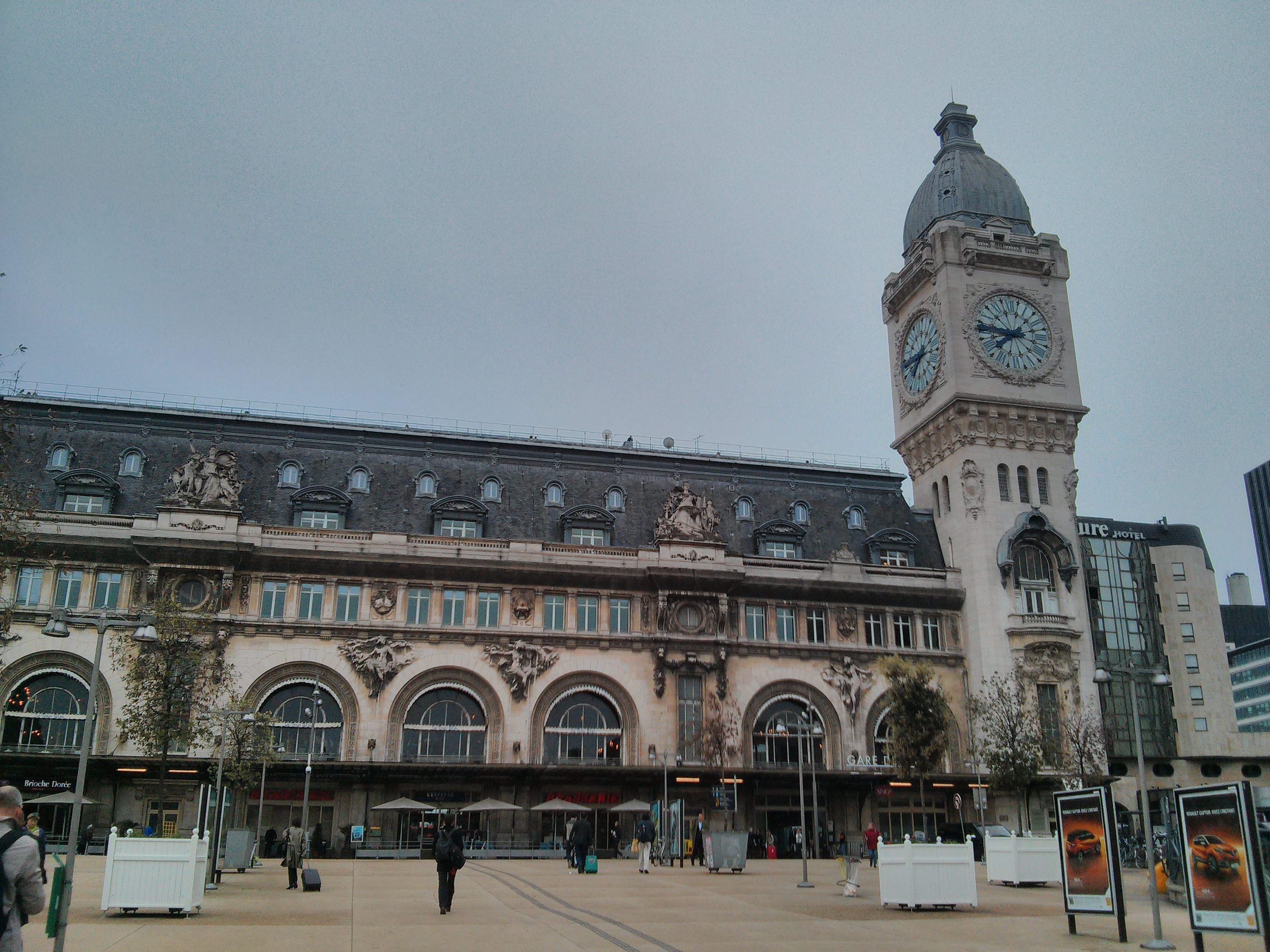
Лионский вокзал, архитектор Мариус Toudoire (1895-1902).
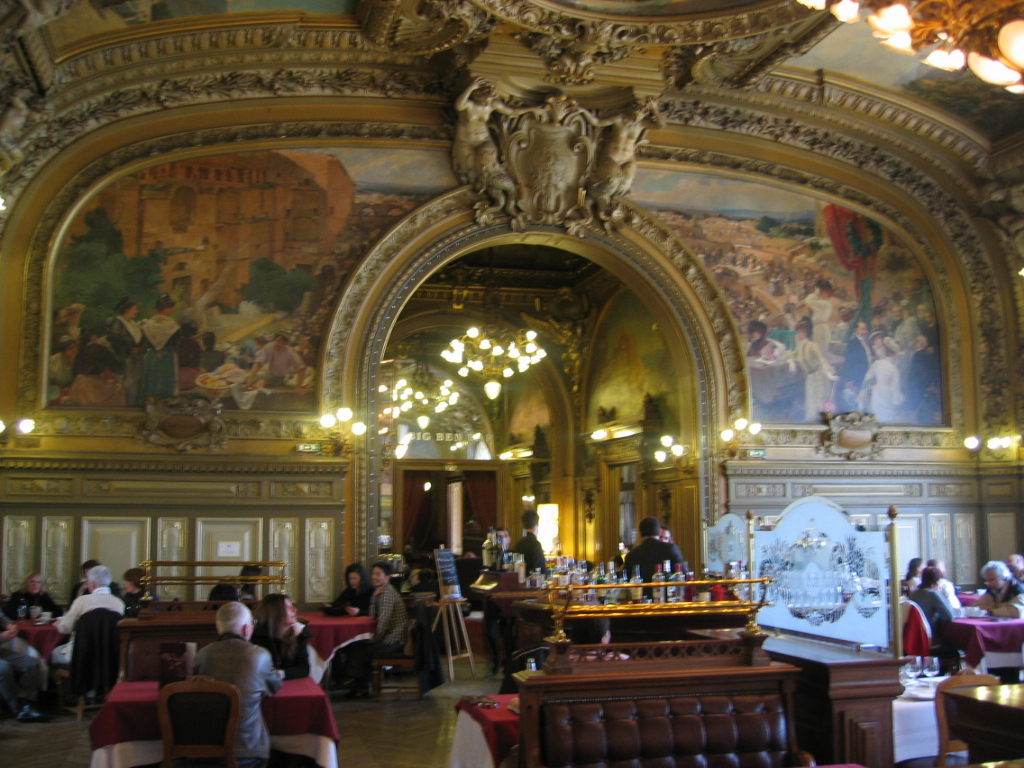
Блю кафе в Гар де Лион, в стиле Прекрасной эпохи(1902)
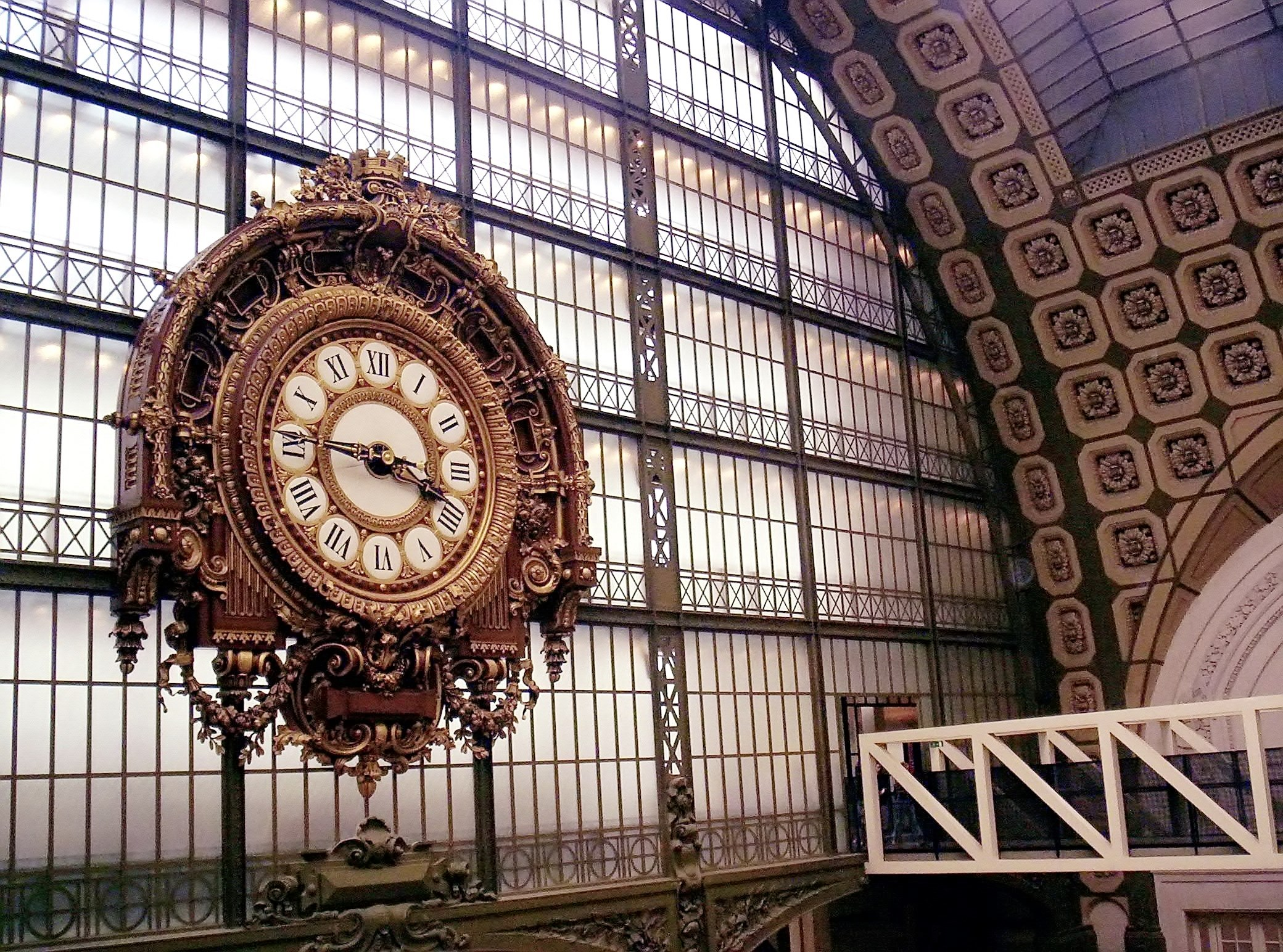
Часы Гар д'Орсэ, архитектор Виктор Laloux
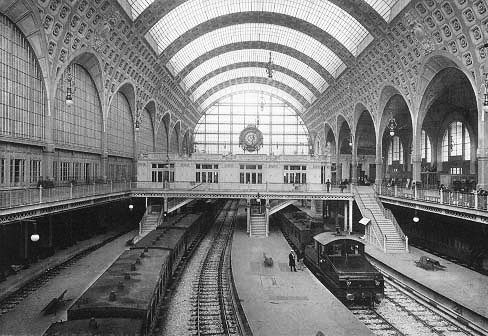
Интерьер вокзала Орсе (ныне музей Орсе), 1900 год.

Прекрасная эпоха была золотым веком Парижских железнодорожных станций; они служили воротами города для приезжих. Новый Лионский вокзал был построен Мариусом Тудором в 1895—1902 годах с максимальным использованием стекла и железа в сочетании с живописной колокольней и изящными украшениями фасада. Вокзал Орсе (ныне музей Орсе был первым вокзалом в центре города, построенном на месте бывшего Министерства финансов, уничтоженного Парижской Коммуной. Он был построен в 1898—1900 годах как дворец изящных искусств по проекту архитектора Виктора Laloux. 

### Жилая архитектура и изящные искусства в стиле модерн

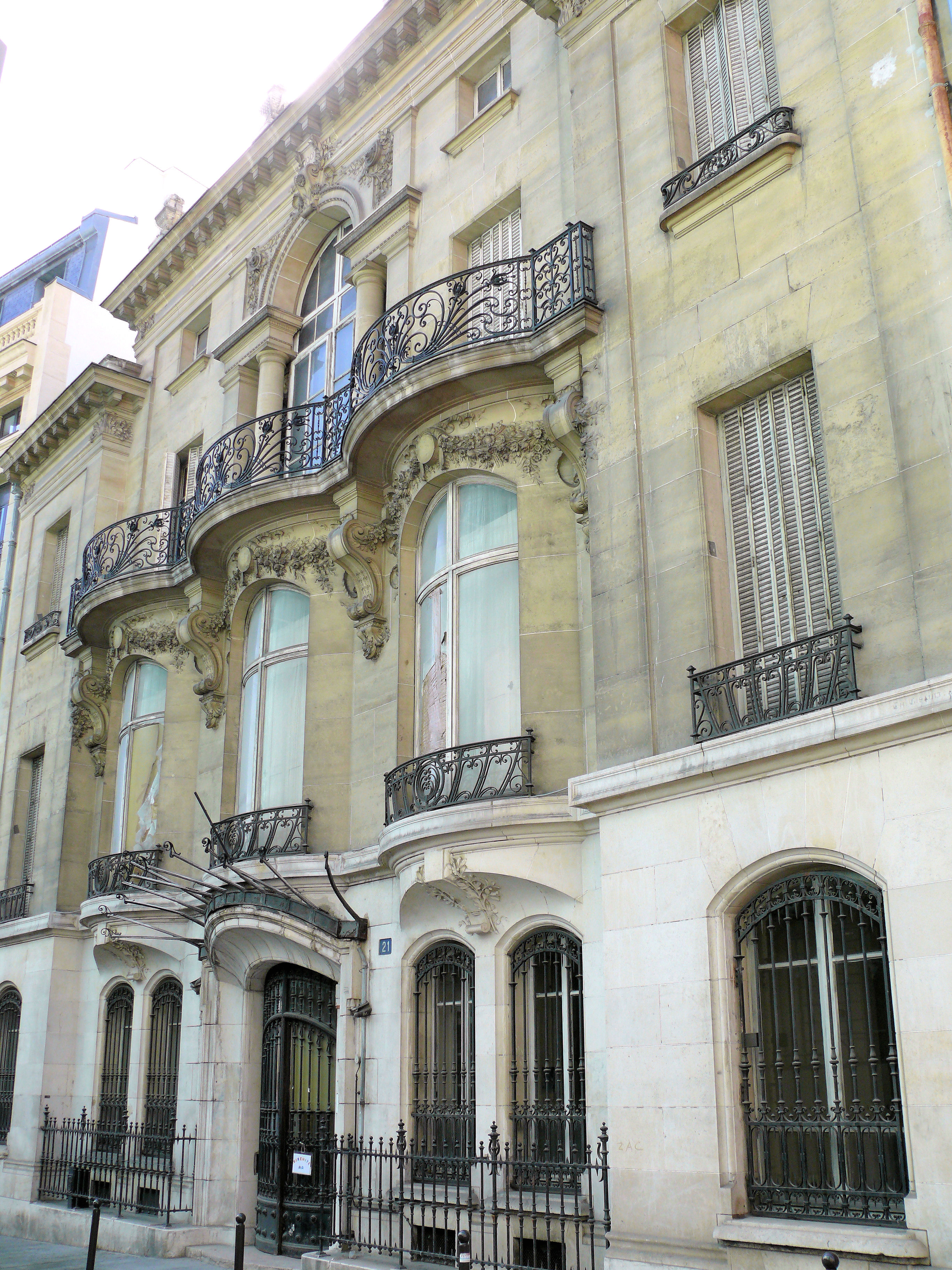
Отель de Choudens, (1901), архитектор Шарль Жиро
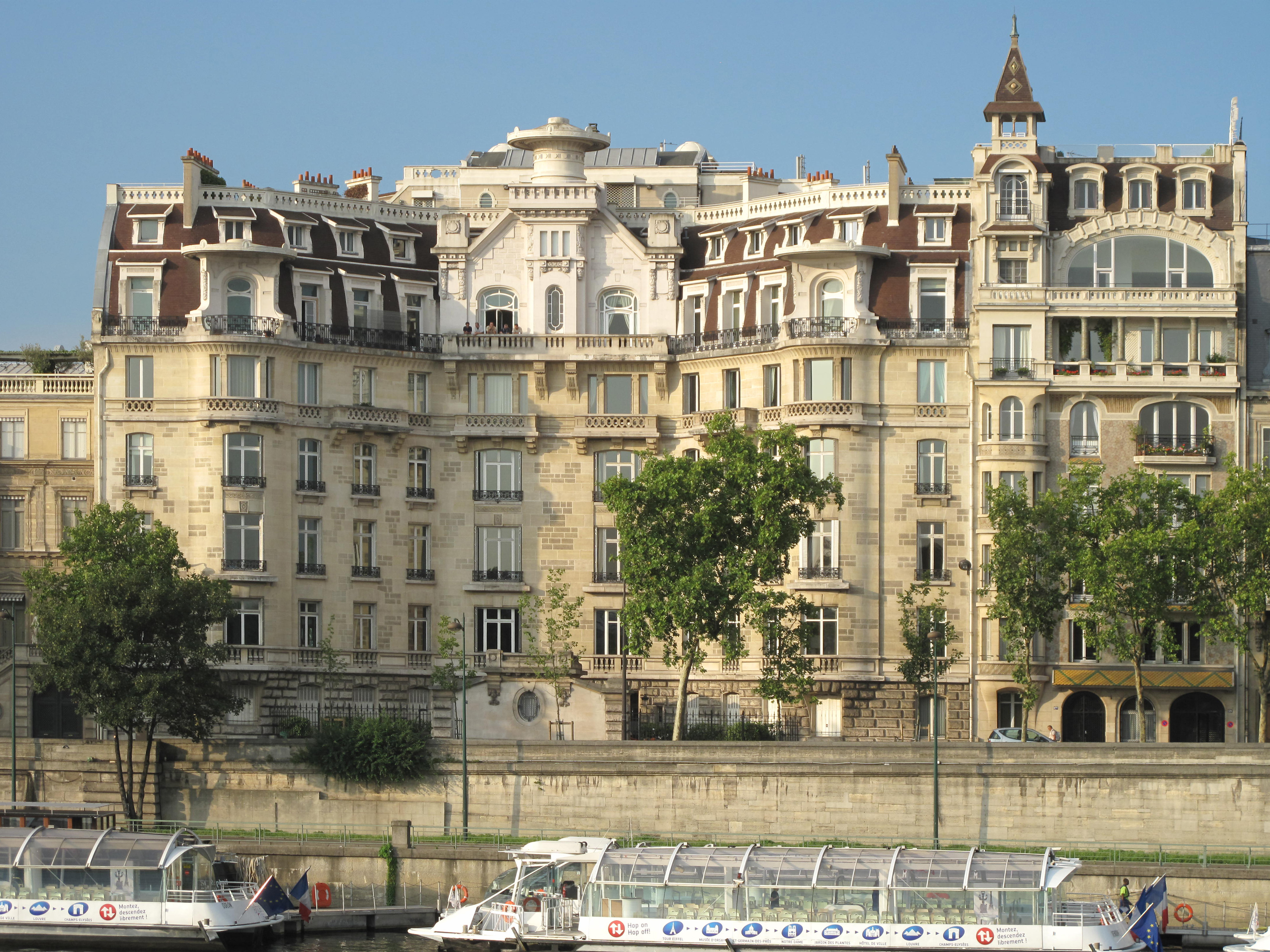
Здания 27-29 набережной Анатоль-Франс (7-е обр.) Архитектор Ришар Бове ван дер Бойен (1906)
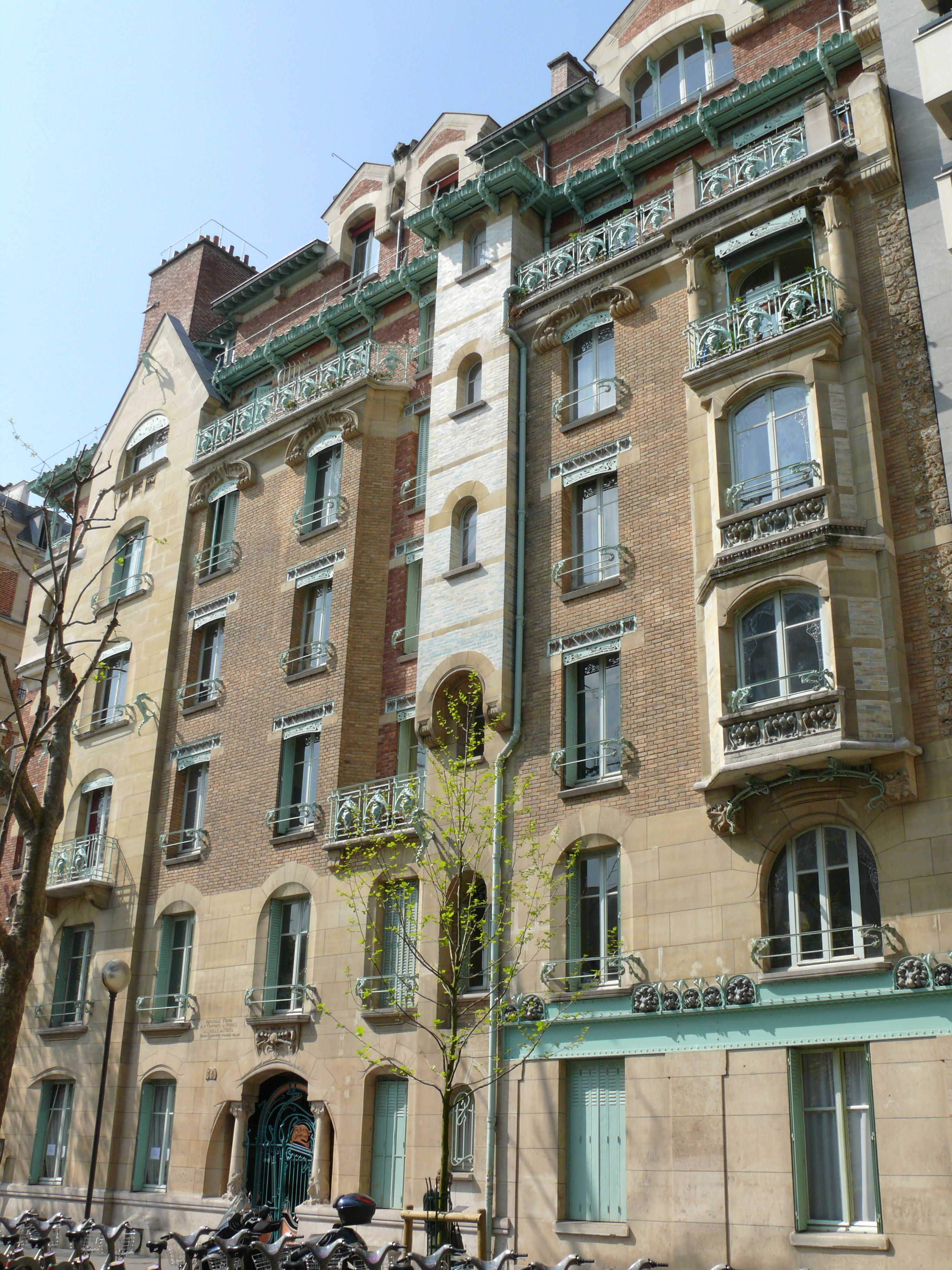
Жилой дом Castel Béranger, архитектор Эктор Гимар (1899)
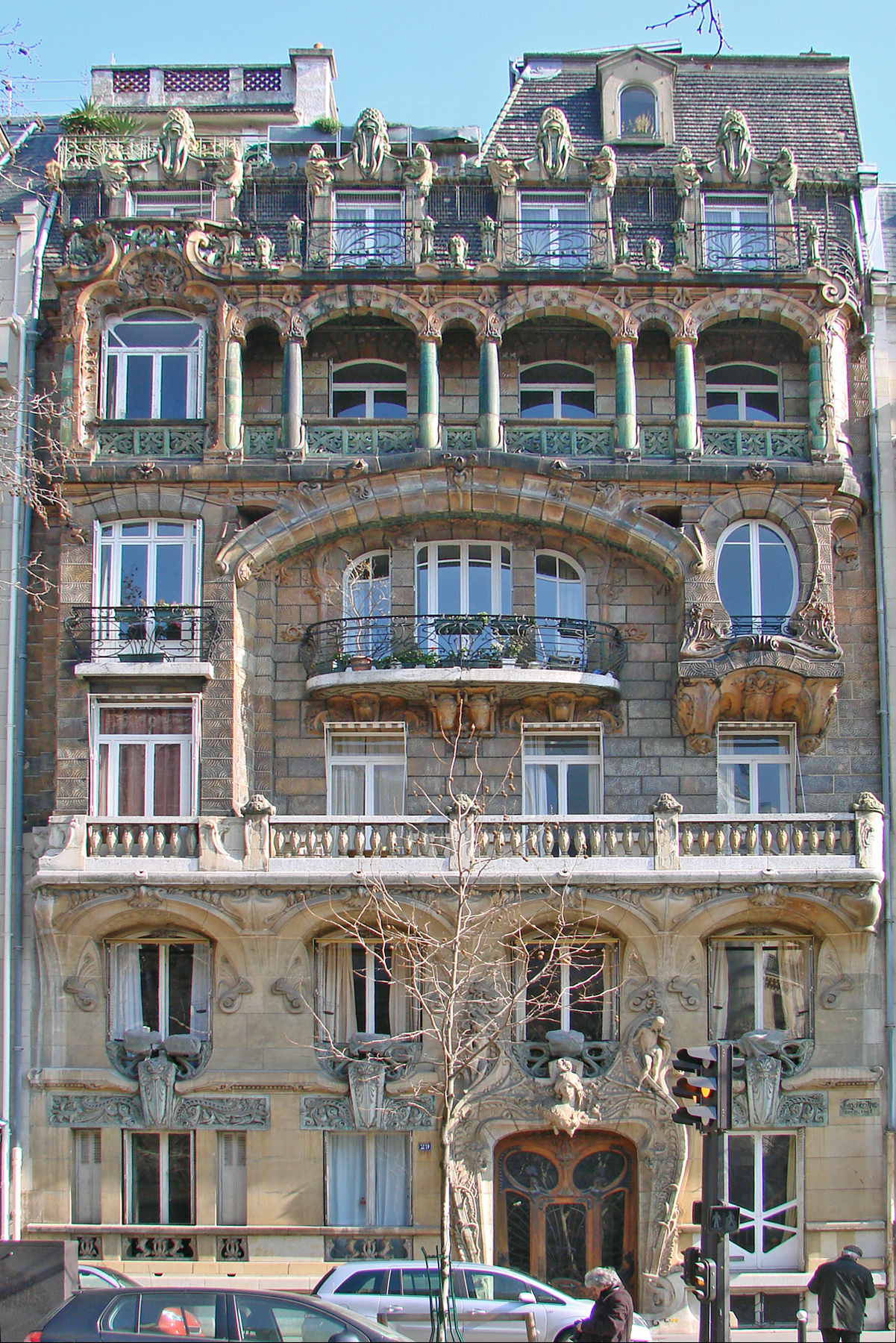
Дом Лавиротта  по проекту Жюля Лавиротта на 29 Авеню Рапп (Avenue Rapp) (1901)
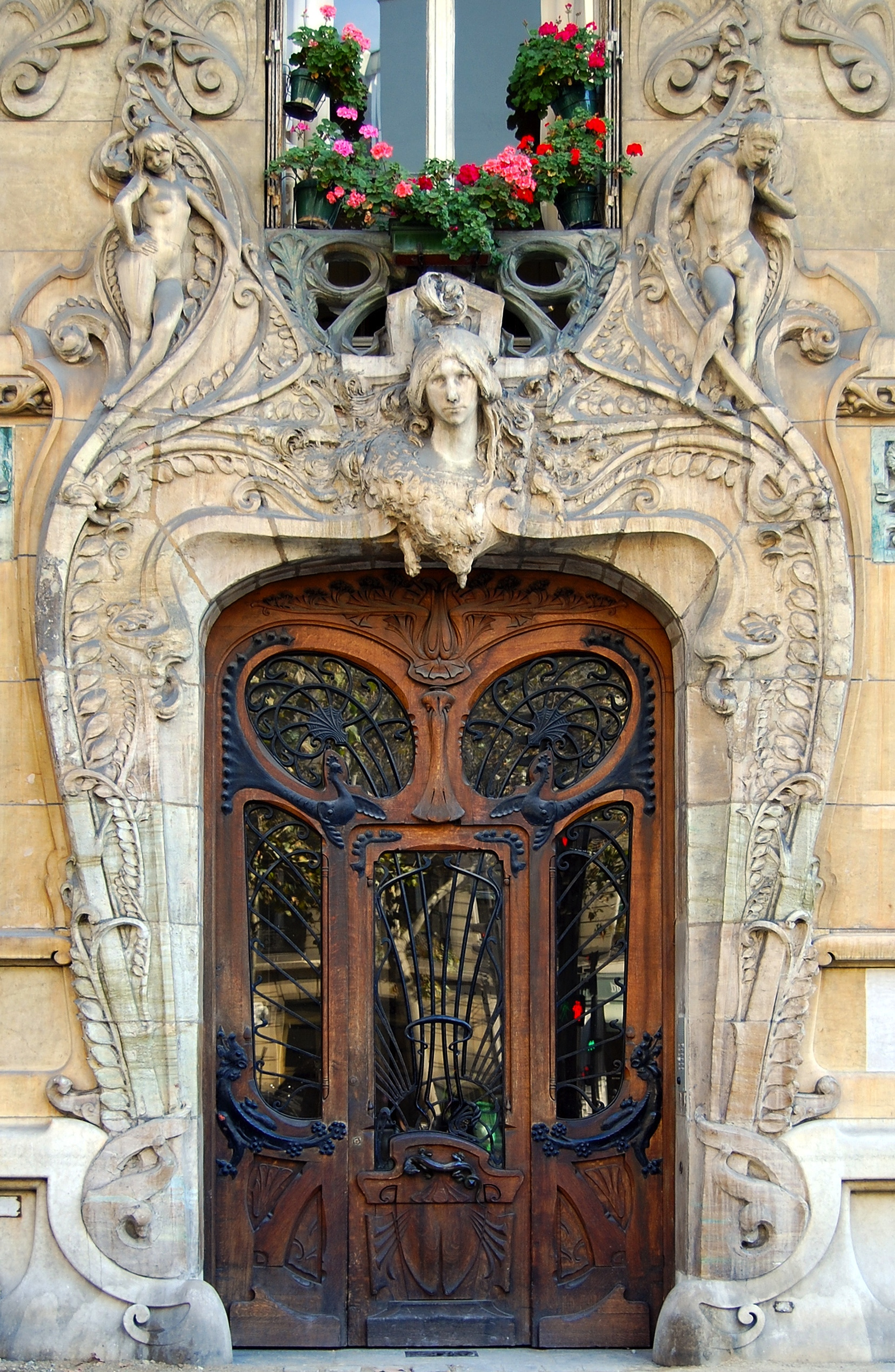
Вход в здание Жюля Лавиротта на 29 Авеню Рапп

Частные дома и жилые здания времени Прекрасной эпохи строились либо в стиле неоренессанса либо в неоклассическом стиле или смеси этих двух стилей. Хорошим примером является Отель de Choudens (1901) архитектора Шарля Жиро, построенного для клиента, который хотел иметь дом в стиле Малого дворца, что Жиро и сделал. Многоквартирные дома этого времени претерпели изменения в интерьерах; появились лифты, квартиры состоятельных жителей переехали с первого этажа на верхний. Изменилась отделка зданий. Экстравагантным примером является жилой дом на набережной Анатоль-Франс № 27-29 в 7-м округе Парижа (1906), который дополнен обилием башенок, шпилей и декоративных арок, что стало возможным благодаря использованию железобетона. В 1898 году прошёл конкурс на лучшие фасады. Победителем стал Эктор Гимар, который для оформления здания Кастель (1895—1898) использовал стиль модерн. Фасад был вдохновлён работой бельгийца Виктора Орта; в фасадах он использовал элементы средневековой архитектуры, криволинейные мотивы с растениями и цветами. Орта разрабатывал каждую деталь дома, включая мебель, обои, дверные ручки и замки. Успех привели Гимара к выбору дизайна входа станции нового Парижского метро. В 1901 году в конкурсе фасада победил более экстравагантный архитектор Жюль Лавиротт, который в украшении фасада использовал керамику Александра Биго. Популярность модерна продолжалась не долго; последним Парижским зданием в стиле Гимара был его собственный дом на 122 Авеню Моцарта (1909—1913).

## Соревнование между ар-деко и модернизмом (1919—1939)

### Ар-Деко

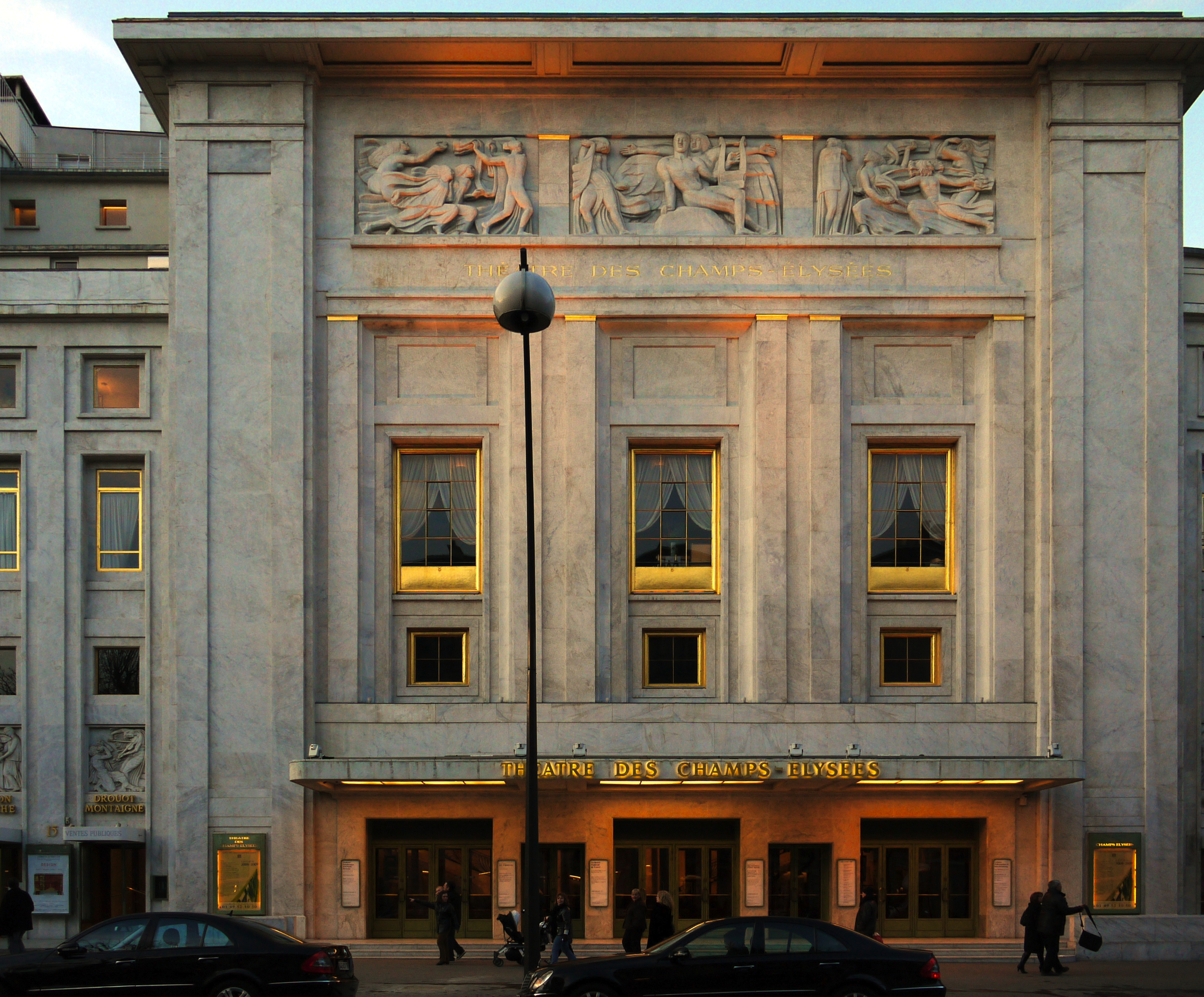
Театр Елисейских полей в стиле ар-деко, архитектор Огюст Перре (1911-1912)
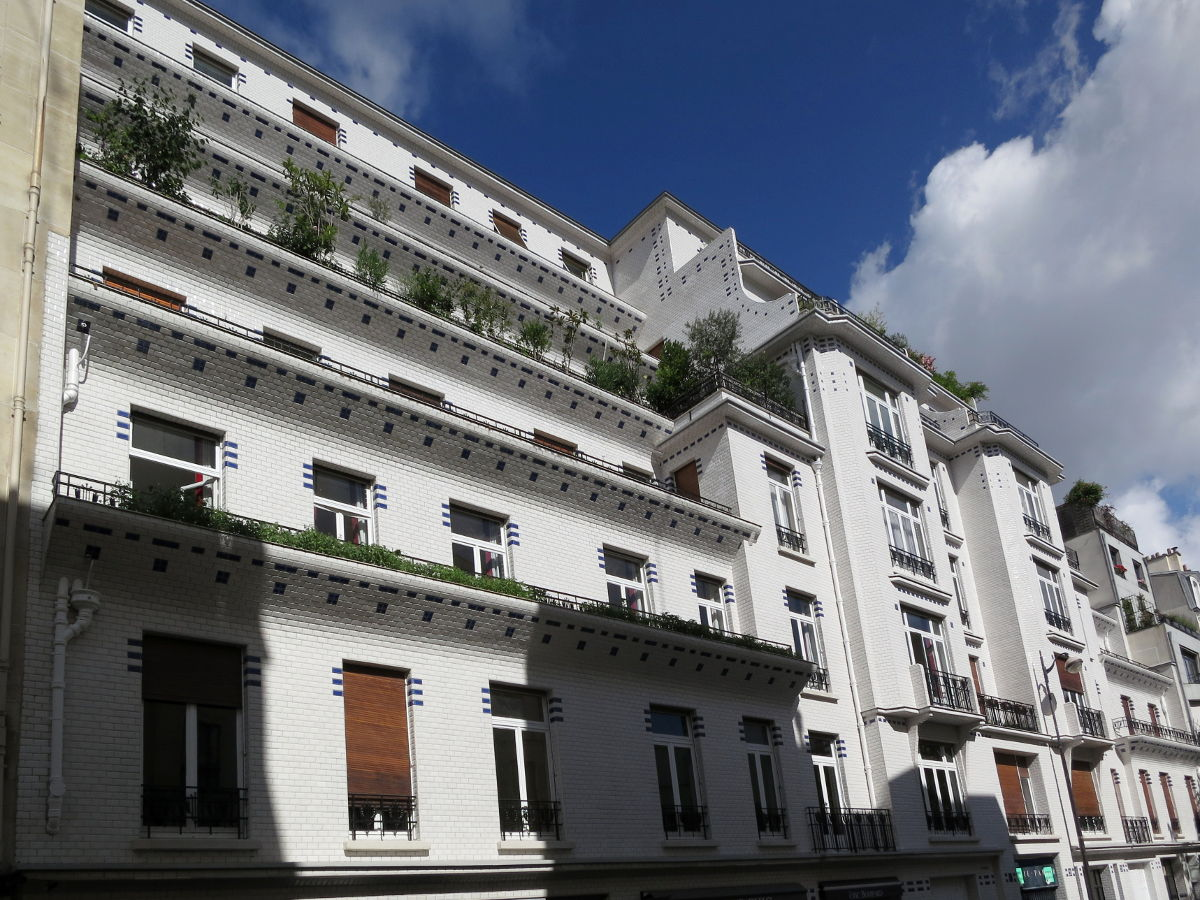
Жилой дом 26 по Рю Вавен (6 округ) архитектор Анри Соваж (1913)
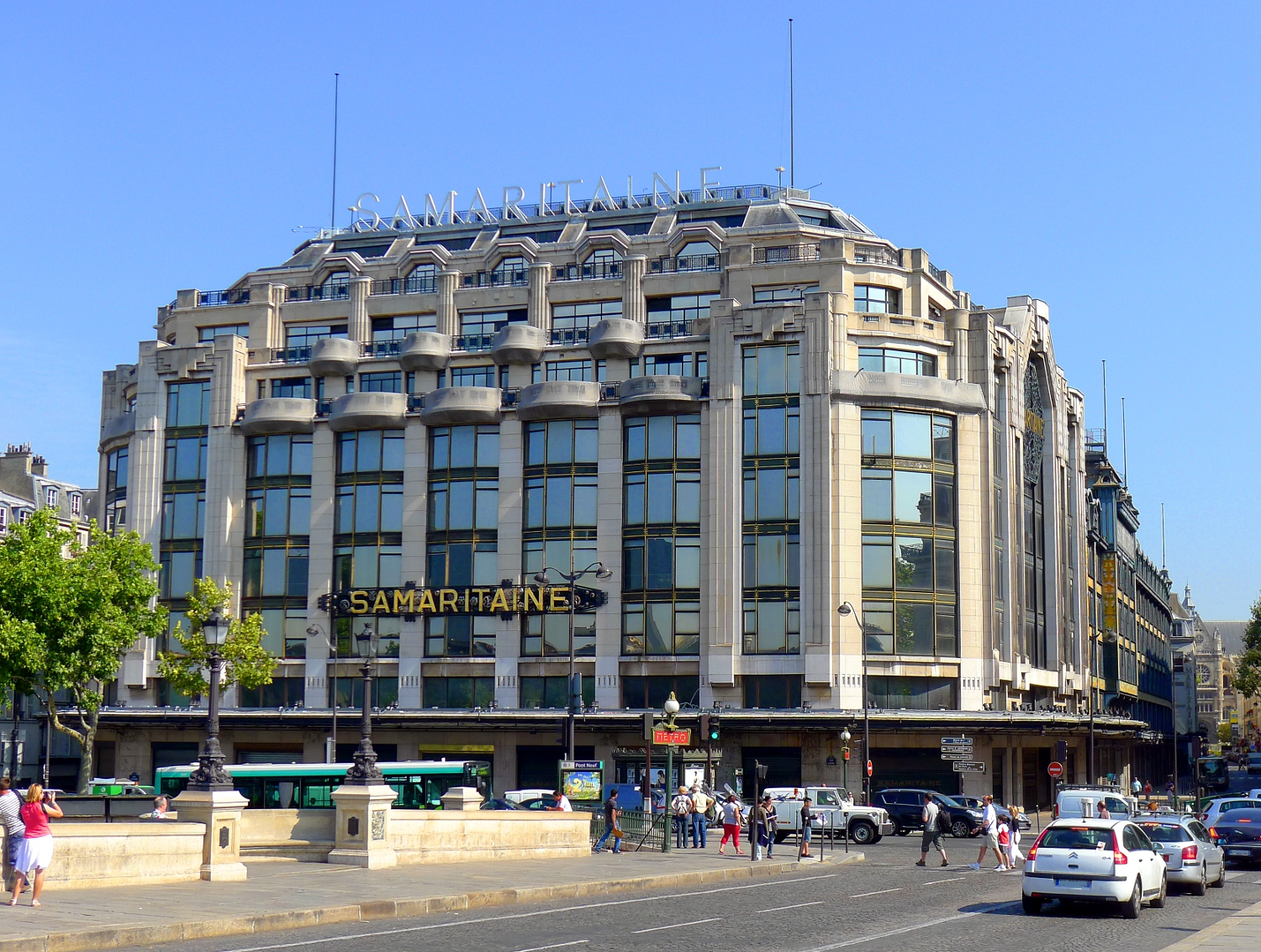
Универмаг La Samaritaine
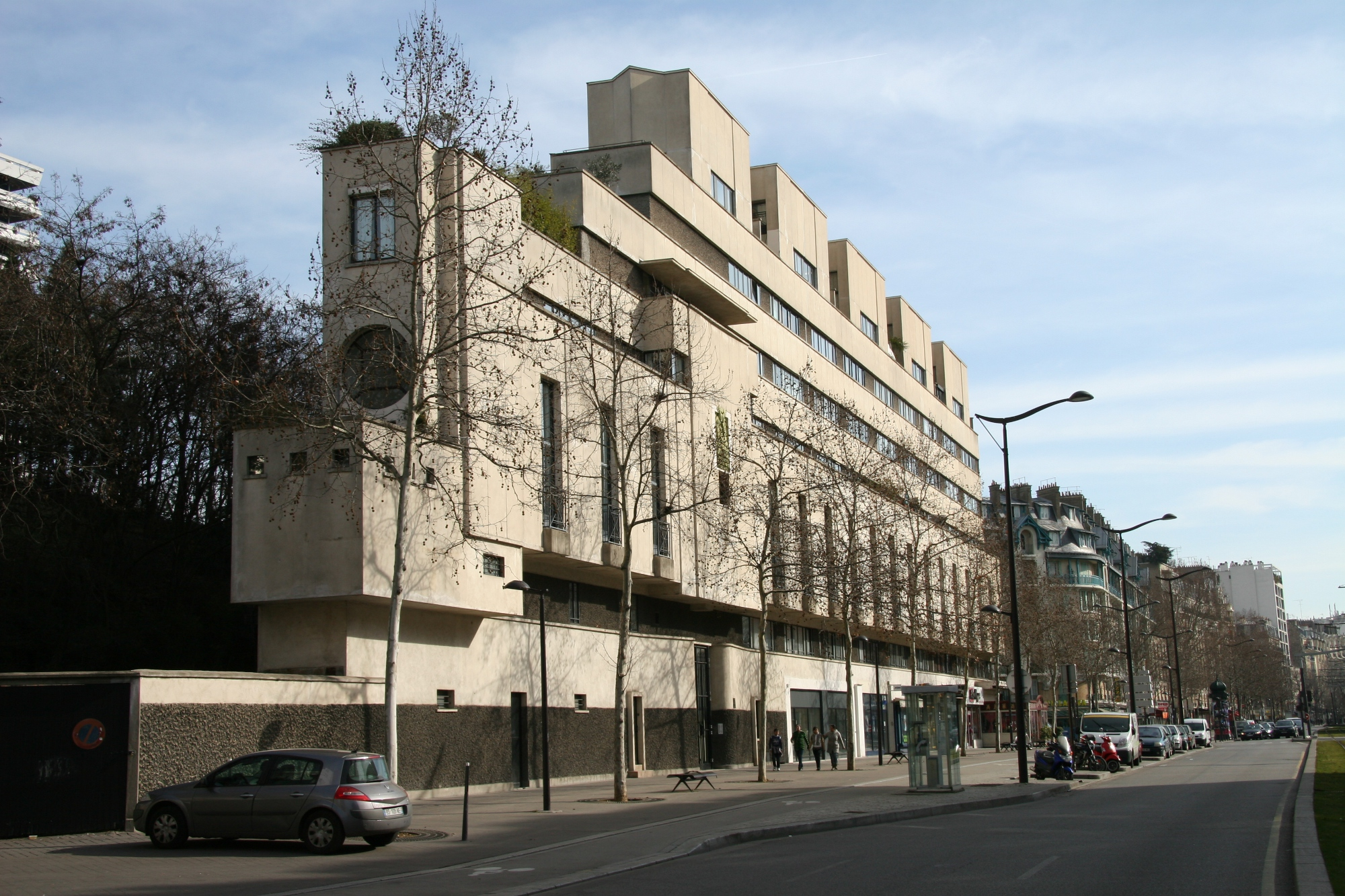
Здание в Pacquebot, 3 бульвар Виктор (15-й округ), (1935)

Стиль модерн был на пике славы в Париже с 1898 года, но вышел из моды к 1914 году. Стиль Ар-деко, появившийся незадолго до войны, стал доминирующим для крупных зданий между мировыми войнами. Основным строительным материалом нового стиля был железобетон. В зданиях господствовали горизонтальные линии, с рядами эркеров и балкончиками, они часто имели классические черты, такие как ряды колонн с яркой современной формой; орнамент был сведен к минимуму; скульптуры и орнамент использовались на резной каменной доске на фасаде. 
Ведущими сторонниками стиля Ар-деко были Огюст Перре и Анри Соваж. Пере оформил в 1913 году Театр Елисейских Полей, первое ар-деко здание в Париже. Его основными достижениями в период между войнами были здания Мобайлер Национальной (1936) и Музей общественных работ (1939). Соваж расширил Ла-Шапель универмаг в 1931 году, сохраняя элементы Ар-нуво интерьеров и фасадов, придавая ему ар-деко форма. Он экспериментировал с новым, более простые формы многоквартирных домов, в том числе ступенчатые здания, создавая террасы на верхних этажах и крытой бетонной поверхности с белая керамическая плитка, напоминающая камень. Он также был пионером в использовании быстровозводимых строительных материалов, снижение затрат и сроков строительства.
Связанные моды в Париже между войнами был pacquebot стиль, здания, которые напоминали океанские лайнеры периода, с гладкими белыми фасадами, закругленными углами, белыми фасадами и морских перила. Они часто строились на узкой части земли, или на углах. Одним из примеров является дом 3 на бульваре Виктор в 15-м округе, построен в 1935 году.

### Выставочная архитектура

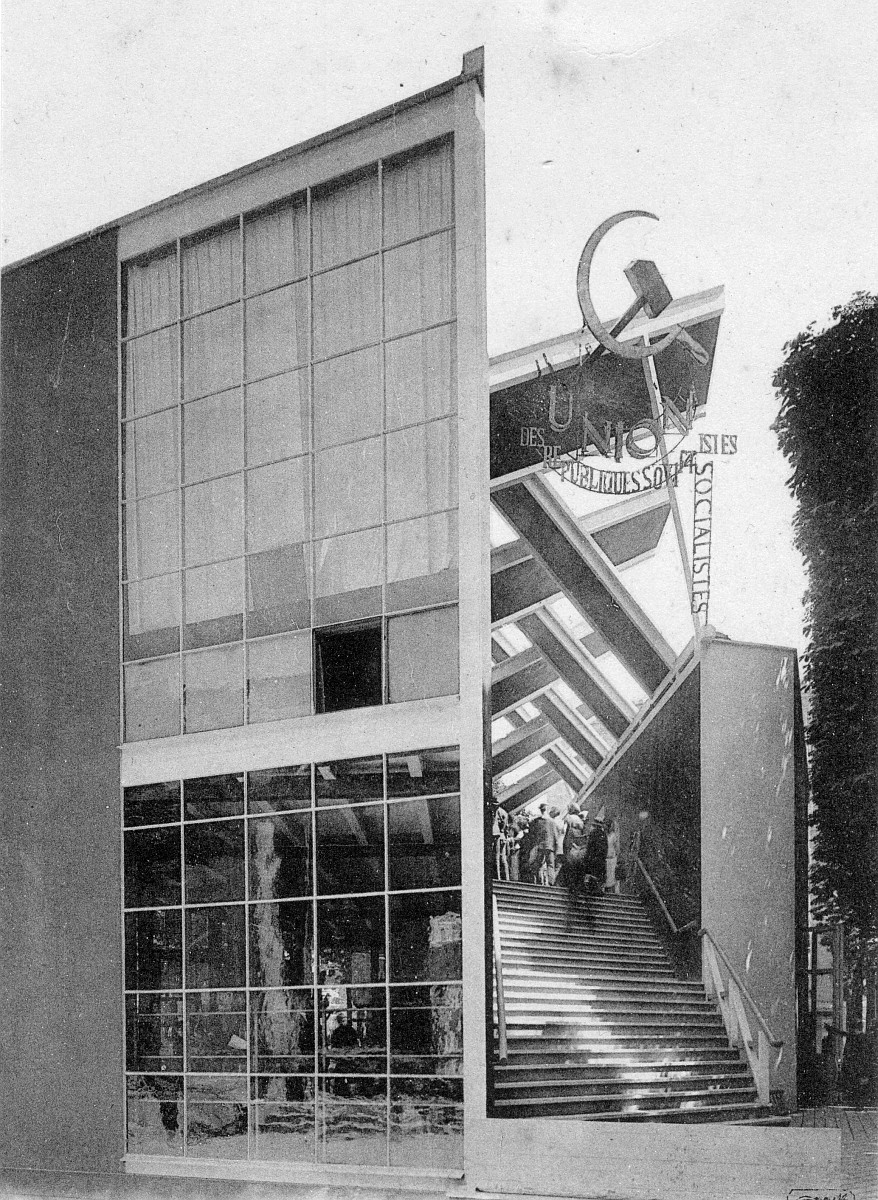
Павильон Советского Союза 1925 года. Экспозиция декоративно-прикладного искусства в Конструктивистском стиле. Архитектор К. С. Мельников.
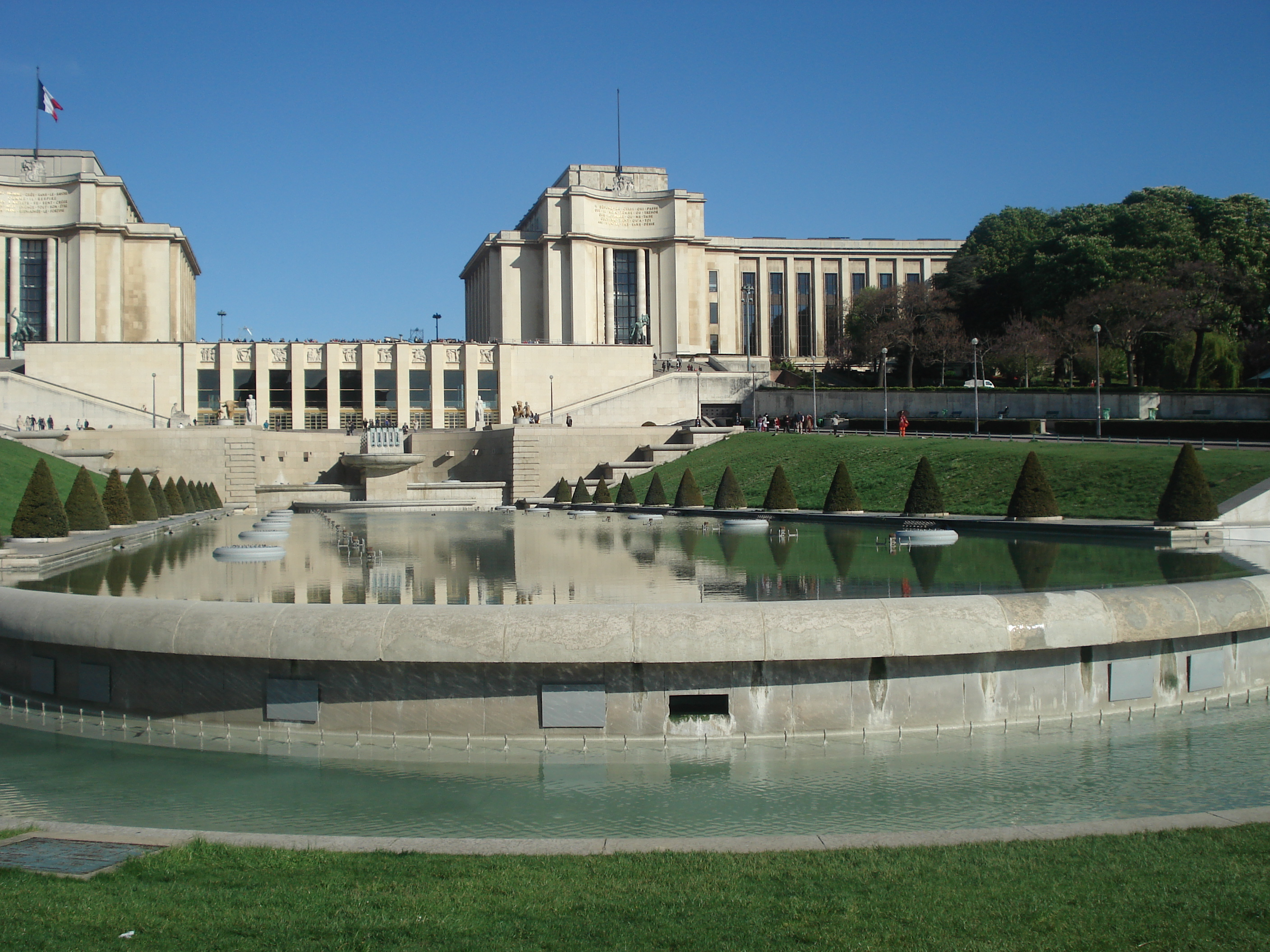
Дворец Palais de Chaillot  Парижской Международной выставки 1937 года
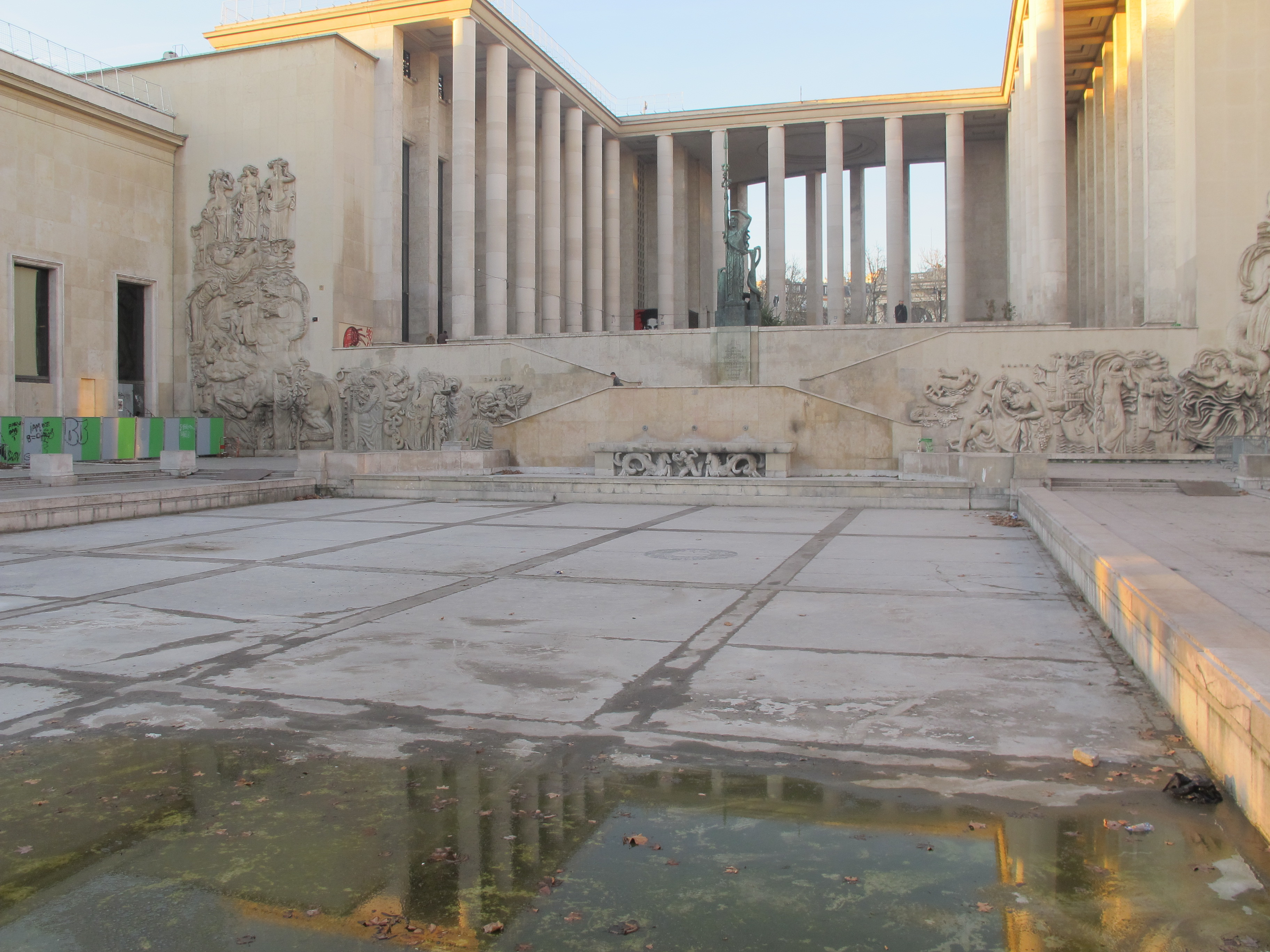
Palais de Tokyo, построенный для экспозиции 1937 года, в настоящее время — музей современного искусства города Парижа
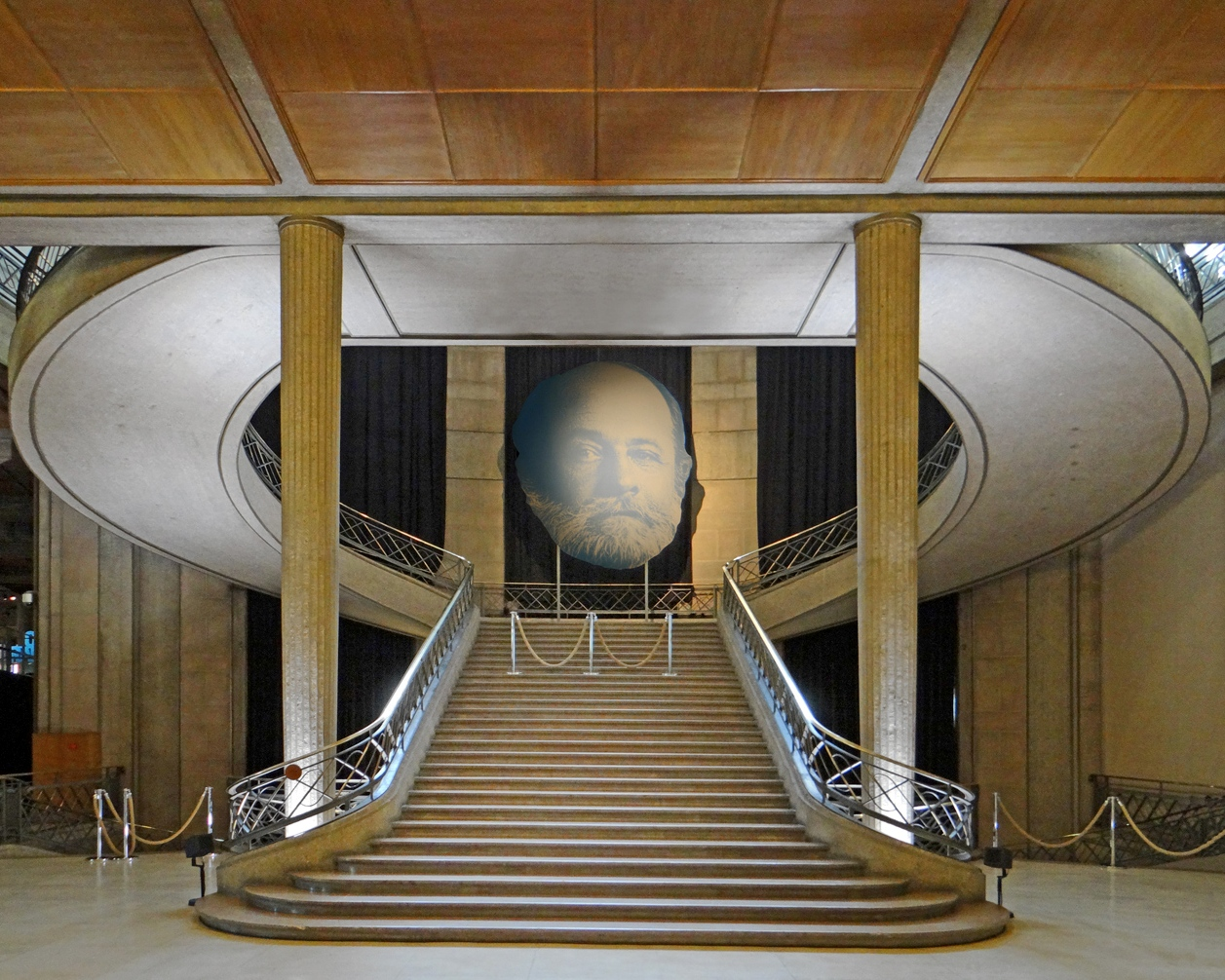
Большая лестница французского экономического, социального и экологического Совета, построенная для экспозиции Огюста Перре (1934-1948) в 1937 году

От международных выставок 1920-х и 1930-х годов осталось несколько памятников архитектуры. В 1925 году экспозиция декоративно-прикладного искусства размещалась в нескольких современных зданиях, российские павильоны, ар-деко Павийон-дю оформленных по Ruhlmann и Павийон-д’сетки в горошек на Ле Корбюзье, но все они были снесены, когда выставка закончилась. Ар-деко здание колониальной выставки 1934 года выжило; музей колоний в Ла-порт Doréé архитектора Альберта Laprade представлял собой здание длиной 89 метров с колоннадой и передней стеной, полностью покрытой барельефами Альфреда Janniot с видами животных, растений и культур французских колоний. Интерьер был наполнен скульптурами и фресками, которые также сохранились. В этом здании в настоящее время находится Музей истории иммиграции.
Павильон СССР на Международной выставке современных декоративных и промышленных искусств 1925 года в Париже был построен по проекту архитектора-модерниста К. С. Мельникова. Он стал одним из первых осуществлённых новаторских произведений как в советской, так и в мировой архитектуре XX века. Павильон представлял собой двухэтажное здание. Часть площади наружных стен была остеклена. Прямоугольное здание перерезалось по диагонали открытой лестницей, над которой было сооружено перекрытие в виде наклонных плит. Справа от лестницы была сооружена вышка-мачта с серпом и молотом и буквами СССР.
Парижская Международная выставка 1937 года, проходившая накануне Второй Мировой войны не пользовалась успехом. Два её крупнейших национальных павильона гитлеровской Германии и СССР стояли лицом друг к другу на центральной набережной. Другой экспонат выставки — бывший музей общественных работ (1936—1948) на проспекте Ене, архитекторы Огюст Перре и Густава Перре, имел внушительное ротонды и конференц-зал с неоклассическим фасадом, все было построено из железобетона. После войны он был преобразован в штаб-квартиру французского экономического, социального и экологического Совета. 

### Жилая архитектура

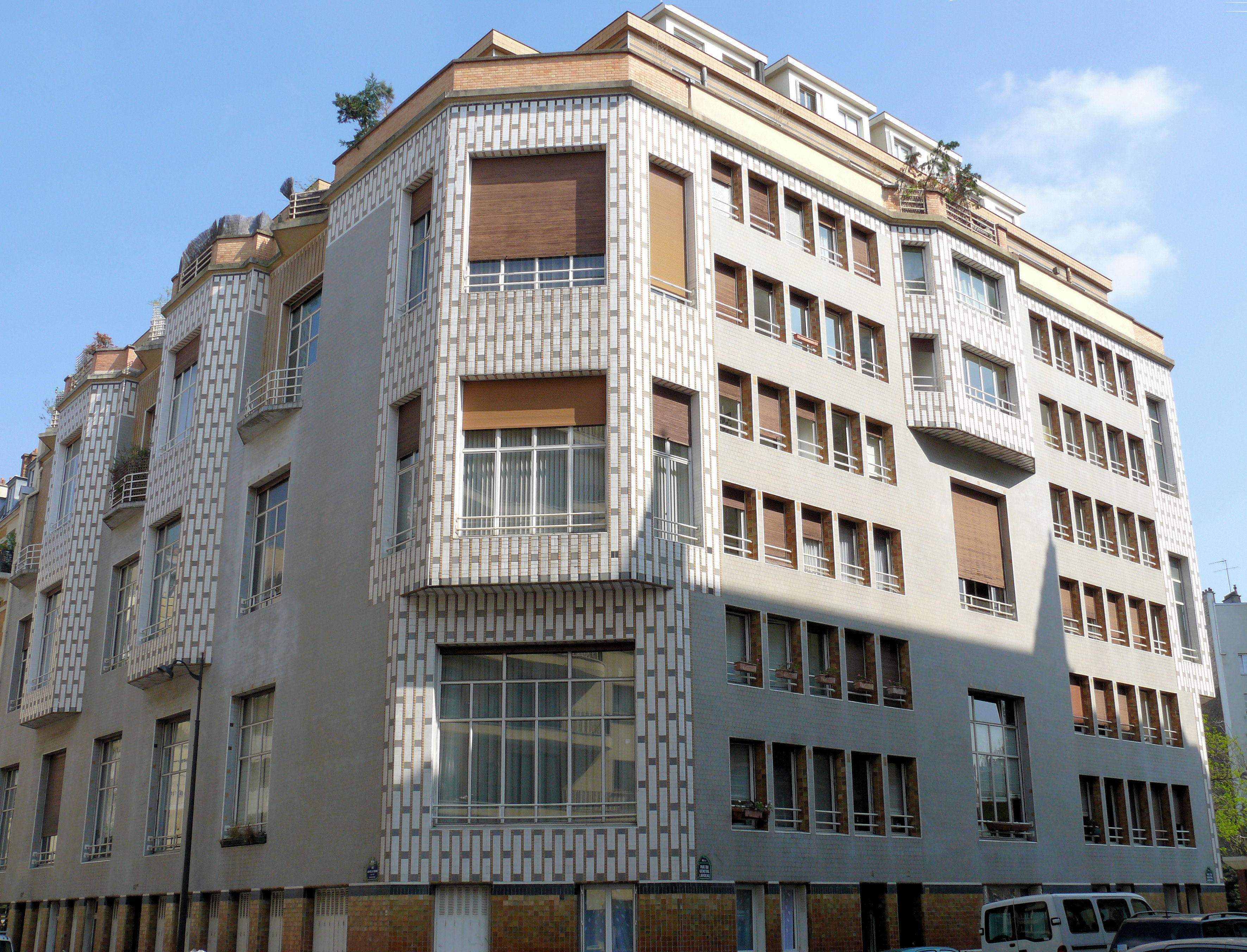
Дом-студия, Париж, стиль ар-деко, архитектор Анри Соваж (1926)
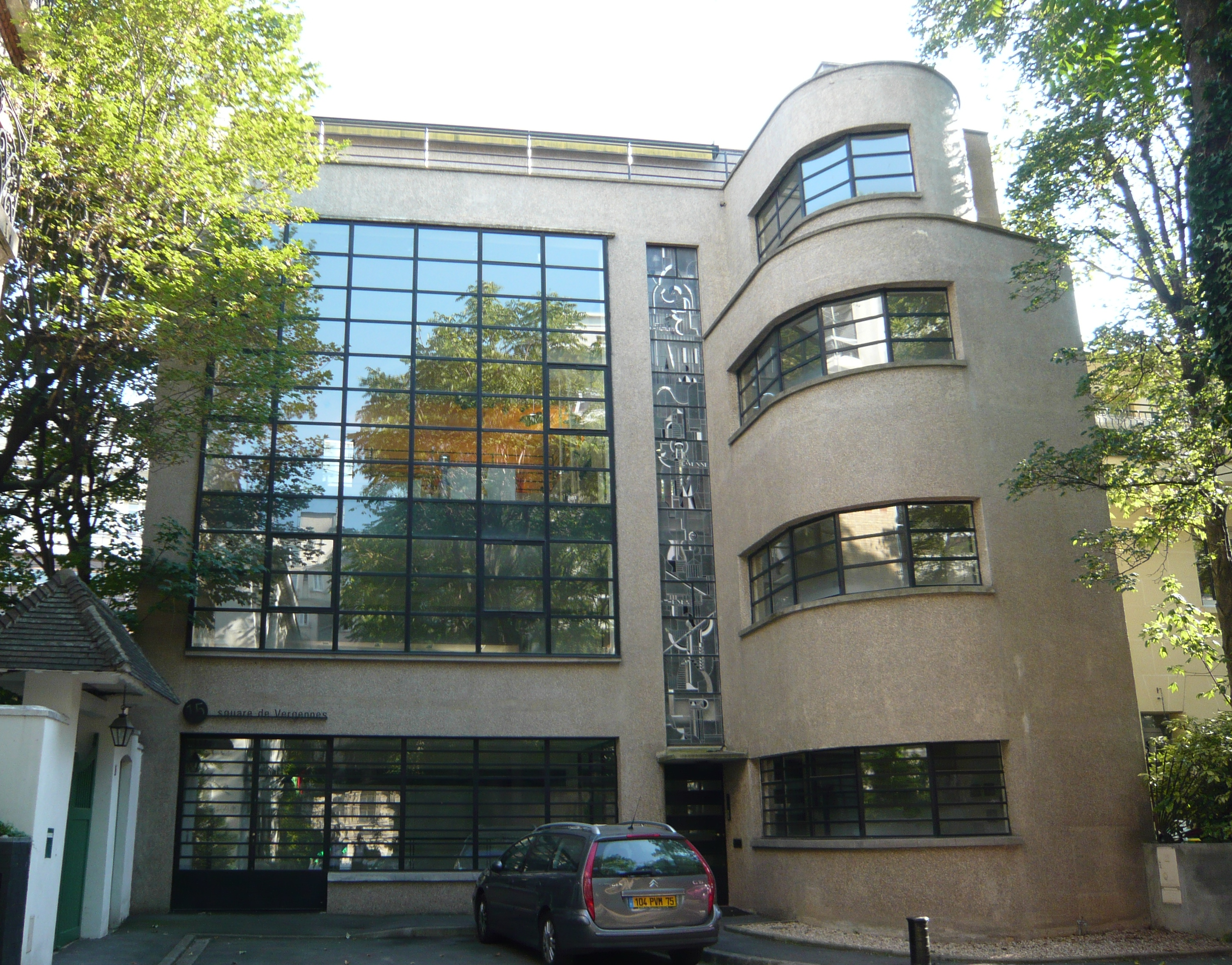
Резиденция и студия, архитекторы Луис Barillet, Роберт Маллет-Стивенс (1931—1932)
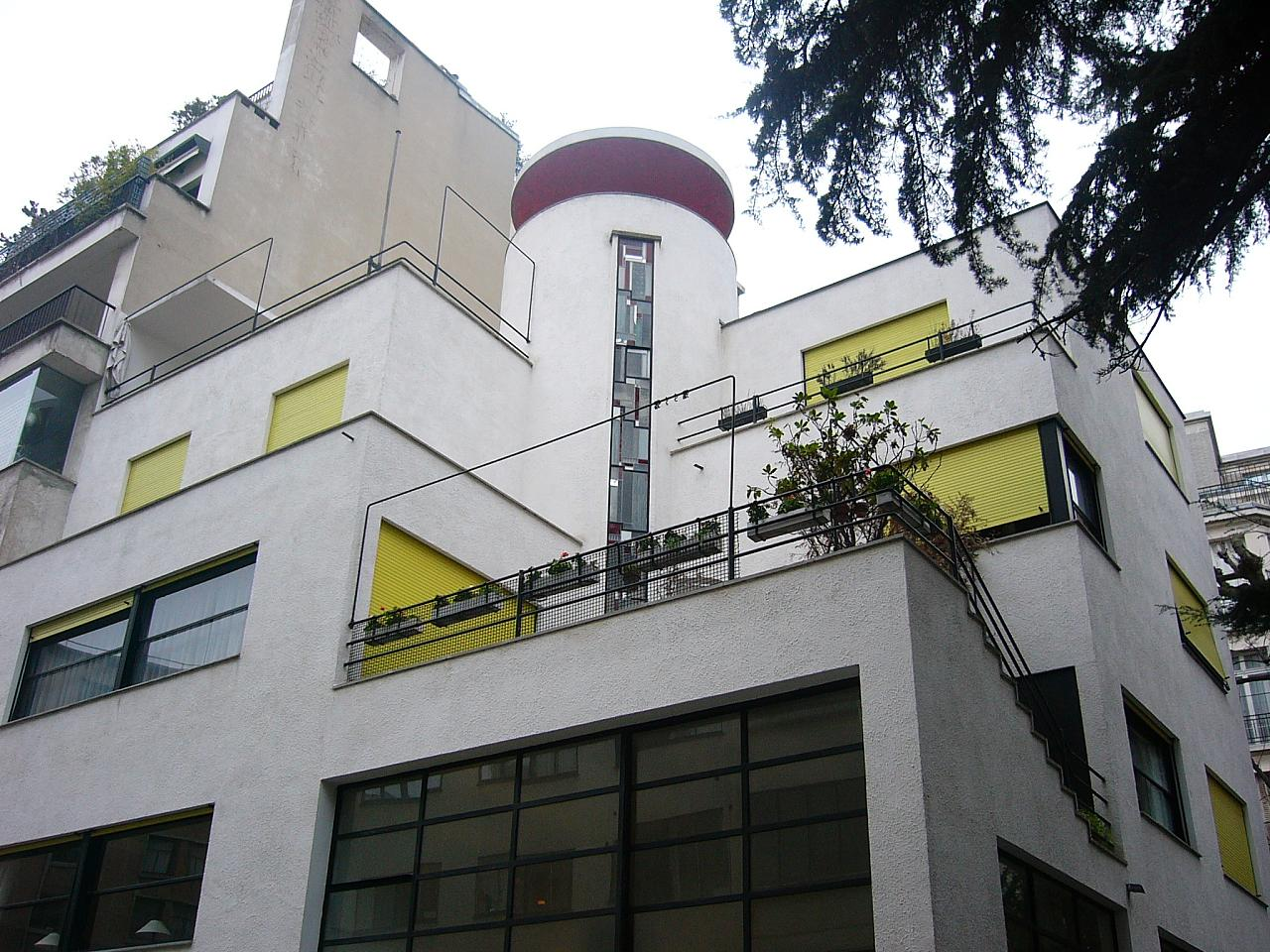
Вилла архитектора Робера Малле-Стивенса (1927) на улице Малле-Стивенс (16-й округ)
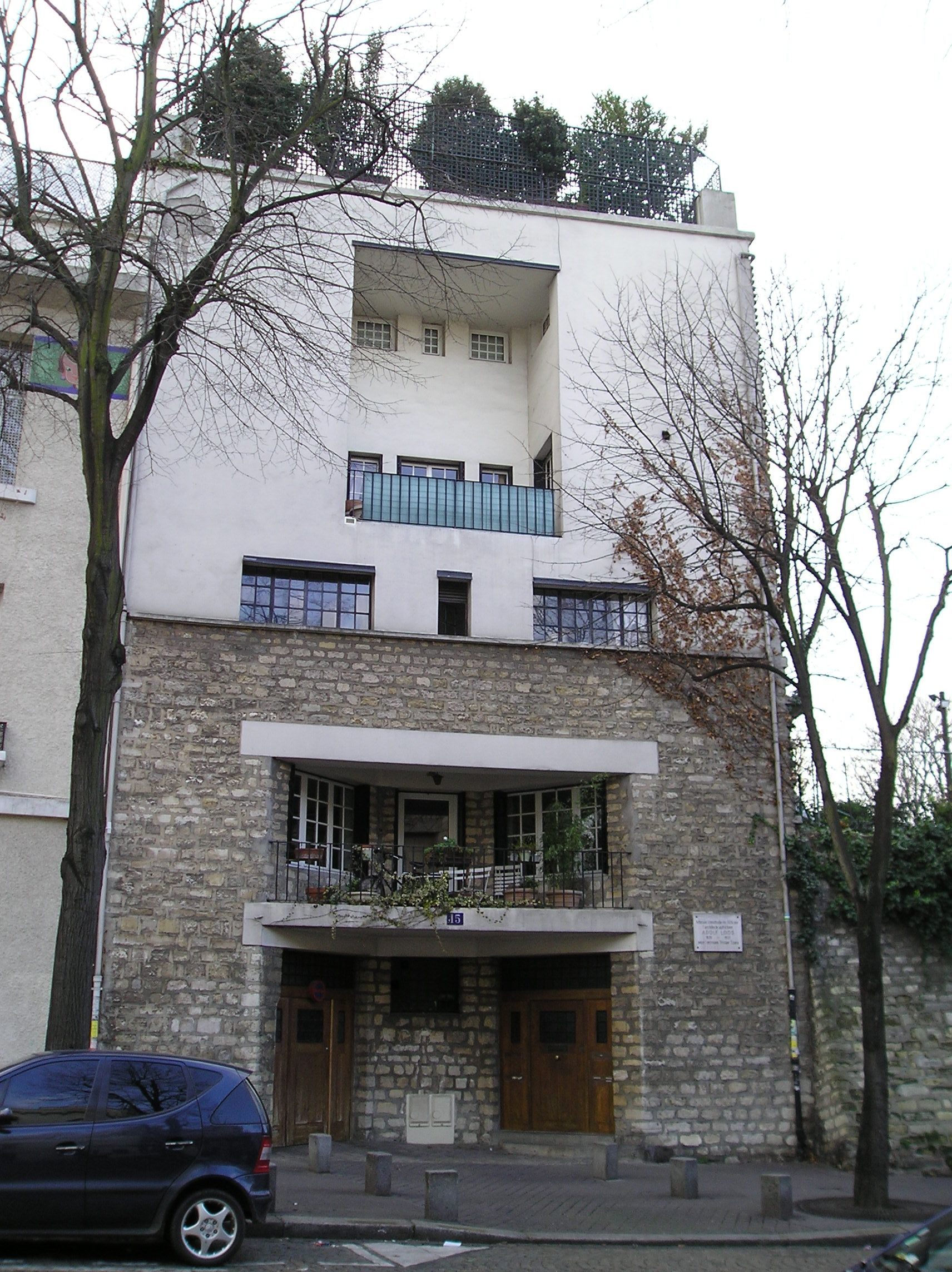
Дом художника Тристан Тцара, архитектор Адольф Лоос (1927)
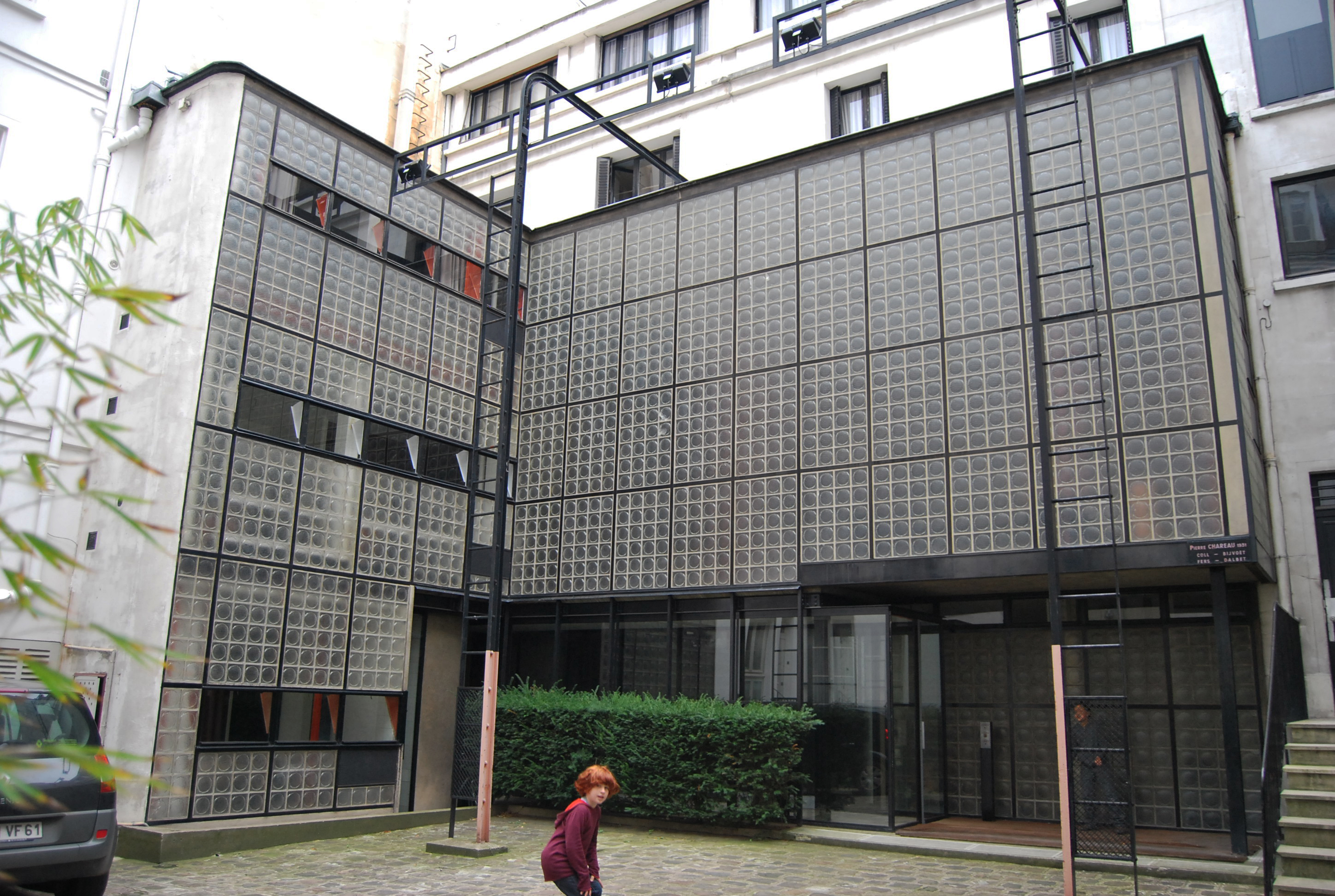
Мезон де Верре или "стеклянный дом", построенный для доктора Dalace архитектором Пьер Chareau (1927—1931)

Архитектор Огюст Перре с 1904 года строил здания в современном жилом стиле. Архитектор Шарля-Эдуара Жаннере-Гри, более известный как Ле Корбюзье. пошёл дальше, проектировав дома в геометрических формах, лишенные каких-либо украшений. В возрасте двадцати одного года работала помощником в офисе Перре. В 1922 году он открыл свой собственный архитектурный офис со своим двоюродным братом Пьером Жаннере в 1922 году и построили некоторые из его первых домов в Париже, в частности, Вилья-Ла-Рош на 10 квадратных дю Доктор-Бланш в 16-м округе, построенный по швейцарской фармацевтической магната. Построен в 1923 году, он ввел элементы находятся во многих Корбюзье более поздних зданий, в том числе белые бетонные стены, был построен в 1923 году, и представил многие темы нашли Корбюзье в более поздних работах, в том числе внутренний пандус между уровнями, и горизонтальными полосами окон. Он также проектировал мебель для дома. Роберт Маллет-Стивенс аналогичной модерн, состоящий из геометрических фигур, перегородки из стекла, и отсутствие орнамента. Он построил студию и резиденции с большой стеклянной стены и винтовая лестница за стеклом дизайнер Луи Barillet на 15 квадратных Вердженнес (15-й округ) и построен ряд домов для художников, каждый из которых отличается, на то, что сейчас известно, как ру Малле-Стивенса в 16-м округе. Один из самых ярких домов 1920-х годов стоял дом художника Тристан Тцара 15 авеню Жюно в 18-м округе Парижа. Проекту австрийского архитектора Адольфа Лооса. Интерьер был полностью ненормированный; все номера разного размера и на разном уровне. Ещё один необычный дом был Мезон де Верре или «стеклянный дом» по состоянию на 31 улице Сен-Гийом в 7-м округе Парижа, построенный для доктора Dalace по Пьер Chareau, с Бернардом Bijvoet (1927-31). Он был сделан полностью из кирпича из стекла, поддерживаемых металлическим каркасом. [69]
Модернистские здания, построенные в 1920-х и 1930-х годах были сравнительно редки. Наиболее характерные парижские жилой архитектора 1920-х годов был Мишель Ру-шпиц, который был построен ряд крупных элитных многоквартирных домов в 1920-х и 1930-х годов, в основном в 6-м и 7-м округах. Здания были построены из железобетона, а также и были белые стены, часто сталкиваются с камнем, и горизонтальные ряды из трех-столкнулась с эркером, модернизированная версия Осман многоквартирных домов на той же улице.

### Государственное жилье

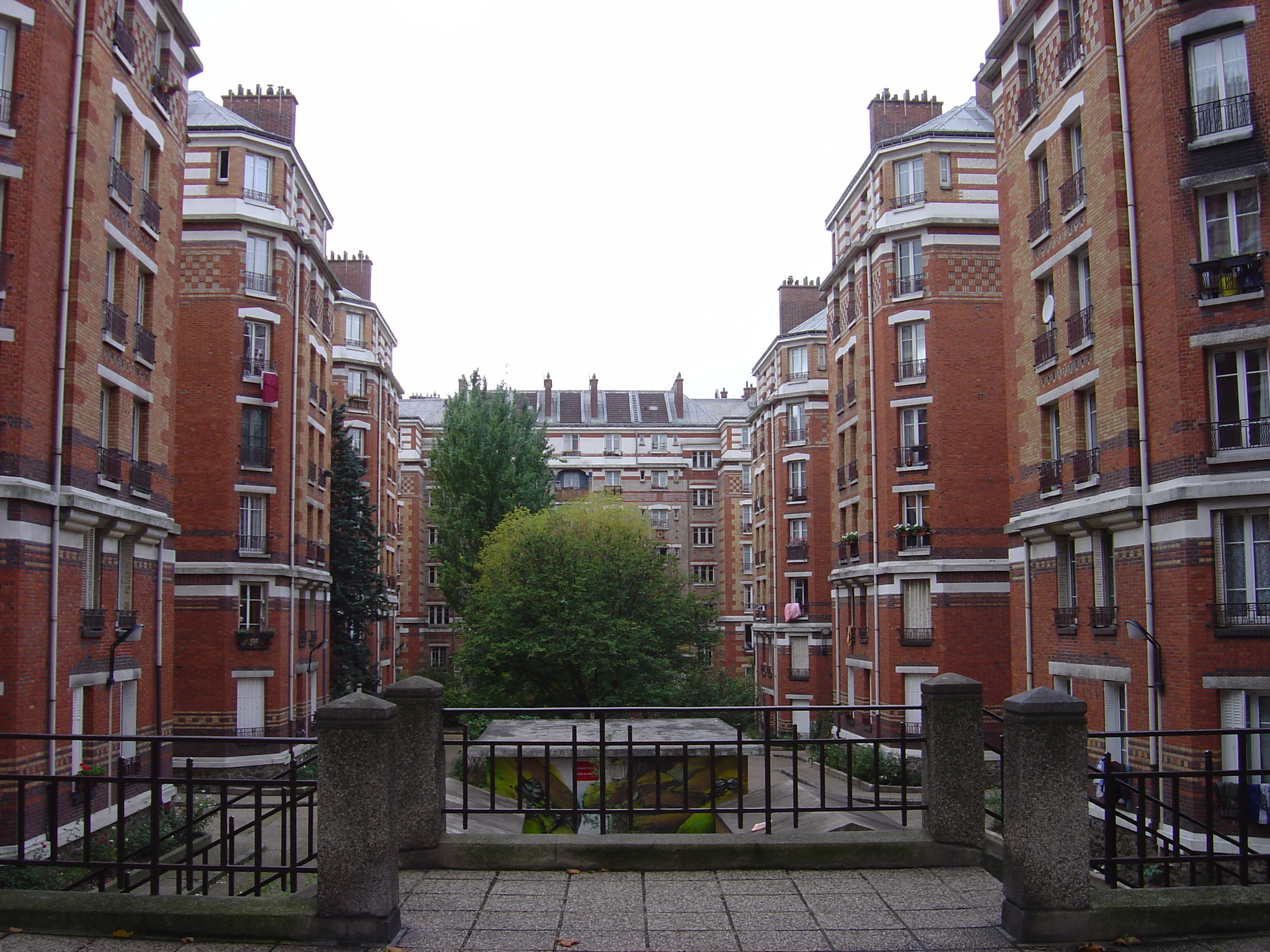
Здания 97—99 на проспекте Симона Боливара
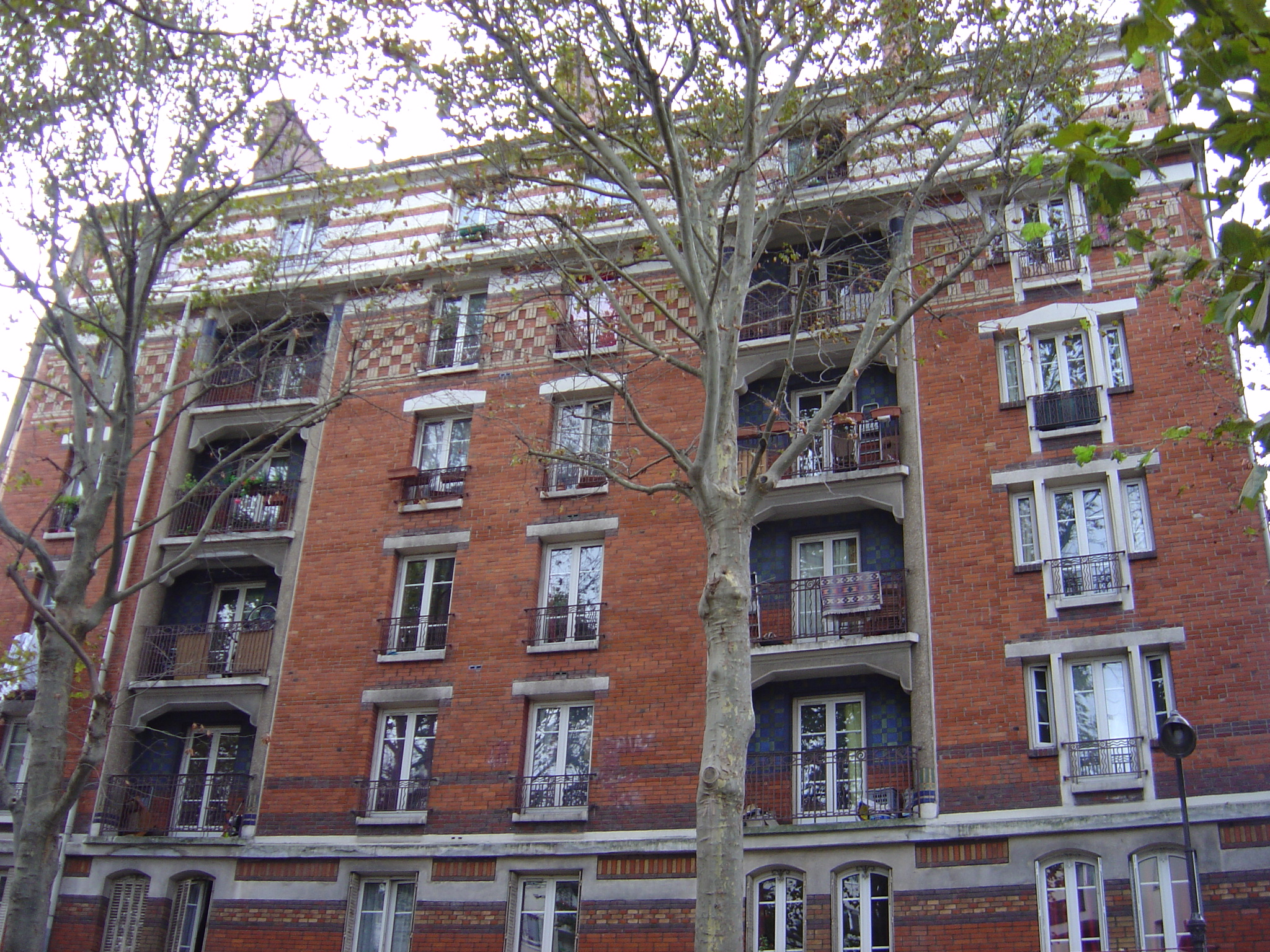
Фасады зданий на проспекте Симона Боливара

В начале 1919 года, после окончания Первой Мировой Войны, французское правительство инициировало программу строительства государственного жилья, особенно на пустующих землях бывших городских укреплений. Новые здания назывались HBM или  habitations à Бон Марше (недорогие резиденции). Новые здания строились на севере, востоке и юге города, в то время как более дорогой вид жилья строился к западу от города. Новые здания были построены из бетона и кирпича. На первых зданиях было много декоративных элементов, особенно на крышах (бетонные беседки и др.). Декоративная отделка со временем уменьшалась, кирпич сменялся железобетоном. 

### Религиозная архитектура

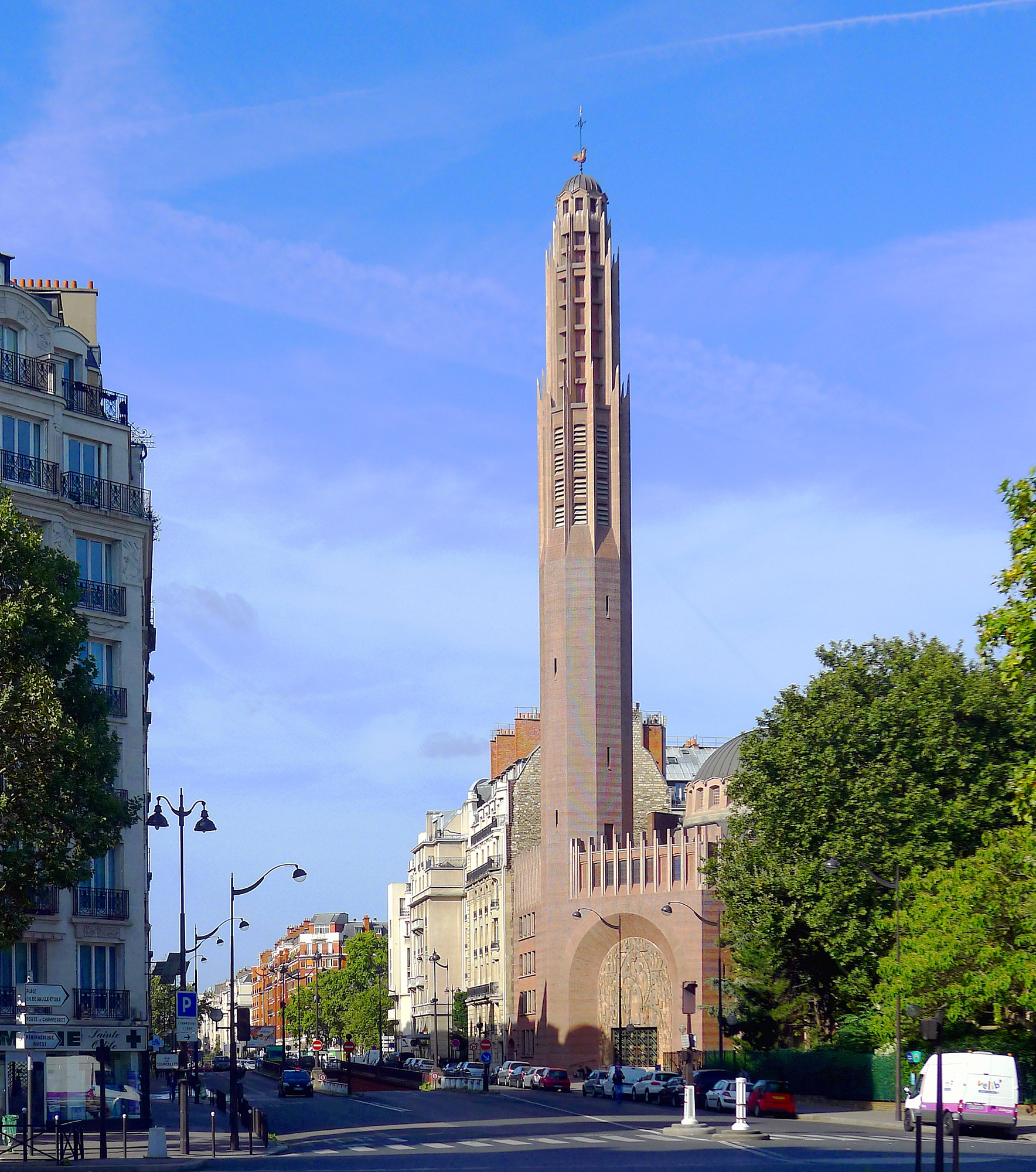
Церковь Сент-Одиль на 2 авеню Стефан-Малларме (17-й) (1935—1939), здесь самая высокая колокольня в Париже
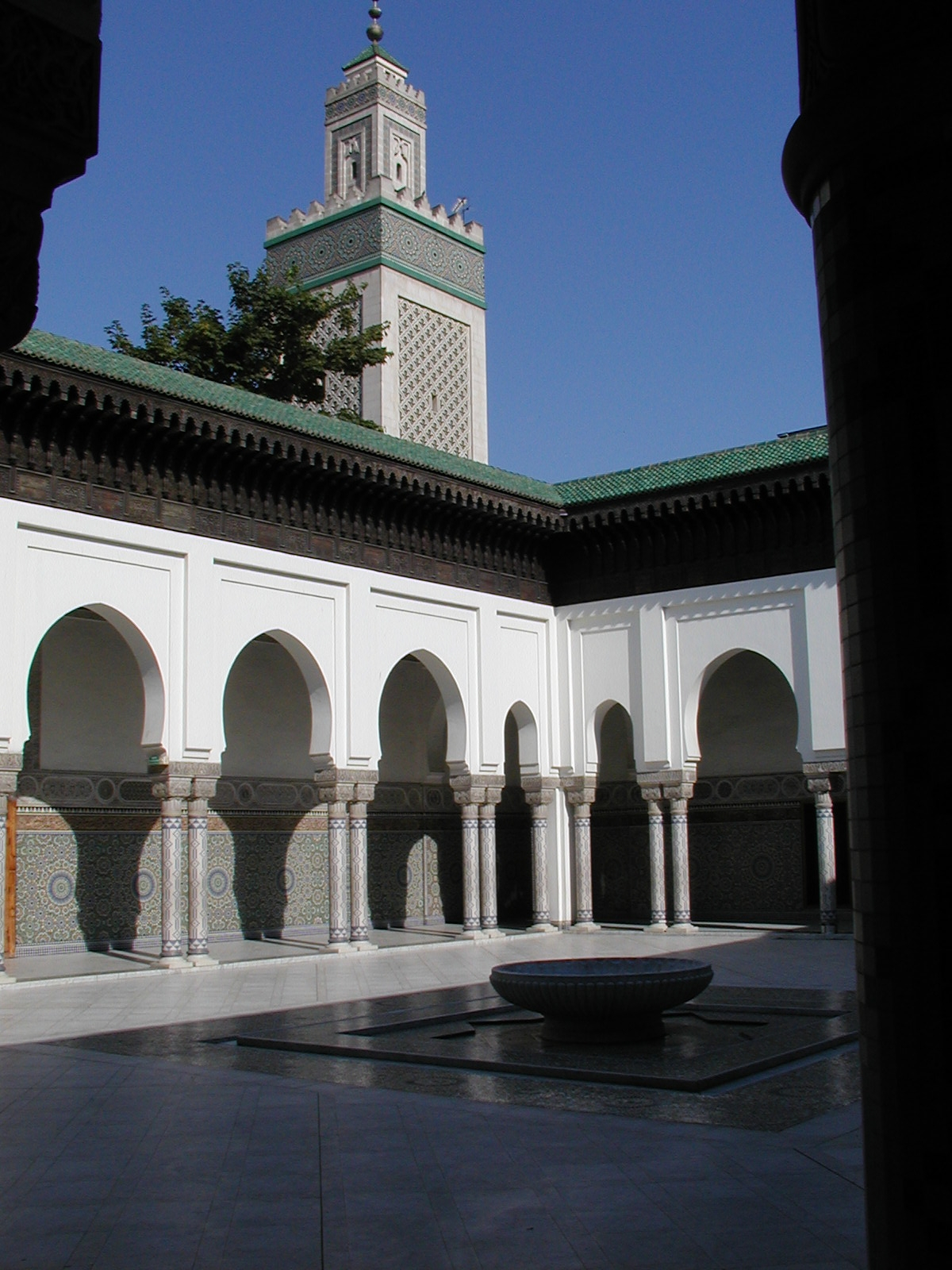
Самая большая мечеть в Париже (1920—1924), построена в честь воинов-мусульман, погибших в боях за Францию в годы Первой Мировой Войны

В Париже было несколько новых церквей, построенных между войнами в различных стилях. Церковь дю Сент-Эспри, (1928—1932), разработанная Полем Турнон и расположена на проспекте 186 станция метро «домениль» в 12-м округе, имеет современный внешний вид, изготовлена из армированного бетона, покрыта красным кирпичом. Имеет современную колокольню высотой в 75 метров. Гласной её особенностью является огромный купол диаметром 22 м, его дизайн, как на базилике Сакре-Кер, был вдохновлен Византийскими церквями, интерьер был украшен фресками нескольких известных художников, в том числе Мориса Дени. В церкви Сен-Пьер-де-Шайо на 31 авеню Марсо (16-го), разработанной Эмилем Буа (1932—1938) имеются башни и массивный романский вход. Церковь Сент-Одиль на 2 Авеню Стефан-Малларме (17-й округ), архитектора Жак Баржи (1935-39) имеет один неф, три Нео-византийских купола и высокую колокольню.
Большая мечеть Парижа была одним из наиболее необычных зданий, построенных в этот период. Она предназначалась для поминания мусульманских солдат из французских колоний, павших за Францию во время войны. Мечеть была построена по проекту архитектора Мориса Троншен-де-Люнеля с помощью мастеров из Северной Африки. Проект финансировался Национальным собранием Франции в 1920 году. Её строительство началось в 1922 году и было завершено в 1924 году и посвящено президенту Франции Гастону Думергу и Султану Марокко Мулаю Юсефу. Мечеть построена в «испано-мавританском» стиле, её дизайн и в значительной степени создан под влиянием большой мечети Феса в Марокко. 

## После Второй Мировой войны (1946—2000)

### Триумфмодернизма

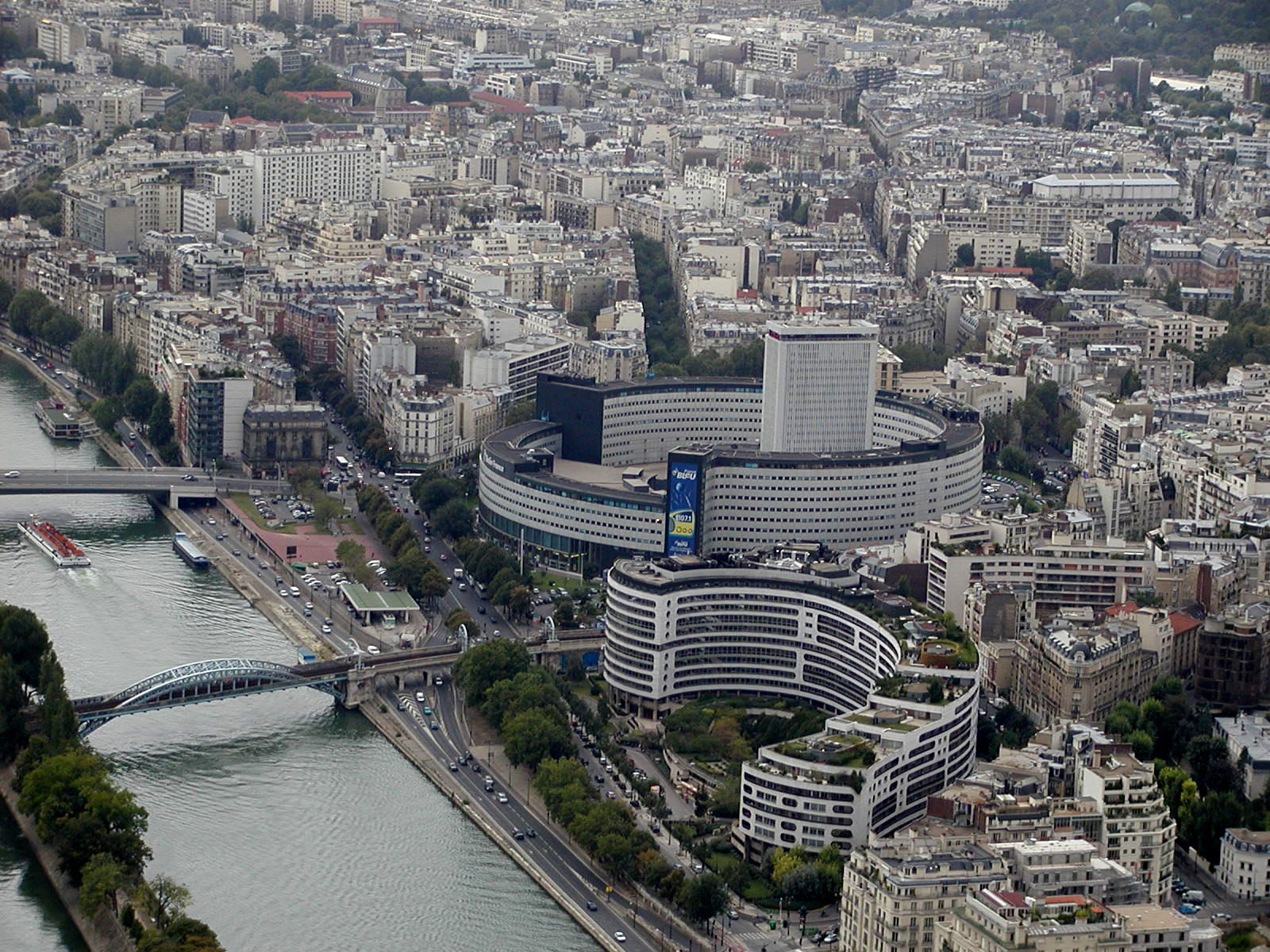
The Maison de la Radio (16-й округ), архитектор Генри Бернард (1953—1963)
Штаб-квартира французской Коммунистической партии на площади du Colonel Fabien, архитектор Оскар Нимейер (1968—1971)

После Второй Мировой Войны модернизм стал официальным стилем для общественных зданий. Это было модно и дешевле построить. Здания были спроектированы так, чтобы показать свою функцию, используя простые геометрические формы, с минимальным количеством орнамента и украшений. Обычно они были сконструированы так, что в каждом офисе были свои окна. Материалом строительства был железобетон, алюминиевые панели и стекло. Термин «Дворец» использовавшийся для многих довоенных общественных зданий был заменен на более скромный «Мезон», или «дом». В новостройках не существовало практически ничего специфически французского; они напоминали модернистские здания в США и других частях Европы.
Среди первых известных общественных зданий были Maison de la Radio, штаб-квартира французского национального радио и телевидения, расположенного у реки Сены в 16-м округе, архитектор Генри Бернард (1952—1963). Бернард учился в школе изящных искусств, завоевал Гран-При Рима, стал главой Академии изящных искусств. Он с энтузиазмом строил здания в новом стиле. Здание Maison de la Radio состояло из двух круглых зданий установлены один внутри другого; внешний круг с видом на реку, с тысячей отделений; внутренний круг состоял из студии и 68-метровой башни в центре. 
Другими крупными общественными зданиями в монументальном стиле модерн были Штаб-квартира ЮНЕСКО, культурный центр Организации Объединённых Наций на площади Фонтенуа в 7-м округе Парижа, архитекторы Марсель Брейер, Бернард Zehrfuss и Пьер Луиджи Нерви (1954—1958). Здание имеет вид треноги из монолитного железобетона, с садами между крыльями.  Штаб-квартира французской Коммунистической партии (19-й округ), спроектирована архитектором Оскаром Нимейером, который только что закончил проектирование Бразилиа, новой столицы Бразилии города. Здание строилось с 1969 по 1980 год и представляет собой плавно изогнутый семиэтажный административный корпус, сообщающийся с башней. Зал рядом со зданием был наполовину заглублен под землю и покрыт бетонным куполом. Выбор изогнутой формы обусловлен стремлением архитектора как к повышенной пластической выразительности, так и стремлением закрыть вид с площади вид на соседние ветхие сооружения. 

### Президентские проекты

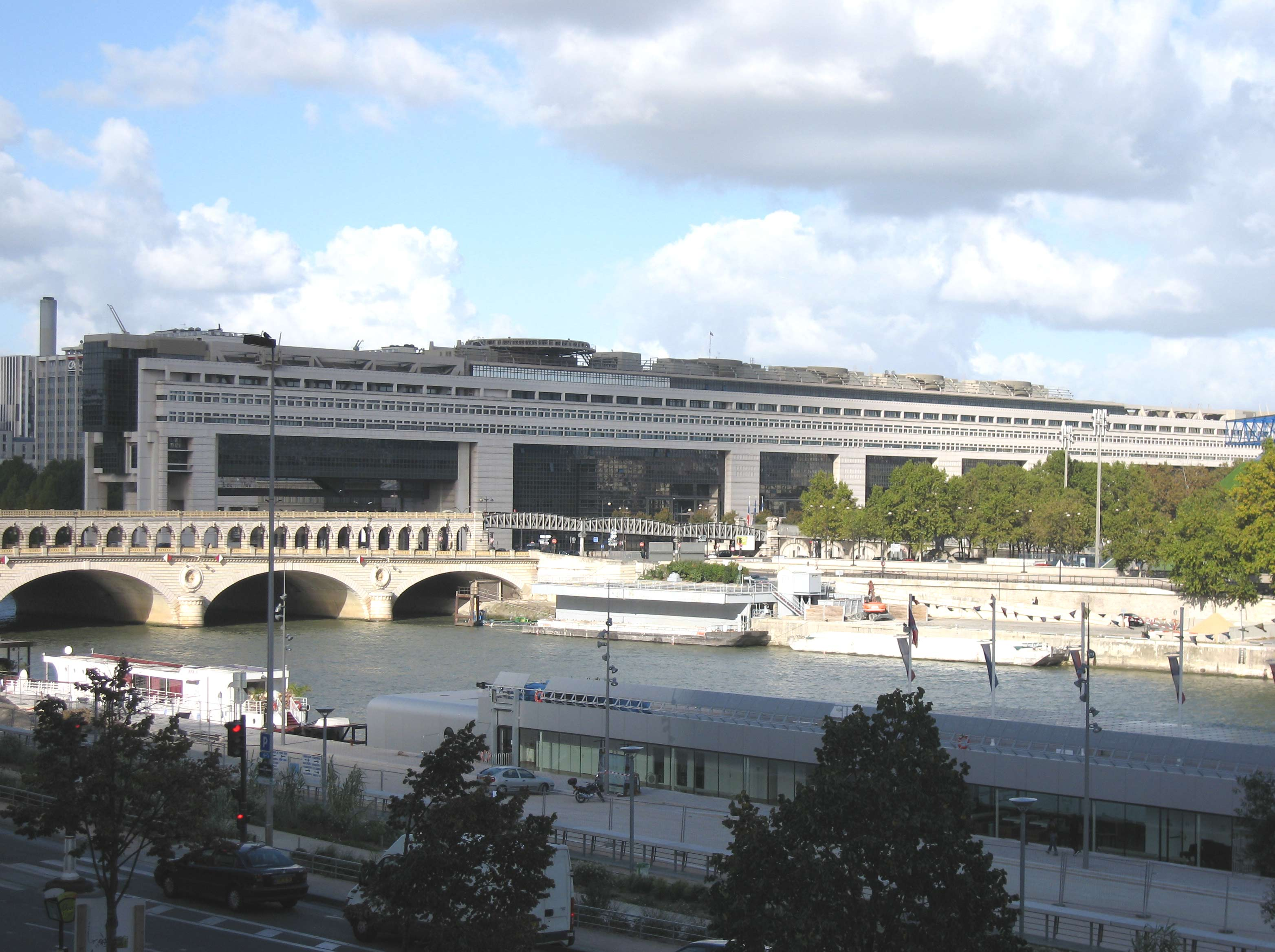
Французская Национальная библиотека, проект Доминика Перро (1989—1995)
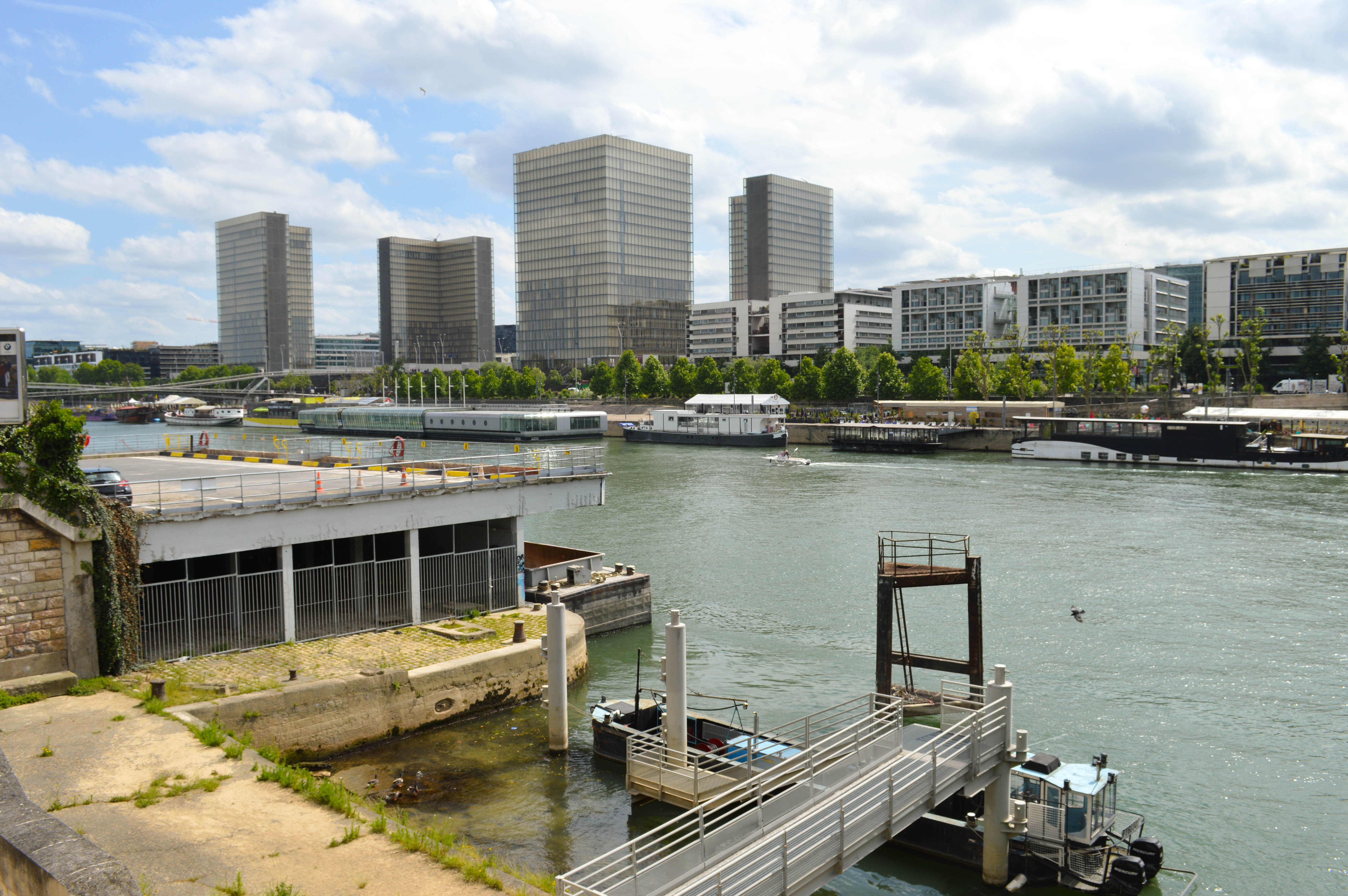
Набережная Берси (Bercy), Париж, 2015

В 1970-е годы президенты Франции стали инициировать крупные архитектурные проекты, которые бы стали их наследием, напоминающими о них после того как они покинут свой пост. Первым был Жорж Помпиду, известный поклонник и покровитель современного искусства. В 1974 году был построен Центр Помпиду. Проект здания был разработан архитекторами Ренцо Пиано и Ричардом Роджерсом. Здание интересно тем, что все механические функции вынесены наружу. Это цветные трубы, воздуховоды и эскалаторы. Архитектурными проектами его преемника, Жискара д’Эстена была перестройка музея Орсе, Центральный железнодорожный вокзал был преобразован в музей, посвящённый французскому искусству XIX века (1978—1986). Городок науки и промышленности (1980—1986) в Ла-Виллет в 19-м округе Парижа содержит геодезический шар диаметром 36 метров из полированной нержавеющей стали. 
Президент Франции Франсуа Миттеран (1981—1995) за четырнадцать лет пребывания у власти имел достаточно времени, чтобы завершить больше проектов, чем любой президент со времен Наполеона III. Он завершил проекты, начатые Жискар д’Эстеном и построил Институт арабского мира по проекту архитектора Жана Нувеля; Большую арку в Дефанс датского архитектора Йохана Отто фон Спрекельсена, здание в виде гигантской церемониальной арки, здание Опера Бастилия, архитектора Карлоса Отта, открытое 13 июля 1989 года, накануне двухсотлетия французской революции, новое здание для министерств экономики и финансов, в районе Берси (12-й округ), массивное здание рядом с Сеной, напоминающее одновременно ворота в город и огромный мост к реке, проект Павла Chemetov и Боря Уидобро (1982—1988). Его последний проект включал группу из четырёх зданий в форме книг Национальной Библиотеки Франции, архитектор Доминик Перро (1989—1995). Книги хранились в башнях, а читальные залы были расположены под террасой между домами, с окнами, выходящими в сад. 

### Башни

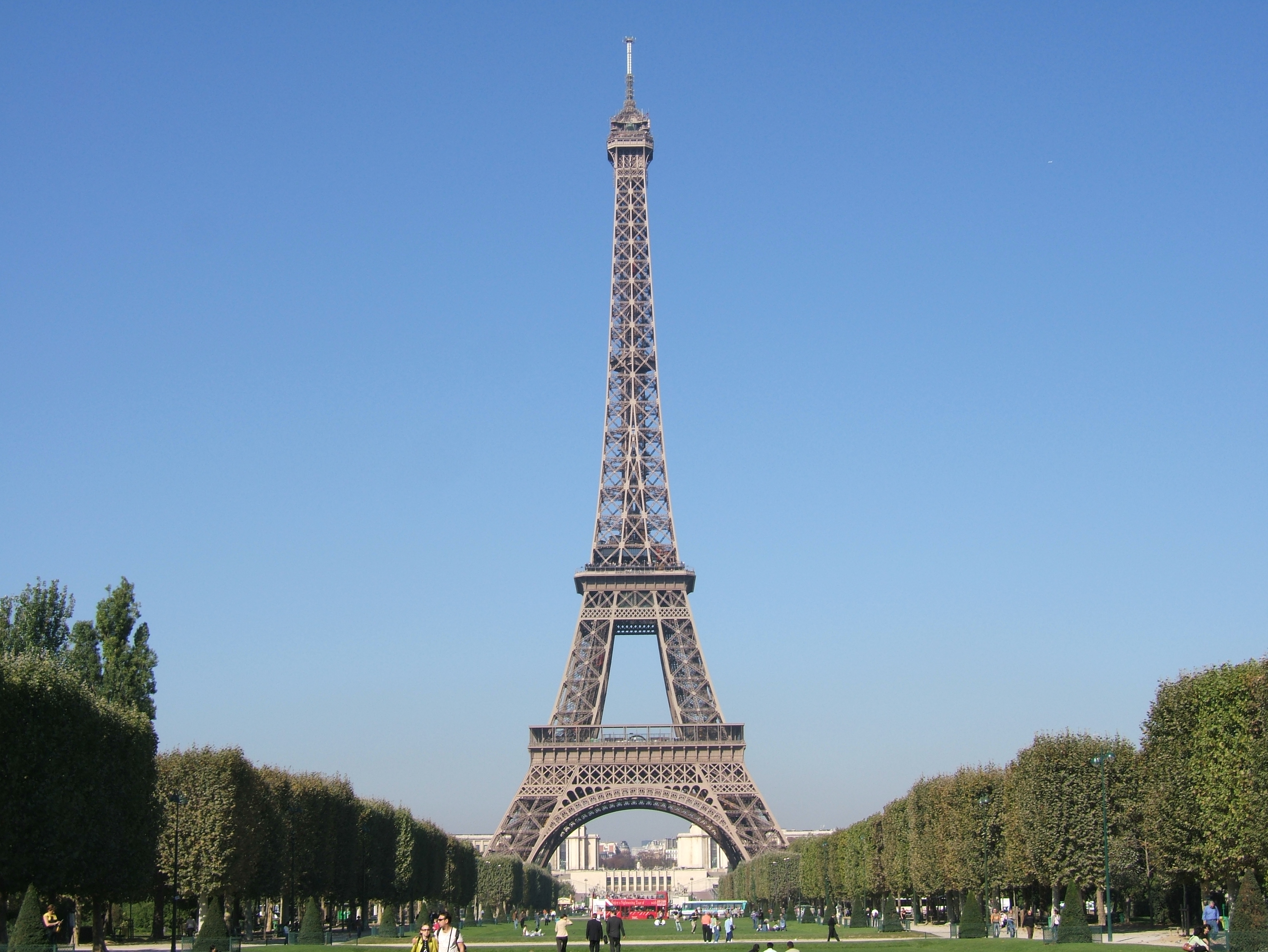
У Эйфелевой башни (1889)
Набережная Сены (1970-е годы)
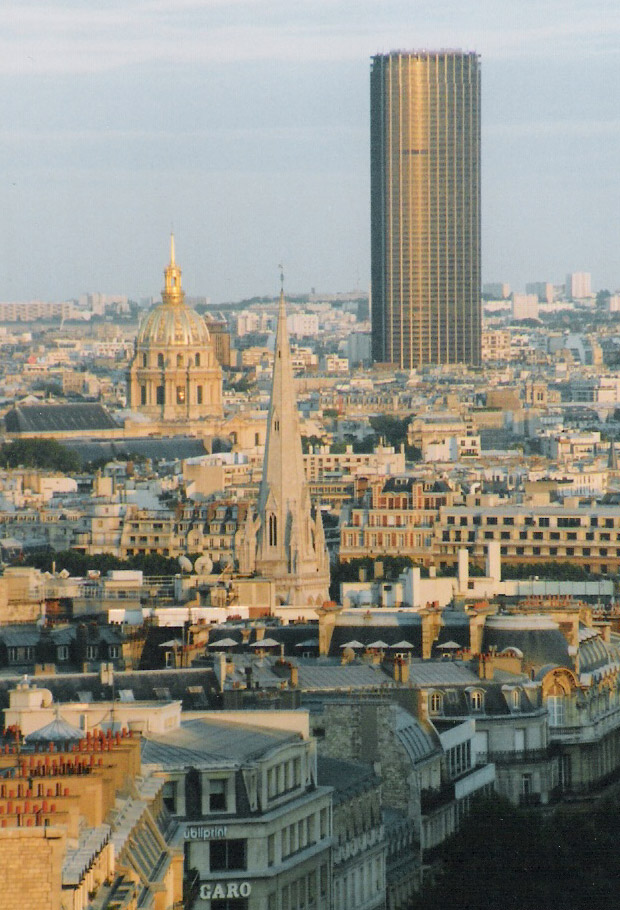
Башня Монпарнас, 210 метров (1973)
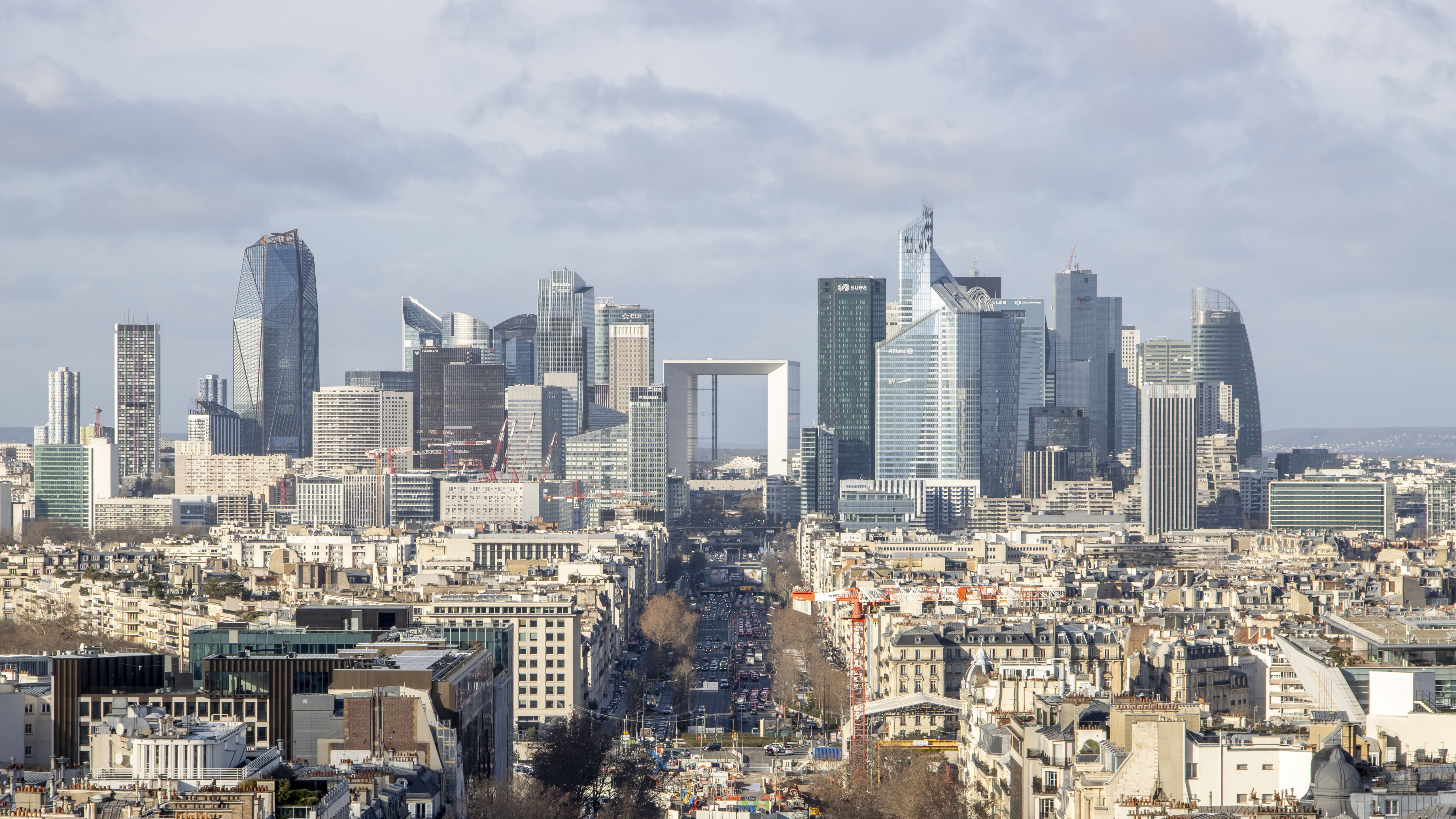
Деловой район Ла-дефанс, к западу от Парижа

До 1960-х годов в Париже не было никаких высотных зданий, кроме Эйфелевой башни; высота зданий ограничивалась тридцатью пятью метрами. С 1958 года, в рамках пятой Республики, правила начали меняться. Первая высокая башня была построена в 1961 году для многоквартирного дома в 13 округе Парижа. Это было здание в двадцать два этажа, высотой около шестидесяти метров. С 1960 по 1975 год в Париже было построено около 160 новых зданий выше пятнадцати этажей. Большинство из них было высотой около ста метров. [79]
Здание штаб-квартиры для «Эйр Франс» было спроектировано высотой в 150 метров, в 1959 году его высота по проекту была увеличена до 170 метров. В 1965 году высота здания по проекту была снижена, чтобы его не было видно от эспланады дома инвалидов. В 1967 году префект Парижа, представляющий правительство Президента де Голля, отменил решение городского совета и поднял высоту до двухсот метров, чтобы там было больше офисной площади. Новый дом, построенный в 1969—1972 года стал самым высоким зданием в черте города.[80]
Рост числа небоскребов в Париже вызвал сопротивление со стороны Парижского населения. В 1975 году президент Жискар д’Эстен объявил мораторий на строительство новых небоскребов внутри города. В 1977 г. в Париже было введено ограничение высоты на здания в двадцать пять метров в центре Парижа и в 31 метров на окраинах города.  Строительство небоскребов продолжается вне Парижа, в частности, в новом деловом районе Ла-дефанс.

### Государственное жилье

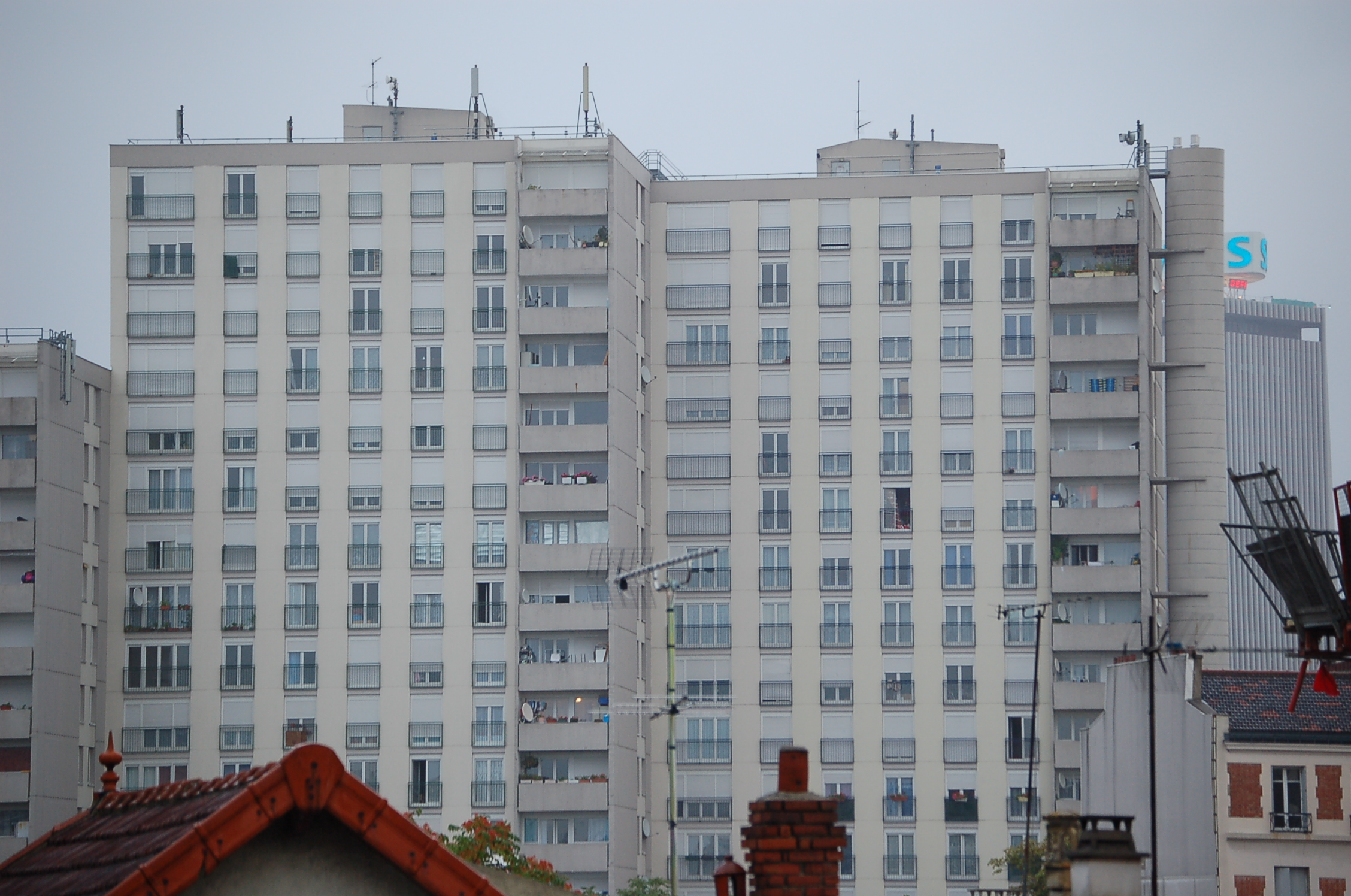
Жилые здания в парижском пригороде Сен-Дени

Первое социальное жилье появилось в Париже в середине XIX века. Социальные дома строились из дешевых материалов и представляли собой многоквартирный дом на сотни семей.
После войны Париж сталкивался с острой нехваткой жилья; большая часть жилья в городе датировалась XIX веком и была в ужасном состоянии. Только две тысячи новых зданий были построены между 1946 и 1950 годами. Их число возросло до 4230 в 1951 году и более 10 000 — в 1956 году. Новые жилые микрорайоны возводились очень быстро и представляли собой нагромождение бетонных домов с редкими башнями. Со временем большинство из них было снесено.
Управление муниципального жилья города Парижа приобрело дешевые участки по краям города. В 1961 году, когда земли в городе были застроены, муниципалитет стал покупать земли в пригородах Парижа. Первые послевоенные социальные здания были относительно низкими — в три или четыре этажа. В середине 1950-х годов в городе стало появляться много больших зданий. Обычно 200—300 квартир объединялись в кластеры, которые располагались на некотором расстоянии от магазинов и общественного транспорта. Их занимали семьи, которые жили там в 1950-х и начале 1960-х годов, но в последующие годы они были заселены иммигрантами. 
В настоящее время жилые здания причудливых форм и ярких цветов вписываются в общий архитектурный ансамбль районов Парижа, в рельеф окружающей местности.

## Современная архитектура (2001- …)

Деление Парижа на округа

Современный Париж разделён на округа, обозначаемые цифрами. Всего в городе 20 округов. Каждый округ разделяется на четыре квартала, всего в городе 80 административных кварталов. В городе проводится постоянное обновление: строятся административные здания, отели и жилые комплексы. Все крупные общественные и жилые комплексы столицы обеспечиваются подземными гаражами.
Парижская архитектура с 2000 года разнообразна и без единого доминирующего стиля. В сфере строительства зданий музеев и памятников наиболее известен архитектор Жан Нувель. Его первыми работами в Париже были Институт арабского мира (1982—1987) и здание Фонд Картье (1992—1994), которое имеет стеклянный экран между корпусом и улицей. В 2006 году он завершил строительство музея на набережной Бранли — президентский проект Жака Ширака. В музее представлена культура Азии, Африки и Америки. Фасад здания покрыт живыми растениями. В 2015 году он завершил строительство Парижского Симфонического зала в Ла-Виллет. 
Американский архитектор Фрэнк Гери также внёс заметный вклад в Парижскую архитектуру, построив культурный центр в Берси (1994), здание Фонда «Луи Виттон», музей современного искусства Булонский лес.

Отель Berlier, проект Доминика Перро (1986-1989)
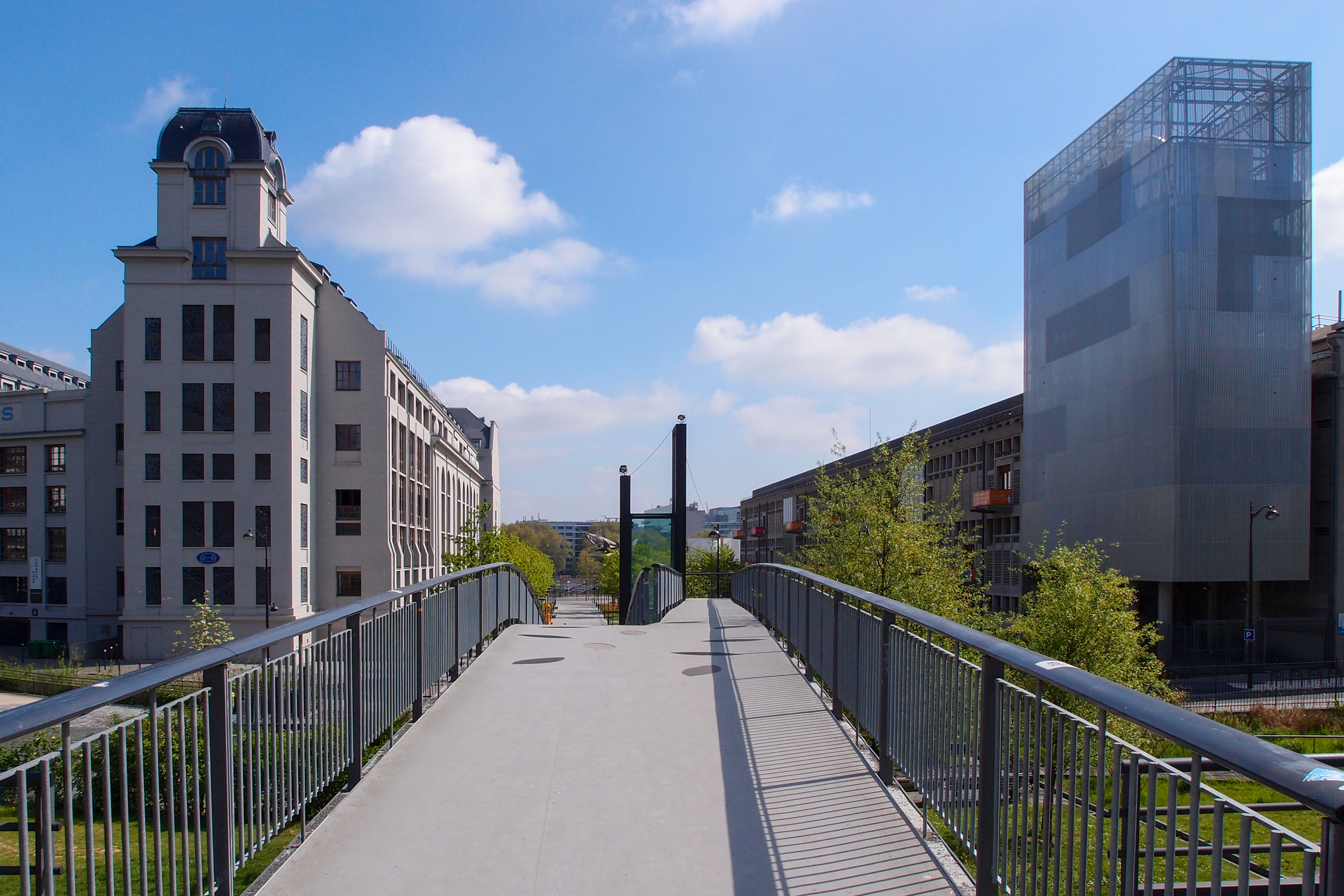
Мельницы и склад зернохранилища превращены в здания общежитий для парижского университета Дидро (2002-2007)
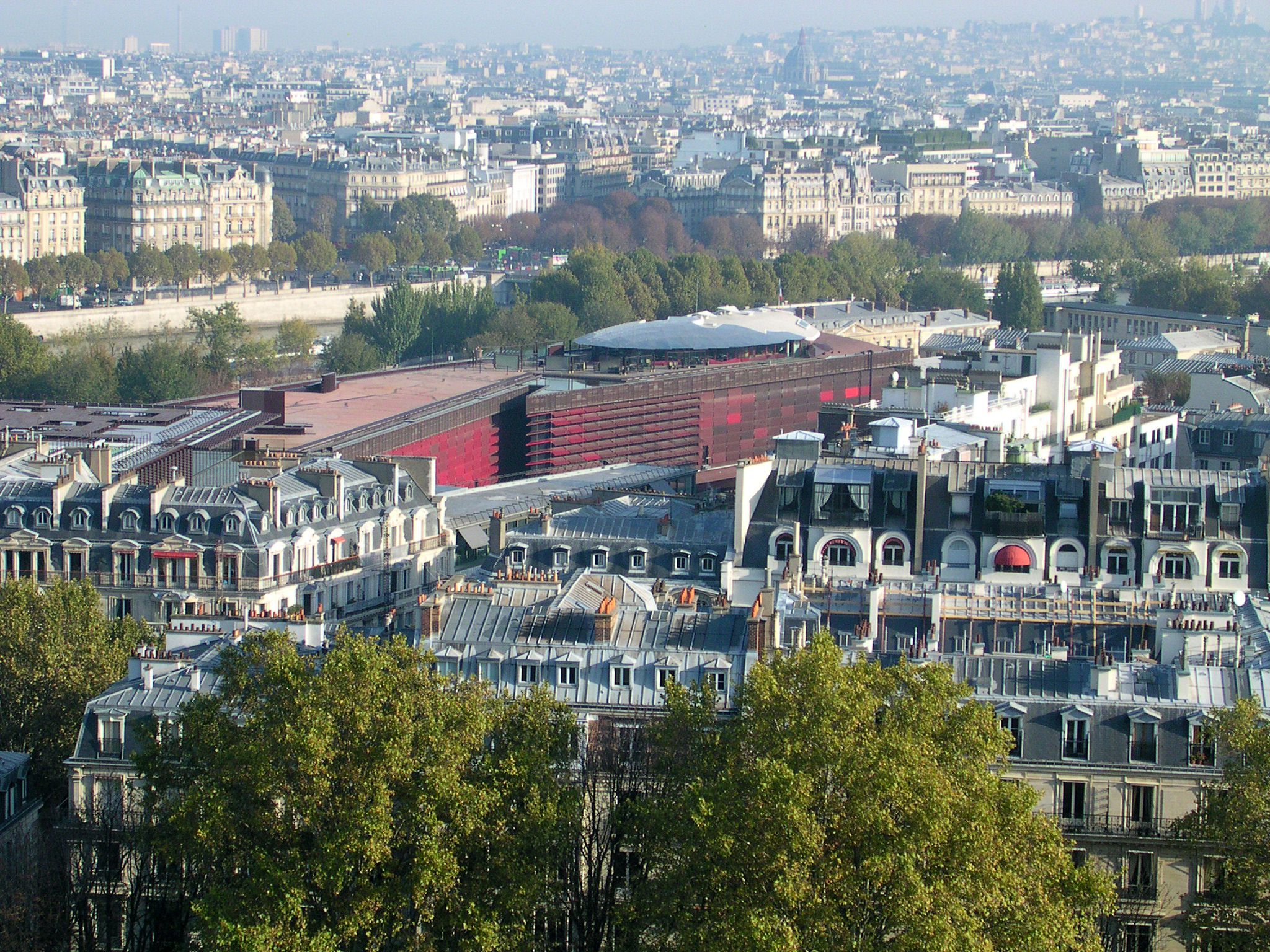
Музей на набережной Бранли

### Постмодернизм
Постмодернизм французской архитектуры отдаёт предпочтение визуальным ощущениям зрителя. Самыми известными архитекторами этого стиля являются Жан Нувель и Доминик Перро. В этом стиле были построены здания:
- Отель Berlier архитектора Доминика Перро (1986—1989) в 13 округе Парижа представляет собой блок из стекла. Перро также спроектировал новую французскую Национальную библиотеку. Построенный библиотечный комплекс, представляет собой четыре высотные башни, каждая в форме раскрытых книг[31]. При сооружении книгохранилища под землей было вынуто грунта больше, чем при строительстве атомной электростанции.
- Штаб-квартира газеты «Монд» в 13 округе разработана архитектором Кристианом де Портзампарк (2005). Здание имеет фасад, напоминающий раскрытую газету.
- Административное здание французского Министерства культуры архитекторов Фрэнсиса и Фредерика Солер Druot (2002—2004) имеет фасад, полностью покрытый декоративной металлической сеткой.
- Отель Фукетс в 8 округе Парижа разработан архитектором Эдуардом Франсуа.

### Экологическая архитектура
Важной темой Парижской архитектуры XXI века стала экологическая архитектура.
- В 2004 году было построено здание «Цветок-Башня», расположенное в 17-м округе Парижа (архитектор Эдуард Франсуа). Здание покрывает живая листва бамбука. Растения стоят в бетонных горшках по краям террасы на каждом этаже и поливаются автоматически.
- Фасад здания ресторана университета в 6-м округе, построенного в 1954 году, был перестроен архитектором Патриком Може с целью лучшей теплоизоляции.
- Корпус общежития для бездомных разработан архитектором Эммануэлем Саади в 2011 году. Здание, расположенное на набережной де Вальми в 10-м округе Парижа, покрыто фотоэлектрическими панелями для генерации солнечной электроэнергии. [84]

### Перестройка
Важной тенденцией в Парижской архитектуре XXI века стала перестройка старых промышленных или коммерческих зданий для новых целей. Эта тенденция по-французски названа «reconversions» или «перестройка». Среди перестроенных зданий были:
- Большое зернохранилище и мельница в 13-м округе были перестроены в 2002—2007 годах в здания общежитий Университета Париж Дидро. Архитекторами работ были Николя Мишлен и Руди Риччиотти.
- Док для лесоматериалов и большой склад, построенный перед первой мировой войной вдоль реки Сены — были перестроены в 2005—2008 годах в Центр моды и дизайна. Архитекторами работ были Якоб и МакФарлейн. [2]

### Государственное жилье
С 1980-х годов при строительстве жилищного фонда в Париже пытались избежать однообразной застройки, используя живописные архитектурные детали, разнообразные стили, цветовое оформление, мелкие мини-кварталы. Новый стиль называется фрагментация. В этом стиле впервые строили архитекторы Кристиан де Портзампарк и Фредерик Борель. Только в одном комплексе на улице Пьер-Rebière в 17-м округе на 180 квартир работали девять различных команд архитекторов. [86]

## Русская архитектура в Париже

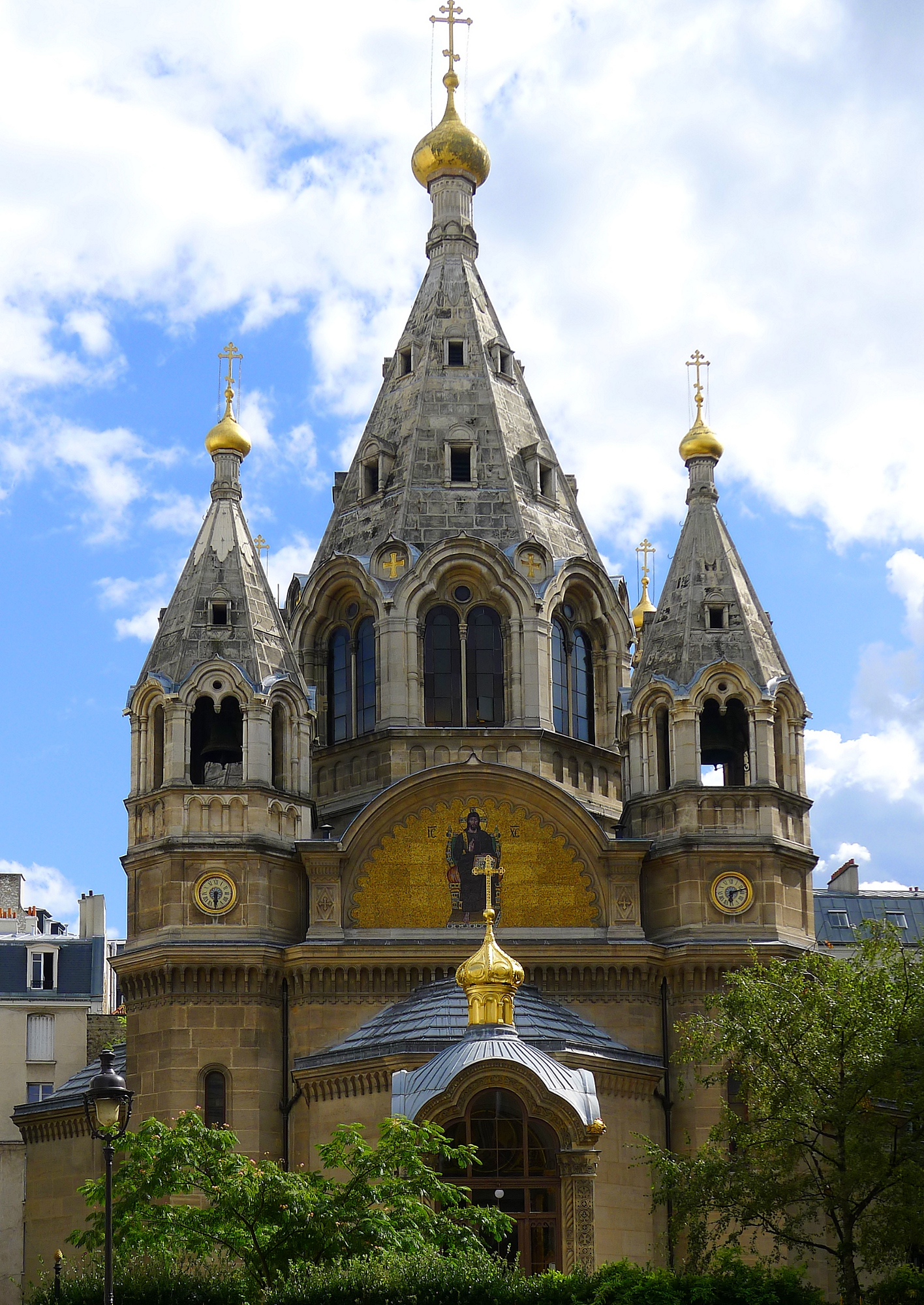
Собор Александра Невского в Париже

Русские издавна проживали в Париже, в XIX веке их количество перевалило за тысячу. Церковь при русском посольстве в Париже, размещавшаяся на съемных квартирах, стала тесной.
В 1847 году Иосифом Васильевым началось проектирование новой церкви, на что Наполеон III дал согласие. Царь Александр II пожертвовал на строительство храма около 150 000 франков золотом. Строительство храма продолжалось с 1847 по 1861 год. Архитекторами храма стали Роман Иванович Кузьмин и Иван Васильевич Штром.
Собор Святого Александра Невского был построен в византийском стиле в виде греческого креста. Лучи креста заканчивается апсидой. На апсидах построены башенки с пятью куполами, символизирующими Христа с 4 евангелистами. Центральный купол имеет высоту 48 метров. В византийский стиль выполнено внутреннее убранство и росписи храма.

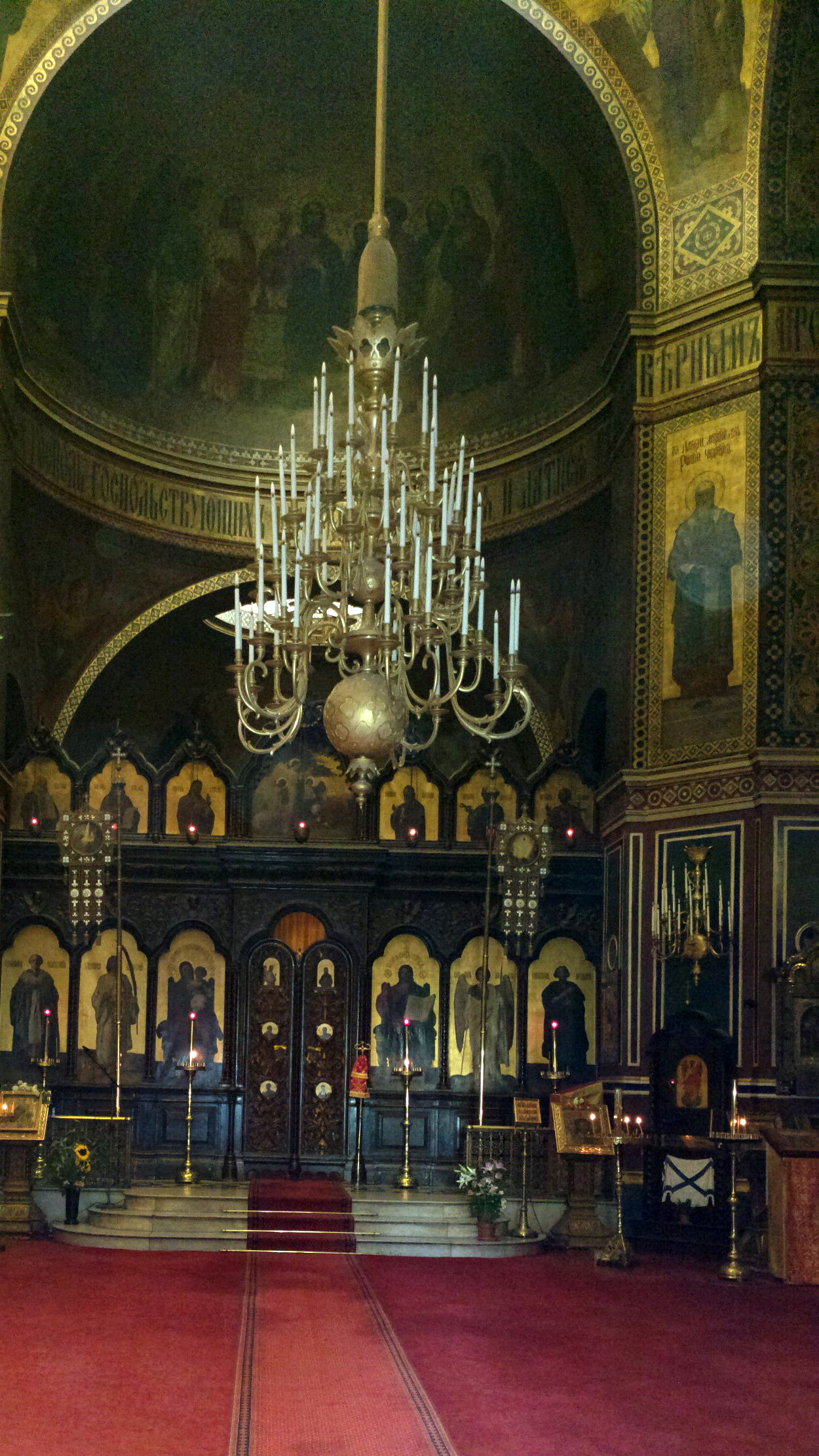
Интерьер Собора Александра Невского

На фасаде храма М. Герцели выложил мозаику с изображением «Благословляющего Спасителя на троне», являющейся копией мозаики храма Святого Аполлинария в Равенне.
В настоящее время в Париже расположены русские храмы: Собор Святого Александра Невского (12, rue Daru) и Храм Знамения Божией Матери (87, boulevard Exelmans), Церковь Святого Серафима Саровского Константинопольского патриархата; Храм Воскресения Христова Храм Знамения Божией Матери (87, boulevard Exelmans) русской Зарубежной церкви; Храм Трех Святителей (5, rue Petel), Храм Воскресения Христова (8, rue des Bigots), Храм Святой Троицы и Святых Новомучеников (16, rue Michel-Ange), Храм Трёх Святителей, Храм в честь Пресвятой Троицы и Новомучеников и исповедников российских в Ванве и др. Московского патриархата.
В Париже с 2013 года строится Свято-Троицкий собор и русский духовно-культурный центр, архитектор Жан-Мишель Вильмотт. Окончание строительства ожидается в 2016 году. В состав центра войдут храм Святой Троицы Корсунской епархии Русской православной церкви, российско-французская начальная школа на 150 учеников, выставочный центр и здания епархиального управления с концертным залом, жильём для священников и сотрудников культурной секции посольства.

## Наука

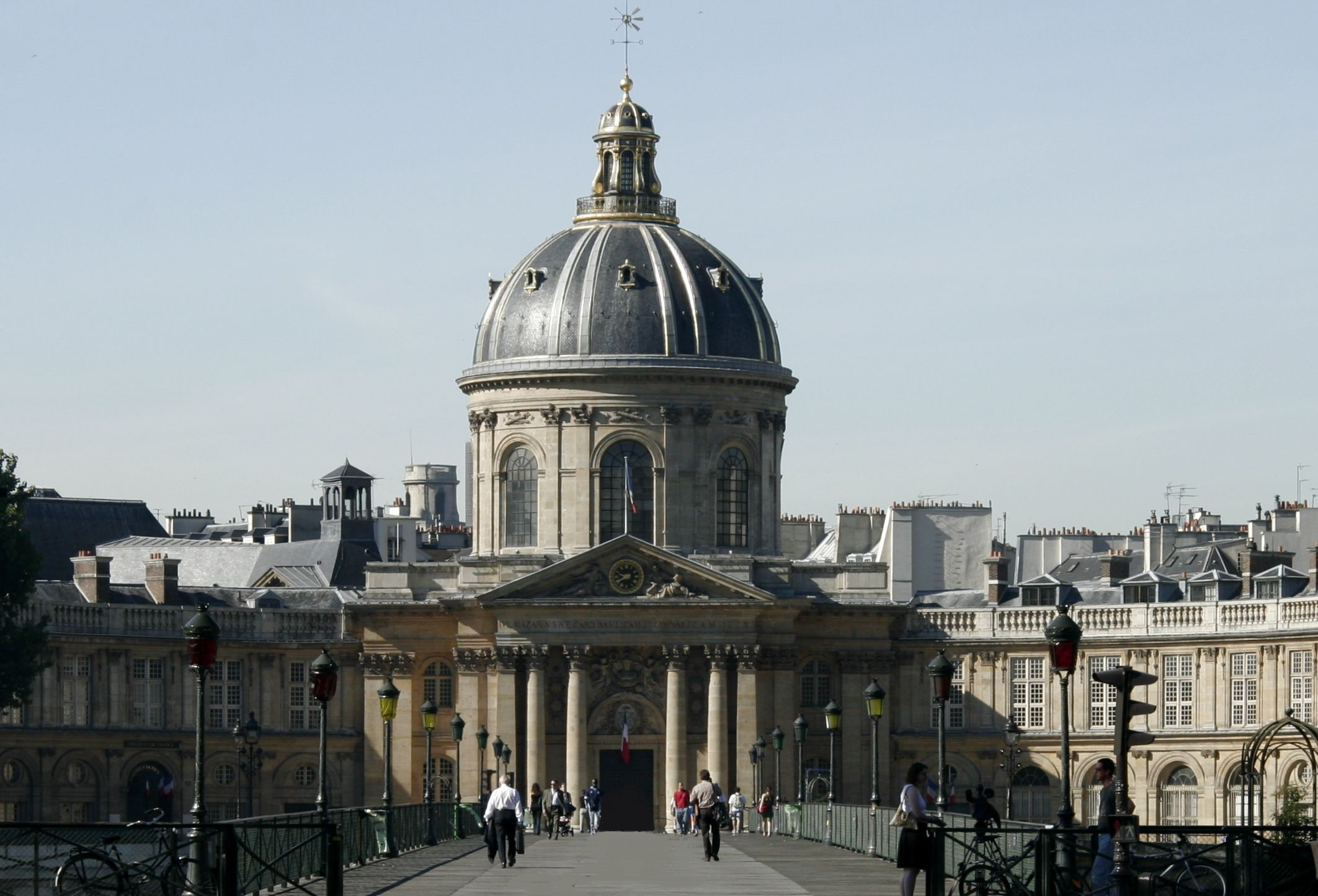
Академия изящных искусств в Париже

В период между войнами 1918—1945 годов во Франции формируется градостроительная наука. В отличие от градостроительного искусства, она становится основой современного градоустройства. По закону Корнюдэ 1919 года любой населенный пункт с количеством жителей более 10 тыс. человек обязан был иметь план устройства и развития.
В это время во Франции создаются научные учреждения и учебные заведения по архитектуре и градостроительству. Возникают градостроительные общества, издаются журналы.
В 1925 году во Франции был представлен проект Ле Корбюзье реконструкции центральной части Парижа («План Вуазен»), затем под руководством архитектора Анри Проста была разработана схема планировки «Большого Парижа» (1932—1941 гг.). Не реализованный проект определял развития территорий города, определял пять районов, в которых подлежали охране исторические памятники.
После Второй мировой войны во Франции разрабатывалось множество проектов «уничтожающих» архитектуру. Это были проекты домов, подвешенных на металлических тросах, во врытых в землю, домов-автомобилей, «летающих» домов и др.
В 1950-е годы здесь возник АТBАТ, Atelier des båtisseurs (мастерская строителей) — исследовательский центр архитекторов, инженеров и градостроителей, занимающийся проблемами французской архитектуры. В центре работали архитекторы В. Бодянский, А. Воженский, Ж. Кандилис, Р. Анжер, П. Пуччинелли и др. В это время в Париже начинают строиться большие ансамбли, комплексы зданий. К лучшим ансамблям зданий в Париже послевоенного времени относится жилой комплекс на 6 тыс. жителей Марли-ле-Гранд-Терр (1958—1960), архитекторы М. Лодс, В. Бодянский, Ж. Оннегер.
В настоящее время во Франции действует Академия изящных искусств с отделением архитектуры. C 2002 года президент академии — архитектор Yves Boiret.

## Учебные заведения
Первая Королевская академия архитектуры была создана во Франции ещё в 1671 году. В настоящее время во Франции работают около 20 государственных архитектурных школ, Страсбургская инженерная школа (архитектурный факультет), Национальная архитектурная школа Нормандии, Высшая национальная школа изящных искусств, Высшая школа ландшафтной архитектуры в Версале и другие учебные заведения.